# Arquitectura románica en España

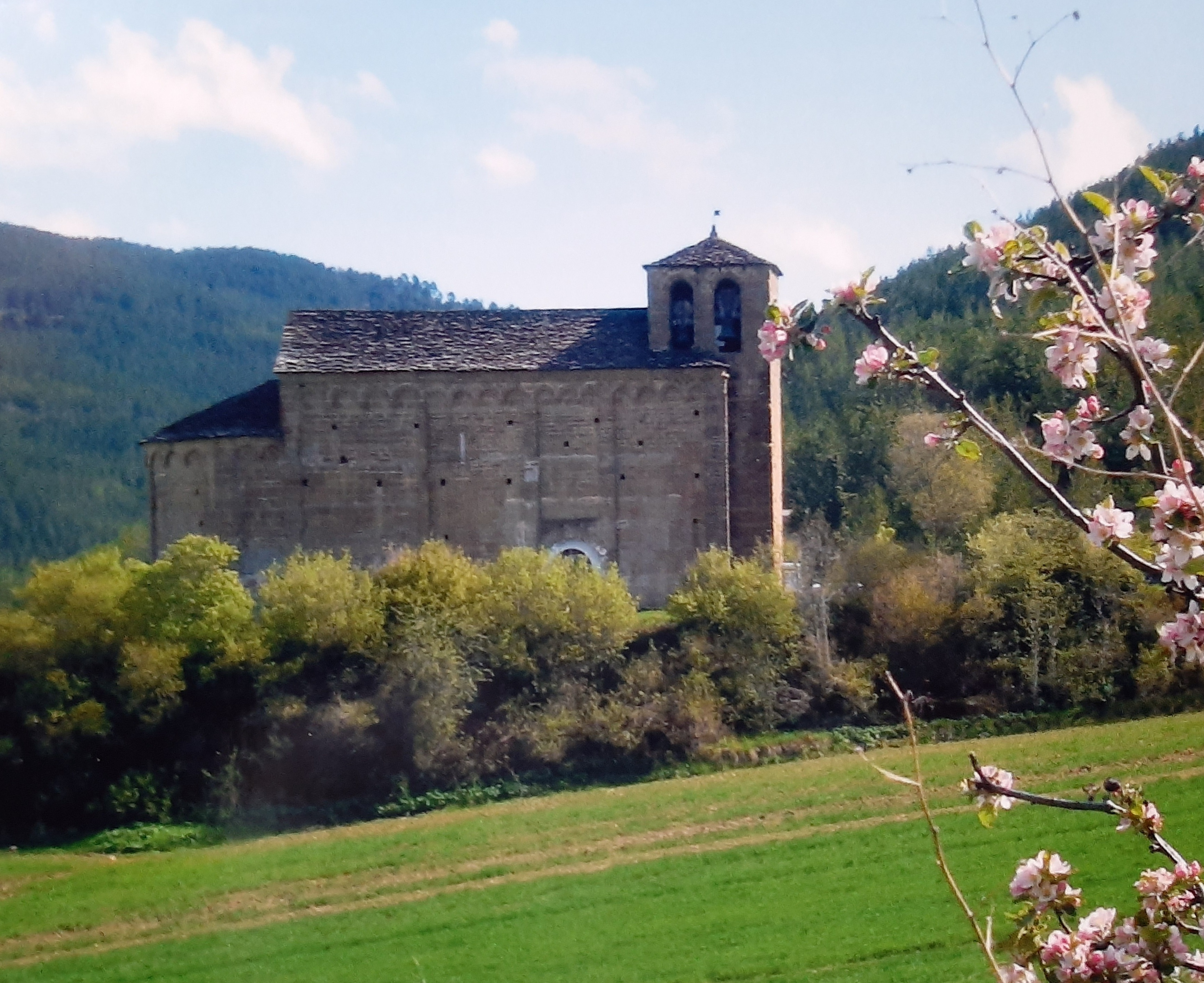
Santos Julián y Basilisa (1070-1090, Bagüés, Zaragoza)

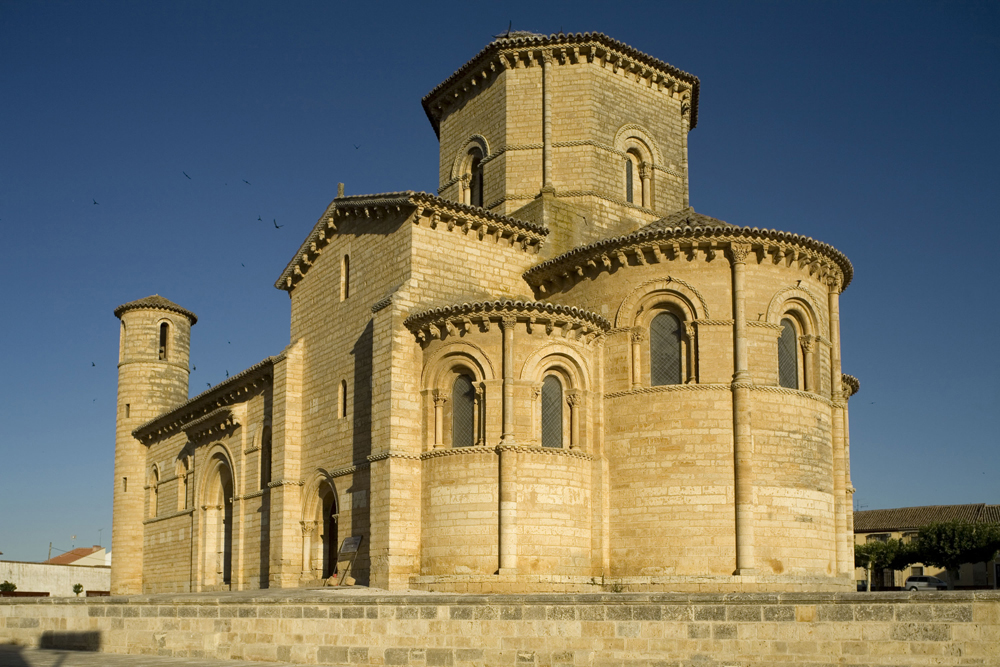
Iglesia románica de San Martín de Frómista (Palencia)

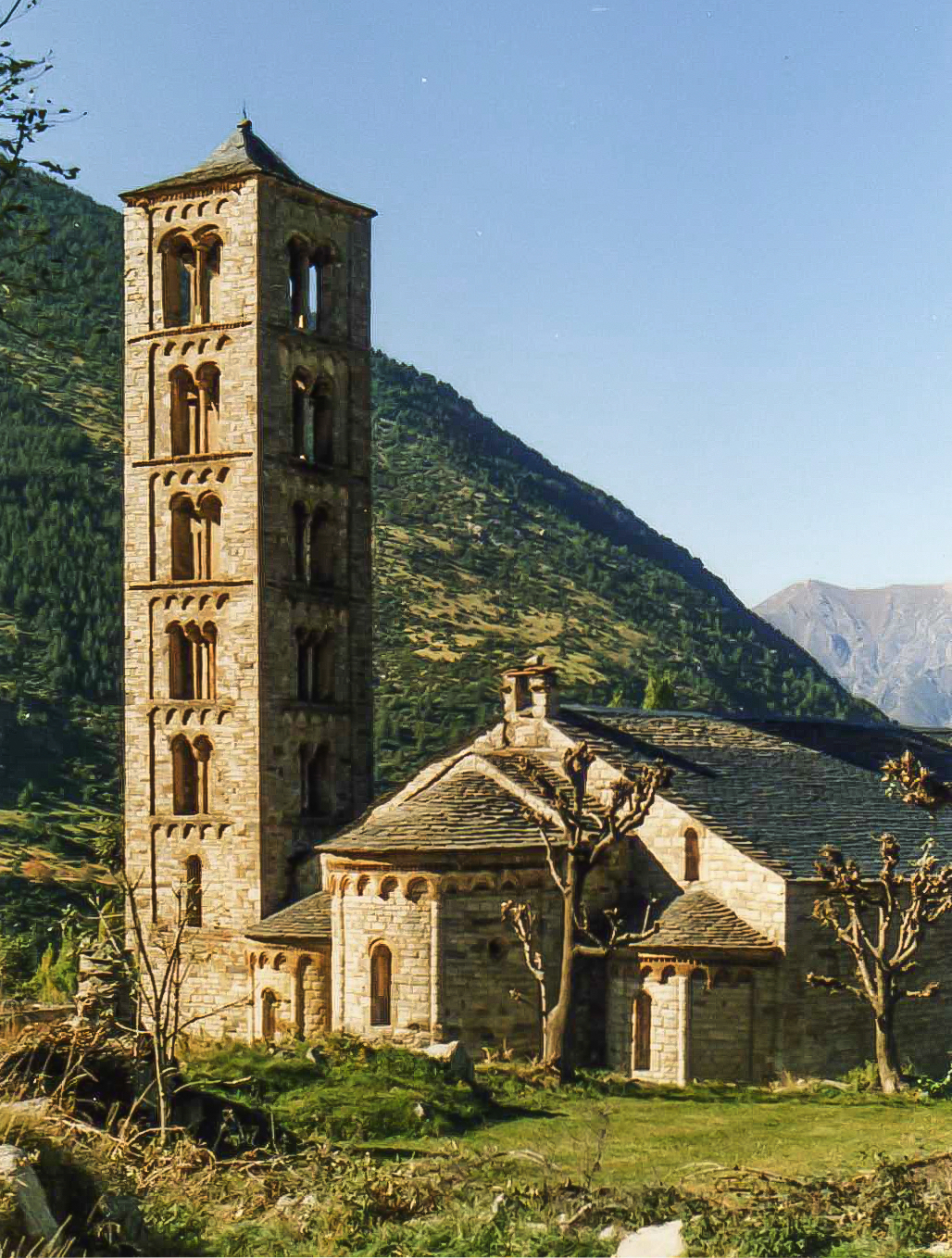
Iglesia de San Clemente de Tahull (Lérida), influencia lombarda en el románico catalán

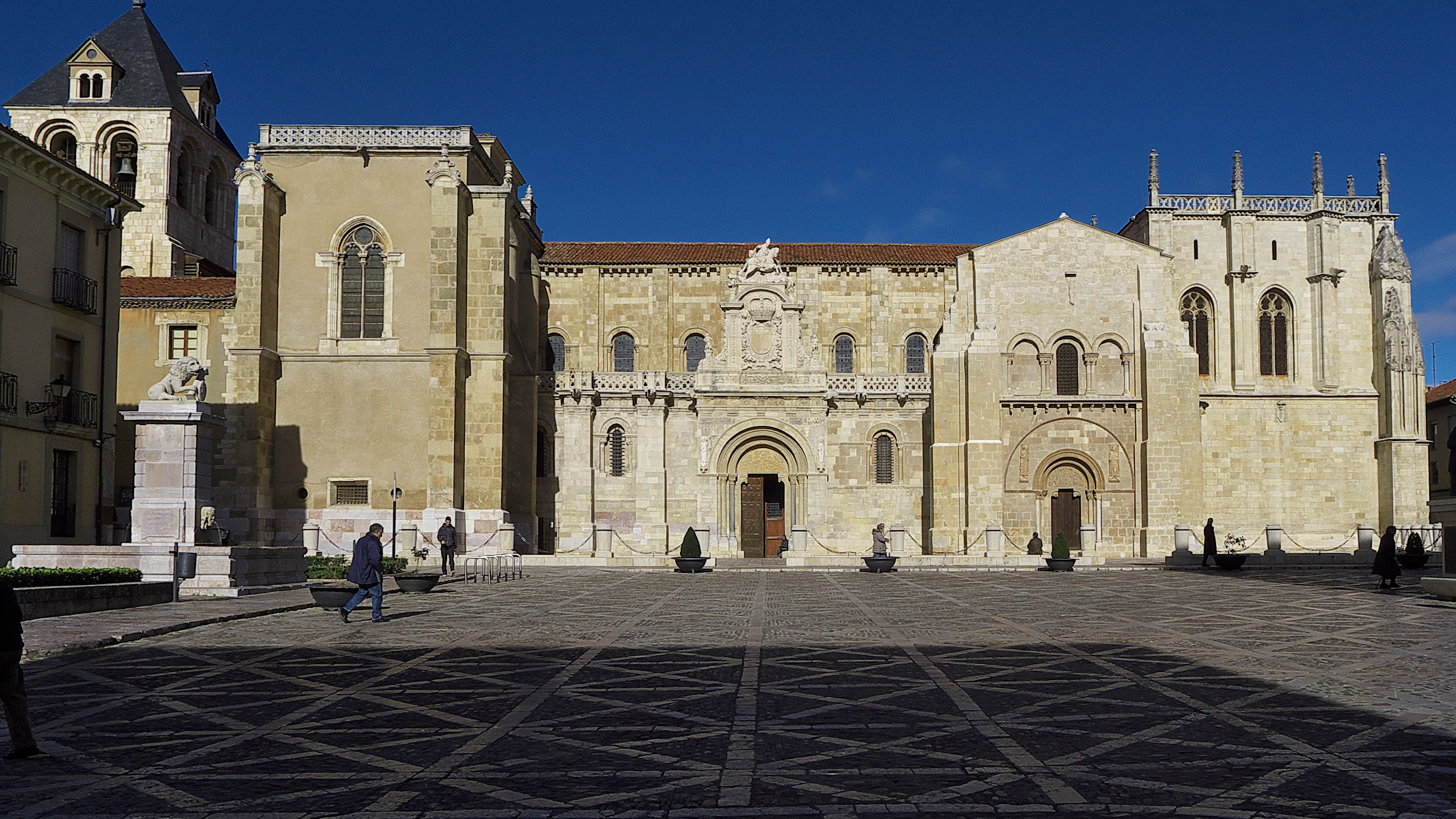
Basílica de San Isidoro de León

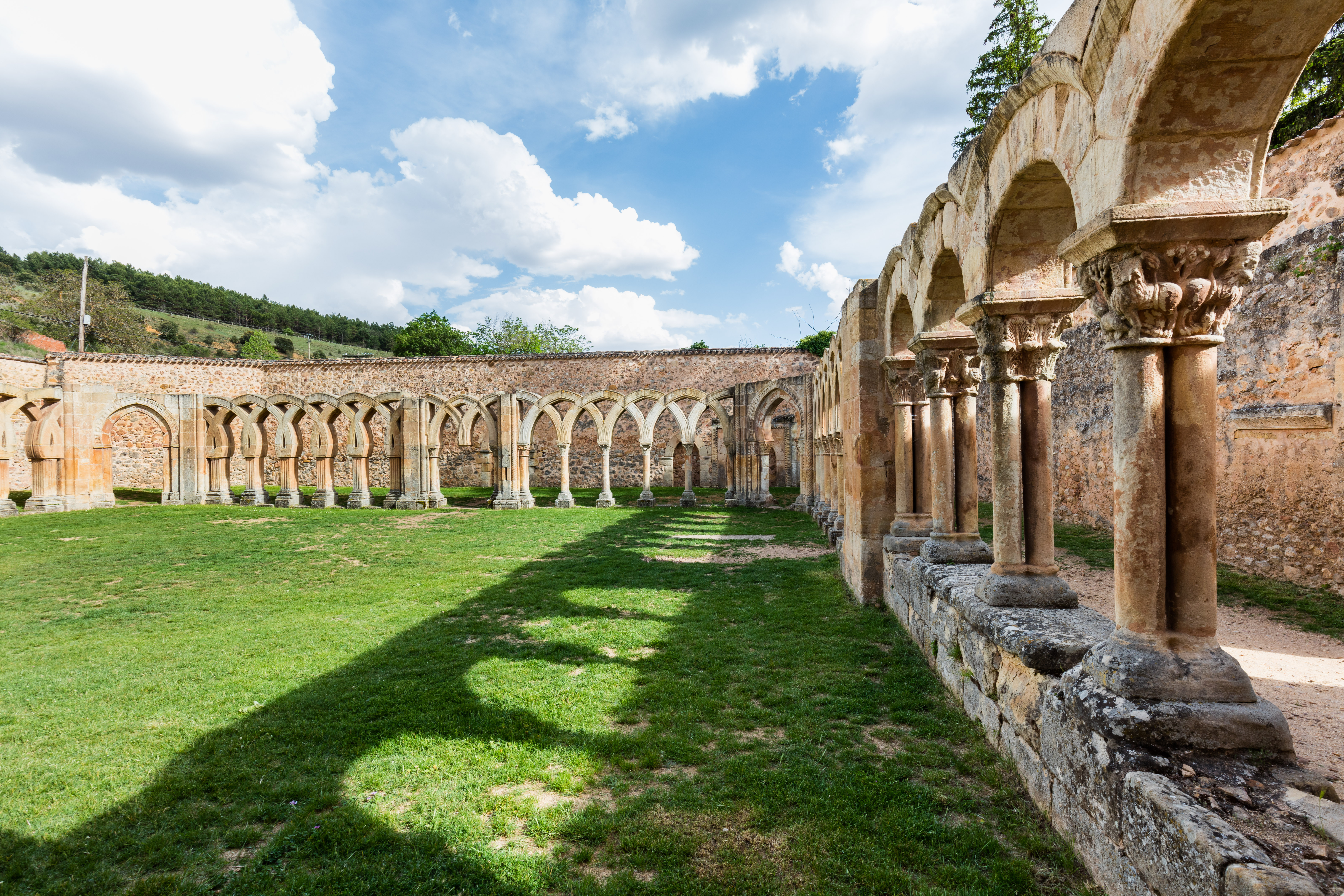
Monasterio de San Juan de Duero (Soria)

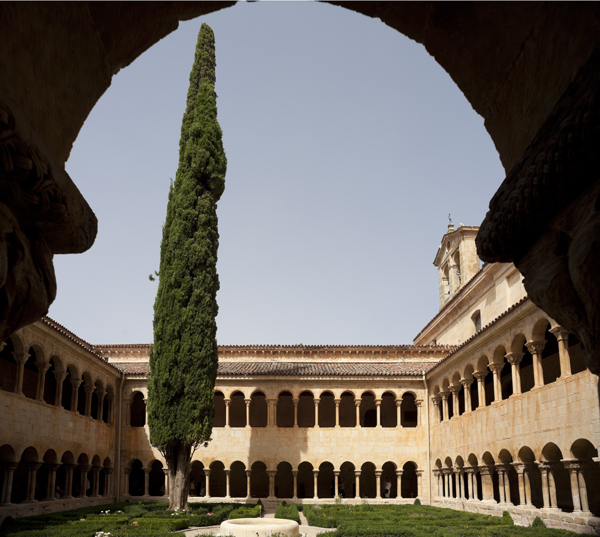
Claustro de Santo Domingo de Silos, con el famoso ciprés que cantó Gerardo Diego.

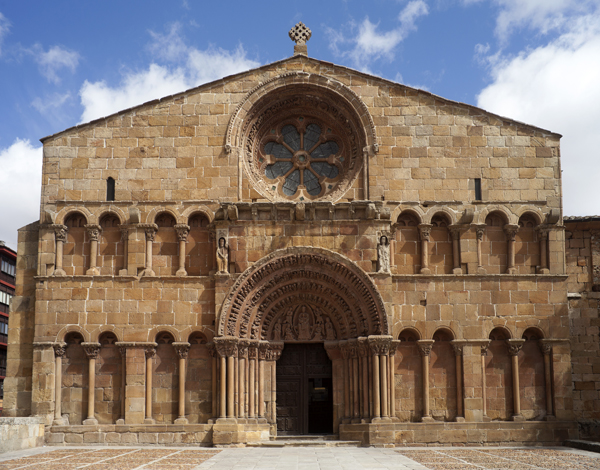
Santo Domingo de Soria, inspirada en Nuestra Señora de Poitiers y hecha por maestros poitevinos, uno de los mayores logros del románico español (para Gaya Nuño «...su distribución decorativa es la más rica, la más homogénea y armoniosa de la península, y no reconoce como más bella ni a la de Ripoll»)

La arquitectura románica supone una manera de construir dentro del estilo conocido como arte románico desarrollado en Europa, con sus características propias y su especial evolución a lo largo de más de dos siglos, que comprende desde principios del siglo XI hasta la mitad del siglo XIII. Esa misma arquitectura en España adquiere sus propias peculiaridades dejándose influir tanto por las modas que le llegan desde el exterior a través de Italia y Francia como por la tradición y recursos artísticos antiguos en la península ibérica. 
Mientras en el siglo VIII se pudo sentir en la Europa cristiana occidental la restauración carolingia, la España cristiana siguió apegada a la cultura tradicional hispanorromana y goda, sin dejarse influir por los movimientos culturales europeos, hasta la llegada del románico. 
La arquitectura románica se extendió en España en la mitad norte llegando hasta el río Tajo, en plena época de Reconquista y repoblación, en especial tras la conquista de Toledo (1085) que aseguró la paz al norte del Duero y favoreció en gran medida su desarrollo. Entró tempranamente en primer lugar por tierras catalanas de los condados de la Marca Hispánica donde desarrolló un primer románico y se extendió por el resto con la ayuda del Camino de Santiago y de los monasterios benedictinos. Dejó su huella especialmente en edificios religiosos (catedrales, iglesias, monasterios, claustros, ermitas…) que son los que han llegado al siglo XXI mejor o peor conservados, pero se construyeron también en este estilo monumentos civiles correspondientes a su época, aunque de estos últimos se conservan bastantes menos (puentes, palacios) y militares (murallas como las de Ávila, castillos de Pedraza y Sepúlveda  y torres). Tal esfuerzo constructor sólo puede entenderse como consecuencia de la pujanza de la sociedad de los reinos cristianos, capaces incluso de extraer recursos (pago de parias) de los divididos reinos taifas.
El románico se desarrolló tempranamente en los siglos X y XI, antes de la influencia de Cluny, en los Pirineos catalanes y aragoneses, simultáneamente con el norte de Italia, en lo que se ha llamado «primer románico» o «románico lombardo». Fue un estilo muy primitivo, caracterizado por los muros gruesos, la falta de escultura y la presencia de ornamentación rítmica con arcos, tipificada en el conjunto de las iglesias románicas del Valle de Boí, con piezas tan singulares como San Juan de Boí, San Clemente de Tahull  o Santa María de Taüll (las dos últimas consagradas en 1123).
El primer románico catalán estuvo muy influido por el arte carolingio y el musulmán de la península ibérica, siendo modélica la fundación del monasterio benedictino de San Pedro de Roda (878-1022). A comienzos del siglo XI hubo una gran actividad arquitectónica por parte de grupos de maestros y canteros lombardos que trabajaron por todo el territorio catalán, erigiendo iglesias bastante uniformes. El gran impulsor y difusor (así como patrocinador) de ese arte fue el abad Oliba del monasterio de Santa María de Ripoll (880-1032), que mandó que se ampliase el monasterio con un cuerpo de fachada donde se levantaron sendas torres, más un crucero con siete ábsides, decorado al exterior con ornamentación lombarda de arquillos ciegos y fajas verticales. También patrocinó la reforma de los monasterios de San Martín de Canigó (997-1026) y de San Miguel de Fluviá (desde 1017). Las edificaciones suelen ser de una o más naves abovedadas, separadas por pilares; a veces llevan la construcción de un pórtico y siempre en el exterior se ve la decoración de arquillos ciegos, esquinillas y lesenas (franjas verticales). Las torres correspondientes son especialmente bellas; unas veces van unidas al edificio y otras son exentas, de planta cuadrada o excepcionalmente cilíndrica como la de Santa Coloma de Andorra. Este primer románico lombardo se extendió también por tierras aragonesas cuyas pequeñas iglesias rurales se vieron influenciadas al mismo tiempo por las tradiciones hispánicas.
La arquitectura románica plena llegó a través del Camino de Santiago, la entonces más reciente de las tres grandes peregrinaciones cristianas creada después de que en el siglo IX se descubriera en Santiago de Compostela un sepulcro que, según se creía, encerraba los restos mortales del apóstol Santiago el Mayor. Fue un estilo auténticamente internacional, con un modelo, la abadía de Cluny, y un lenguaje común al del resto de Europa. Aparecen las típicas iglesias de peregrinación —basadas en San Sernín de Toulouse—, con tres o cinco naves, crucero, girola, absidiolos, tribuna, bóvedas de cañón y arista, y se da la alternancia de pilares y columnas, el «ajedrezado» o «taqueado jaqués» como motivo decorativo y la cúpula en el crucero. El modelo de románico español del siglo XII fue la catedral de Jaca (1077-1130), modelo que se extendió con algunas variaciones por las áreas reconquistadas según los reinos cristianos avanzaban hacia el sur.
En España no se distinguen fácilmente escuelas geográficas, como ocurre en Francia, porque los tipos aparecen mezclados aunque si se presentan ejemplos de edificios que siguen claramente, si no en su totalidad sí en gran parte, algunas de las escuelas francesas: la auvernesa  —catedral de Santiago de Compostela y la Basílica de San Vicente de Ávila—, la poitevina —Santo Domingo de Soria, uno de los mayores logros del románico español, y la mayoría de las iglesias catalanas del siglo XII, como Sant Pere de Roda y San Pedro de Galligans— y la de Perigord, cuyos ejemplos pertenecen ya a la transición hacia el gótico con novedades técnicas inducidas por la reforma cisterciense, como las cúpulas sobre trompas o pechinas—colegiata de Toro, salvo la cúpula que es de influencia bizantina, y en general el grupo de cimborrios del Duero.
El románico español también muestra influencias de los estilos «prerrománicos» —principalmente del arte asturiano, pero también del arte visigodo, arte mozárabe o de repoblación— y también del arte andalusí o hispanomusulmán y la arquitectura árabe, tan próxima, sobre todo de los techos de la mezquita de Córdoba y los arcos polilobulados. Así se advierte en San Juan de Duero (Soria), en San Isidoro de León o en la peculiar iglesia poligonal de Eunate en Navarra (con muy pocos ejemplos comparables, como la Vera Cruz segoviana.
En el reino de León el románico engarza con la tradición asturiana, con logros notables como la Cámara Santa de Oviedo, la Real Colegiata de  Santa María de Arbas —en pleno puerto de Pajares— y la iglesia de Coladilla, por la poco usual temática erótica de los canecillos y por la simplicidad de sus líneas. También hacia el norte se extendió el románico, con un sentido más rural: en Galicia, con las catedrales de Tuy y Lugo; en Cantabria, con las iglesias de Santa María de Piasca y de las colegiatas de Castañeda, Cervatos, San Martín de Elines y Santillana del Mar; y en el País Vasco, con el santuario de Nuestra Señora de Estíbaliz en Argandoña y la basílica de San Prudencio de Armentia. 
En Castilla y León predominó la planta basilical de tres naves, con la central más alta y ancha, y con triple ábside. En las rutas jacobeas los principales edificios religiosos son urbanos: la ya mencionada catedral de Jaca, el monasterio de Santo Domingo de Silos en Burgos, la real basílica de San Isidoro de León (pórtico de 1067), la iglesia de San Martín de Frómista (1066-c.1100) y la catedral de Santiago de Compostela (iniciada en 1075); aunque también las hay rurales ya que se elevaron numerosas iglesias parroquiales, más pequeñas y de una sola nave, como las de San Esteban de Corullón, Santa Marta de Tera o San Esteban de Gormaz. En algunas zonas, hubo una verdadera fiebre constructiva, como el románico palentino del que hay más de seiscientas iglesias catalogadas. El románico segoviano se caracteriza por sus torres solemnes y por el pórtico de arquerías sobre columnas sencillas o pareadas, que cumplieron una importante función en la vida urbana medieval (San Esteban).
Destacan asimismo un grupo de iglesias leonesas por sus peculiares cimborrios y cúpulas, denominándose habitualmente el grupo de cimborrios del Duero, compuesto por la catedral de Zamora (1151-1174), la colegiata de Toro (1170-mediado del XIII), la catedral Vieja de Salamanca (fin del XII-1236), y la catedral Vieja de Plasencia (principios del siglo XIII-siglo XV). Algunas iglesias y catedrales, en el siglo XIII, ya anuncian la transición al gótico, como las de Ciudad Rodrigo o Ávila. En Navarra y Aragón se nota más la influencia de Cluny. Destacan las iglesias monacales de San Juan de la Peña, San Salvador de Leyre (consagrada en 1057) y las de San Pedro de Lárrede, San Miguel de Estella, y San Pedro de Olite. En La Rioja, destaca el San Millán de la Cogolla. Son todas iglesias rurales de una sola nave, ábside semicircular y arcos ciegos. Es frecuente la presencia de torres altas y cuadradas, con ventanas en lo alto, que recuerdan a los minaretes musulmanes. En Aragón también sobresale el castillo de Loarre, del siglo XII y en Navarra, el palacio real de Estella.
En el sur aparecen las influencias arte islámico, pero donde más se nota esa influencia es en el románico mudéjar  o «románico de ladrillo», un arte urbano cuyos templos tienen la estructura de las iglesias cristianas y los motivos decorativos islámicos. Sin embargo, ese arte no estaba dominado por la concepción cristiana de la vida, ya que fueron conversos, musulmanes y judíos, los que construyeron estos templos. Destacan las iglesias de Sahagún, Arévalo, Cuéllar, Olmedo y Toro. Aunque en su conjunto el arte mudéjar es contemporáneo del gótico.
En lo que será el reino de Valencia no existen edificios puramente románicos, ya que la reconquista durante el siglo XIII, y el cambio de gusto arquitectónico hicieron que algunos edificios de planta románica fuesen finalizados en período gótico. Ejemplo de ello es la iglesia de San Juan del Hospital de Valencia, iniciada en 1238 por la orden hospitalaria tras la conquista de la ciudad de Valencia por Jaime I.

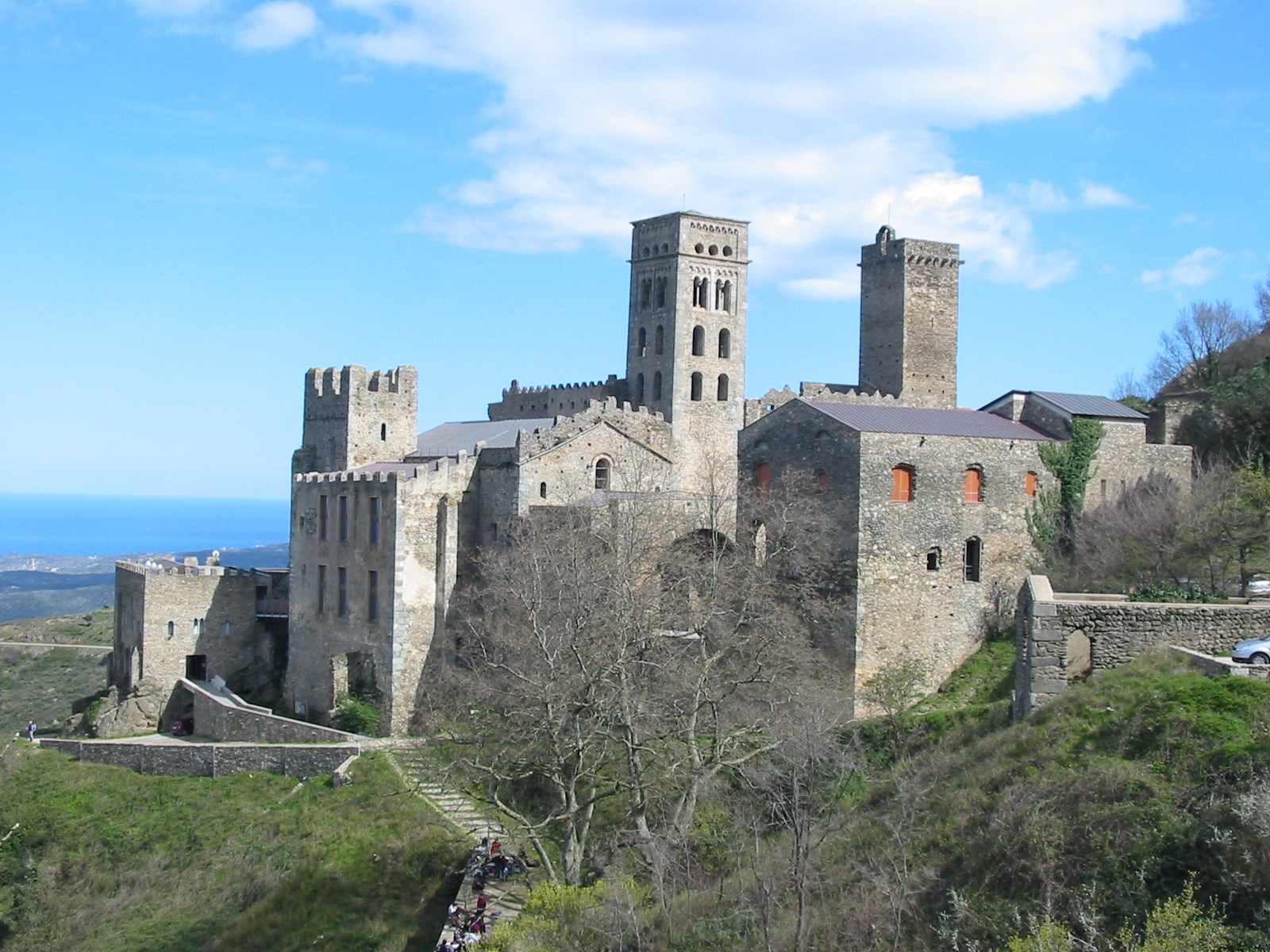
Monasterio benedictino de San Pedro de Roda (878-1022), uno de los primeros ejemplos  románicos en el país
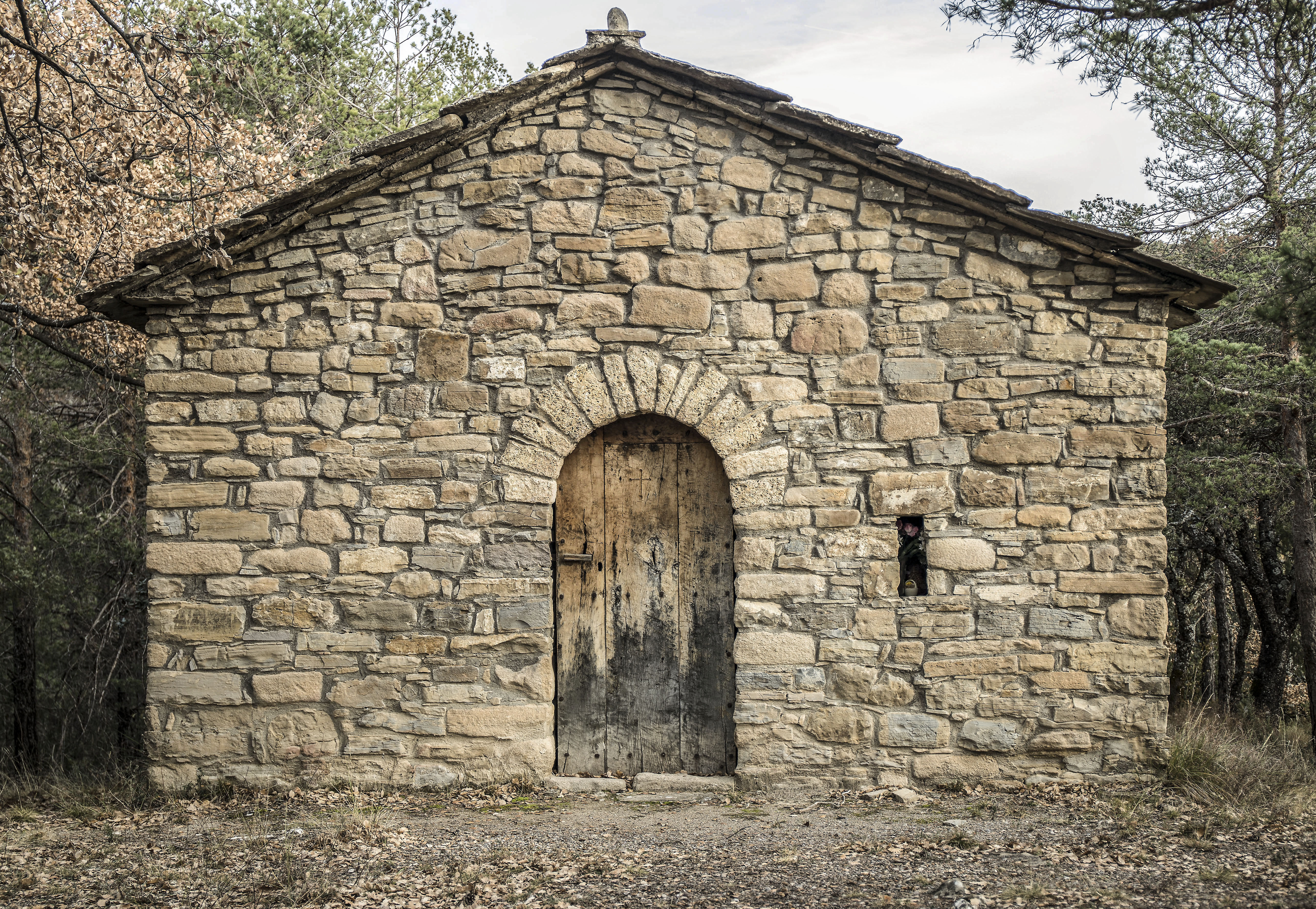
Primer románico aragonés: Santuario de la Madre de Dios de Pedrui, consagrado el 5 de noviembre de 972, por el Obispado de Roda
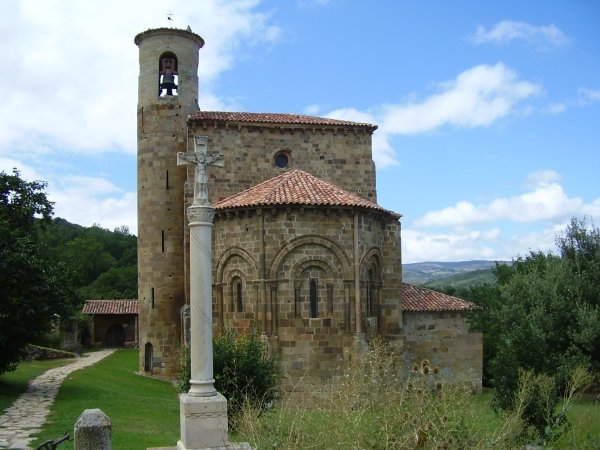
Colegiata de San Martín de Elines, Cantabria
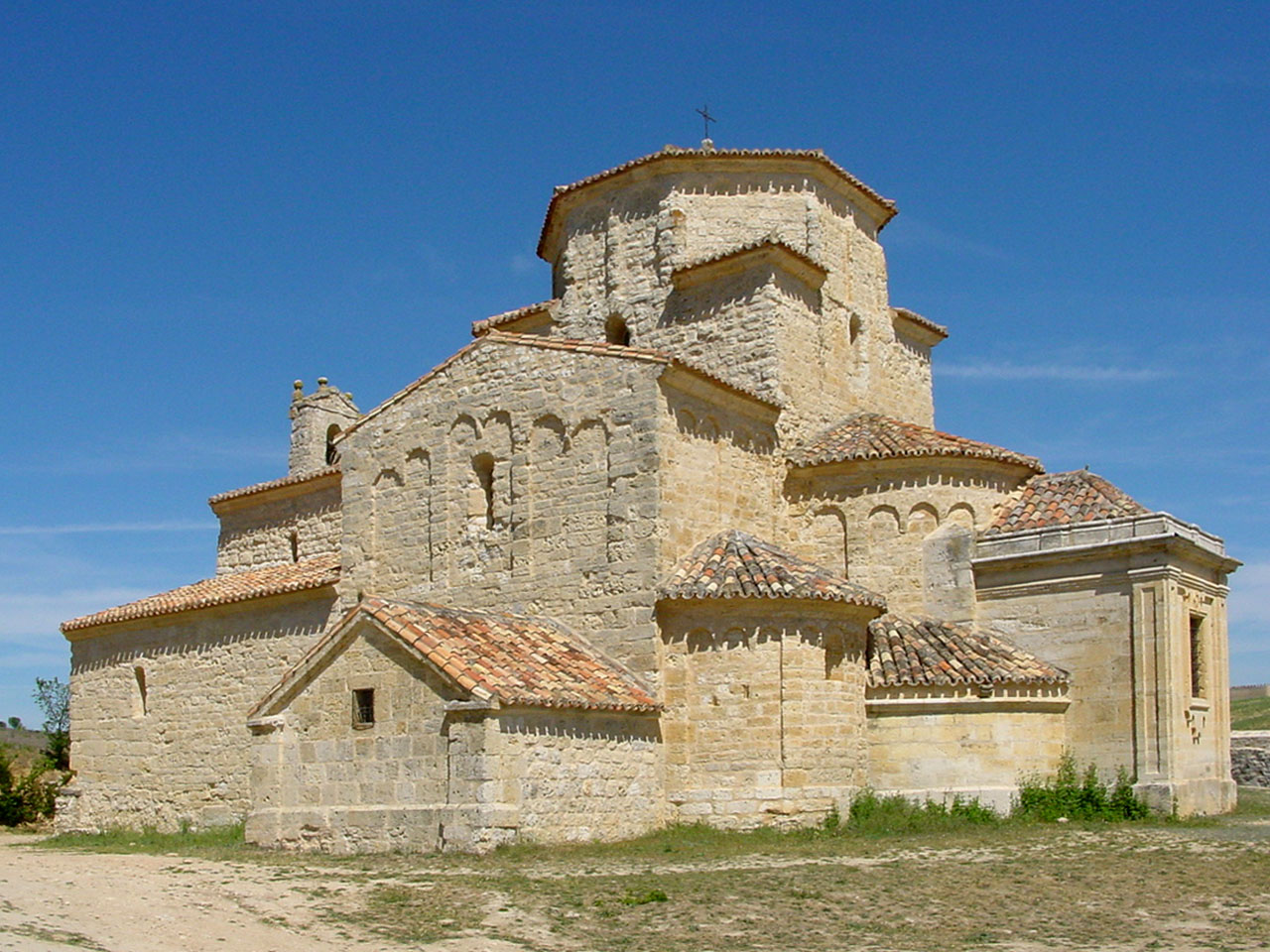
Nuestra Señora de la Anunciada (Urueña, Valladolid). Arquitectura lombarda. Es el único ejemplar en estilo románico catalán en Castilla y León.
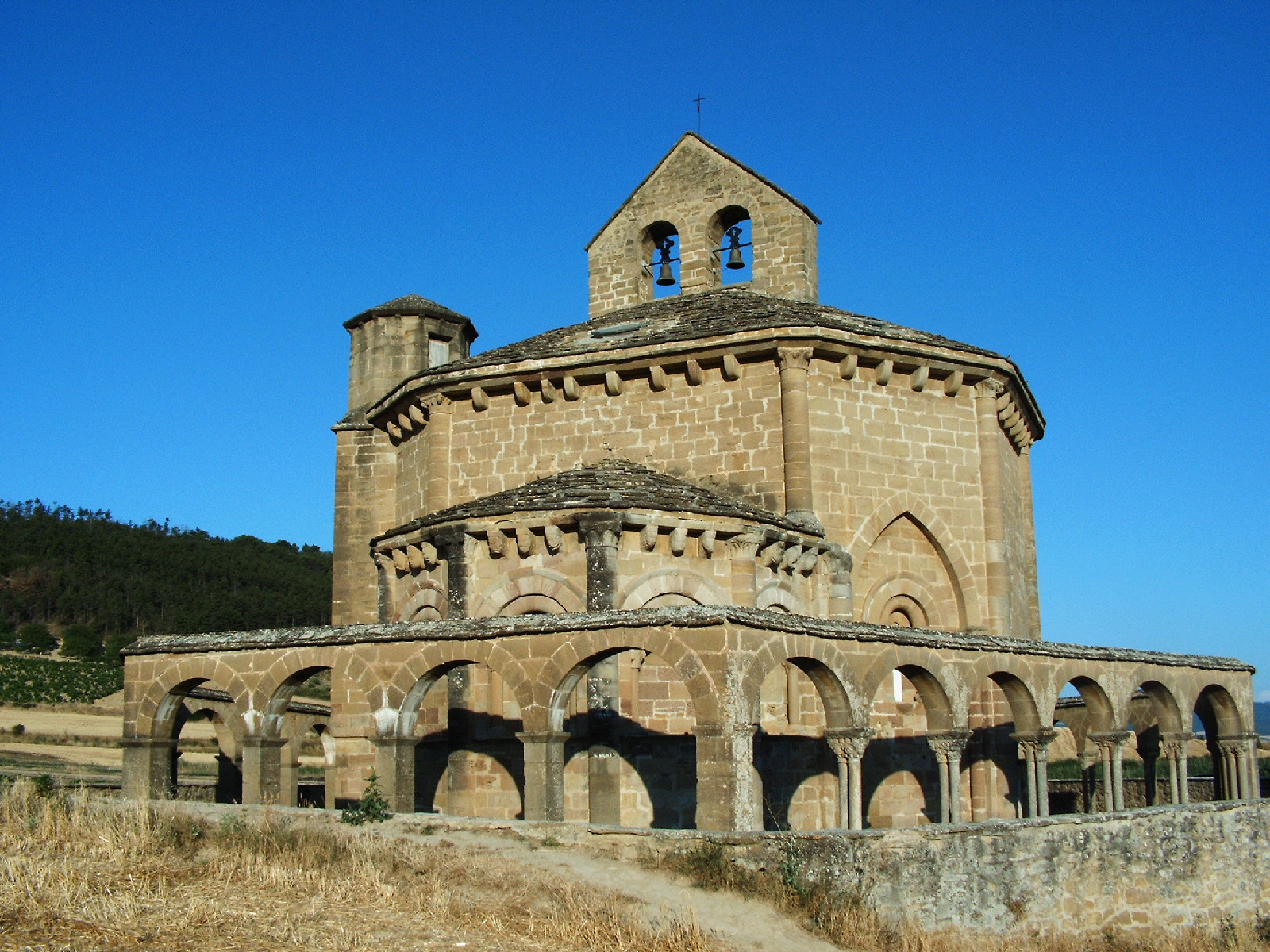
Iglesia de Santa María de Eunate (Navarra)

Casi todos los edificios románicos españoles que se conservan han sido clasificados como Bienes de Interés Cultural, apareciendo los más destacados ya en la lista de monumentos histórico-artísticos de  1931. Dos grandes conjuntos han sido declarados patrimonio de la Humanidad: «Caminos de Santiago: Camino de Santiago Francés y Caminos del Norte de España» (1993, amp. 2015) e «Iglesias románicas catalanas del Valle de Bohí» (2000).
El Centro de Estudios del Románico (CER) de la Fundación Santa María la Real —fundada en 1994 y que ha editado una «Enciclopedia del Románico», un trabajo de tres décadas para documentar todos los testimonios románicos de la península ibérica (más de 9000) y que alcanza ya los 55 volúmenes, avalada por un diploma del Premio Europa Nostra en «»2003—, puso en marcha, entre el 3 de noviembre y el 28 de diciembre de 2008, el concurso «Maravillas del Románico Español» para elegir los siete edificios preferidos por los internautas. Tras una primera selección realizada por un equipo de expertos, se eligieron los siguientes siete edificios (por orden): la colegiata de San Isidoro de León, la catedral de Santiago de Compostela, la catedral Vieja de Salamanca, los monasterios de San Juan de Duero, San Juan de la Peña y Santo Domingo de Silos y el castillo de Loarre.

«Maravillas del Románico Español»
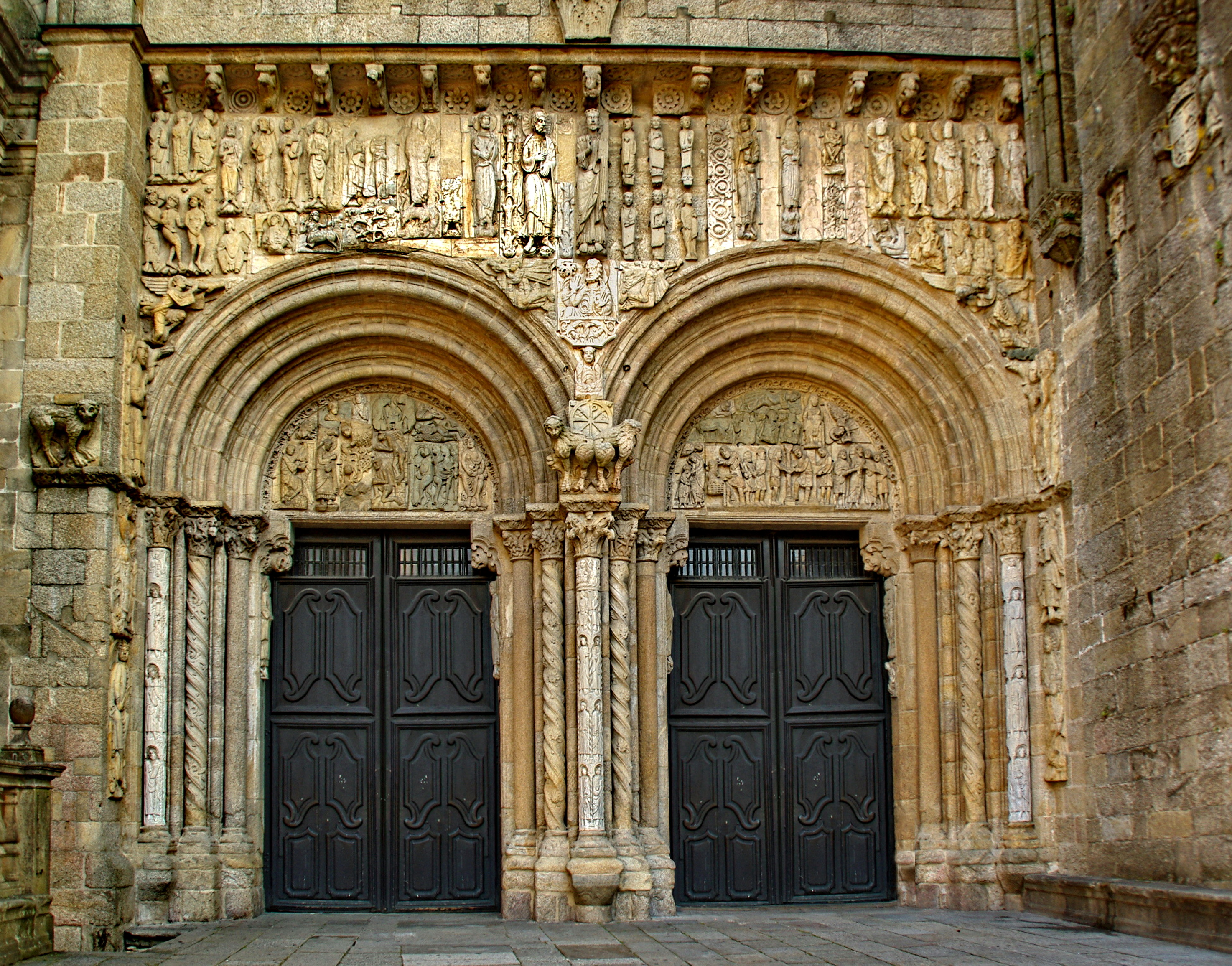
Fachada de las Platerias (1103-1117) de la catedral de Santiago de Compostela
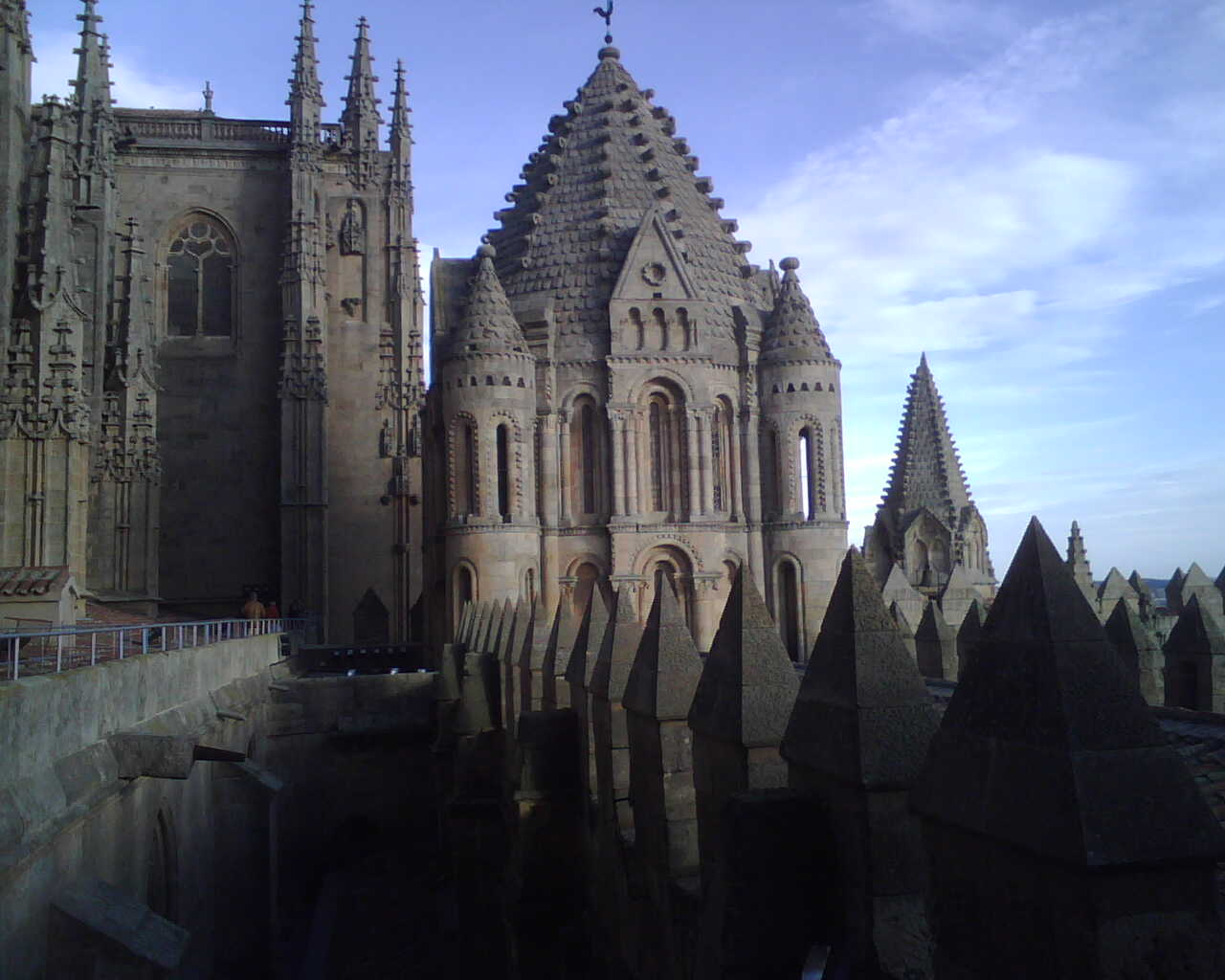
Cimborrio de la catedral Vieja  de Salamanca (inicios del XI-1236)
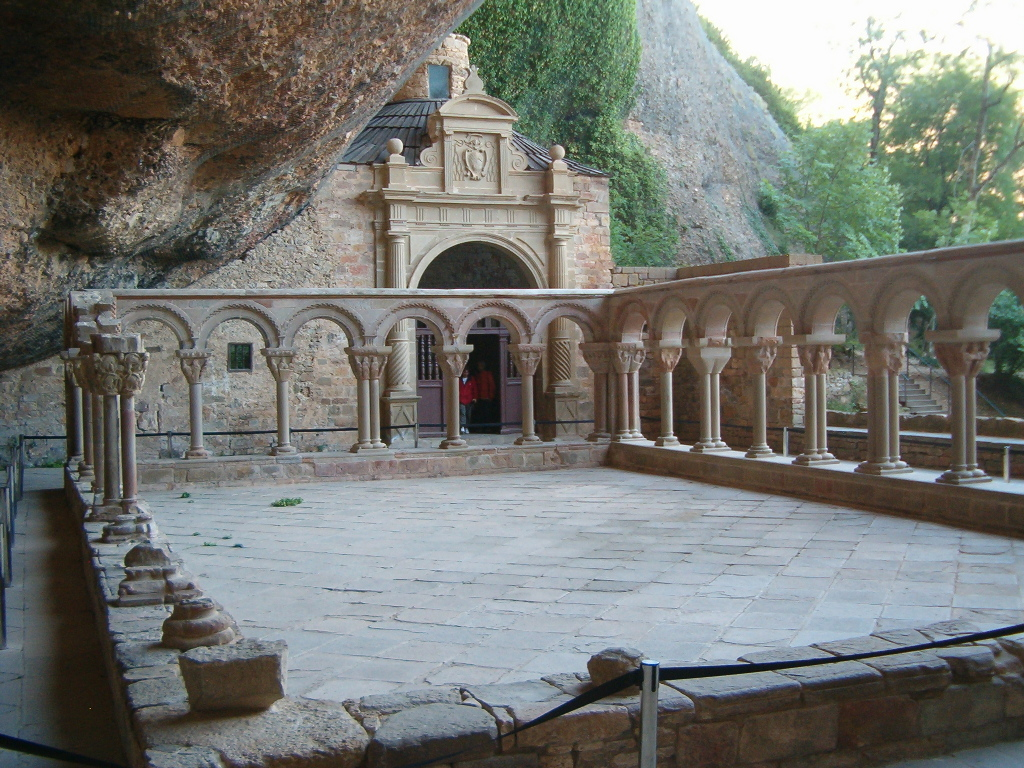
Monasterio de  San Juan de la Peña (1026- s. XII)
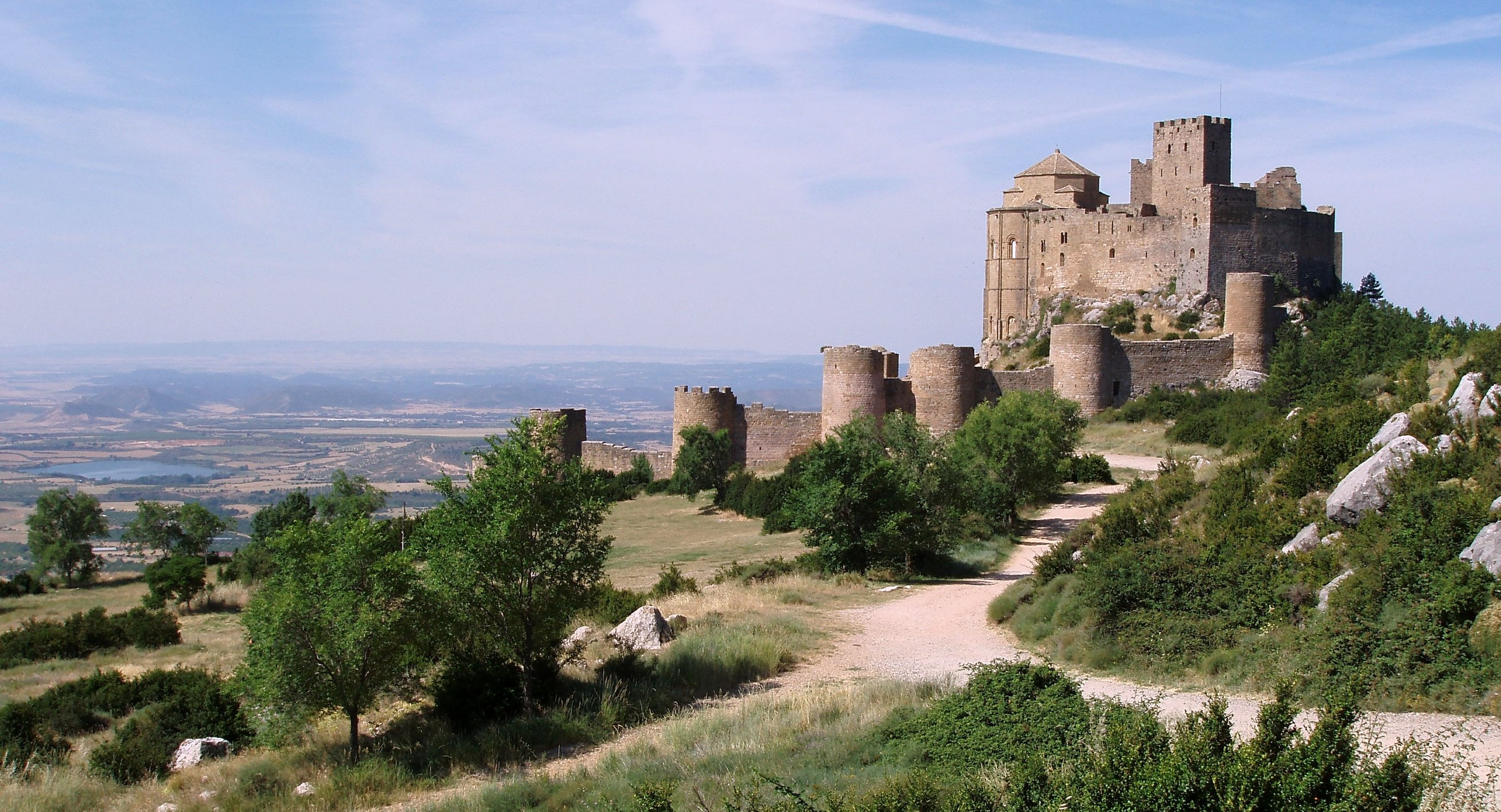
Castillo de Loarre (s. XI) (provincia de Huesca)

## Origen de la palabrarománico
El arqueólogo francés Charles de Gerville acuñó por primera vez el término románico (en francés: roman) para referirse a la etapa de la Edad Media que comprendía desde la decadencia del Imperio romano hasta el siglo XI; el término ya existía relacionado con las lenguas derivadas del latín (lenguas romances o románicas) y él lo utilizó en una carta dirigida en 1818 a su amigo Arcisse de Caumont, otro arqueólogo francés que fue quien lo difundió en su Essai sur l'architecture du moyen âge, particulièrement en Normandie (Ensayo sobre la arquitectura medieval, particularmente en Normandía), fechado en 1824.
En los albores del siglo XX, la historiografía del arte restringió la cronología situando el periodo románico a partir de fines del siglo X hasta la introducción del gótico. Desde que se acuñó el término románico como concepto estilístico sin matices, los  historiadores buscaron una mayor y más descriptiva definición subdividiendo dicho concepto generalizado en tres etapas bien definidas: Primer románico, Románico pleno y Tardorrománico.

## Contexto histórico general
El románico corresponde a una época en que la cristiandad se encontraba más segura y optimista. Europa había asumido en los siglos anteriores la decadencia del esplendor carolingio soportando al mismo tiempo los ataques normandos y húngaros (los magiares llegaron hasta Borgoña) que destruyeron bastantes de sus monasterios. En España habían sido nefastas las campañas de Almanzor, arrasando y destruyendo también gran parte de monasterios y pequeñas iglesias. A finales del siglo X en Europa una serie de hechos estabilizadores dieron ocasión para que reinara el equilibrio y la tranquilidad, serenándose en gran medida la situación política y la vida de la cristiandad. Las principales fuerzas surgieron con los Otones y el Sacro Imperio junto con la figura del Papa cuyo poder se hace universal y ostenta la facultad de coronar en Roma a los emperadores. En España, los reyes cristianos llevaban su Reconquista bastante avanzada y firmaban pactos y pautas de convivencia con los reyes musulmanes. En este contexto surgió en toda la cristiandad el espíritu de organización de los monjes que tuvieron en Cluny un ejemplo a seguir. Los monasterios e iglesias que se construyeron a partir de estos años acondicionaron su arquitectura a una mayor duración en el tiempo frente a posibles ataques, tanto de enemigos, como de incendios y causas naturales. En toda Europa se extendió el uso de la bóveda frente al cubrimiento con madera. Se restablecieron las comunicaciones y el acercamiento entre distintos monarcas europeos así como las relaciones con Bizancio.
El legado romano de caminos y calzadas sirvió para mayor comunicación entre los numerosos monasterios surgidos y lo mismo ocurrió para las peregrinaciones a los Santos Lugares o a pequeños enclaves de gran devoción popular. Debido a las mismas circunstancias, el mundo del comercio se vio incrementado y todo este trasiego de gente llevó y difundió los nuevos estilos de vida entre los que se encontraba la renovadora forma del estilo románico. Los santuarios, catedrales, etc. se construyeron en estilo románico a lo largo de cerca de dos siglos y medio.

### Antecedentes y contexto histórico en España

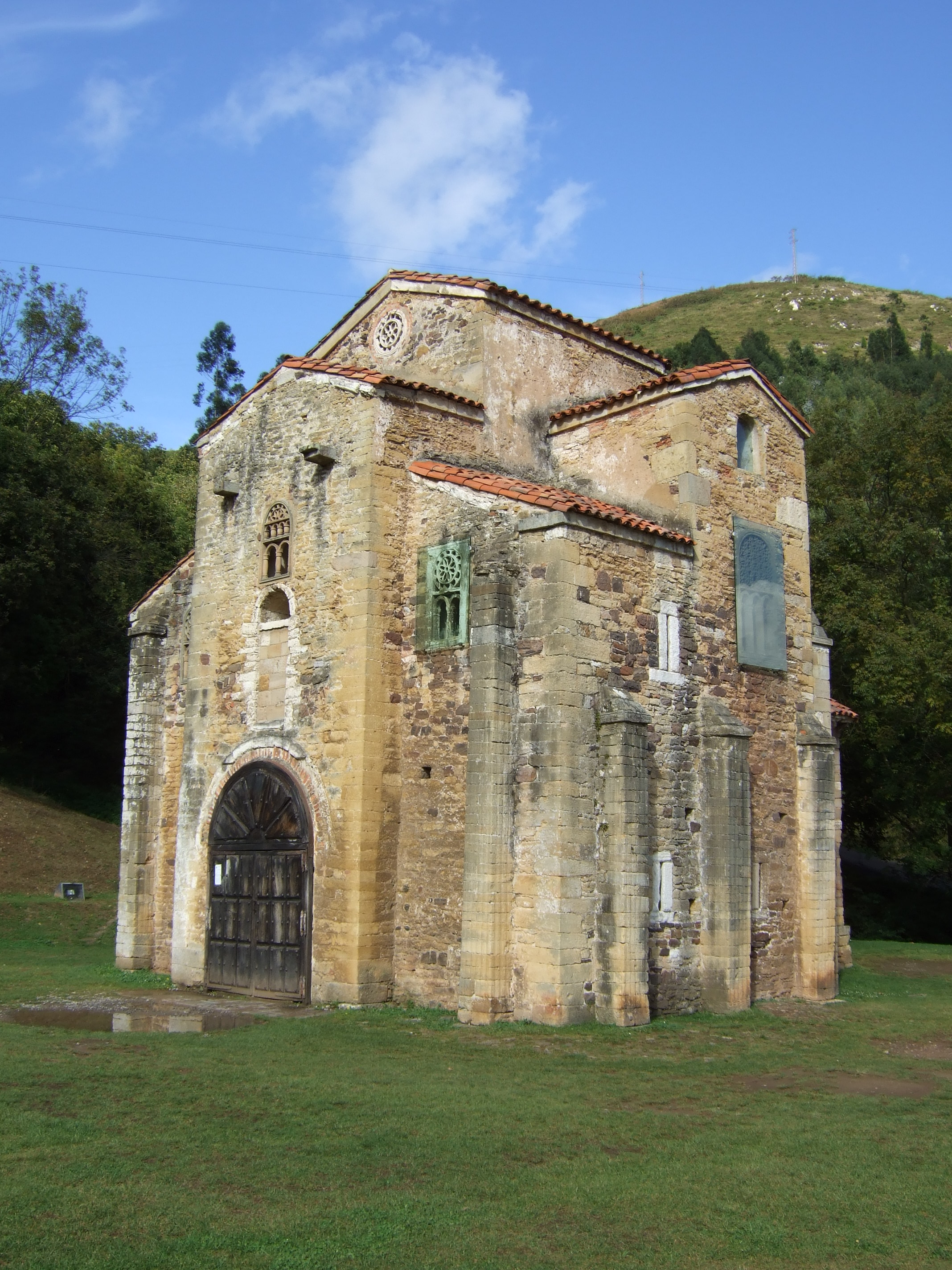
Iglesia de San Miguel de Lillo, exponente del arte asturiano.

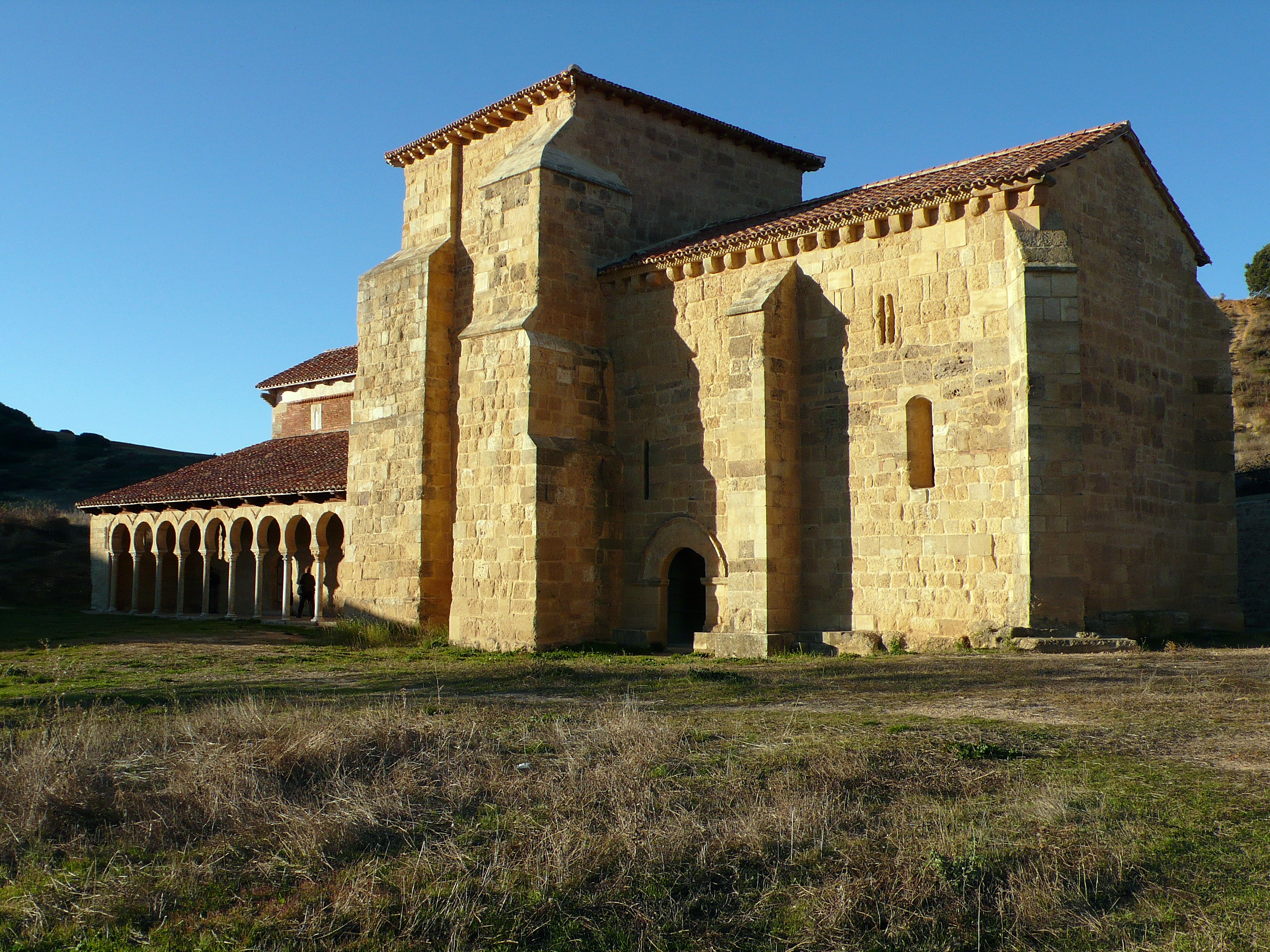
Iglesia mozárabe de San Miguel de Escalada (provincia de León).

En España el arte románico entró por Cataluña, por las tierras de la Marca Hispánica. Los reinos y condados cristianos de la mitad norte peninsular se habían mantenido fieles durante los siglos VIII al X a la herencia tradicional hispanorromana y visigoda que en arquitectura había evolucionado en un arte propio y efímero que duró hasta la llegada del románico en el siglo XI. La historiografía del arte ha dado tradicionalmente el nombre de prerrománico a estas construcciones, pero historiadores más modernos supieron ver en estos edificios un estilo propio que no se podía considerar como precursor del románico. Se trata del Arte asturiano y del Arte mozárabe o según la historiografía más moderna arte de repoblación.
El arte asturiano se desarrolló durante los siglos IX y X en tiempos de los reyes asturianos con soluciones hispanorromanas y godas y aportaciones carolingias y bizantinas.
En el siglo IX y bajo el reinado de Alfonso II la situación bélica de los primeros empujes musulmanes se fue aplacando y con la ayuda de la progresiva implantación de monasterios comenzó la repoblación desde el norte hacia la Meseta (ampliándose esta repoblación en el siglo X), y desde el sur por parte de los mozárabes hacia la Meseta y hacia más al norte, incluidas las tierras catalanas. Esta repoblación llegará a su cenit durante los reinados de Alfonso VI y Alfonso VII. La mayoría de estos monasterios de repoblación fueron transformados con la llegada del románico. En muchos de ellos sólo quedó algún vestigio mozárabe y en otros quedó la fábrica entera, como en San Miguel de Escalada.
El alarmante cambio de milenio con los temores de grandes desastres y final apocalíptico del mundo se manifestó en España en forma de terribles enfrentamientos, primero con las incursiones normandas en tierras gallegas, donde varias ciudades fueron arrasadas y saqueadas, y luego con las acometidas y razias del peligroso Almanzor, que a su paso saqueó e incendió un número considerable de localidades de los reinos y condados cristianos. Pasados estos años de gran inestabilidad, los reyes y condes cristianos pudieron pensar de nuevo en el avance de la Reconquista y en la repoblación. Se reanudaron las peregrinaciones del Camino de Santiago protegido por los reinos de Navarra y sobre todo de Aragón, que dieron lugar al asentamiento de la arquitectura cristiana románica, que fue dejando su presencia a lo largo de todo el siglo XI. Más tarde, la gran relación y amistad de Alfonso VI con los monjes de Cluny, el matrimonio de sus hijas con príncipes borgoñones y la política de este rey abierta a las renovaciones europeas, dieron como resultado la consolidación del románico como arte a seguir no sólo en el Camino de Santiago sino en el resto de las tierras gobernadas por este rey.
En Cataluña, el auténtico promotor del románico fue el abad Oliba, que en 1008 era abad de los monasterios de Ripoll y San Miguel de Cuixá. Viajó a Roma en varias ocasiones y debió ser por tierras italianas donde conoció la labor constructora de los canteros lombardos, a quienes introdujo en su tierra catalana, donde el grupo o los grupos de canteros comenzaron a levantar o reconstruir un sinfín de iglesias de estilo románico pero con características y ornamentación lombarda. Además de las técnicas lombardas, la arquitectura inicial catalana se vio mezclada con tradiciones indígenas, visigodas y mozárabes. Un buen ejemplo puede mostrarse en San Pedro de Roda, consagrada en 1022.
Este primer románico lombardo se extendió también por tierras aragonesas cuyas pequeñas iglesias rurales se vieron influenciadas al mismo tiempo por tradiciones hispánicas.

## Artistas y profesionales

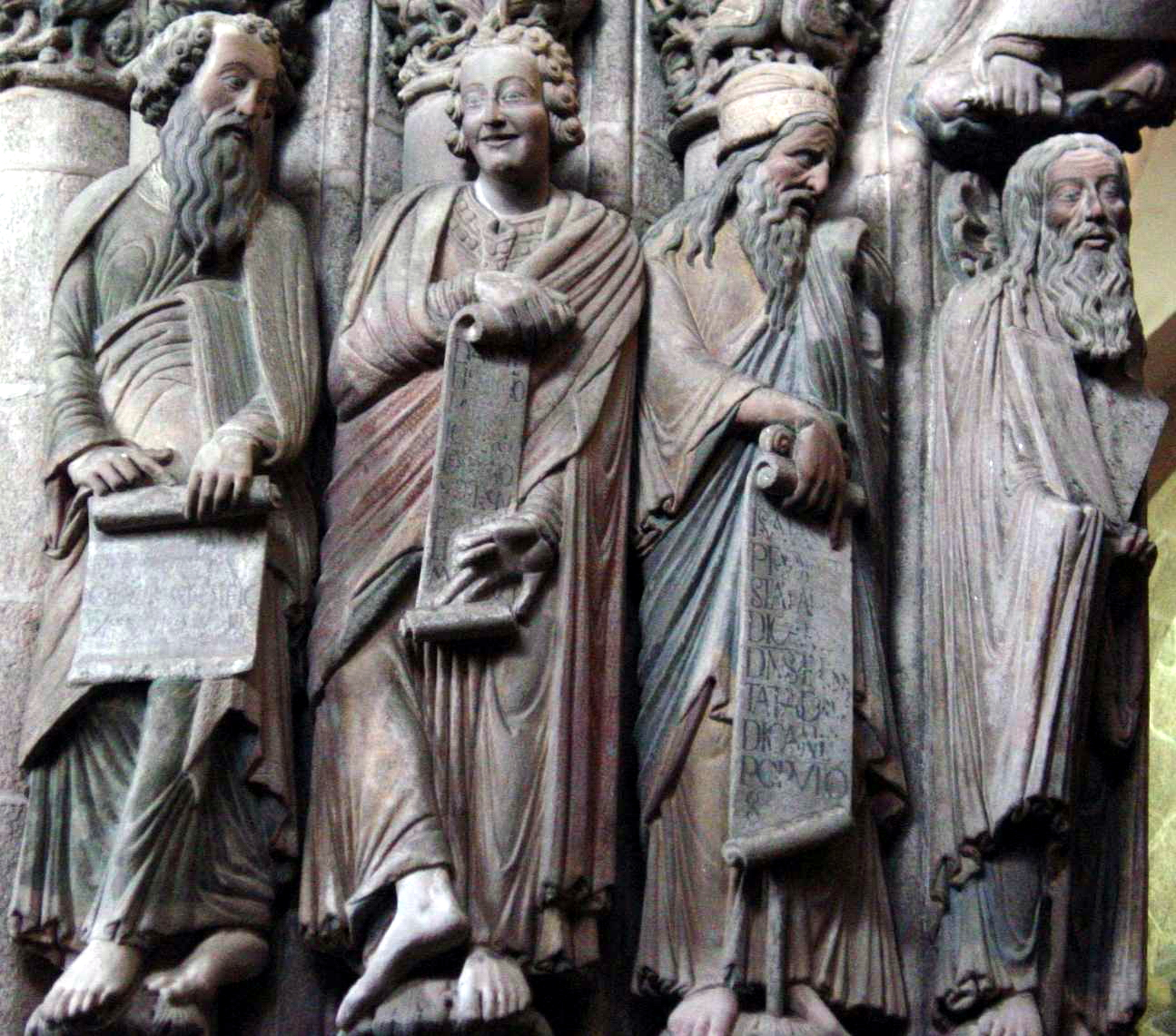
Esculturas del Pórtico de la Gloria de la Catedral de Santiago de Compostela, obra del maestro Mateo.

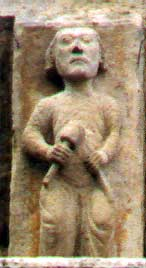
Relieve de la iglesia de la Magdalena en Tudela (Navarra), representando a un cantero.

En la Edad Media el concepto de la palabra arquitecto tal y como se concebía entre los romanos se perdió totalmente dando paso a un cambio de nivel social. La tarea del antiguo arquitecto vino a recaer sobre el maestro constructor, un artista que en la mayoría de los casos tomaba parte en la propia construcción junto con la cuadrilla de obreros que tenía a sus órdenes. El maestro constructor era quien supervisaba el edificio (como lo hacía el antiguo arquitecto) pero al mismo tiempo podía ser un artesano, un escultor, carpintero o cantero. Este personaje se educaba por lo general en monasterios o en grupos de logias masónicas gremiales. Muchos de estos maestros constructores fueron los autores de bellísimas portadas o pórticos, como el de la catedral de Santiago de Compostela hecho por el maestro Mateo o el pórtico de Nogal de las Huertas en Palencia, del maestro Jimeno, o la portada norte de la iglesia de San Salvador de Ejea de los Caballeros (provincia de Zaragoza) del maestro de Agüero.
Toda obra arquitectónica románica se componía de su director (maestro constructor), un maestro de obras al frente de un grupo numeroso formando cuadrillas de picapedreros, canteros, escultores, vidrieros, carpinteros, pintores y otros muchos oficios o especialidades, que se trasladaban de un lugar a otro. Estas cuadrillas formaban talleres de los que a veces salían maestros locales que eran capaces de levantar iglesias rurales. En este conjunto no hay que olvidar al personaje más importante, el mecenas o promotor, sin el cual la obra nunca se habría llevado a cabo.
Por los documentos que se han conservado en España sobre contratos de obras, litigios y otros temas, se sabe que en las catedrales se destinaba una casa o alojamiento para vivienda del maestro y su familia. Existen documentos de litigios en que se habla del problema de la viuda de algún maestro donde reclama para sí y los suyos dicha casa a perpetuidad. Este hecho llegó en algún caso a suponer un verdadero conflicto, pues era necesario que el maestro heredero de la obra ocupase la vivienda.
En algunos casos los maestros constructores tenían que comprometerse con la obra de por vida, si ésta era de larga duración, como fue el caso del maestro Mateo con la construcción de la catedral de Santiago, o el maestro Ramon Llambard (o Raimundo Lambardo) con la catedral de Santa María de Urgel. Existía una norma exigida en los contratos que los maestros debían cumplir siempre: su presencia diaria a pie de obra y el estricto control de los trabajadores y de la marcha del edificio. Para la preparación de materiales y labra de la piedra se edificaba siempre una casa de obra. Muchos documentos del siglo XIV hablan de esta casa:

La obra de iglesia de Burgos que há unas casas cerca de la dicha iglesia en que tienen todas las cosas que son menester para la dicha obra; e los libros de las cuentas é todas las otras herramientas con que labran los maestros en la dicha obra.

### Los canteros

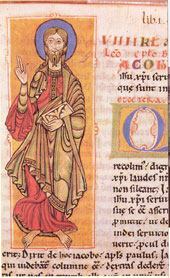
Codex Calixtinus.

Formaban el grueso de trabajadores en la erección del edificio. El número de canteros podía variar según dictaba la economía del lugar. Algunas de estas cifras se conocen, como la de la catedral Vieja de Salamanca, donde trabajaban entre 25 y 30. Aymeric Picaud en su Codex Calixtinus aporta el dato:

[…] con aproximadamente otros 50 canteros que allí trabajaban asiduamente, bajo la solícita dirección de don Wicarto […]

Estos canteros y el resto de trabajadores estaban exentos de pagar tributos. Según su especialización se distinguían en dos grupos: los que se dedicaban a una labra especial de gran calidad (verdaderos artistas escultores) y que iban a su ritmo, dejando en el lugar su obra terminada y a la espera de ser colocada en el edificio y los que eran trabajadores fijos, que levantaban los edificios piedra sobre piedra y colocaban a su tiempo aquellas piezas de calidad o relieves labrados por el primer grupo. 
Esta forma de trabajar podía dar lugar a un desfase cronológico en las piezas colocadas al cabo del tiempo, desfase que en muchos casos ha llegado a ser un gran problema para los historiadores a la hora de datar un edificio.
Existía también un grupo de obreros no cualificados que trabajaban en lo que se les mandase. En muchos casos esta gente ofrecía su trabajo o prestación como un acto de piedad pues como cristianos se sabían conscientes de estar colaborando a una gran obra dedicada a su Dios. En cualquier caso recibían una retribución que podía ser por jornal o por destajo. En los documentos aparecen muchos nombres en listas de jornales que además no eran arbitrarios sino que estaban bien regulados.
Entre los cistercienses se les conocía como cuadrillas de ponteadores, compuestas por legos o monjes que se trasladaban de una comarca a otra, siempre bajo la dirección de un monje profesional, cuyo trabajo consistía en allanar terrenos, abrir caminos, o levantar puentes.

### Anonimato y firma de los artistas

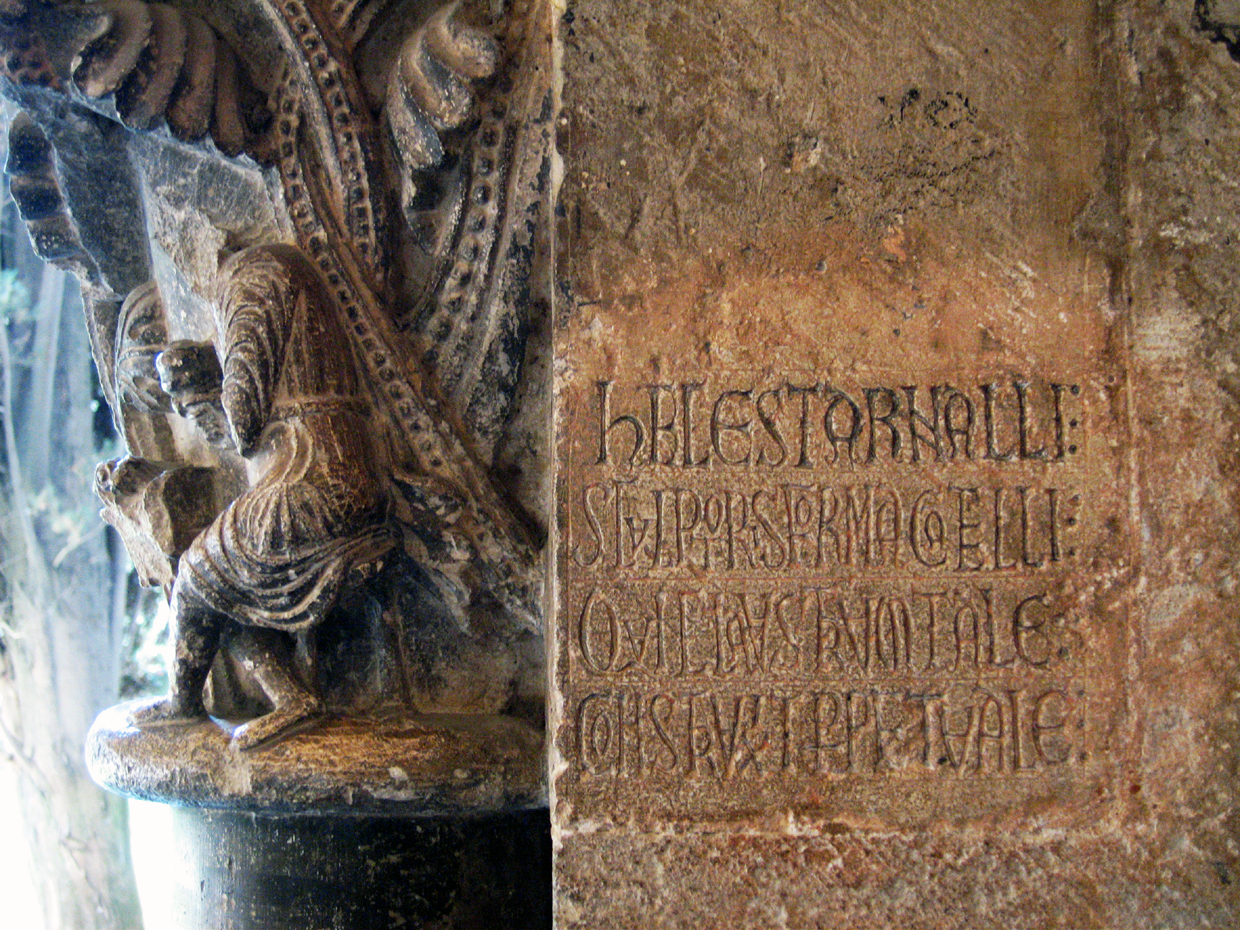
Firma de Arnaldo Cadell, en el monasterio de Sant Cugat.

La mayoría de las obras románicas son anónimas en el sentido de carecer de una firma o documento que acredite la autoría. Incluso si la obra está firmada los historiadores especialistas tienen a veces dificultades para distinguir si se hace referencia al verdadero autor o al promotor de la obra. Otras veces sin embargo, la firma viene seguida o precedida de una explicación que aclara si se trata de uno u otro personaje. Arnau Cadell lo dejó bien claro en un capitel de Sant Cugat: Esta es la imagen del escultor Arnau Cadell que construyó este claustro para la posteridad.
Lo mismo que Rodrigo Gustioz quiso inmortalizarse por su financiación de un arco en Santa María de Lebanza: Hizo este arco Rodrigo Gustioz, hombre de Valbuena, soldado, orad por él.
Y en un capitel aparece la noticia de otro promotor:

El prior Pedro Caro hizo esta iglesia, casa, claustro y todo lo que aquí está fundado en el año 1185.

En otros casos es el estudio sistemático de la escultura junto con la arquitectura lo que hace a los historiadores sacar las conclusiones. Así, se sabe que en la catedral de Lérida trabajó como maestro constructor Pere de Coma desde 1190 hasta 1220, pero durante ese periodo se detecta la presencia de varios talleres de escultura bien diferenciados. El mismo estudio realizado en la catedral de Santiago de Compostela hace suponer al maestro Mateo como director de la fábrica y director de sucesivos talleres que presentan una evolución estilística llevada a cabo por manos diferentes pero bajo una misma dirección coherente.

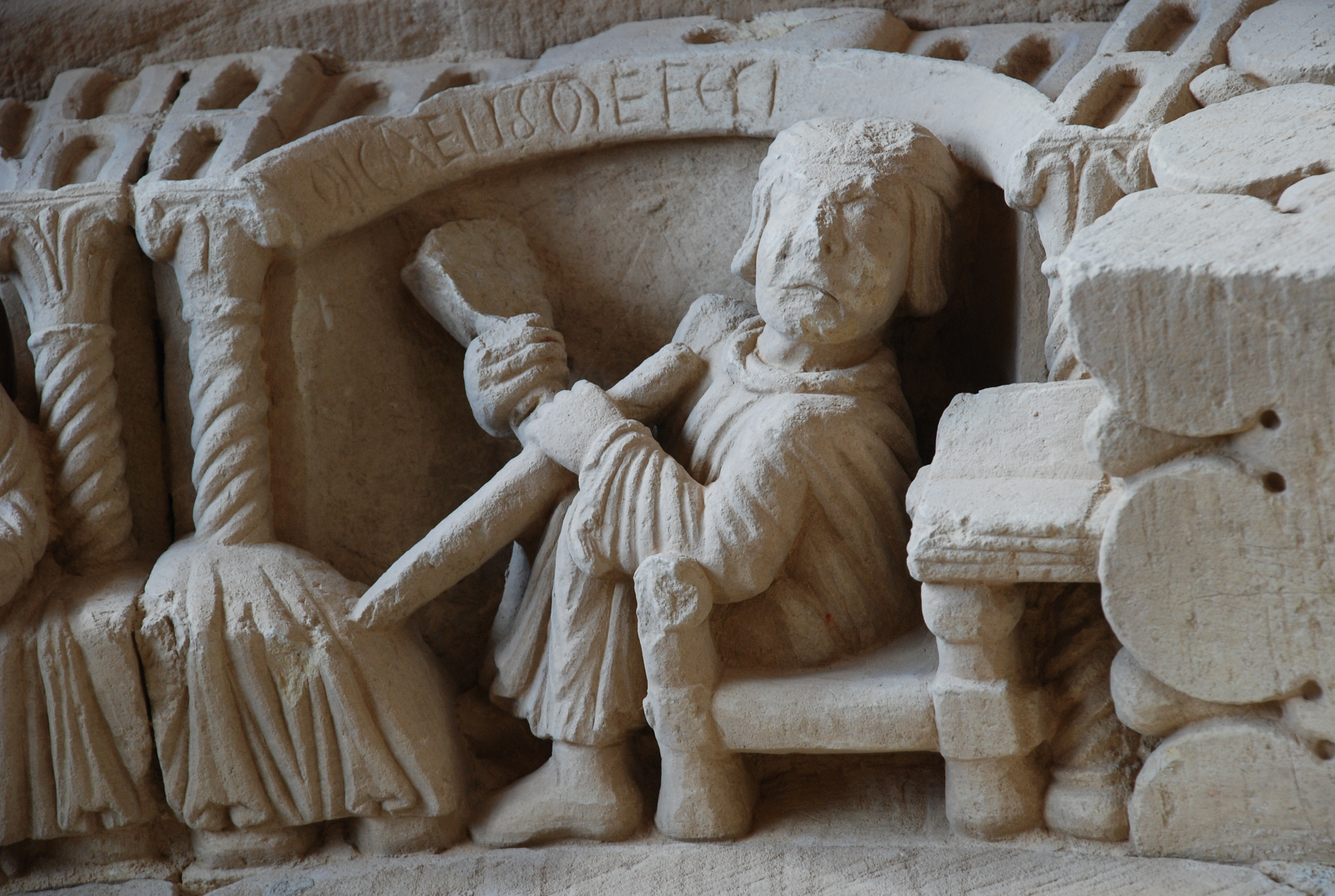
Micaelis me fecit en Revilla de Santullán (Palencia).

El hecho de que la mayoría de las obras románicas se hayan mantenido en el anonimato ha hecho desarrollar la teoría de que el artista consideraba que no era persona apropiada para plasmar su nombre en las obras dedicadas a Dios. Pero, por un lado, las pocas obras civiles que se conservan tampoco aparecen firmadas y por otro, tal opinión es contrarrestada con una larga lista que se podría dar de artistas que sí firman sus obras, entre los que destacan:
- Raimundo de Monforte, que aparece en documentación de 1129 contratado para edificar la catedral de Lugo.
- Pedro Deustamben, que aparece en un epígrafe funerario de San Isidoro de León como constructor de las bóvedas.
- Raimundo Lambard o Lambardo, que trabajó desde 1175 en la catedral de Urgel.
- Los maestros Bernardo el Viejo, Roberto y Esteban que intervinieron en la catedral de Santiago de Compostela.
- El maestro Pere de Coma, que trabajó a finales del siglo XII en la catedral de Lérida.
- El maestro Micaelis, que trabajó en varias iglesias y ermitas del norte de Palencia, y dejó su retrato trabajando en la iglesia de San Cornelio y San Cipriano de Revilla de Santullán.

Se podría continuar la lista con muchos más nombres aparecidos bien en la propia piedra a modo de firma, bien en documentos de contratación, como demostración de que el hecho de darse a conocer no estaba ni prohibido ni desaconsejado. Lo que sí es difícil distinguir en muchos de los casos es el rango de su oficio pues a veces podían ser arquitectos, canteros especializados o escultores de determinadas piezas. A todos ellos se les solía llamar magister y todos llegaron a desarrollar su oficio gracias al deseo y al mandato de los promotores y mecenas.

### Promotores y mecenas

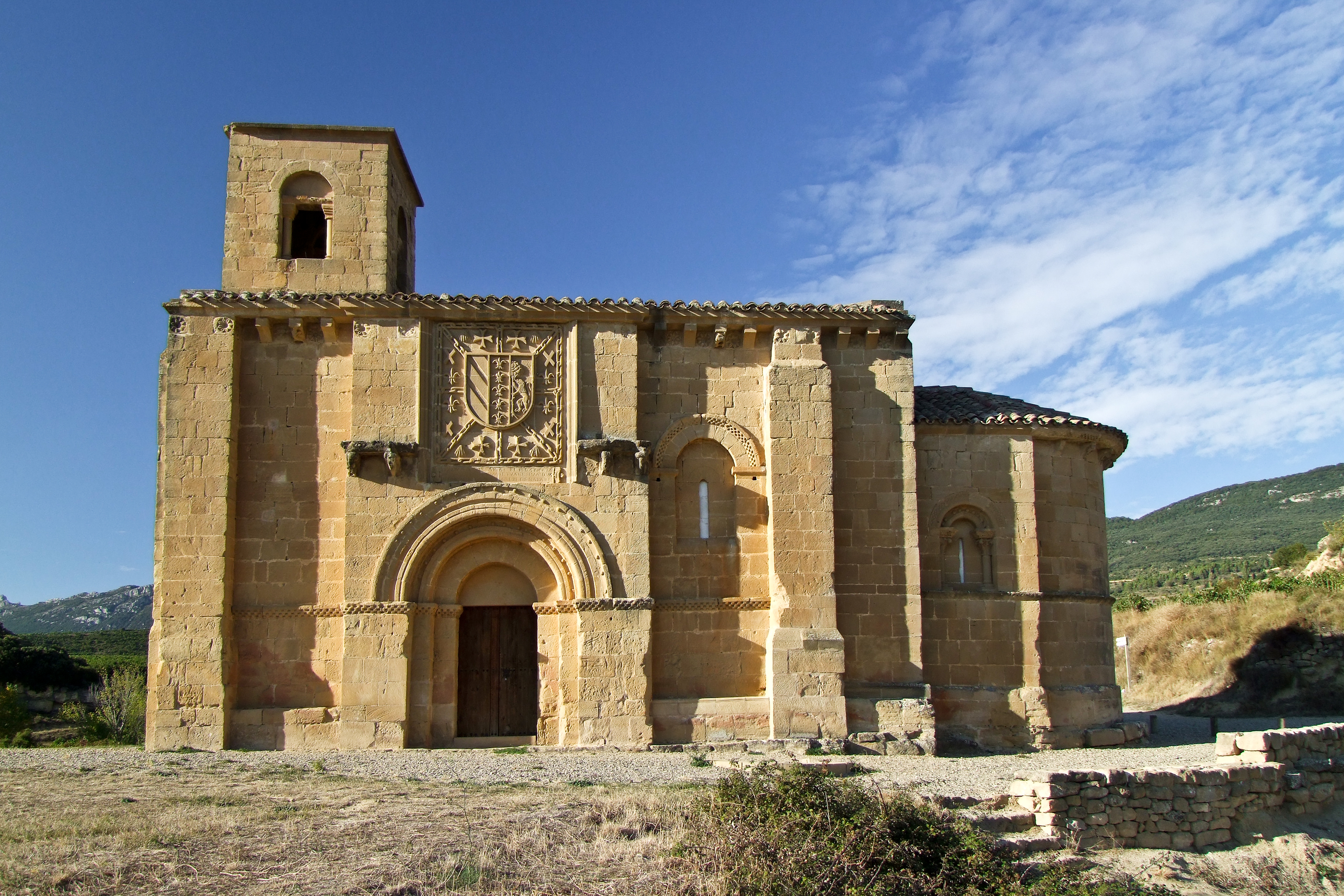
Ermita de Santa María de La Piscina (La Rioja), mandada construir por el infante de Navarra Ramiro Sánchez.

En el mundo del románico tanto el promotor de las obras como el mecenas y el financiador son los verdaderos protagonistas de la obra arquitectónica o de  profesional de llevarlas a cabo con rigor matemático) y son los que estimulan y engrandecen los proyectos. Los promotores se encargaban además de contratar y llamar a los mejores artistas y arquitectos que trabajaban gracias a su impulso y entusiasmo. Sobre todo en escultura y pintura, el artista estuvo totalmente sometido a la voluntad de los poderosos mecenas y promotores, sin cuya intervención jamás se habría realizado la obra. El artista del románico se adaptaba a la voluntad de estos personajes dando a la obra lo mejor de su oficio y conformándose con la satisfacción del trabajo bien hecho sin tener ni deseos ni sospecha de poder adquirir una fama mundial tal y como se empezó a desarrollar a partir del Renacimiento. El orgullo de la labor bien hecha y el reconocimiento de sus compañeros y mecenas era el mayor de los premios y por eso a veces este orgullo les llevaba a expresarlo de manera muy simple en alguno de sus trabajos terminados
En España los reyes y una minoría de la nobleza implantaron tempranamente las nuevas tendencias del románico (que llevaban consigo una renovación benedictina y una aceptación de la liturgia romana), mientras otra parte de la nobleza y la mayoría de los obispos y monjes se mantuvieron aferrados a las viejas costumbres y a la liturgia hispana. Sin embargo el románico triunfó plenamente y esto se debió sobre todo a los mecenas y promotores que llevaron a cabo grandes obras a partir de las cuales se fue desarrollando el nuevo estilo por toda la mitad norte de la península ibérica.

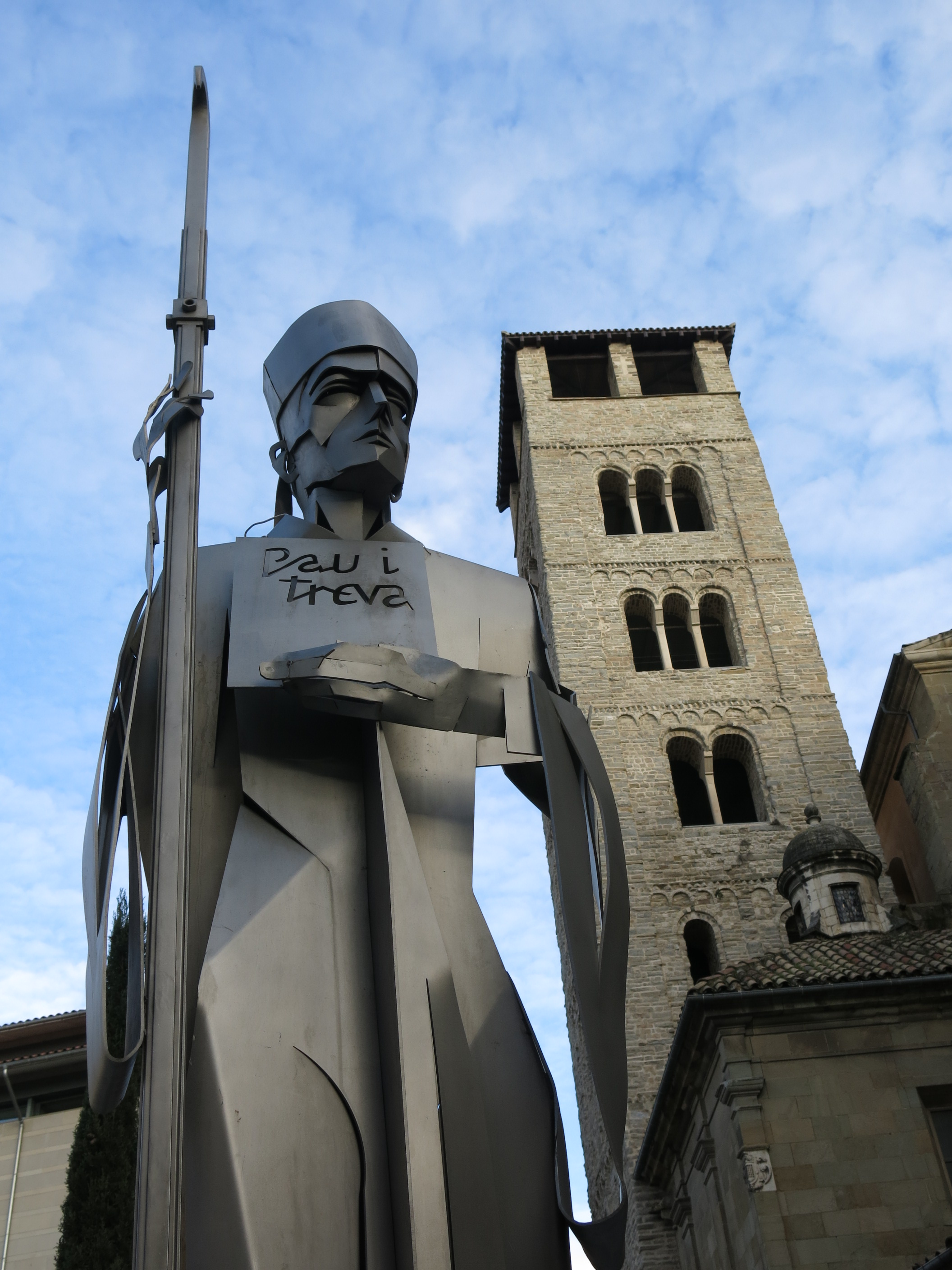
Estatua del abad Oliba (Vich) (obra de Domènec Fita, 2002), y al fondo el campanario de la catedral

Abad Oliba: Este personaje fue mecenas, promotor y gran impulsor del arte románico en Cataluña desde fecha muy temprana. En el año 1008 fue nombrado abad del monasterio de Ripoll y del monasterio de Cuixá y diez años después fue nombrado obispo de Vich. Sus viajes a Roma (1011 y 1016) y sus contactos con el monacato franco supusieron el conocimiento de la liturgia romana y su introducción en la Iglesia catalana. La reforma benedictina de Cluny había influido bastante en Cuixá con quien Oliba mantenía estrechas relaciones. Oliba adoptó pues las normas de Cluny, tanto en arquitectura como en costumbres y bajo su patrocinio y dirección se llevaron a cabo las grandes reformas, los edificios nuevos o en otros casos las simples ampliaciones para adecuarse a las necesidades de los nuevos tiempos. En todas estas primicias procuró el abad Oliba estar presente: en consagraciones, reuniones en que se discutía lo concerniente a alguna construcción, etc. Oliba, en un periodo comprendido entre 1030 y 1040, fue el impulsor de edificios tan importantes como:
- Iglesia de San Vicente de Cardona, totalmente replanteada.
- Monasterio de Montserrat y Montbuy .
- Monasterios de Ripoll, Cuixá, San Martín de Canigó, Vich, en cuyas obras intervino personal y directamente.
- San Pedro de Roda.
- Catedral de Gerona.

Reyes y nobleza en León y Castilla : Los primeros promotores y entusiastas del arte románico en este espacio geográfico fueron Fernando I y su esposa Sancha de León. 

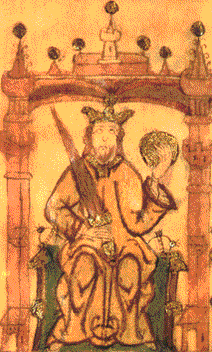
Rey Alfonso VI.

Patrocinaron y facilitaron la llegada de artistas extranjeros, introductores de las nuevas técnicas y tendencias. Emplearon cuantiosas sumas en la construcción de grandes iglesias, pero sobre todo el rey Fernando favoreció con sus dádivas al monasterio de Cluny al que concedió la cantidad de 1000 piezas de oro, razonando:

[…] para remedio de mis pecados […]

Su hijo Alfonso VI heredó de su padre la admiración por Cluny (a cuyo monasterio regaló en 1077 2.000 dinares de oro para financiar las obras del Cluny III) y fue el más grande propagador de la arquitectura románica y el introductor "oficial" de la liturgia romana en todos los monasterios e iglesias de su reino, comenzando por el monasterio de Sahagún que fue el pionero y el más famoso de su época.
Alfonso VII fue otro gran promotor-mecenas del románico de su tiempo que coincidió con la arquitectura cisterciense. Protegió e hizo numerosas donaciones a los grandes monasterios situados en su reino.
La nobleza también actuó en algunos casos como promotora y donante para la construcción de grandes fábricas. Así el Monasterio de San Salvador de Oña fue fundado por el conde de Castilla Sancho García, el promotor de San Pedro de Arlanza fue el conde Gonzalo Fernández de Burgos, la promotora de Santa María de Valbuena fue Estefanía de Armengol (nieta del conde Ansúrez), y así muchos más.

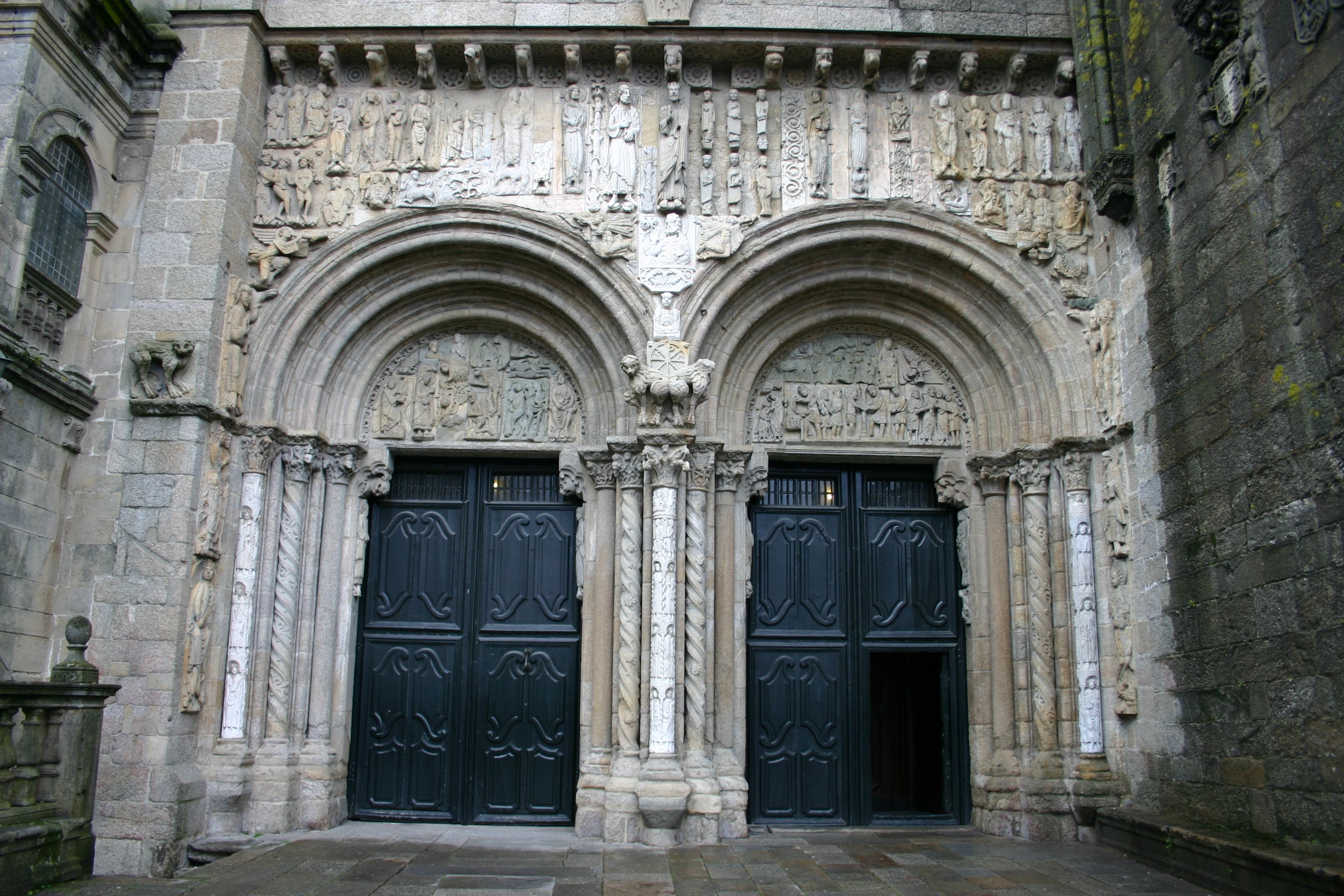
Puertas de las Platerías de la catedral de Santiago de Compostela, mandada a construir por el obispo Gelmírez.

Diego Gelmírez: Obispo de Compostela, se encargó de seguir las obras de la catedral que se habían interrumpido en 1088. Fue el verdadero impulsor de la magnificencia del templo compostelano en estilo románico. Sus biógrafos le denominaron "obispo y sabio arquitecto":

Ipse quoque episcopus, utpote sapiens architectus

Viajó por toda Europa, aprendiendo y asimilando las nuevas tendencias del románico que después dejarían impronta en los más de 60 edificios construidos o remodelados bajo su tutela y mecenazgo, entre los que se encuentran:
- Catedral de Santiago
- Palacio episcopal
- Dependencias para los canónigos
- Hospital
- Nueve iglesias en el mismo Santiago
- Otras veinte iglesias en el término
- Monasterios, castillos, etc.

También en Galicia fueron buenos promotores Raimundo de Borgoña (yerno de Alfonso VI) y su esposa Urraca.

## Escuelas de arquitectura en España
En España no se distinguen fácilmente escuelas geográficas de arquitectura como ocurre en Francia, porque todos los tipos que pueden darse aparecen mezclados. Sin embargo pueden presentarse algunos ejemplos de edificios que siguen claramente, si no en su totalidad sí en gran parte, algunas de estas escuelas francesas:
- Escuela de Auvernia, con la catedral de Santiago de Compostela y la Basílica de San Vicente en Ávila.
- Escuela de Poitou, con Santo Domingo de Soria y la mayoría de las iglesias catalanas del siglo XII, como Sant Pere de Roda y San Pedro de Galligans.
- Escuela de Perigord, cuyos ejemplares pertenecen ya a la transición hacia el gótico, como la colegiata de Toro (salvo la cúpula que es de influencia bizantina).

Ejemplos de las escuelas de arquitectura en España
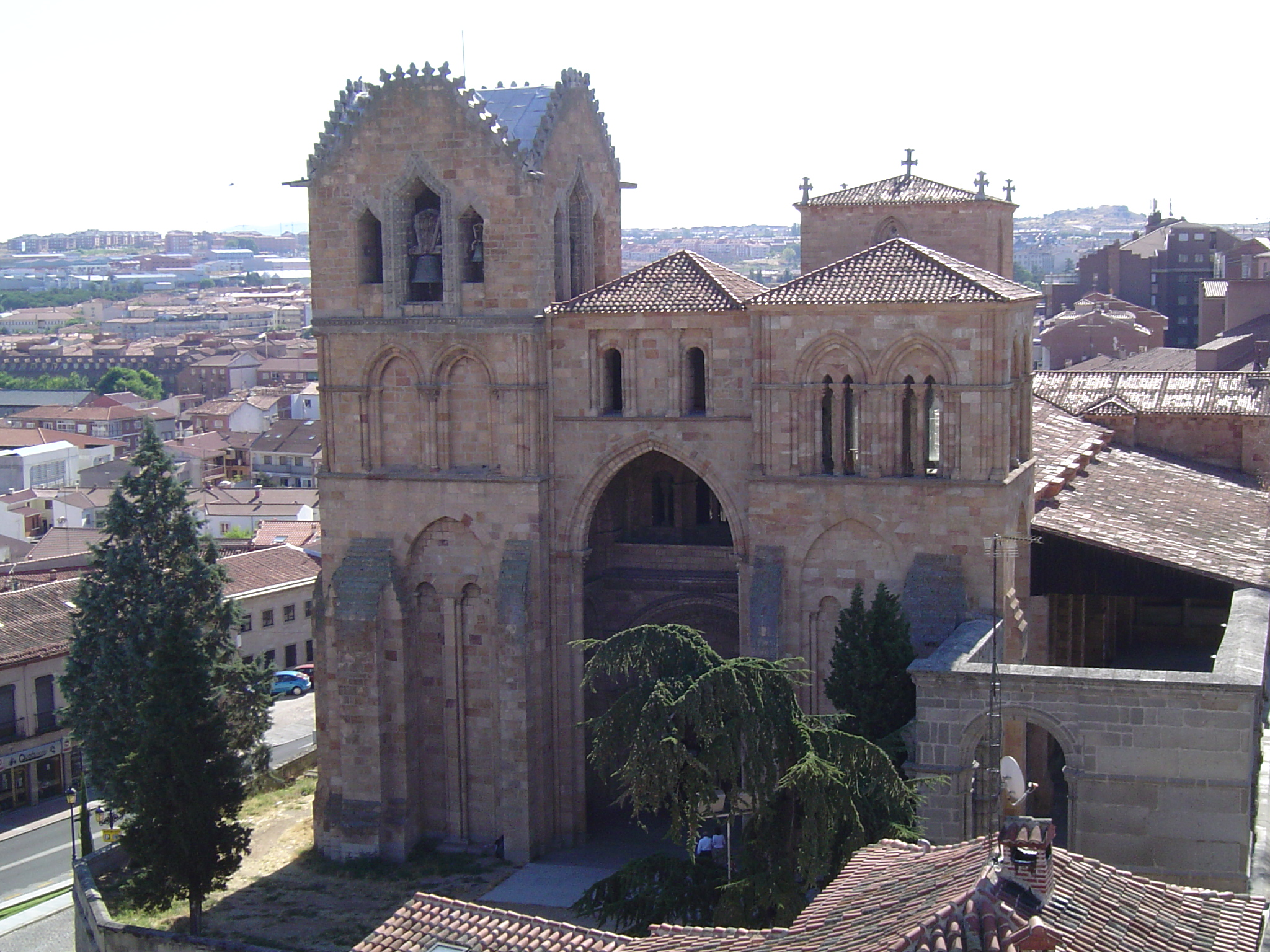
Basílica de San Vicente (Ávila) (escuela de Auvernia)
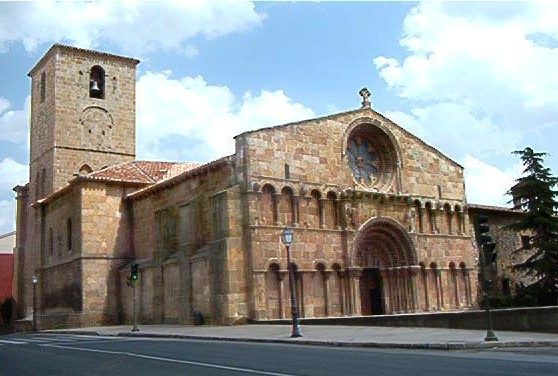
Iglesia de Santo Domingo de Soria (escuela de Poitou)
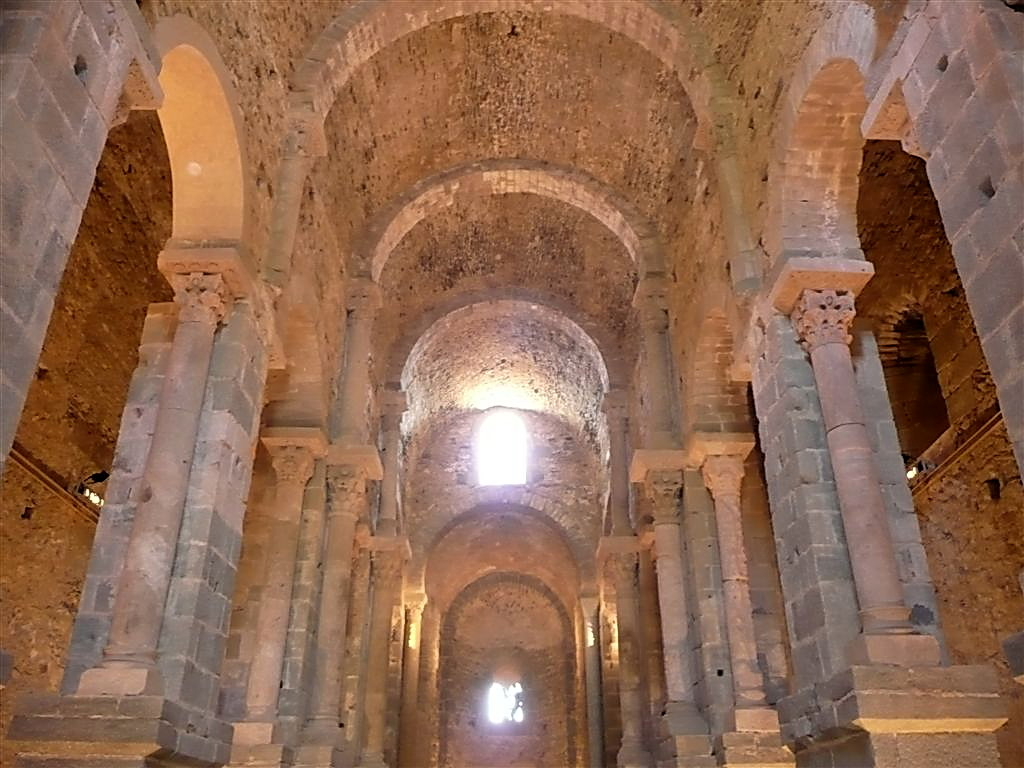
Nave de la iglesia del monasterio de Sant Pere de Roda (escuela de Poitou)
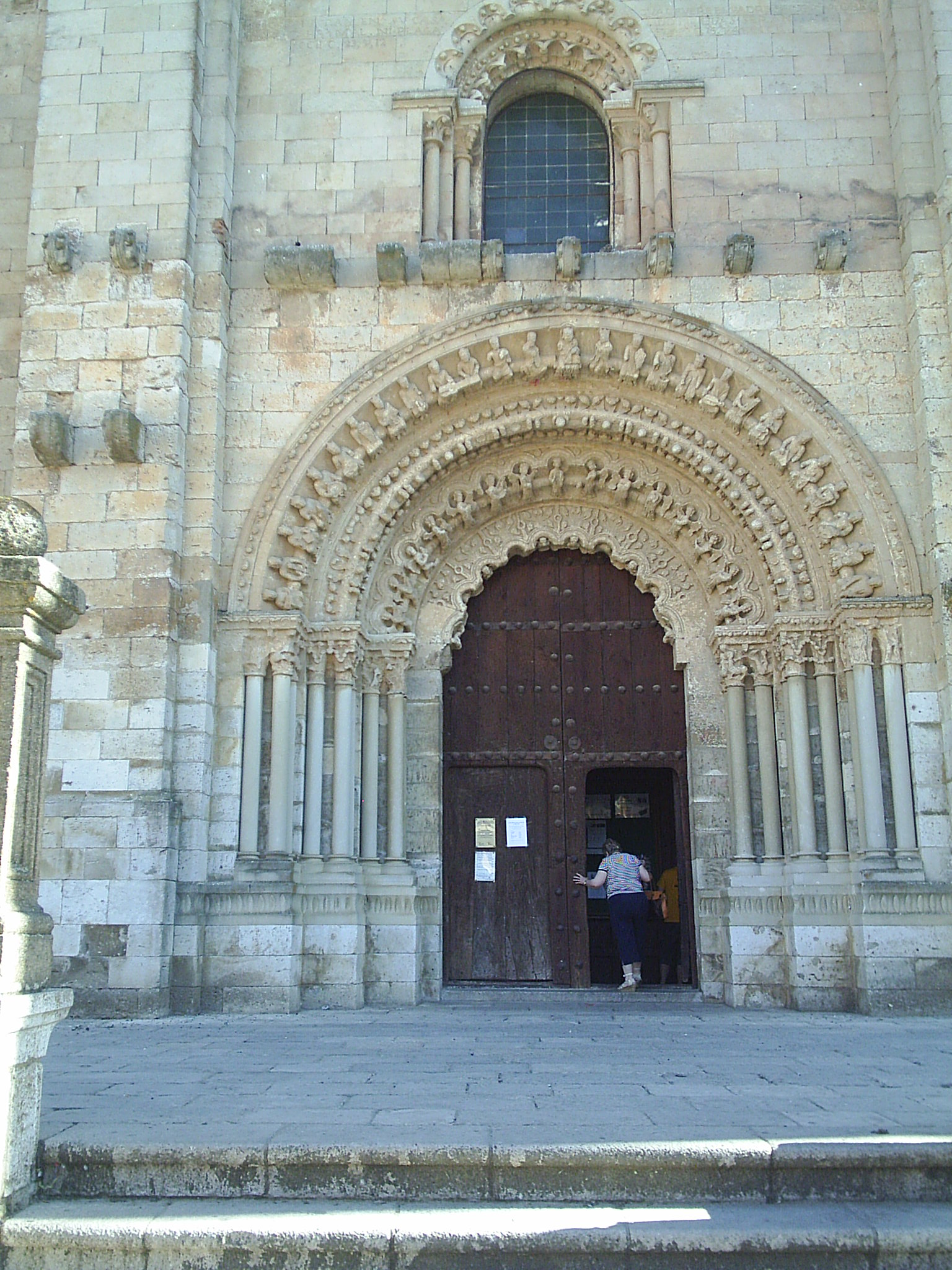
Portada de la Colegiata de Toro (escuela de Perigord)

### Variantes locales

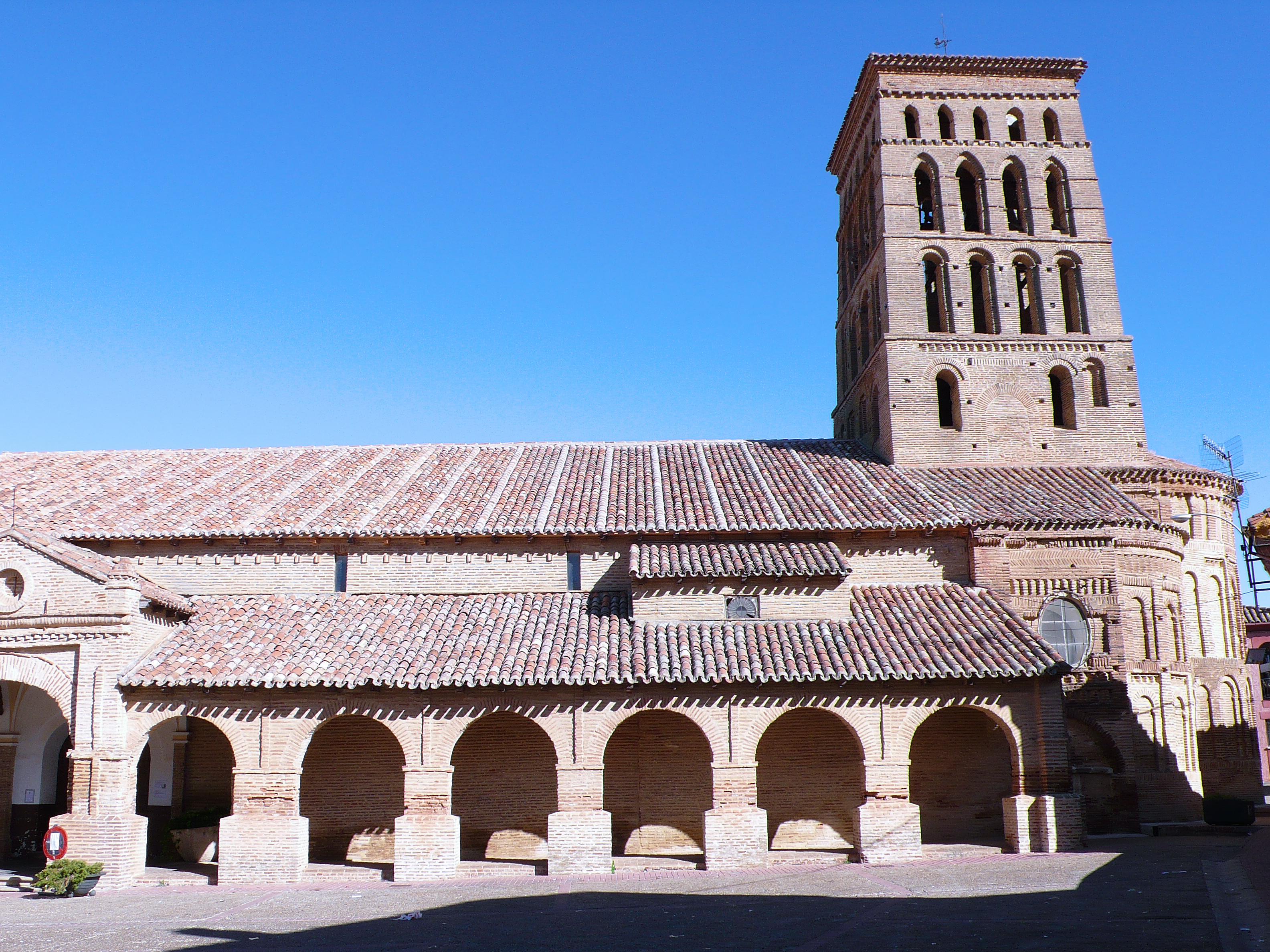
Iglesia de San Lorenzo en Sahagún, de estilo románico-mudéjar.

Cada reino, comarca o región geográfica de la península, así como algunos acontecimientos humanos (como el Camino de Santiago), marcaron un estilo característico influenciado por el propio ambiente geográfico, por la tradición, o simplemente por las cuadrillas de canteros y constructores contratados que se desplazaban de un lado a otro. Como consecuencia de esto, en la arquitectura románica de España puede hablarse de un románico catalán, románico aragonés, románico palentino, románico de Castilla y León, etc.
Otra circunstancia a tener en cuenta es la pervivencia de los mudéjares en las poblaciones, que formaban cuadrillas de obreros y artistas que dieron un sello muy especial a los edificios. Es lo que se conoce como románico de ladrillo o románico mudéjar.

## Etapas del románico

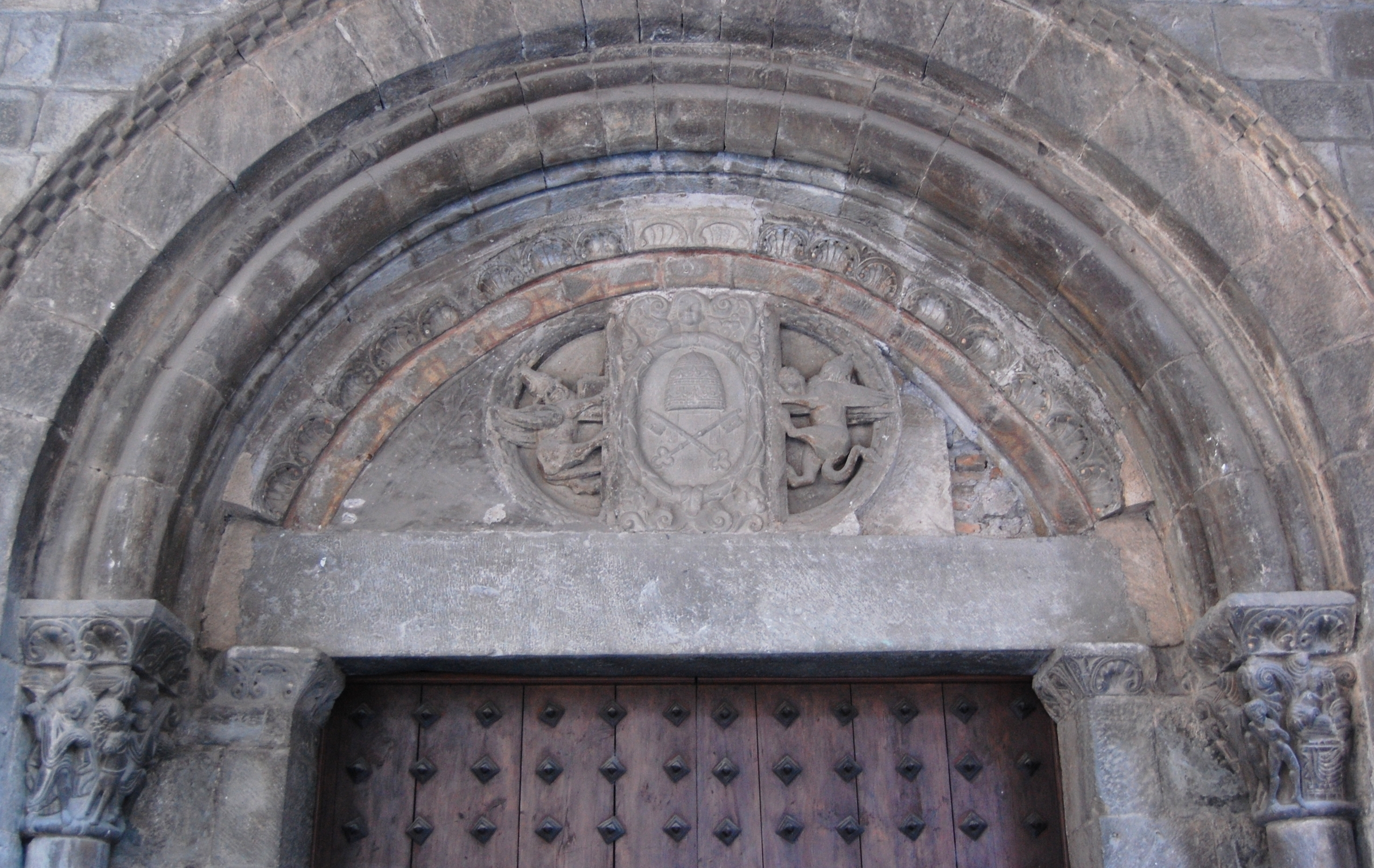
Puerta de la Lonja Chica de la catedral de Jaca, primer edificio de románico pleno en España.

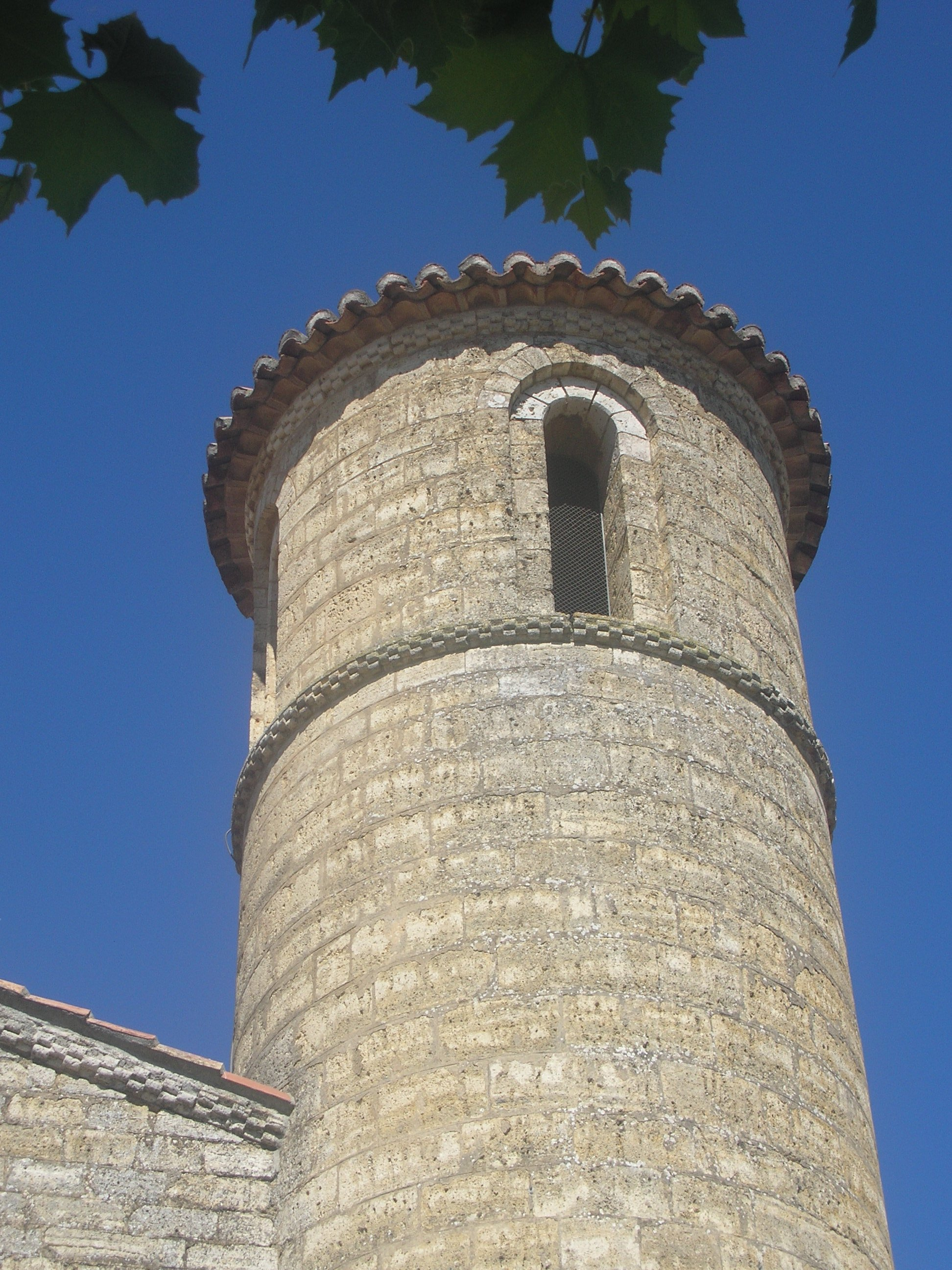
Se aprecia perfectamente el jaqueado en la torre y muro de la iglesia de San Martín de Frómista.

En España, como en el resto de mundo cristiano de Occidente, el arte románico se desarrolló durante tres etapas con características propias. La historiografía ha definido esas etapas con los nombres de primer románico, románico pleno y tardorrománico o también llamado románico tardío.
- Primer románico:[18] su arquitectura comprende un área geográfica bien definida que discurre desde el norte de Italia, Francia mediterránea, Borgoña y tierras catalanas y aragonesas en España. Se desarrolló desde finales del siglo X hasta mediados del XI, salvo en lugares aislados. En esta época del románico no hubo pintura ni miniatura ni tampoco escultura monumental.

Durante el primer cuarto del siglo XI puede constatarse una gran actividad arquitectónica por parte de los grupos compuestos de maestros y canteros lombardos que trabajaron por todo el territorio catalán, erigiendo templos bastante uniformes. El gran impulsor y difusor (así como patrocinador) de este arte fue Oliba, monje y abad del monasterio de Ripoll, que en 1032 mandó ampliar  este edificio con un cuerpo de fachada donde se levantaron sendas torres, más un crucero donde se incluyeron siete ábsides, todo ello decorado al exterior con ornamentación lombarda de arquillos ciegos y fajas verticales.
- Románico pleno: se desarrolló desde Oriente hacia Lisboa y del sur de Italia a Escandinavia. Se difundió gracias a los movimientos monásticos, a la unidad del culto católico con la liturgia romana y a las vías de comunicación a través de los caminos. Comenzó su despegue hacia la primera mitad del siglo XI y continuó hasta mediados del siglo XII siguiendo la vía del Camino de Santiago por donde llegaron las nuevas tendencias consistentes, sobre todo, en la complicación de la ornamentación de puertas y la gran importancia de la pintura. Aparecieron los primeros frisos y las figuras radiales en las arquivoltas cuya culminación será a partir de 1150 y se manifestó la escultura monumental en portadas y tímpanos y por la decoración y labra de los capiteles, molduras, impostas, etc.  Los edificios se construyeron abovedados. Los mejores ejemplos se dan en las llamadas iglesias de peregrinación que en España tienen su representación en la catedral de Santiago instalándose también en territorios de repoblación.

La catedral de Jaca fue uno de los primeros templos (si no el primero) que se levantó con las ideas estéticas y arquitectónicas de este románico pleno que entraba en la península con grandes influencias del estilo románico francés. La decoración de sus impostas y arcos románicos con el tema geométrico del ajedrezado marcó un ejemplo a seguir en muchos de los edificios que se fueron fabricando posteriormente, dando el nombre de jaqueado o ajedrezado jaqués.
En Castilla, desde los últimos años del siglo XI hasta la primera mitad del siglo XII fueron apareciendo edificios con características del románico pleno en iglesias y monasterios mandados construir por los reyes e infantas de Castilla y León. Las construcciones del último tercio del siglo XI que se conservan son: San Isidoro de León (1063), con la novedad de utilizar capiteles labrados e historiados, abriendo una nueva estética en el románico; San Martín de Frómista (1066) con la novedad de incluir escultura en portadas y capiteles, más las impostas ajedrezadas; Monasterio de San Salvador de Nogal de las Huertas (Palencia), fundado en el año 1063 por la condesa Elvira Sánchez; San Isidoro de Dueñas en Palencia, monasterio cedida a Cluny por Alfonso VI; y San Zoilo de Carrión de los Condes, protegido por los Banu Gómez que lo convirtieron en panteón familiar.
- Tardorrománico: cronológicamente comprende desde el final del románico pleno hasta el primer cuarto del siglo XIII en que comienza a triunfar el arte gótico y que se alargará en algunos lugares hasta mediados de siglo..La arquitectura y las técnicas de construcción se irán mezclando con el gótico hasta el triunfo de este nuevo arte cuya ornamentación será totalmente distinta del románico. Durante algún tiempo coexistirán técnicas románicas (contrafuertes, arcos de medio punto, etc.) con aportaciones netamente góticas.

Es el momento de las grandes edificaciones de templos, además de ser la época más activa en lo que se refiere a la construcción de monasterios cistercienses donde empiezan a aparecer los arcos apuntados, al principio como simple recurso constructivo y más tarde como arte ornamental. Se multiplican las arquivoltas en las portadas. Casi todas las iglesias de los monasterios del Císter se construyeron con estos arcos al mismo tiempo que se seguían usando los pesados contrafuertes y las arquerías de medio punto propias del pleno románico. La arquitectura busca el efecto de luces y sombras con la ayuda de la ampliación del número de columnas y de codillos en los pilares.

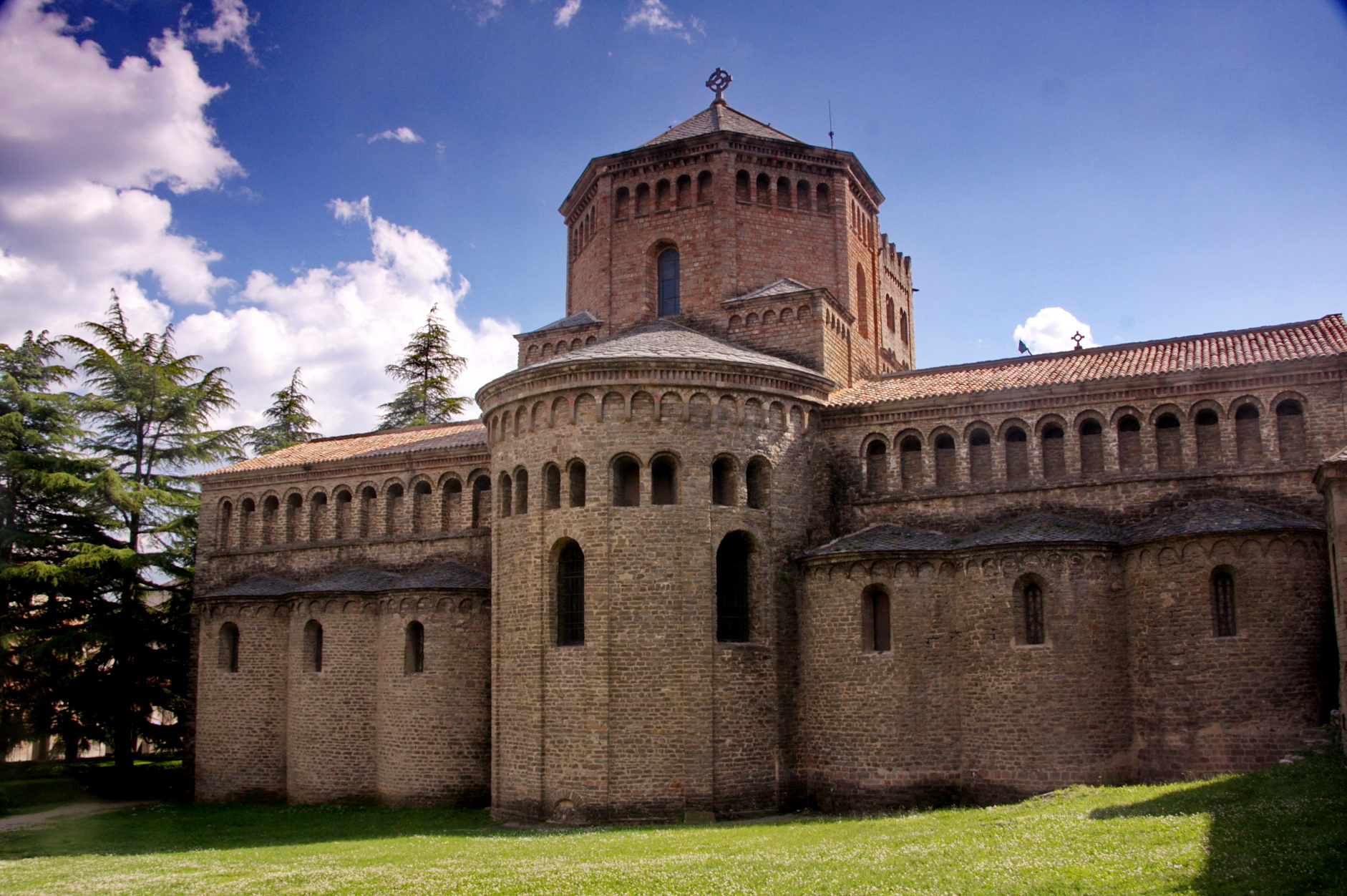
Ábsides del monasterio de Ripoll, temprano ejemplo de primer románico
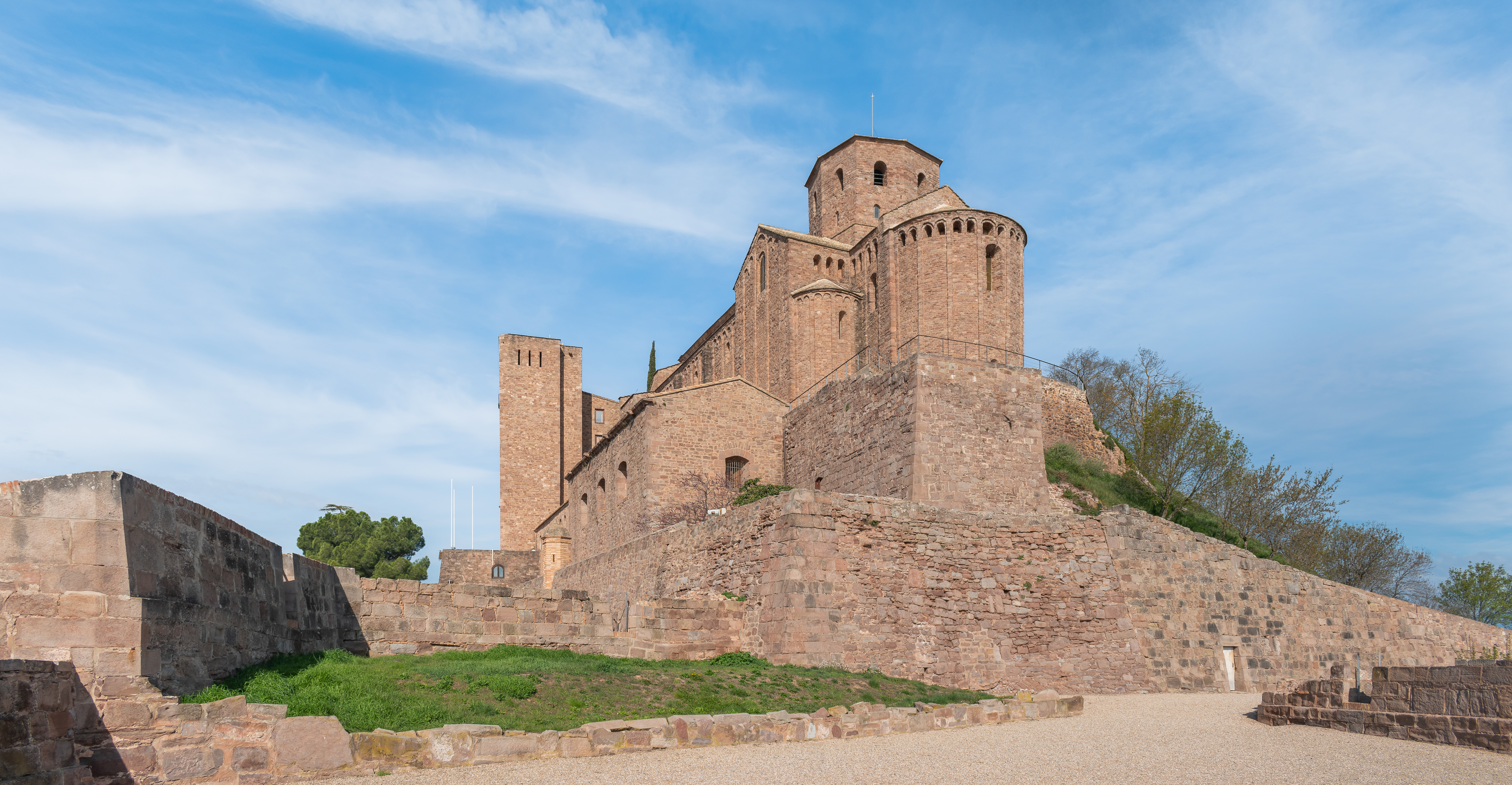
Iglesia de San Vicente de Cardona (1029-1040) en recinto amurallado del castillo de Cardona, en Cardona (Barcelona), uno de los mejores testimonios de la primer románico catalán.
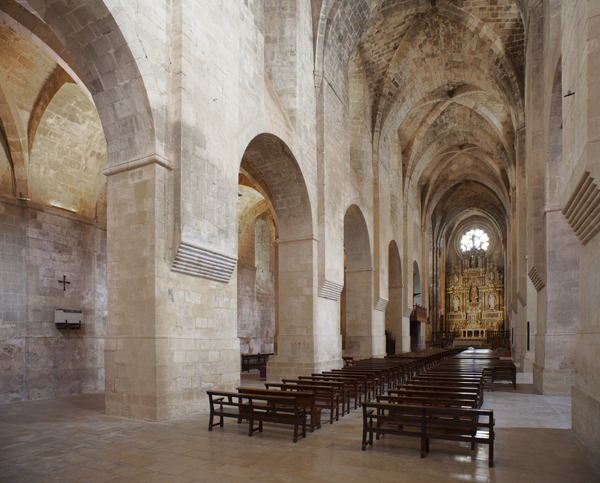
Nave de la iglesia (1174-1225) del monasterio de Santes Creus, ejemplo de románico pleno catalán

## La construcción de los edificios románicos en España

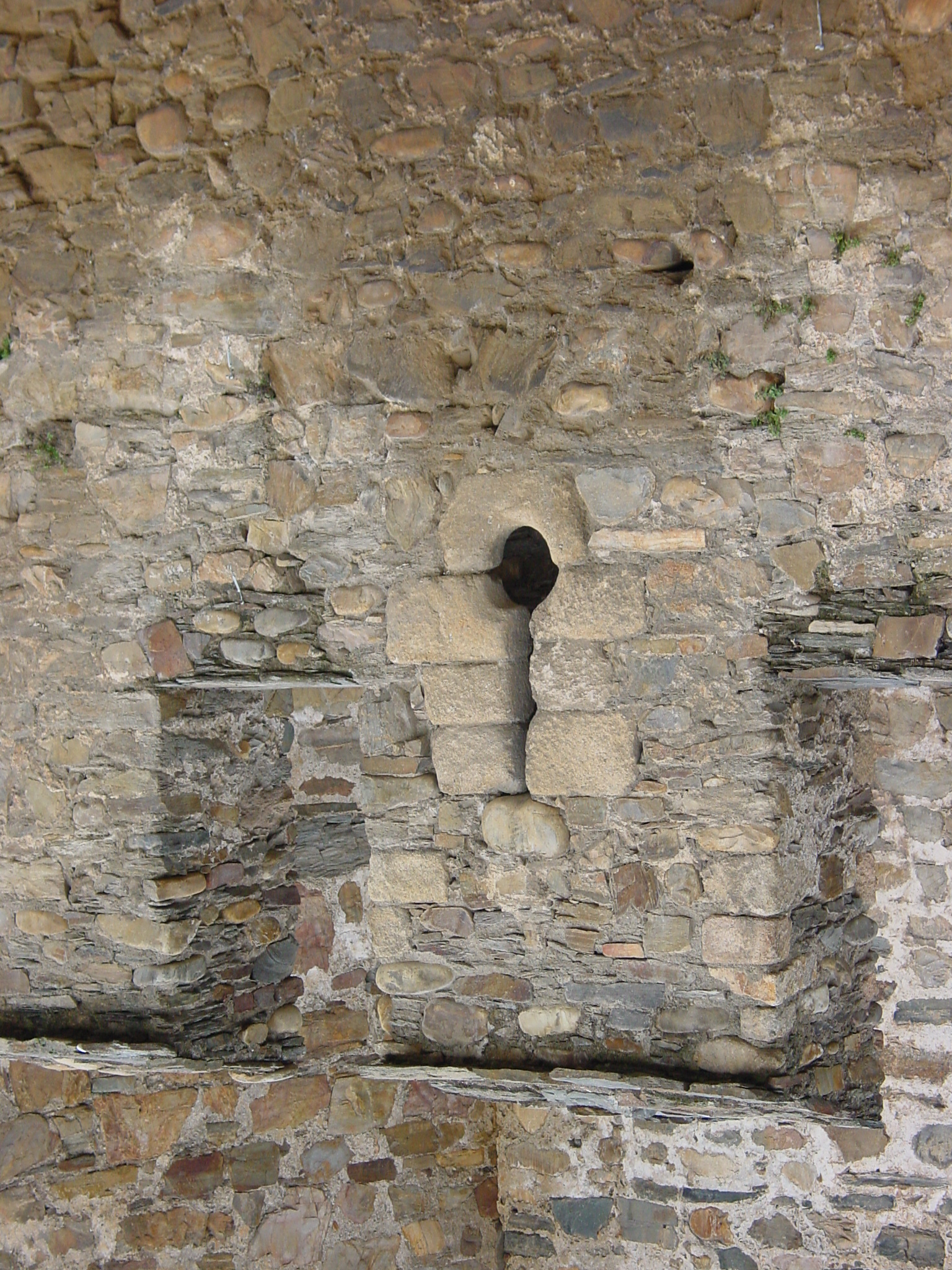
Castillo de Ponferrada, ejemplo de material de construcción.

En lo concerniente a España, los edificios románicos religiosos no alcanzaron nunca la monumentalidad de las construcciones francesas, o de las construcciones que más tarde levantaría el arte gótico. Los primeros edificios tenían gruesos muros y pequeños vanos por los que entraba del exterior una tenue luz. Después hubo una evolución en la construcción de los muros que permitió aligerarlos y abrir ventanas más grandes.
Los edificios monásticos fueron los más numerosos compartiendo importancia con las catedrales. En las ciudades surgieron iglesias y parroquias y en las localidades pequeñas se fueron levantando un sinfín de pequeñas iglesias conocidas como románico rural.

### Los materiales
El material más preciado pero también el más caro fue la piedra. Los canteros se ocupaban de tallarla con el escoplo y siempre detectando la cara buena del bloque; así la convertían en sillares que se disponían generalmente en hiladas horizontales y otras veces, de canto. Casi siempre se utilizaban rocas duras. También se utilizaba la mampostería, con piedra labrada en las esquinas, ventanas y puertas. Si la piedra era difícil de conseguir, porque el lugar geográfico correspondiente carecía de canteras, o porque resultaba muy cara en determinados momentos, se utilizaba el ladrillo cocido, la pizarra o cualquier tipo de sillarejo. El acabado final era de pintura y revoco, tanto para la piedra como para el mampuesto y los demás materiales, de tal forma que, una vez pintados los paramentos, no se podía distinguir si debajo había uno u otro material. El colorido en la arquitectura románica fue generalizado, lo mismo que lo había sido en los edificios romanos.

### Los cimientos

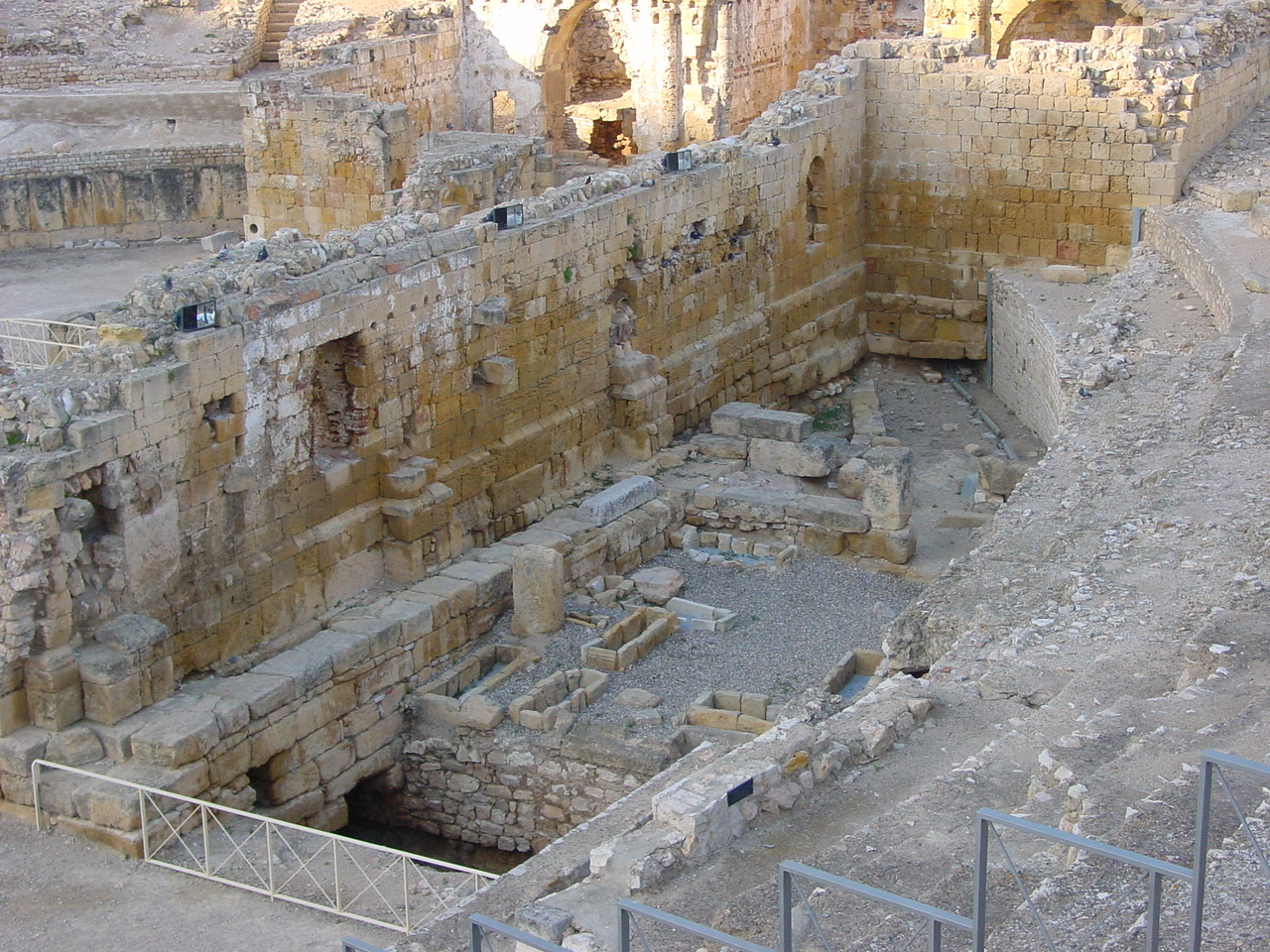
Ruinas y cimientos de la basílica románica en el anfiteatro de Tarragona.

Teniendo en cuenta el tipo de edificio que se iba a construir, los materiales que se iban a emplear y el terreno que lo soportaría, los constructores medievales hacían todo un estudio previo para la cimentación. Primeramente se excavaban las zanjas a gran profundidad y se rellenaban de piedras y escombro. Las zanjas se distribuían en virtud de los muros que irían sobre ellas y se hacían otras en sentido transversal para unir entre sí las crujías y reforzar los pilares de los arcos transversales. Los cimientos constituían toda una red que prácticamente dibujaba la planta del templo, diferenciándose así de la cimentación aislada para soporte de pilares utilizada en el estilo gótico. En algunas iglesias destruidas no queda más que esta cimentación proporcionando a los arqueólogos un buen material de estudio. Con estos restos de cimientos a la luz se puede conocer aproximadamente el espesor de los muros, aunque se sabe que en este sentido los constructores exageraban bastante y hacían las zanjas excesivamente profundas y los cimientos excesivamente gruesos por temor a los derrumbes.

### Bóvedas, cúpulas y techumbres

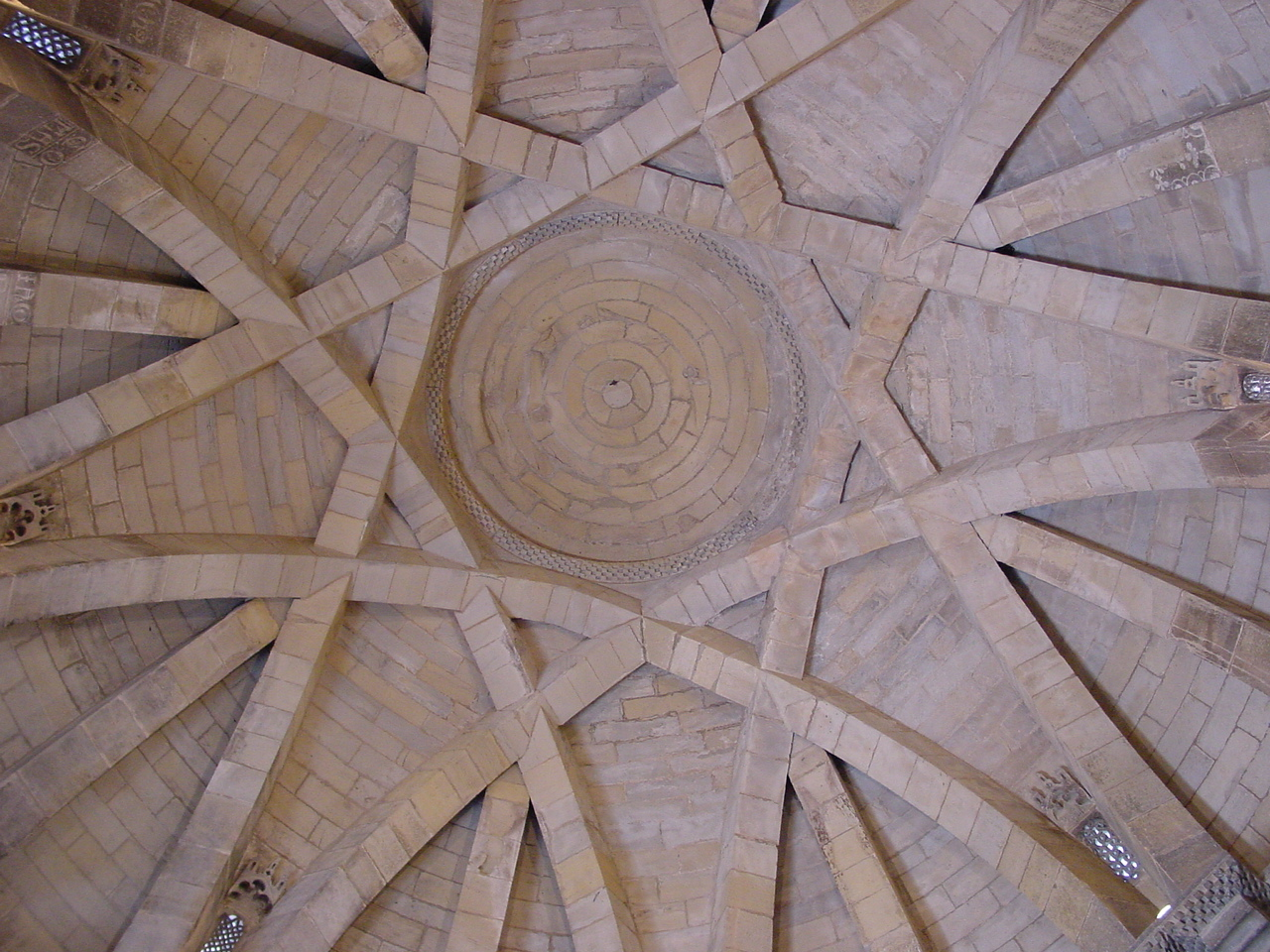
Bóveda de la iglesia románica de Torres del Río (Navarra).

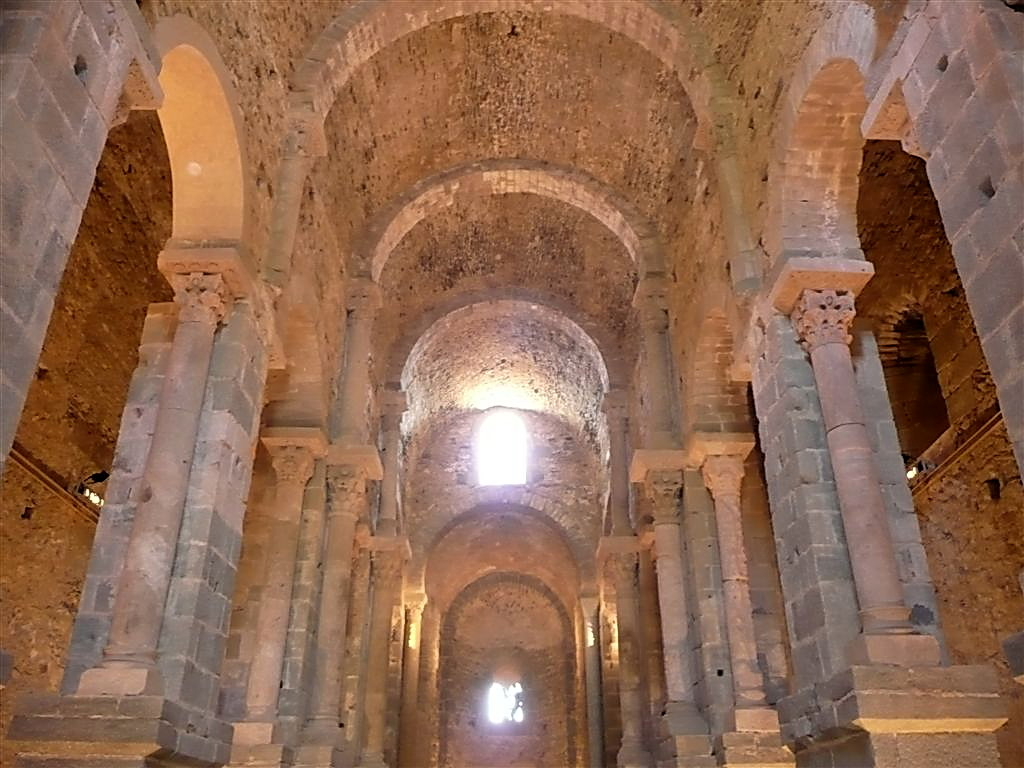
Bóveda de horno en el monasterio de San Pedro de Roda.

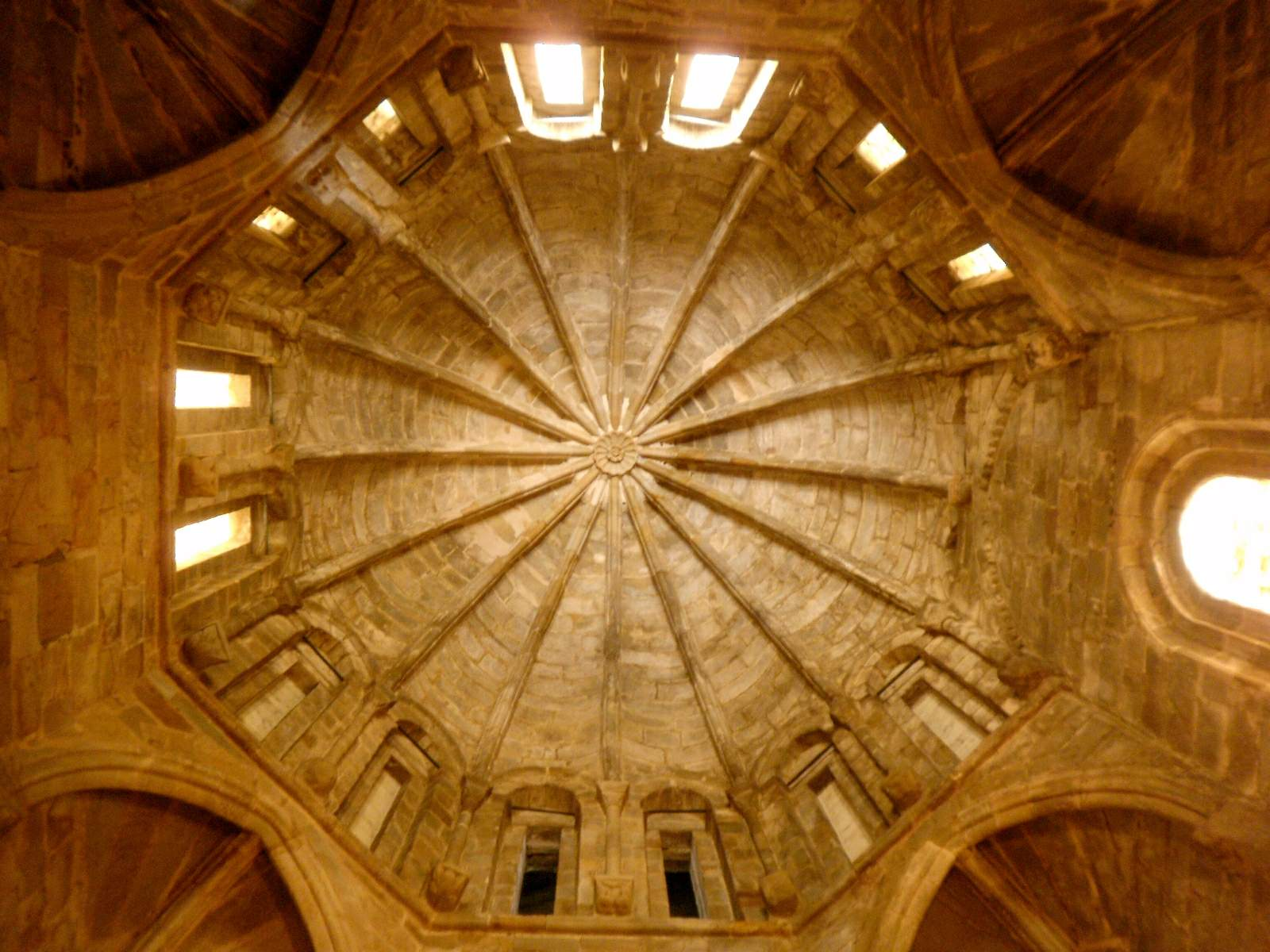
Bóveda de la Torre del Melón en la Sala Capitular de la Catedral Vieja de Plasencia

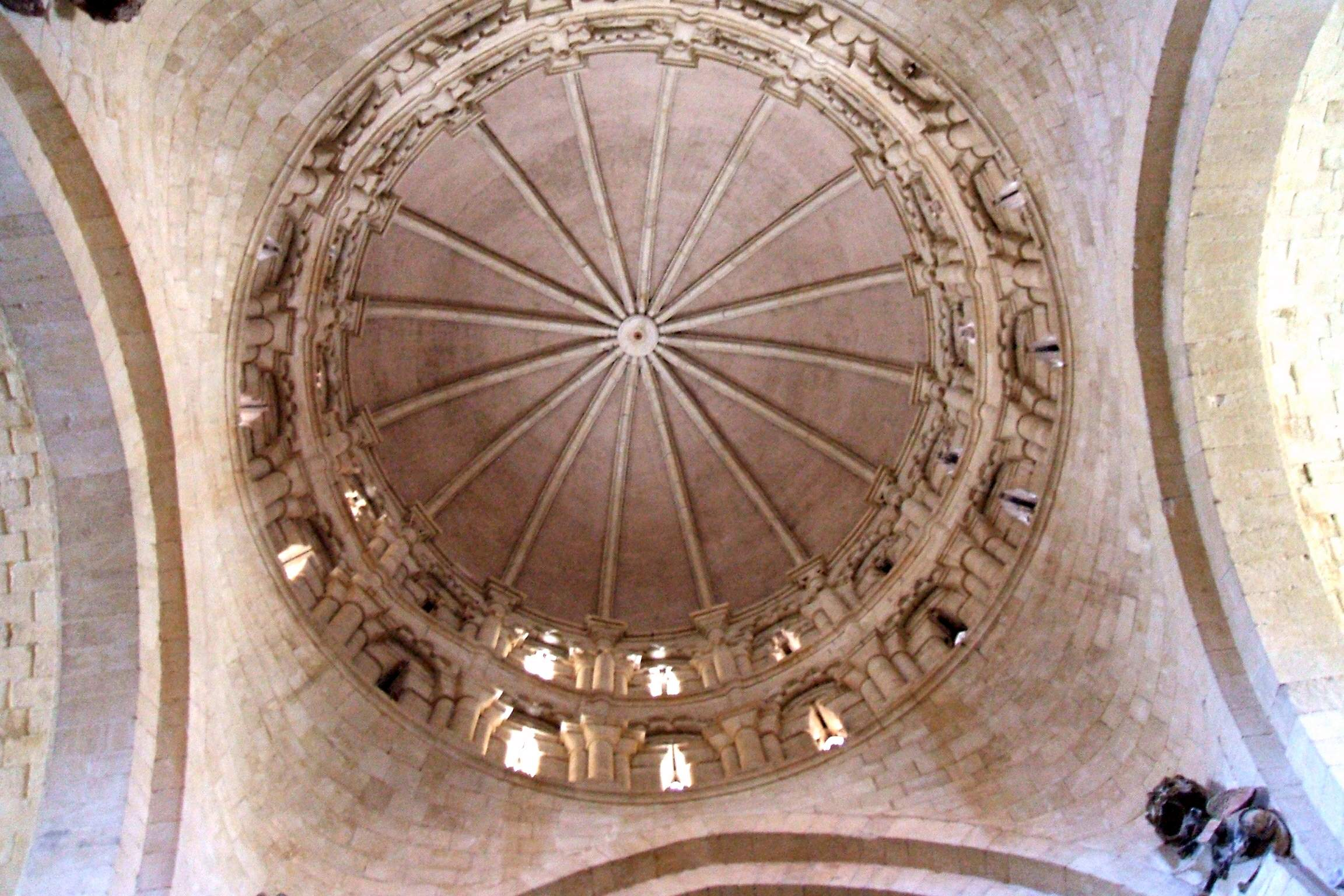
Interior del cimborrio de la Colegiata de Santa María la Mayor (Toro)

En el primer románico muchas de las iglesias rurales se cubrieron todavía con techumbre de madera, sobre todo en Cataluña y muy especialmente en el valle de Boí cuya renovación al románico de antiguas iglesias la hicieron unos constructores lombardos que cubrieron las naves a dos aguas con estructura de madera, respetando absolutamente las viejas tradiciones de esta región. Sin embargo, el ábside se remató siempre en estas iglesias con bóveda de horno. 
A lo largo del siglo XI se fueron cubriendo las naves con la bóveda de cañón, de medio cañón o de cuarto de cañón, recurso empleado en el románico de toda Europa, y más tarde se empleó la bóveda de arista. En Cataluña estas bóvedas de cañón se emplearon sin refuerzos, mientras que en Castilla y León se utilizaron los arcos fajones como apoyo. El empleo de la bóveda de arista (originada por el corte perpendicular de dos bóvedas de cañón) había sido olvidado y fue retomado por los grandes maestros constructores. La bóveda de arista a su vez dio paso a la bóveda de crucería, recurso muy frecuente en la arquitectura gótica. 
Se dio también el tipo de bóveda llamado helicoidal usado exclusivamente en las escaleras de las torres. Se dan ejemplos en San Martín de Frómista, San Pedro de Galligans y San Salvador de Leyre entre otras.
En los claustros de los monasterios y de las catedrales se edificaron las bóvedas en rincón, que son aquellas que resultaban del encuentro de dos pandas de un claustro. Las soluciones para este tipo de bóvedas no eran muy fáciles, por lo que los constructores echaban mano a trucos y disimulos que les proporcionaban un buen resultado y muy aparente a simple vista.
En el encuentro de la nave mayor con el crucero se elevaron las cúpulas con cimborrio cuyo centro estaba perforado con linterna para dar paso a la luz exterior. Las cúpulas de la arquitectura románica española alcanzaron una gran importancia. Se introdujo la construcción de cúpulas cuyo tambor apoyaba sobre un cuadrado con la ayuda de las trompas. La introducción de este sistema se debió a tres influencias:
- El camino desde Oriente, por las comunicaciones con Bizancio y otros lugares, de tipo religioso, político o comercial.
- La influencia de las cuadrillas de constructores lombardos, maestros en desarrollar la cúpula sobre trompas. Se extendió un gran número de estas cúpulas por los condados de Cataluña, sobre todo en el siglo XII.
- La influencia aquitana, donde la cúpula es un elemento representativo.

La variedad de construcción de estas cúpulas es notable; se pueden ver:
- Cúpula octogonal apoyada en trompas (sobre todo en Cataluña).
- Cúpula esférica sobre trompas, con o sin nervios (en Aragón).
- Cúpula esférica sobre trompas, sin nervios (en las zonas de Palencia, Cantabria y Soria).
- Cúpula esférica sobre trompas, con nervios (en las tierras de Segovia).
- Cúpula esférica sobre pechinas, sin nervios o con nervios y con altura de linterna (tierras de Salamanca).

En la época tardorrománica se apreció una influencia bizantina aportada por los peregrinos, especialmente en las catedrales de Zamora, Salamanca y colegiata de Toro donde se construyeron las conocidas como cúpulas del Duero; son cúpulas gallonadas, con un tambor cilíndrico con ventanales sobre pechinas (sustituyendo a las tradicionales trompas), del cual arrancan ocho arcos que se cruzan en la clave con un despiece de 16 cascos llamados gallones.

Cimborrios y cúpulas románicos
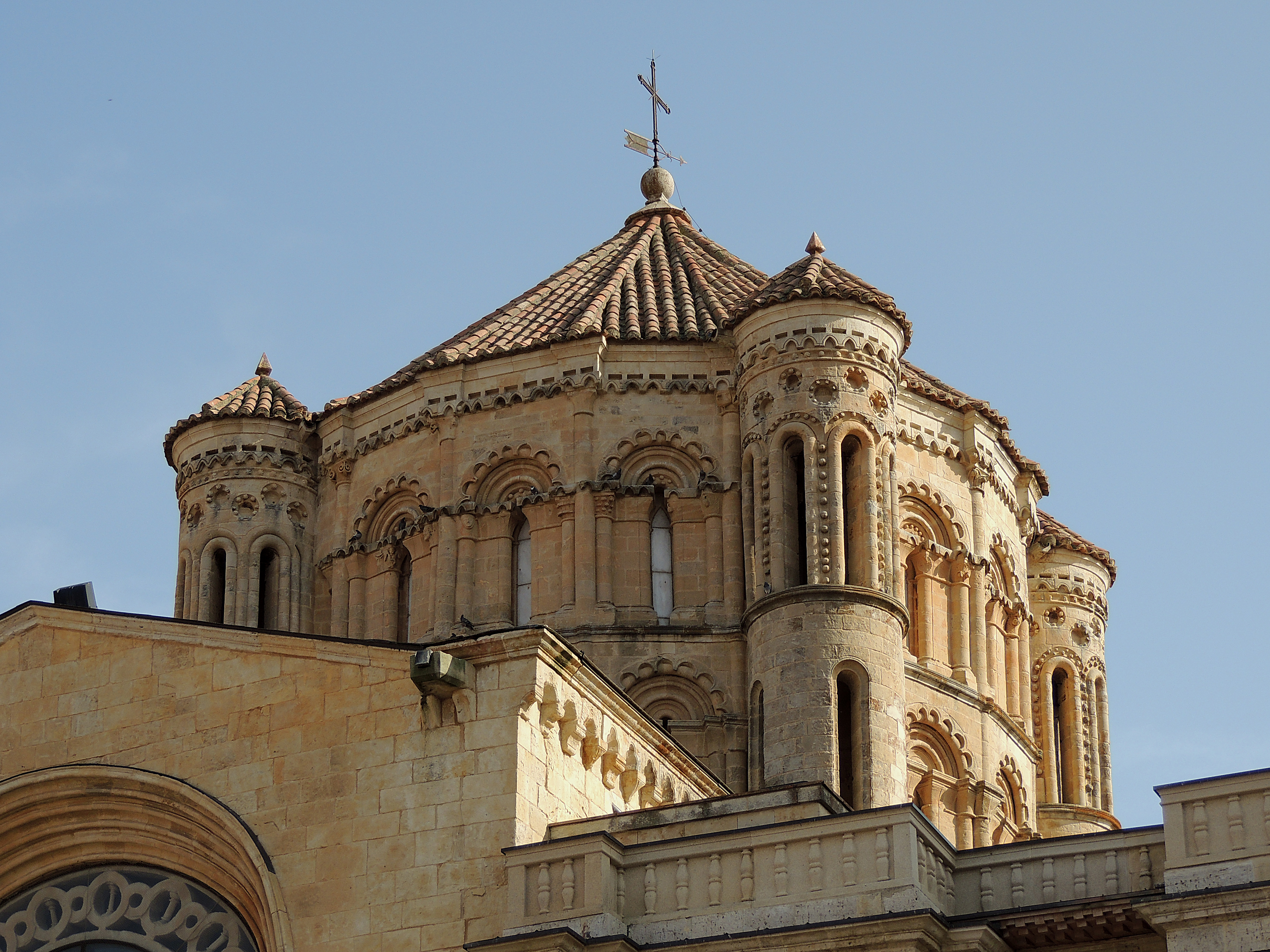
Cimborrio de la Colegiata de Santa María la Mayor (Toro)
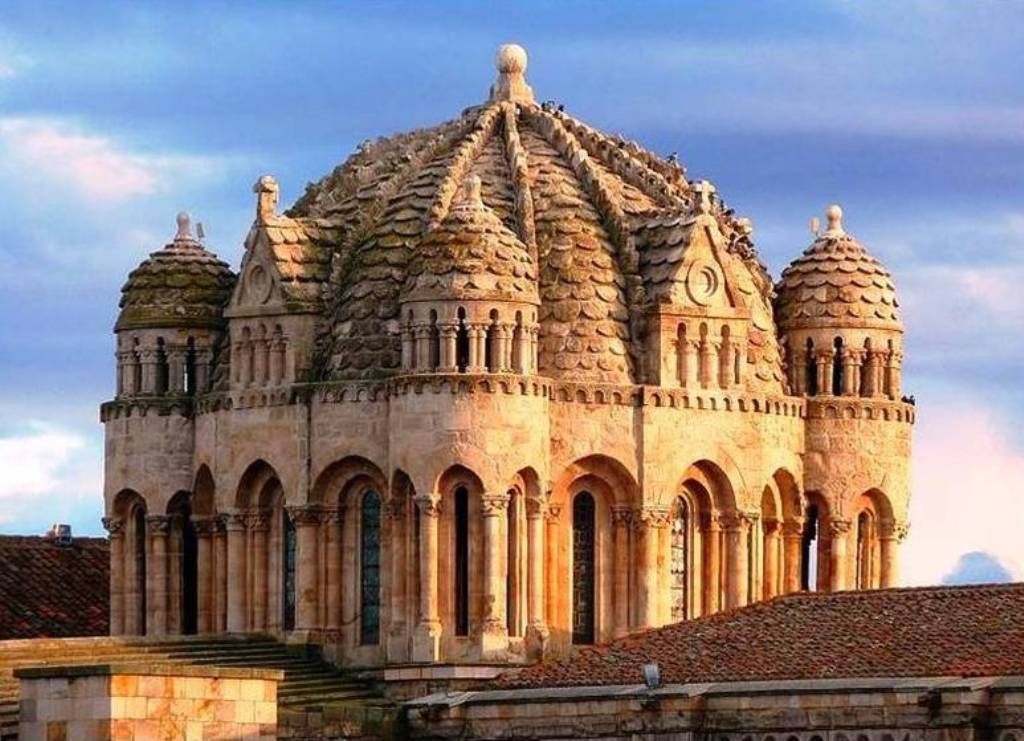
Cúpula gallonada, en fábrica de piedra, de la catedral de Zamora
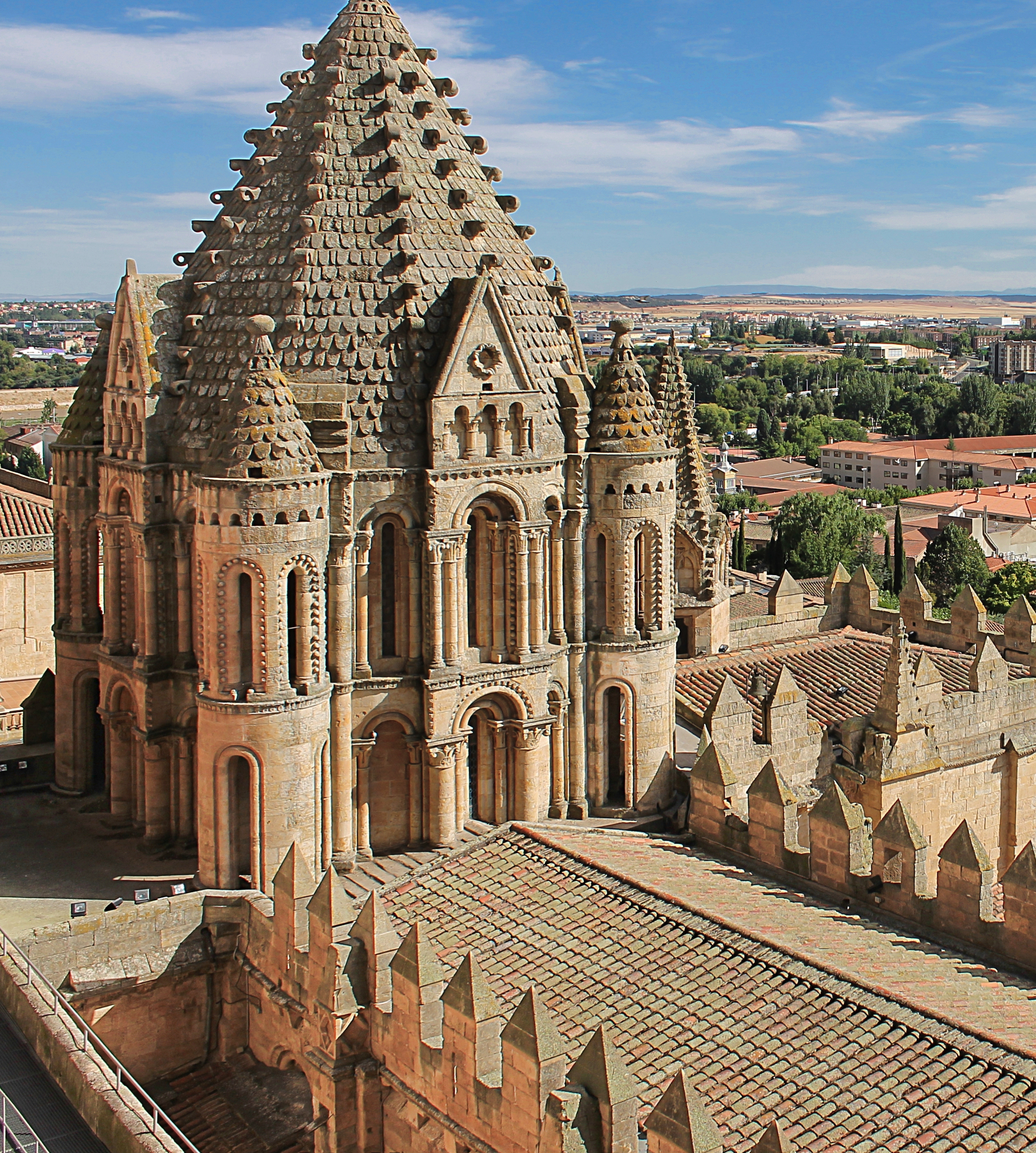
Torre del Gallo, catedral Vieja de Salamanca
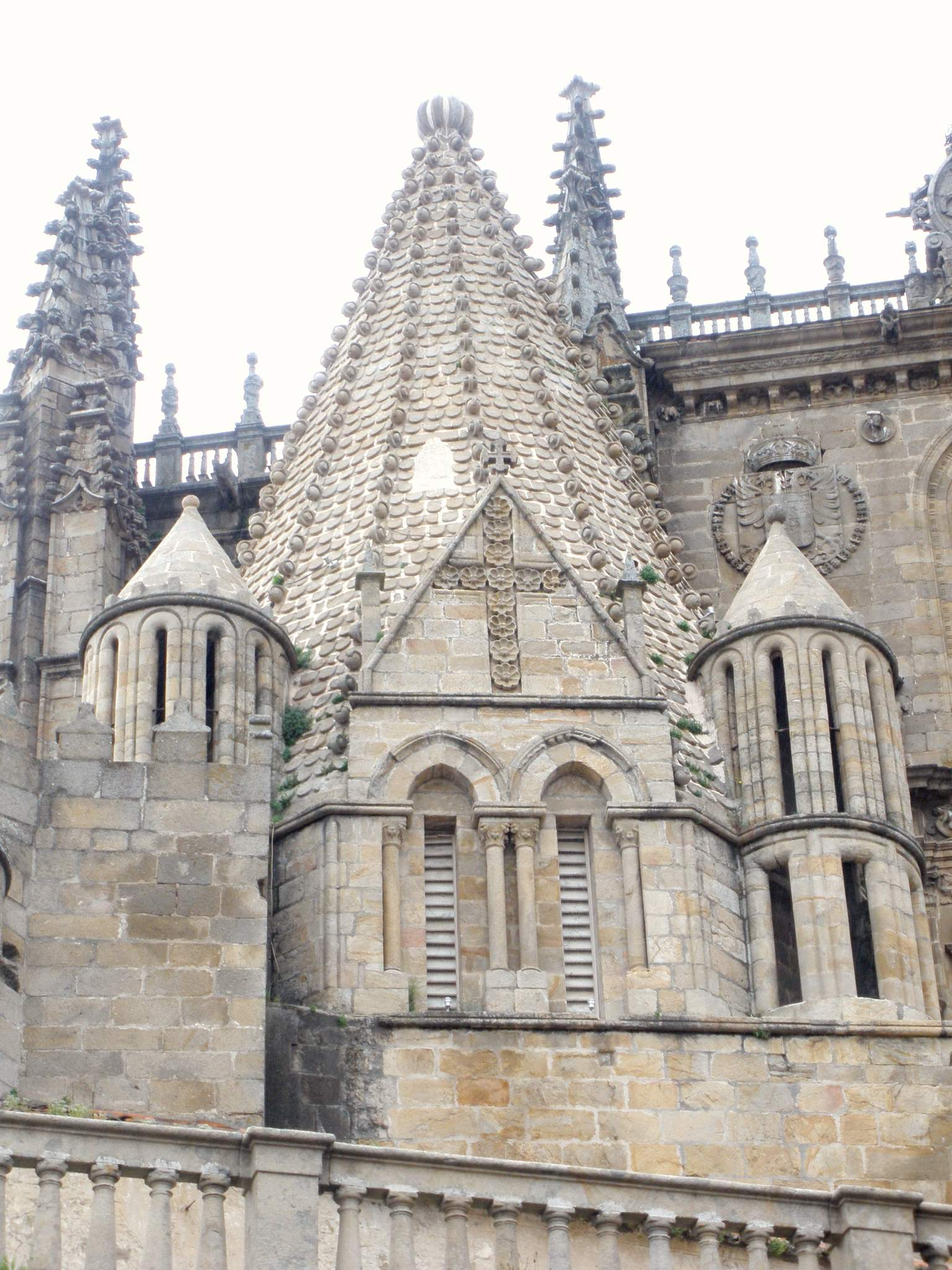
Torre del Melón de la catedral de Plasencia

### Arcos

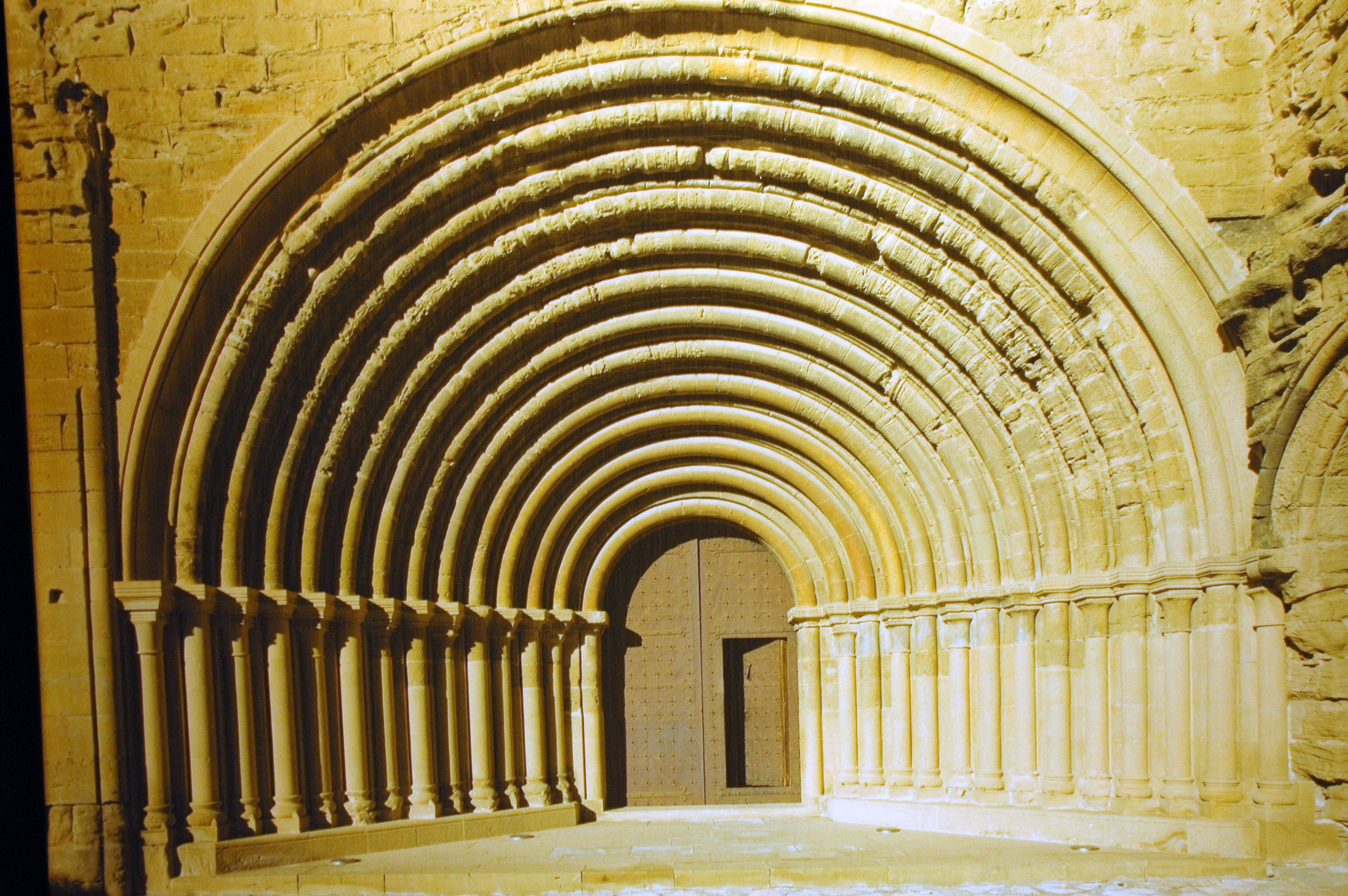
Portada con catorce arquivoltas de medio punto de la iglesia Real Monasterio de Santa María de Sigena

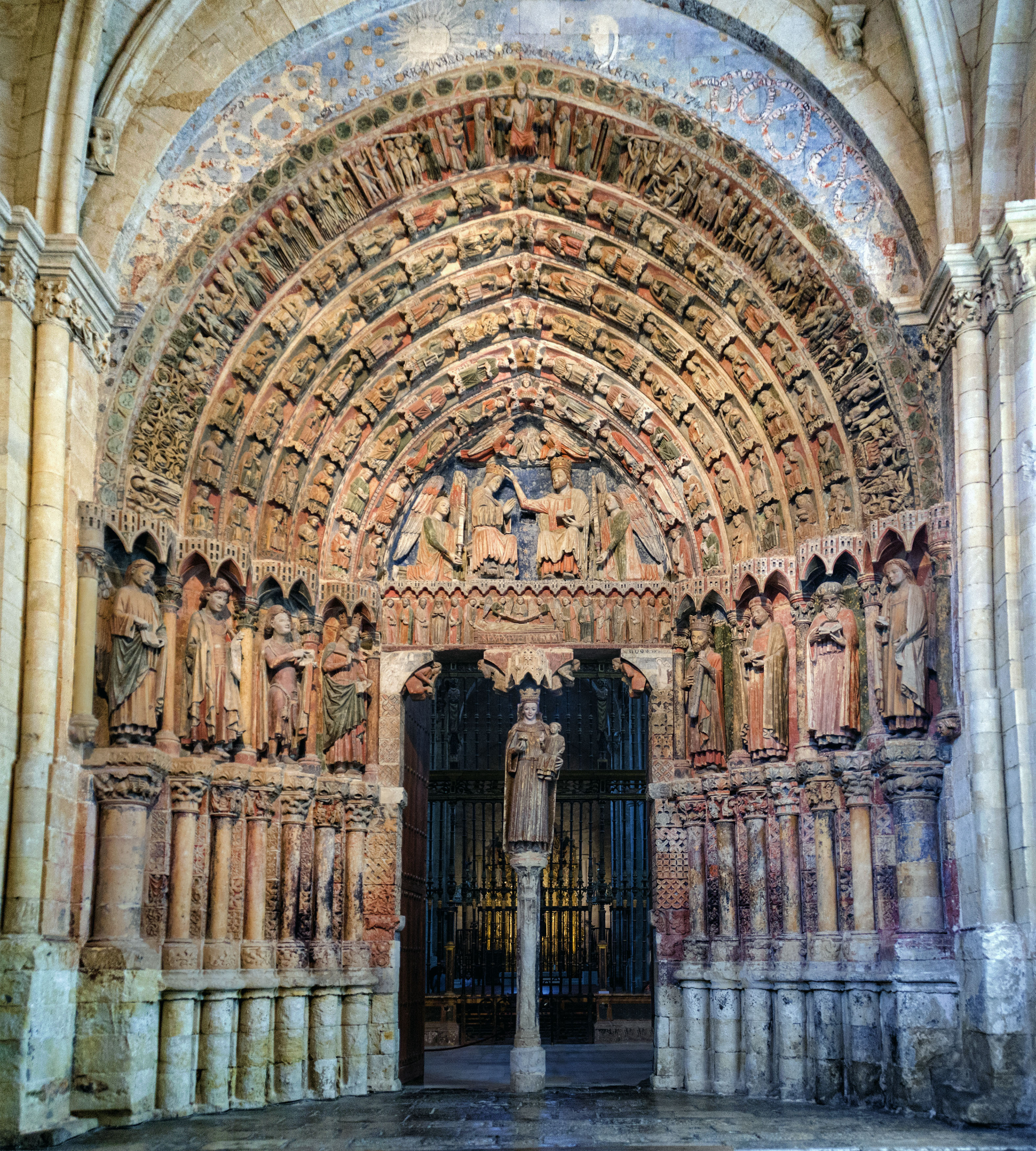
Portada de la Majestad en la colegiata de Toro (Zamora). Tardorrománico, con los arcos ligeramente apuntados.

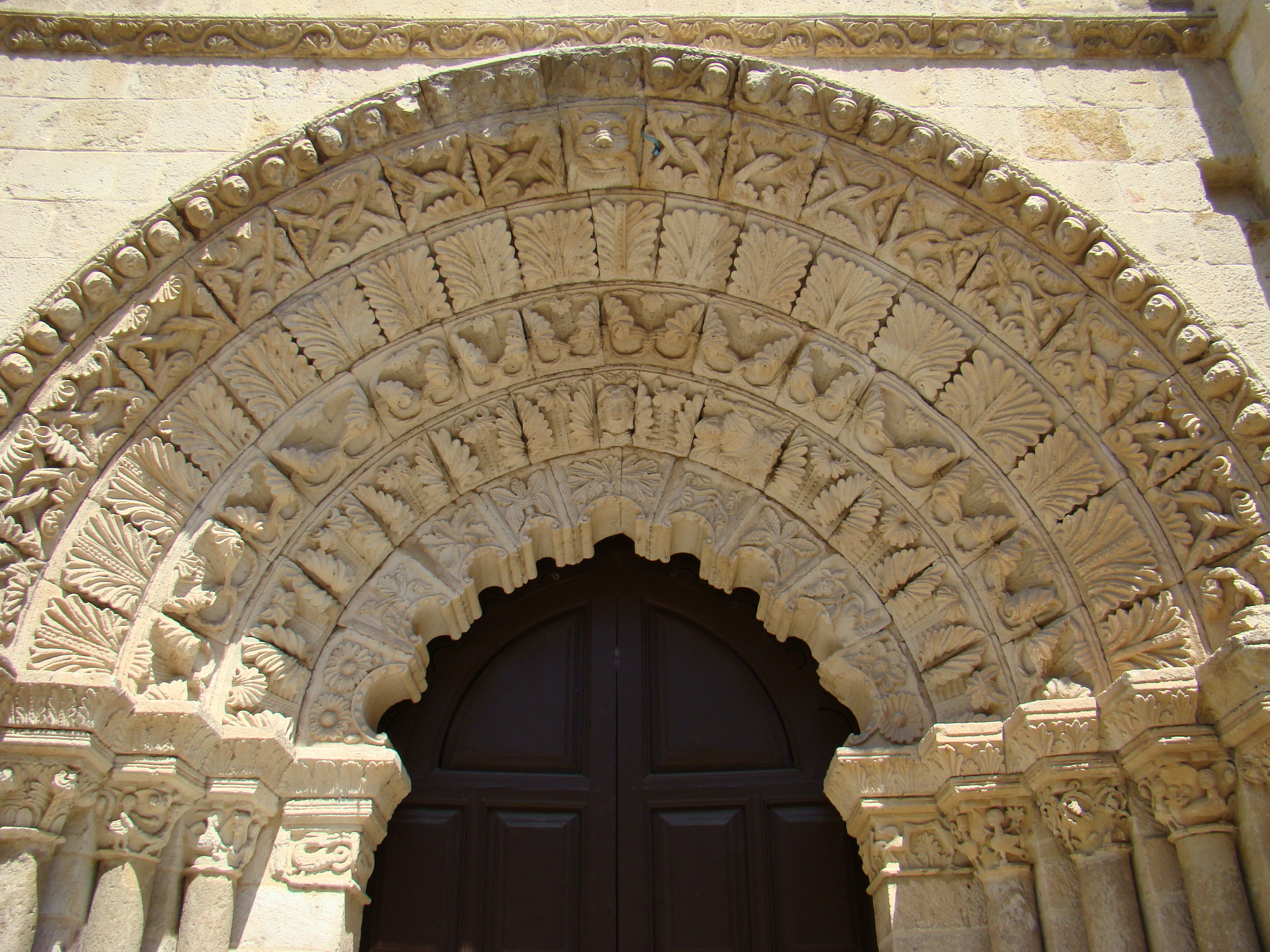
Puerta románica de la iglesia de la Magdalena en Zamora: decoración vegetal muy rica, con arco polilobulado en la arquivolta más pequeña

En España el arco más usado y característico fue el de medio punto aunque se usó también el arco de herradura y el arco apuntado. El arco de medio punto fue empleado exclusivamente a lo largo del siglo XI y primera mitad del XII. Si se querían alcanzar mayores alturas se hacían muy peraltados, como en San Juan de las Abadesas. Muchos arcos se construyeron doblados con la intención de que adquirieran mayor resistencia. Más tarde, en las portadas, los arcos de medio punto se fueron formando con arquivoltas, es decir, sucesión de arcos concéntricos decorados con simples molduras o con ornamentación vegetal o geométrica.
Los arcos apuntados son originarios de Oriente; se desconoce la fecha exacta de su empleo en el románico de España, aunque los historiadores barajan algunas fechas basándose en edificios que contienen en alguna de sus zonas uno o varios arcos apuntados que a veces engendran toda una bóveda. Son edificios que corresponden al primer cuarto del siglo XII, como la catedral de Lugo y Santa María de Tarrasa. El empleo primitivo de estos arcos se hizo como elemento de construcción que aportaba muchas ventajas. Fue un gran avance arquitectónico que los monjes cistercienses supieron ver desde el principio.
El arco de herradura, aunque propio de tiempos anteriores, se utilizó también en algunos edificios del románico español. Era un arco heredado de la arquitectura visigoda, sobre todo en Cataluña por la tradición de los visigodos de la Septimania (puertas de Santa María de Porqueras, arcos fajones de San Pedro de Roda), y también de influencia islámica, sobre todo en Andalucía y Extremadura. Otros ejemplos con arcos de herradura son:
- Iglesia de Santa María en Santa Marta de Tera (Zamora) en los vanos de acceso a los brazos del crucero.
- Catedral de Ávila, en los arcos del antiguo triforio.
- Basílica de Santa Eulalia de Mérida, puerta de acceso y en el interior de los ábsides.
- Iglesia de San Miguel de Córdoba, en una puerta lateral y en la capilla del baptisterio.
- Ermita de San Martín en San Vicente de la Sonsierra (La Rioja).

El arco lobulado es bastante común. Se trata de una forma artística de presentar el arco de medio punto y más tarde el apuntado. En España estos arcos son de clara influencia islámica, teniendo como ejemplo principal el antiguo Mihrab de la mezquita de Córdoba.

Arcos románicos
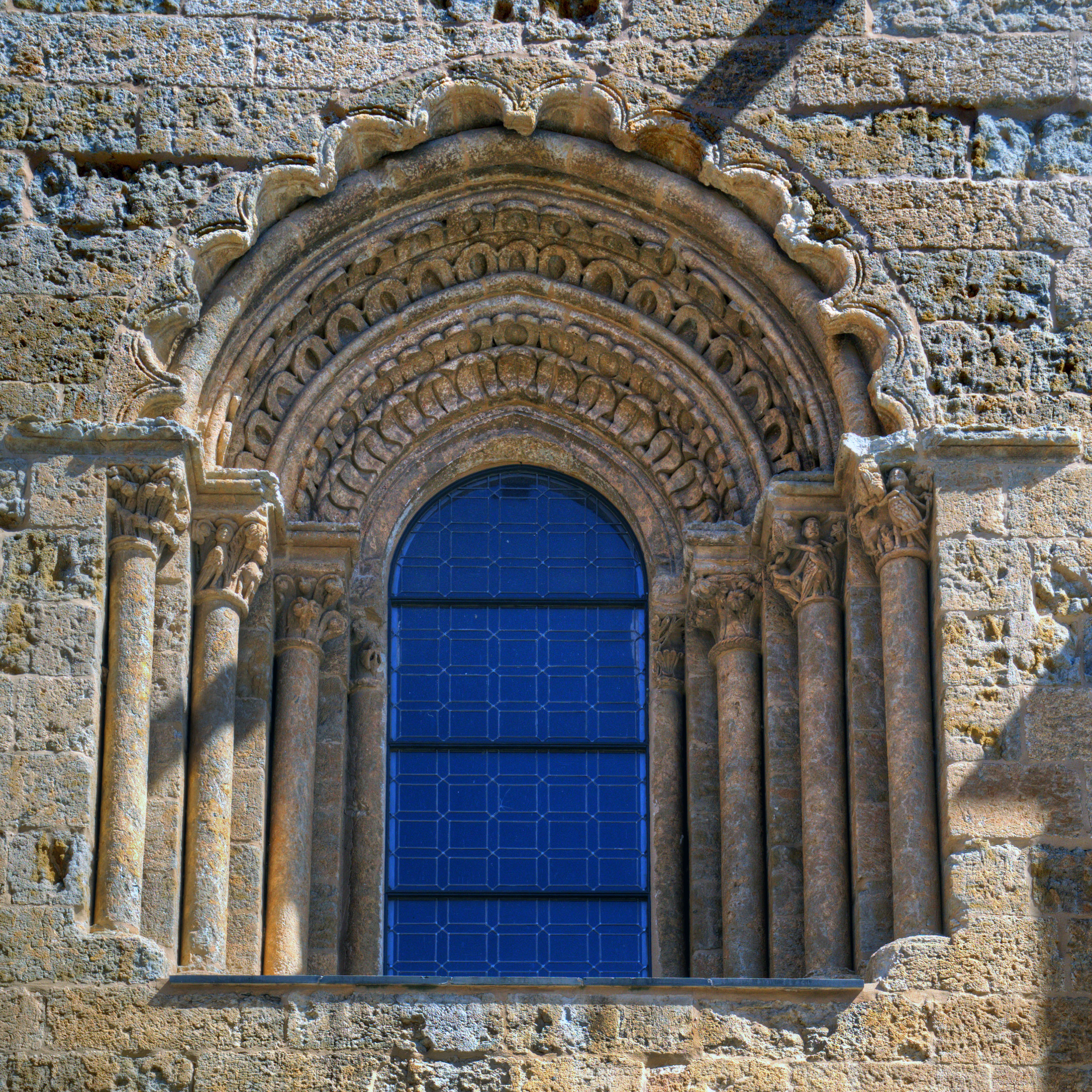
Ventana románica, Ciudad Rodrigo
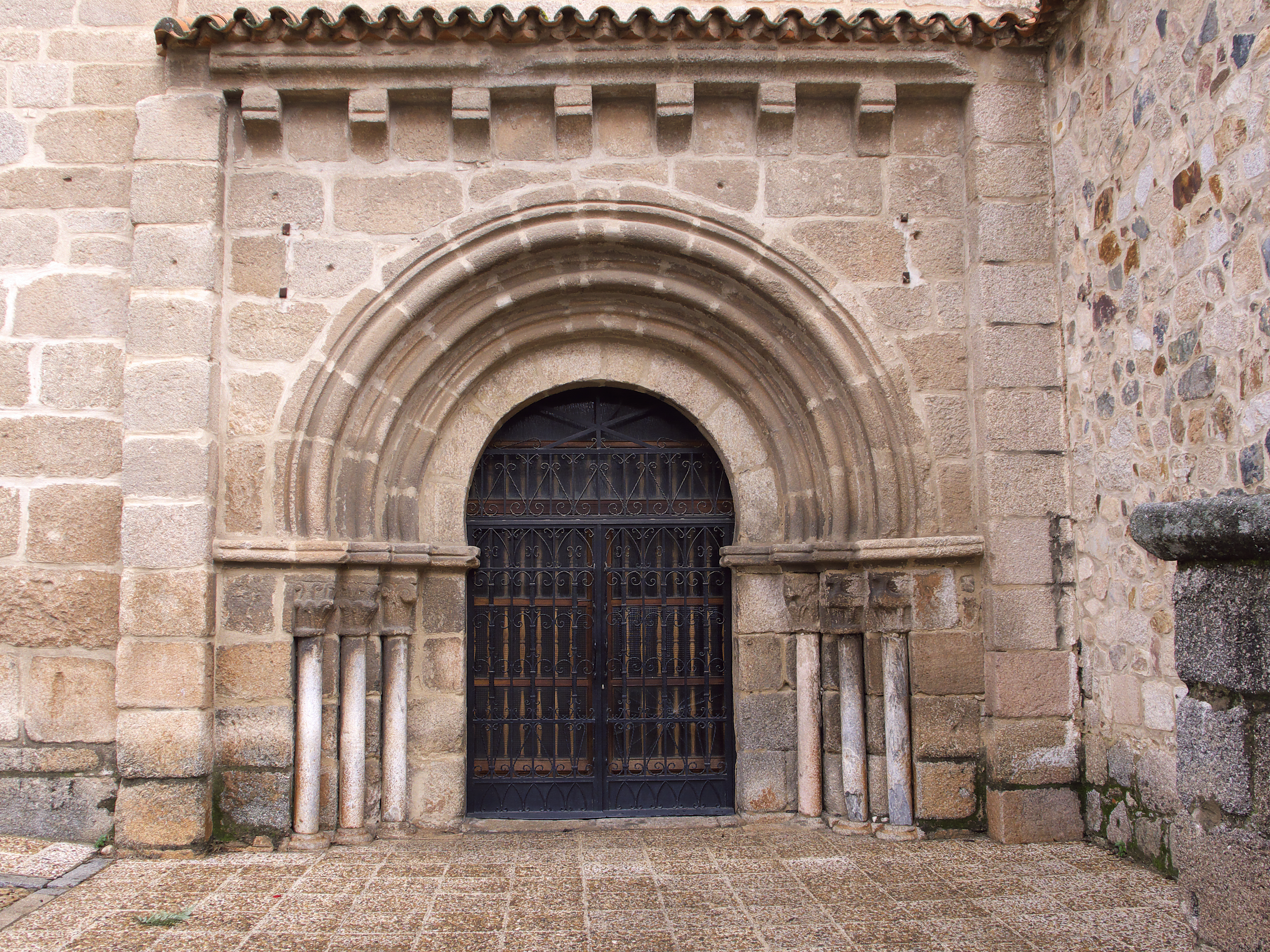
Arco de herradura en la entrada de la basílica de Santa Eulalia de Mérida
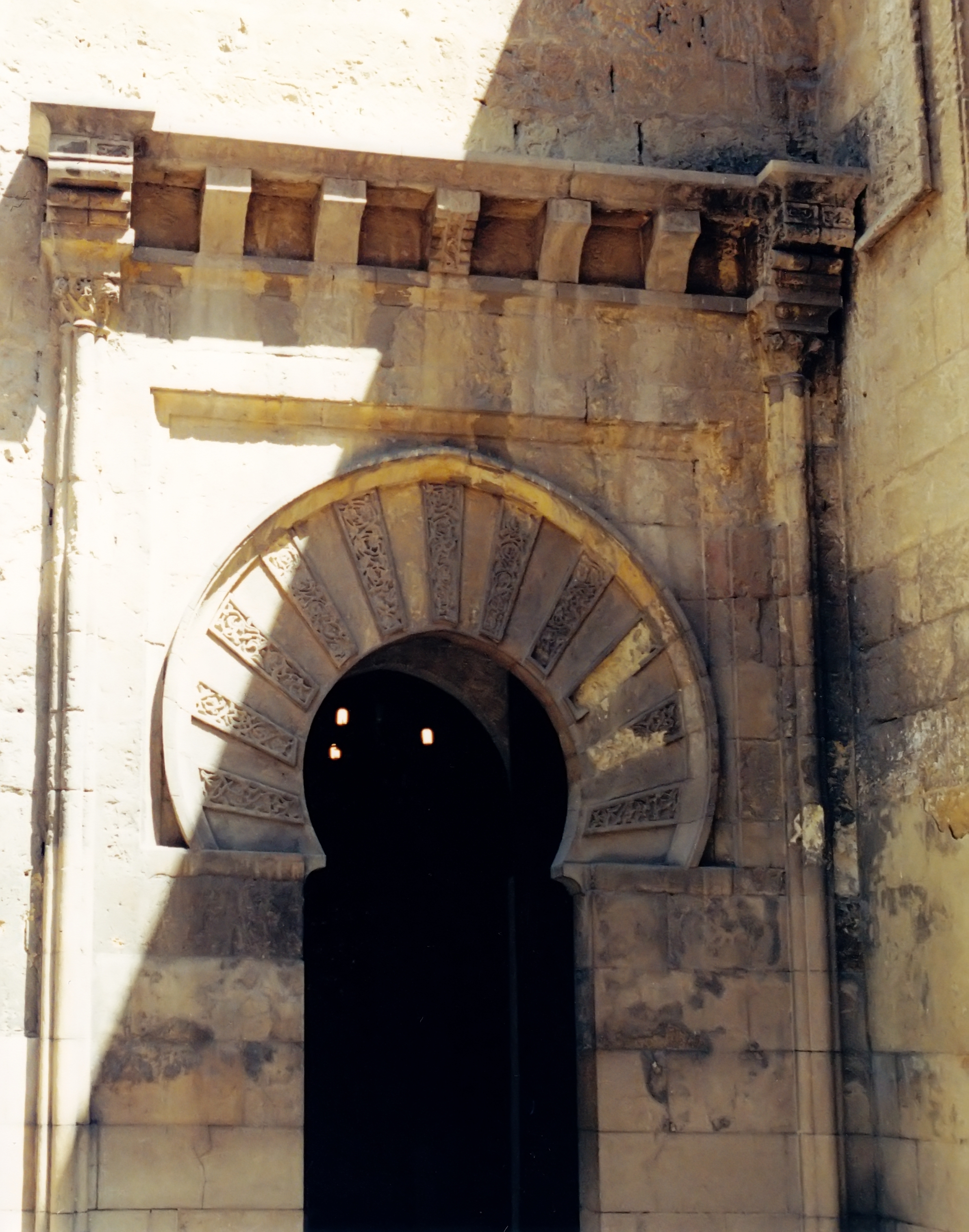
Arco en una puerta lateral de la  iglesia de San Miguel de Córdoba
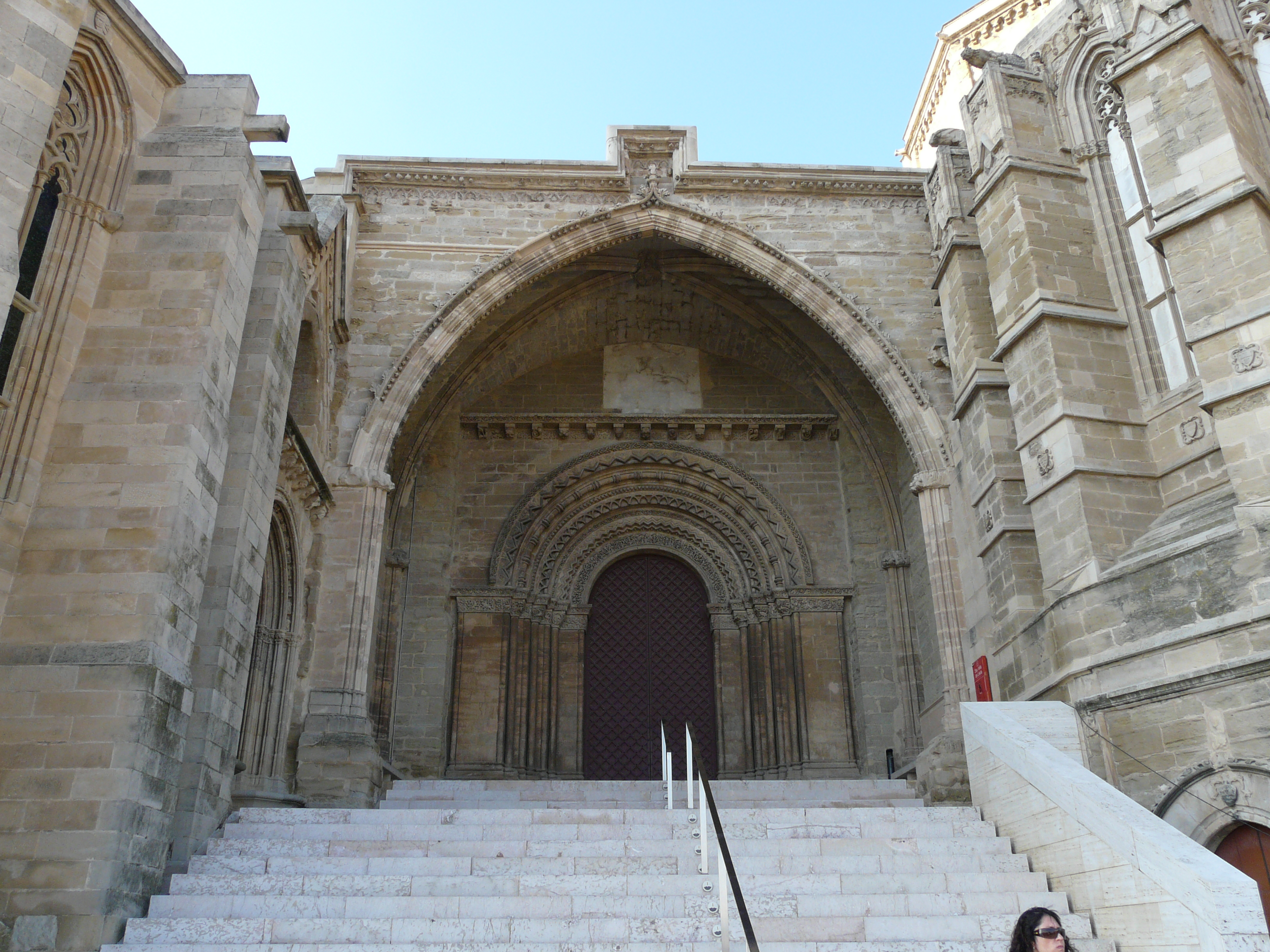
Arco apuntado de la Seo Vieja (Lérida)
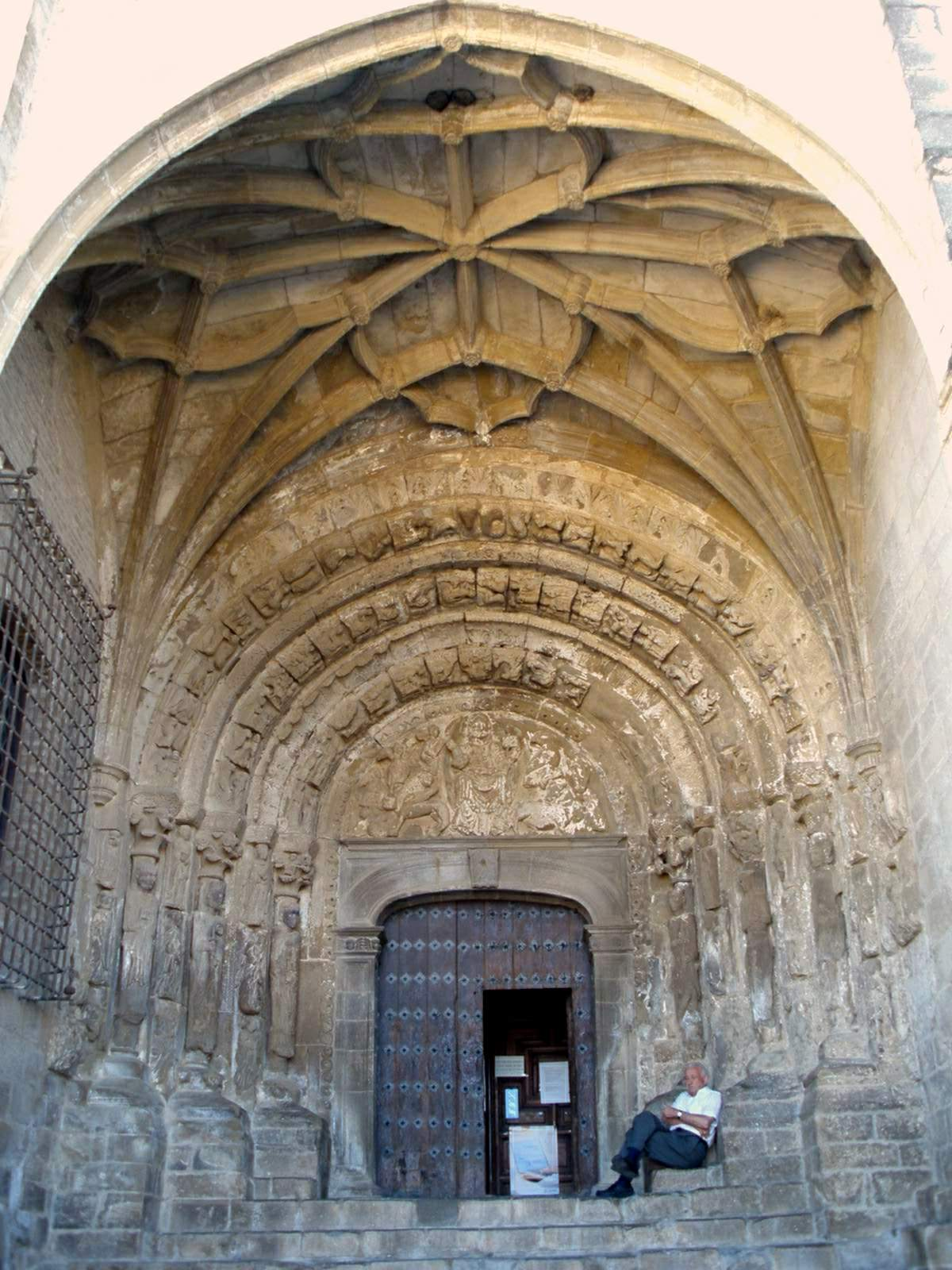
Arco apuntado en Iglesia de San Esteban de Sos del Rey Catolico
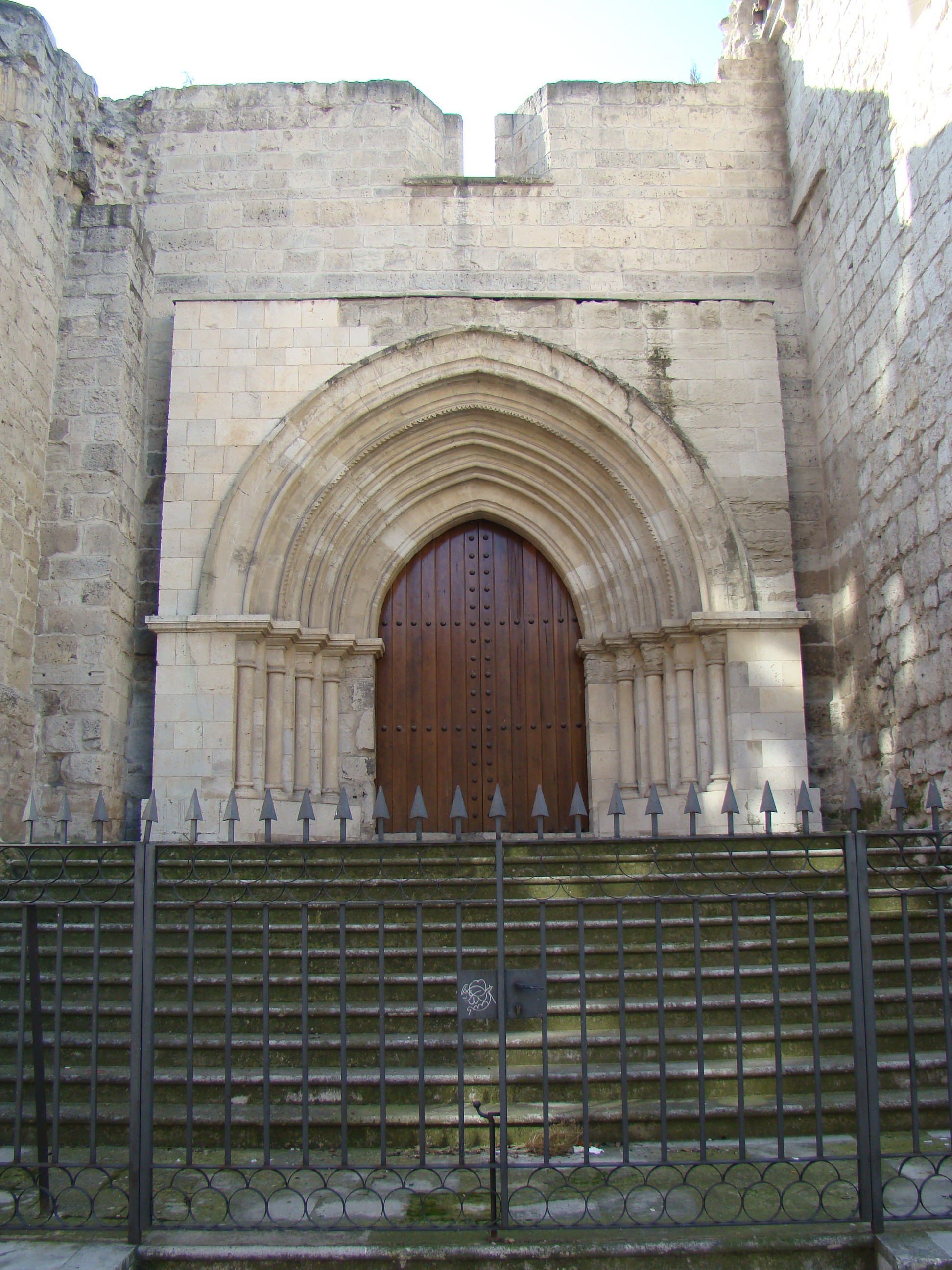
Puerta cisterciense tardorrománica de la colegiata antigua de Valladolid, arcos apuntados con chambrana

### Contrafuertes

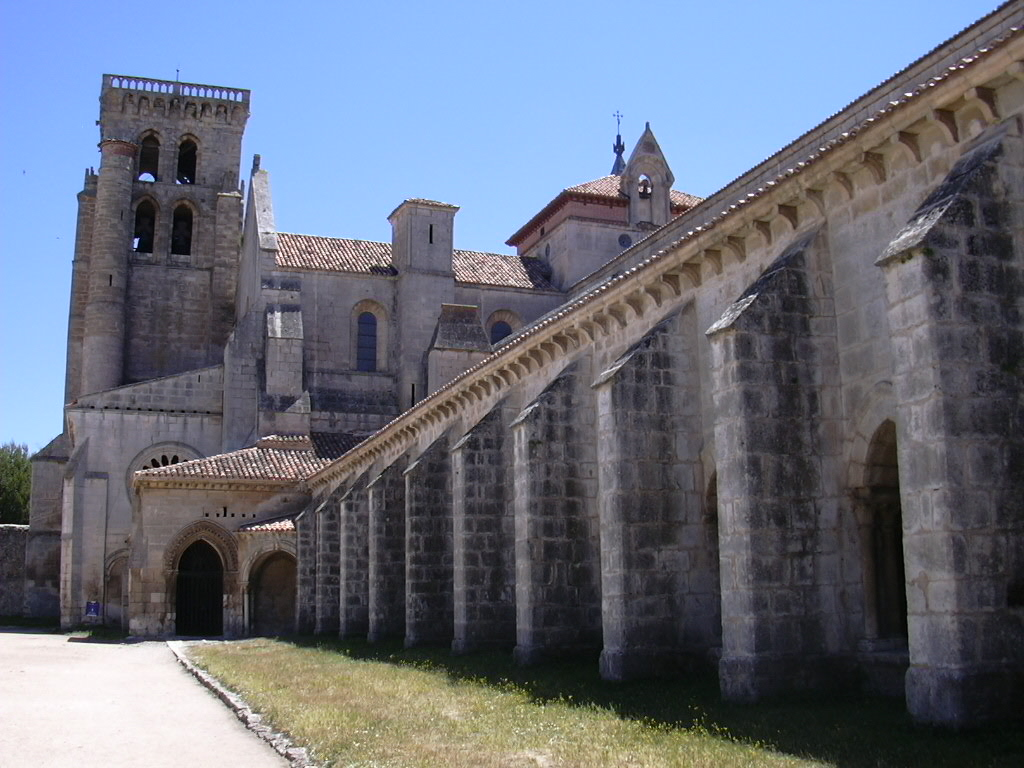
Contrafuertes. Monasterio de Santa María la Real de Las Huelgas de Burgos.

Los contrafuertes son gruesos muros continuos, verticales, que se colocan a los lados de un arco o bóveda para contrarrestar su empuje. Se colocan también en los muros exteriores de las naves de las iglesias o de los claustros. En la arquitectura románica son siempre visibles siendo uno de los elementos que más la caracterizan, sobre todo en la arquitectura española, salvo en la zona de Cataluña donde la construcción se hizo adoptando un mayor grosor de los muros. 
El contrafuerte tiene una forma prismática que suele mantener en toda su altura, aunque hay algunas variantes como aquellos que imitan una pilastra estriada con capitel (San Juan de Rabanera en Soria). A veces ofrece un escalonado sencillo o complicado con varios cuerpos en disminución, en la catedral de Cuenca o en el monasterio de Fitero cuyos contrafuertes de los ábsides tienen forma rectangular en la base y va cambiando su perfil de manera caprichosa.
Muchos de los monumentos de Galicia ofrecen unos contrafuertes unidos entre sí por un arco, formando así un muro compuesto. Se puede ver un ejemplo en la fachada lateral de la catedral de Santiago de Compostela.

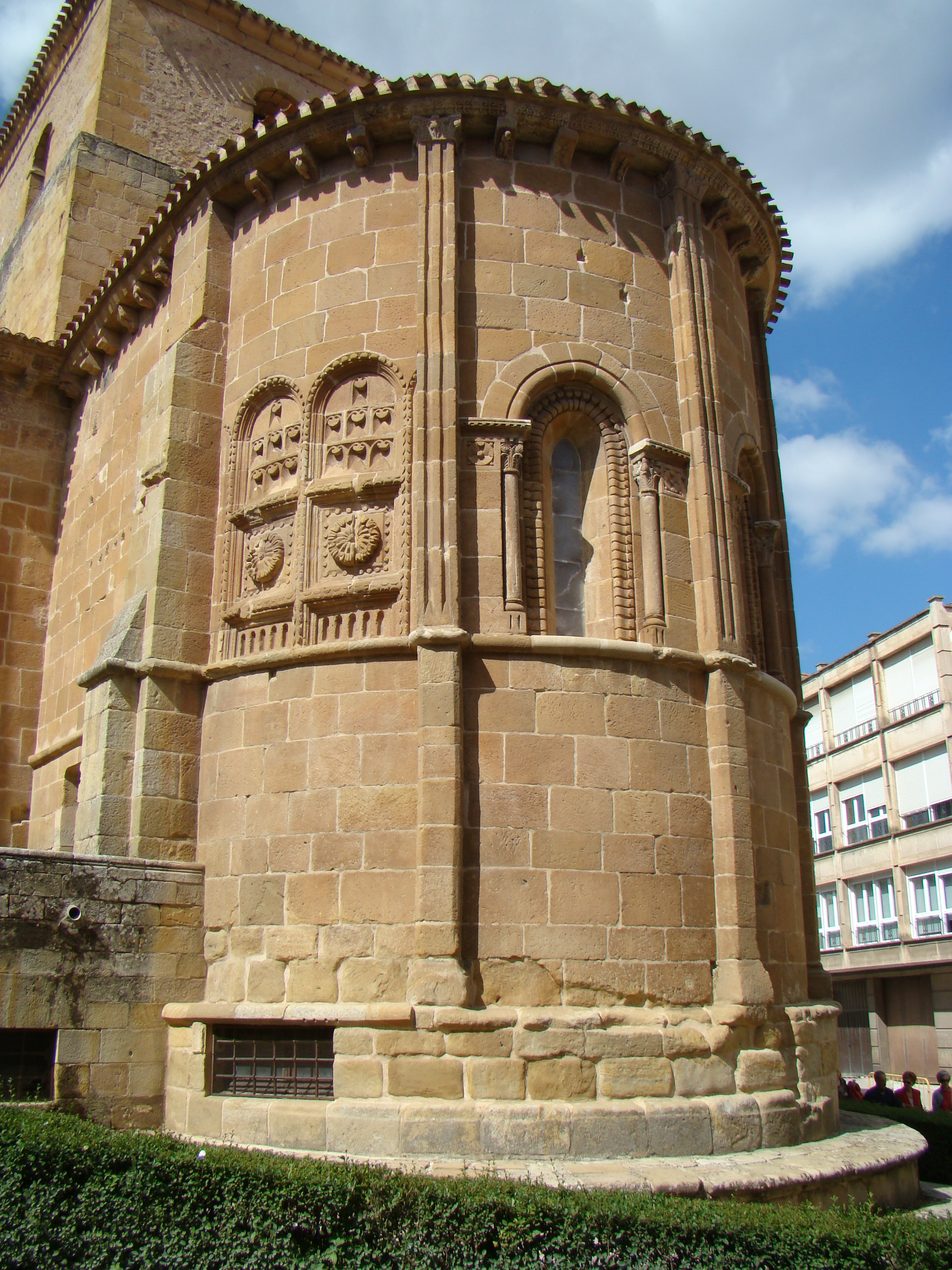
Contrafuerte de pilastra estriada con capitel (San Juan de Rabanera en Soria)
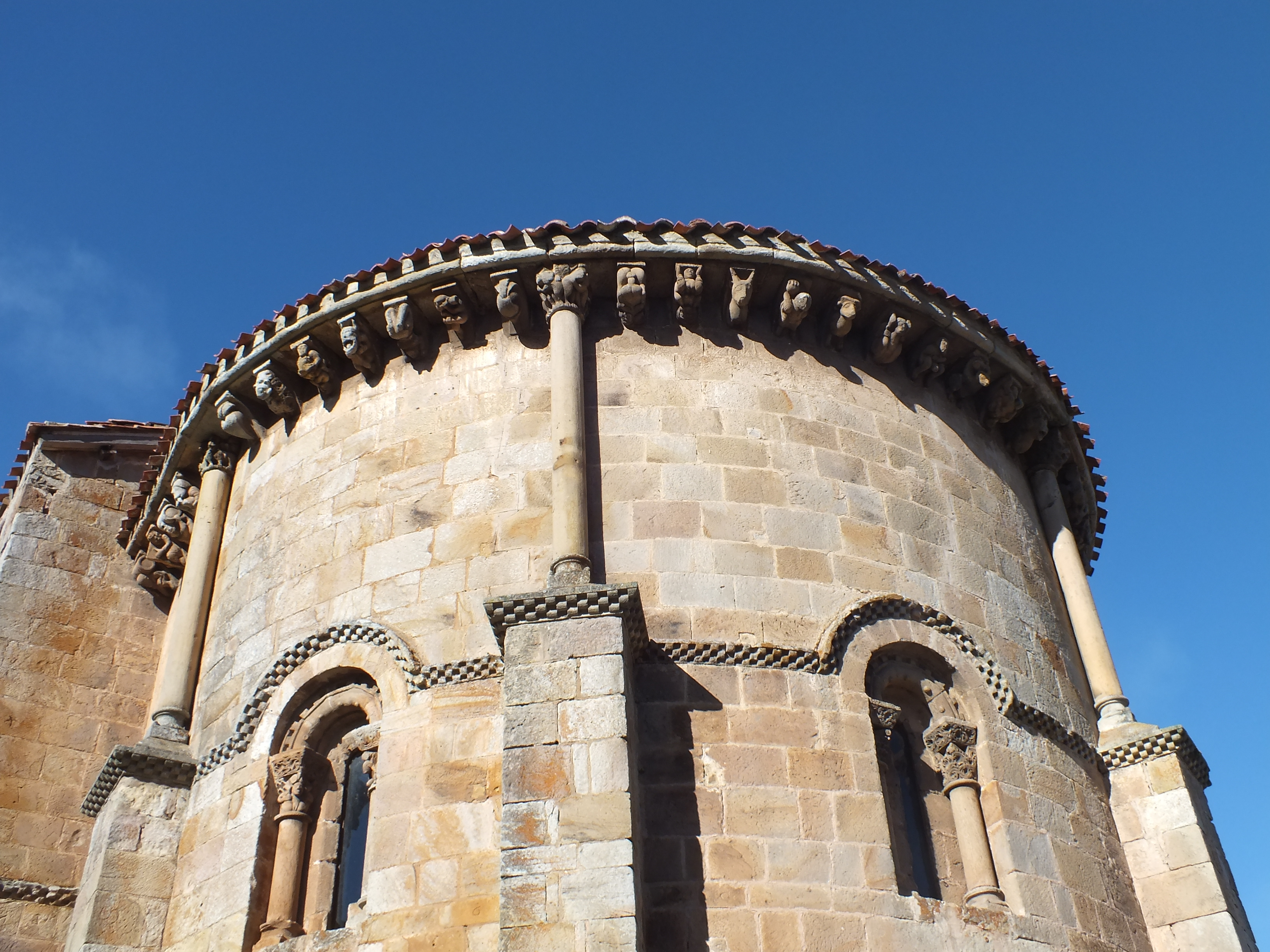
Contrafuerte como base de columna en la colegiata de San Pedro de Cervatos
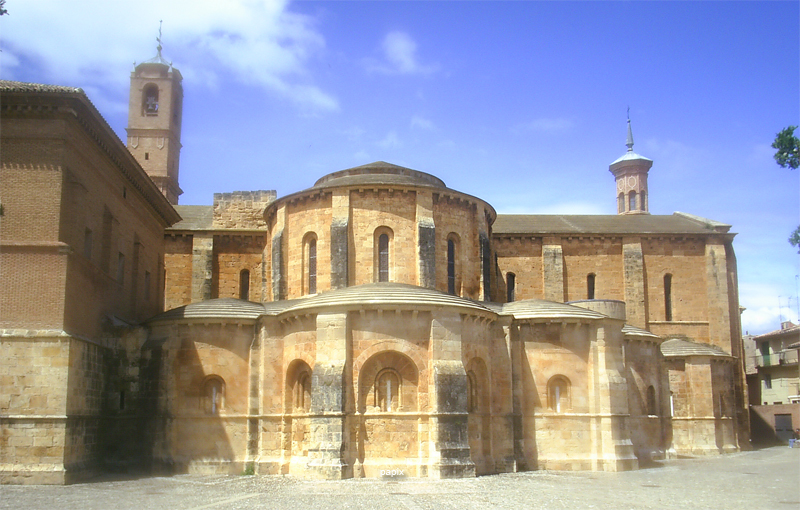
Contrafuertes con diferentes secciones en el ábside del monasterio de Santa María la Real (Fitero)
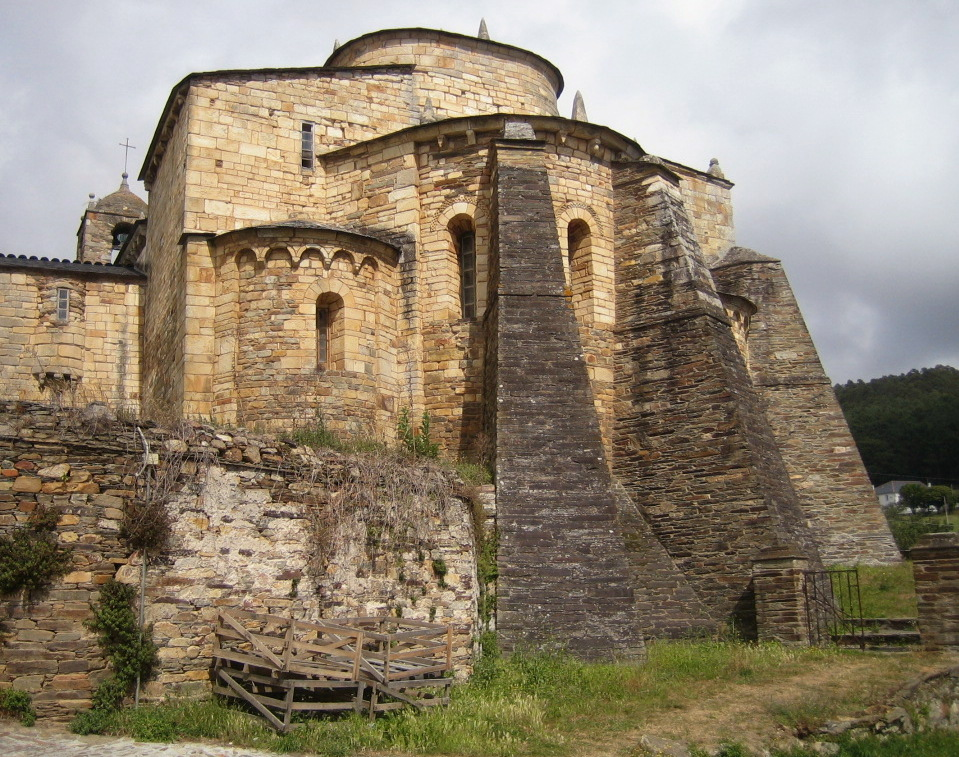
Grandes contrafuertes en la iglesia rural de San Martín de Mondoñedo (Lugo
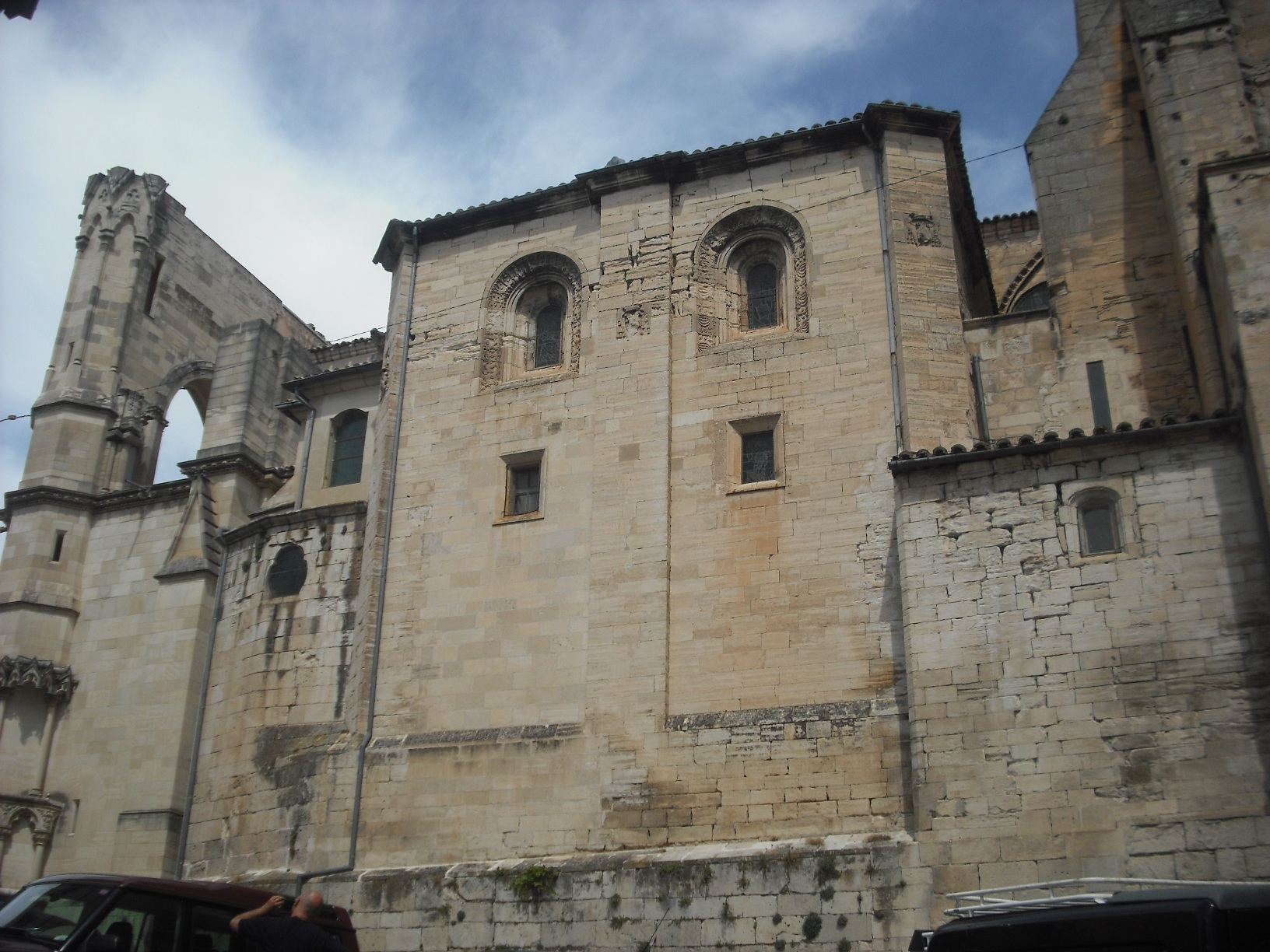
Contrafuertes en la parte románica de la catedral de Cuenca
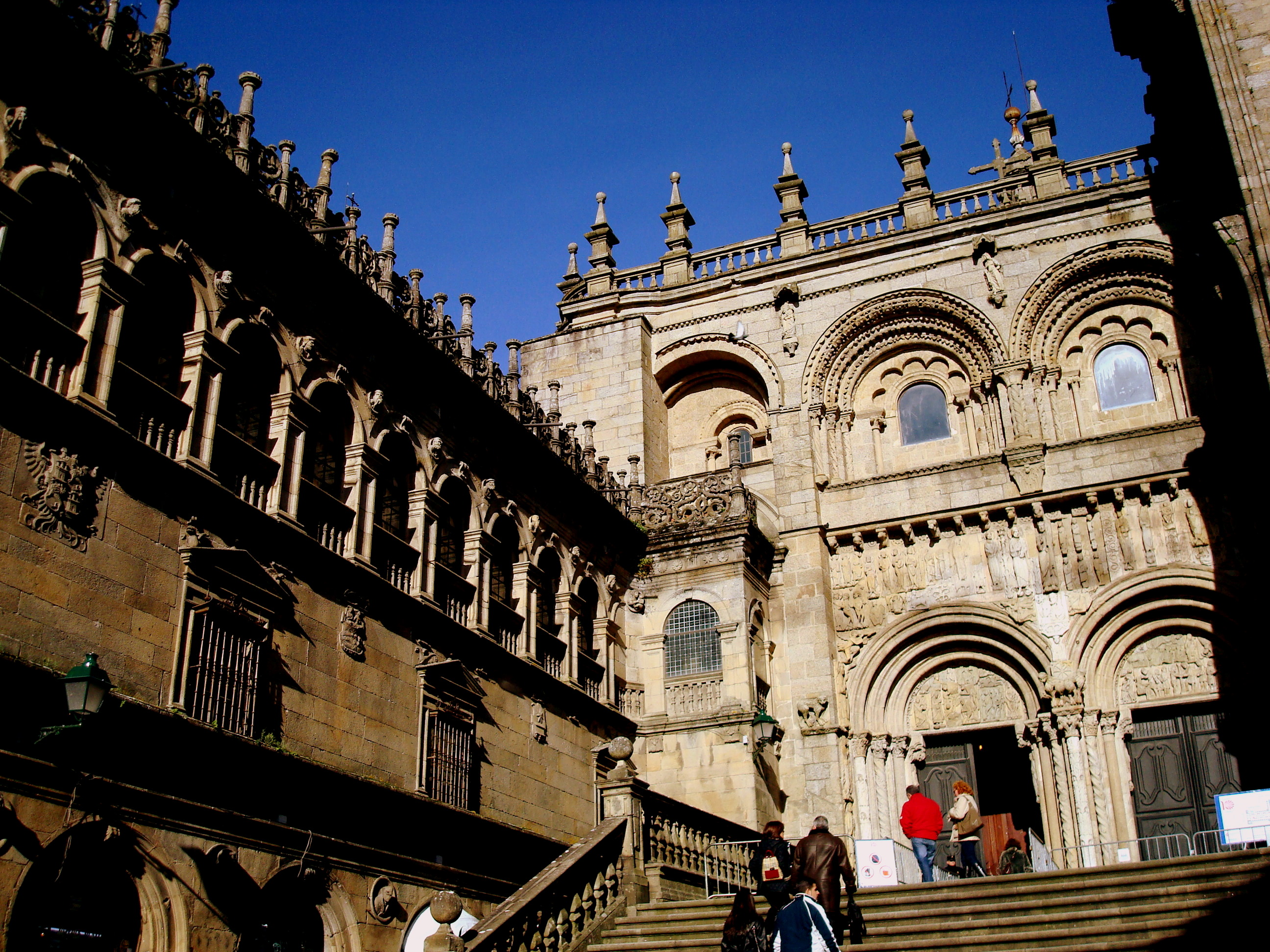
Contrafuertes unidos por un arco en la fachada de las Platerías de la catedral de Santiago de Compostela.

### Cubiertas
Los edificios se cubrían con un tejado que podía estar hecho de distintos materiales:
- Piedra (muy frecuente). Se pueden ver aún estas cubiertas en la torre del Gallo de la catedral Vieja de Salamanca y en la catedral de Ávila.
- Teja, material siempre renovado porque resiste mal el paso del tiempo.
- Escamas vidriadas, material poco frecuente. Se encuentra en el chapitel de la torre de la Antigua de Valladolid.
- Pizarra, sobre todo en lugares donde este material es abundante, principalmente en Galicia.

### Las torres

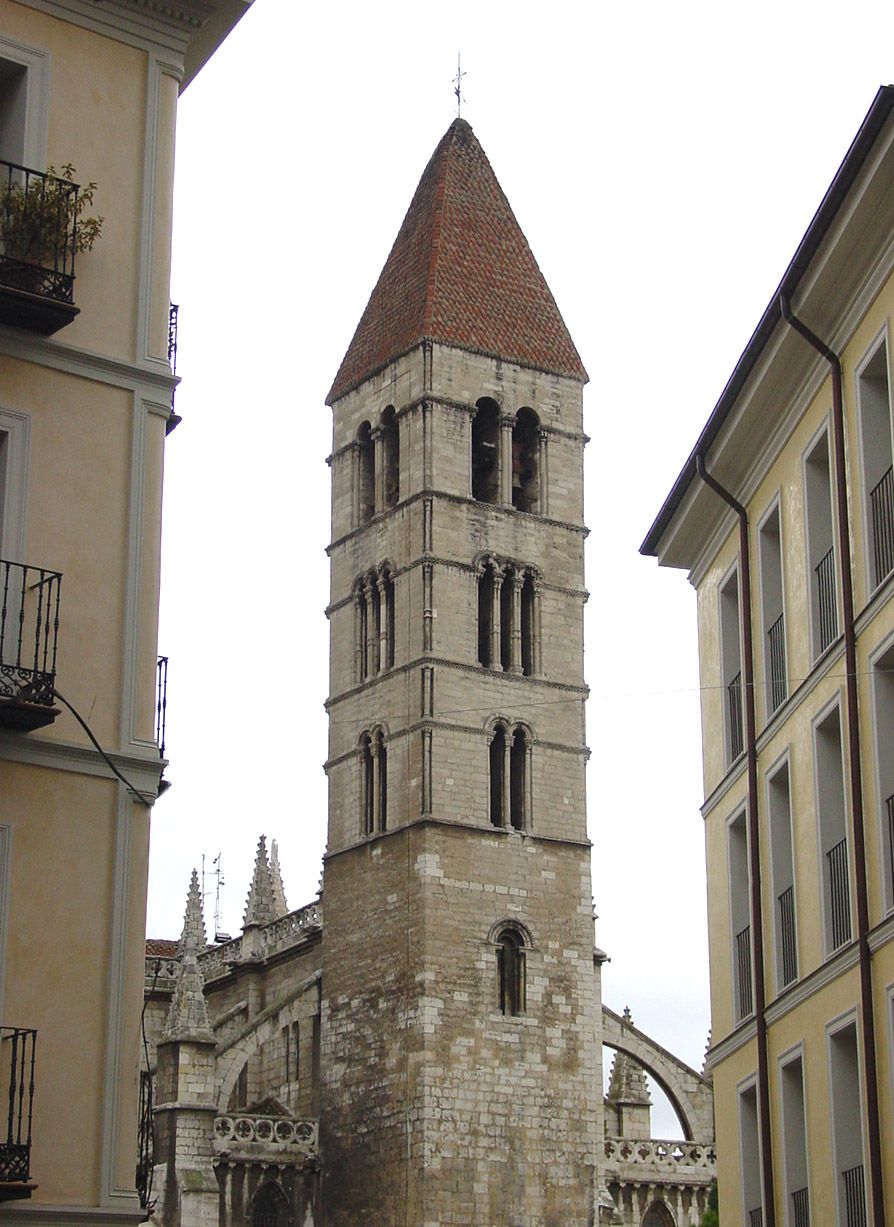
Torre románica de la iglesia de La Antigua en Valladolid.

En los edificios españoles las torres se pueden ver ubicadas en diferentes puntos de la iglesia, en los laterales, sobre el crucero y en casos muy especiales sobre el tramo recto del ábside, como ocurre en las iglesias de la ciudad de Sahagún en León. Esta colocación se debió a que, al estar construidas en ladrillo (material menos consistente que la piedra) fueron buscando el lugar de mayor resistencia que era siempre el emplazamiento de los ábsides. La fachada con dos torres no es muy usual y se suele ver sólo en templos de gran importancia.
Las torres sirven como campanarios, sobre todo en el románico de Castilla y León; son las llamadas turres signorum. En bastantes casos se erigieron como torres de defensa, sobre todo en los territorios fronterizos conflictivos y su ubicación dependía de lo que se quisiera defender, así la torre de la iglesia del monasterio de Silos se colocó defendiendo al monasterio y la torre del monasterio de San Pedro de Arlanza tuvo gran importancia defensora para todo el recinto. El aspecto bélico de estas torres románicas fue evolucionando y cambiando con el tiempo de manera que en el presente apenas puede adivinarse su cometido de otras épocas. En muchos casos estas torres se elevaron pegadas a los flancos de la iglesia, e incluso exentas.

Torres románicas
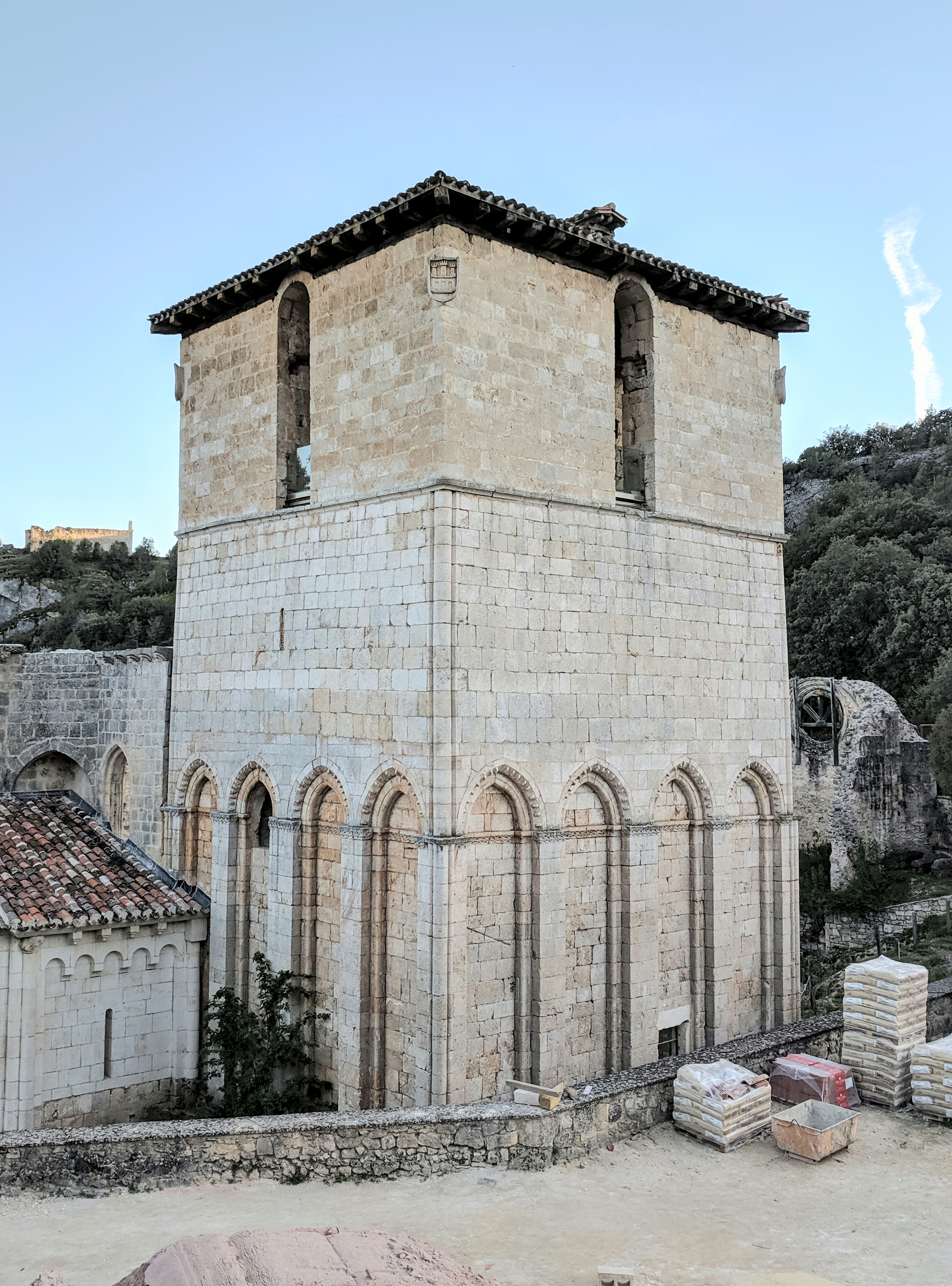
Torre defensiva de la iglesia del monasterio de San Pedro de Arlanza
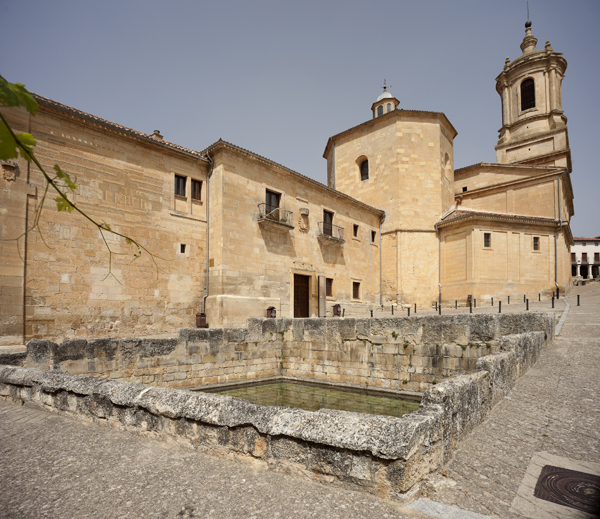
Torre defensiva de la iglesia del monasterio de Silos
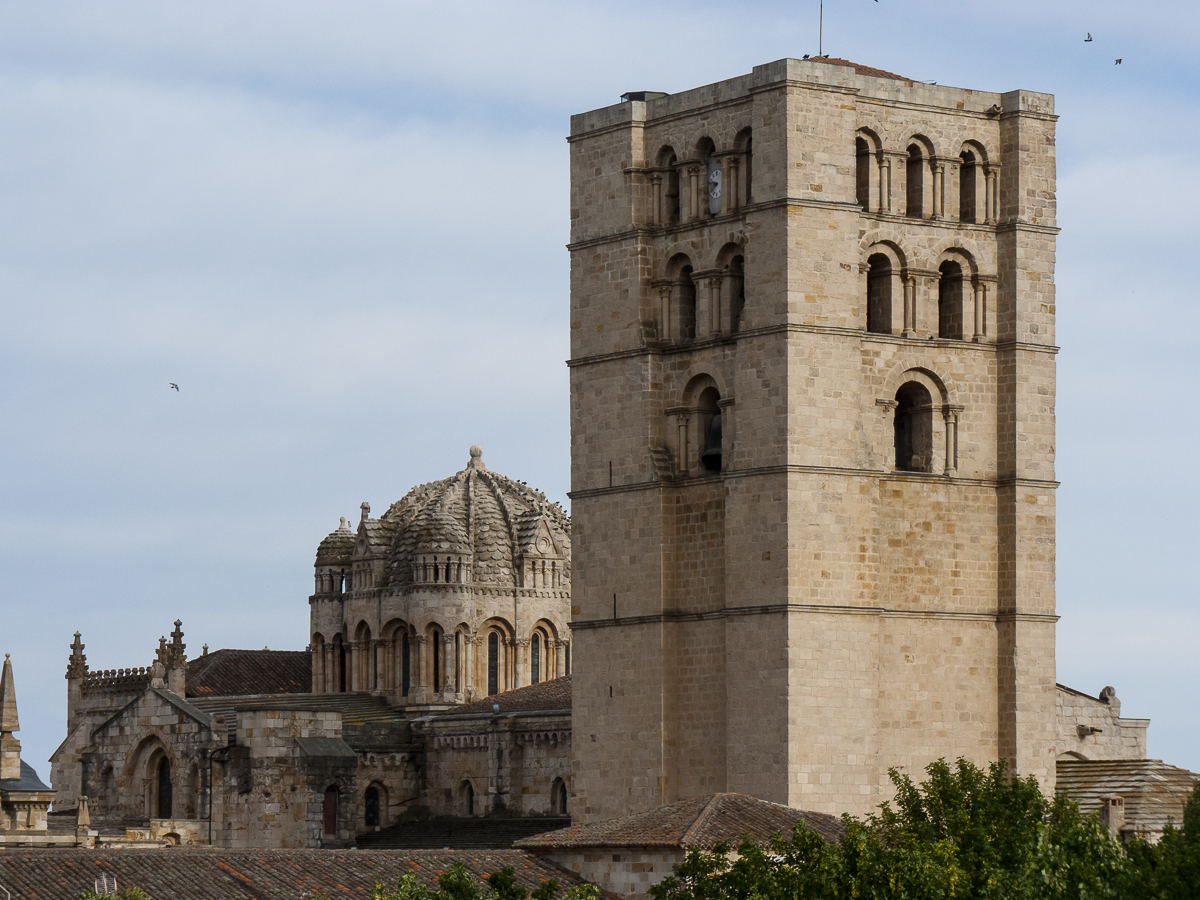
Torre defensiva de la catedral de Zamora
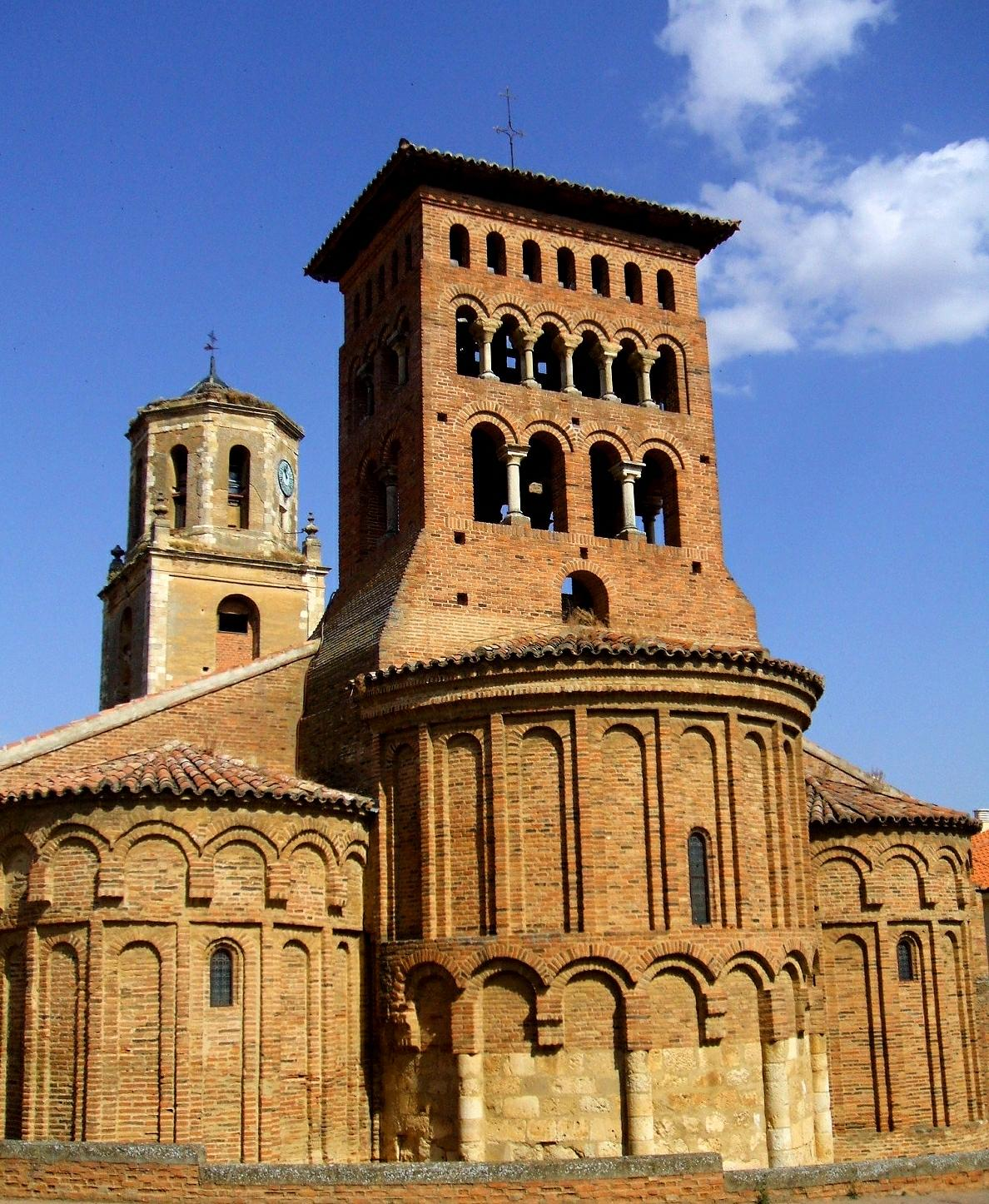
Torre románico-mudéjar sobre el tramo recto del ábside central en la Iglesia de San Tirso (Sahagún)
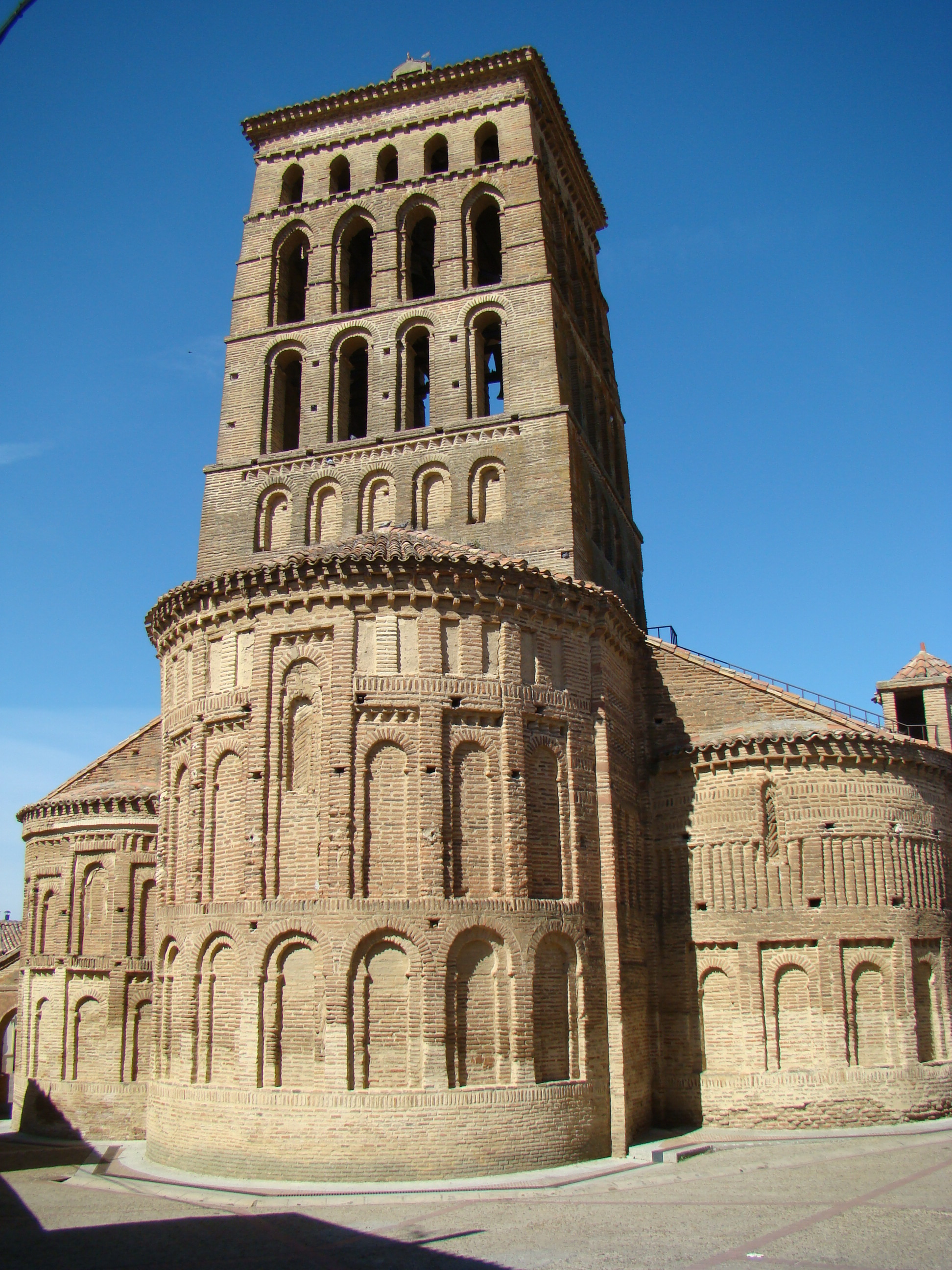
Torre sobre el tramo recto de la iglesia de San Lorenzo en Sahagún

### Espadañas

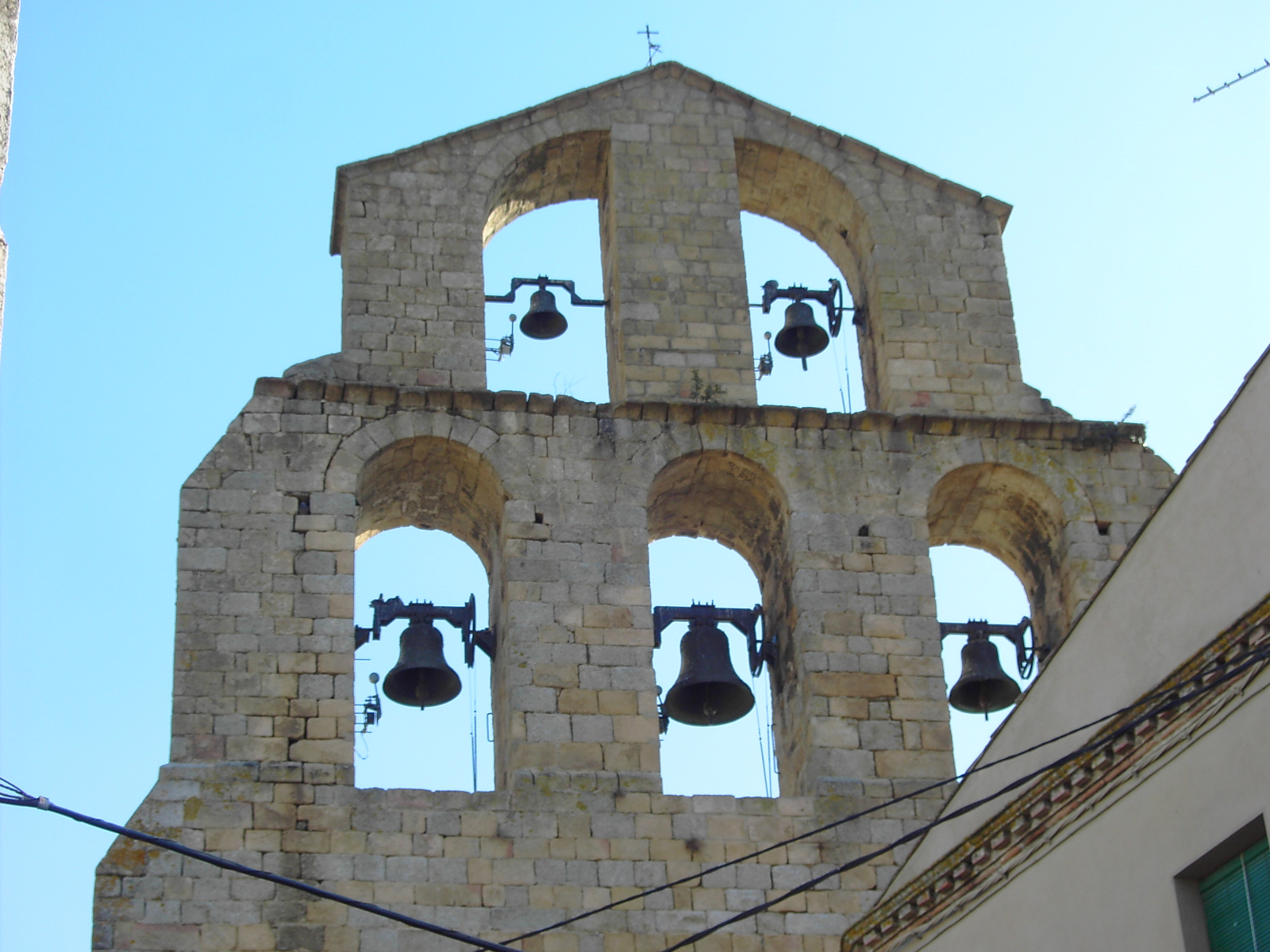
Espadaña de la iglesia de Santa María en Agullana.

Una espadaña es un elemento arquitectónico que se construye generalmente sobre la fachada y que sirve para albergar las campanas, en sustitución de una torre. Se eleva como continuación vertical del muro y en ella se abren los vanos que van a recibir las campanas. La espadaña es más fácil de erigir y más barata. En el románico español fueron muy numerosas sobre todo en iglesias de menor tamaño del románico rural. Pueden darse de un solo vano o de varios pisos escalonados. Se rematan generalmente en punta o piñón.
En el románico de Campoo y Valderredible pueden verse espadañas de todo tipo. En otros lugares algunas son espectaculares como la de Agullana en el Alto Ampurdán o la de Astudillo, con cinco vanos y otras son más modestas como la del Monasterio de Santa María de Valbuena en donde además sus vanos presentan una colocación muy especial.

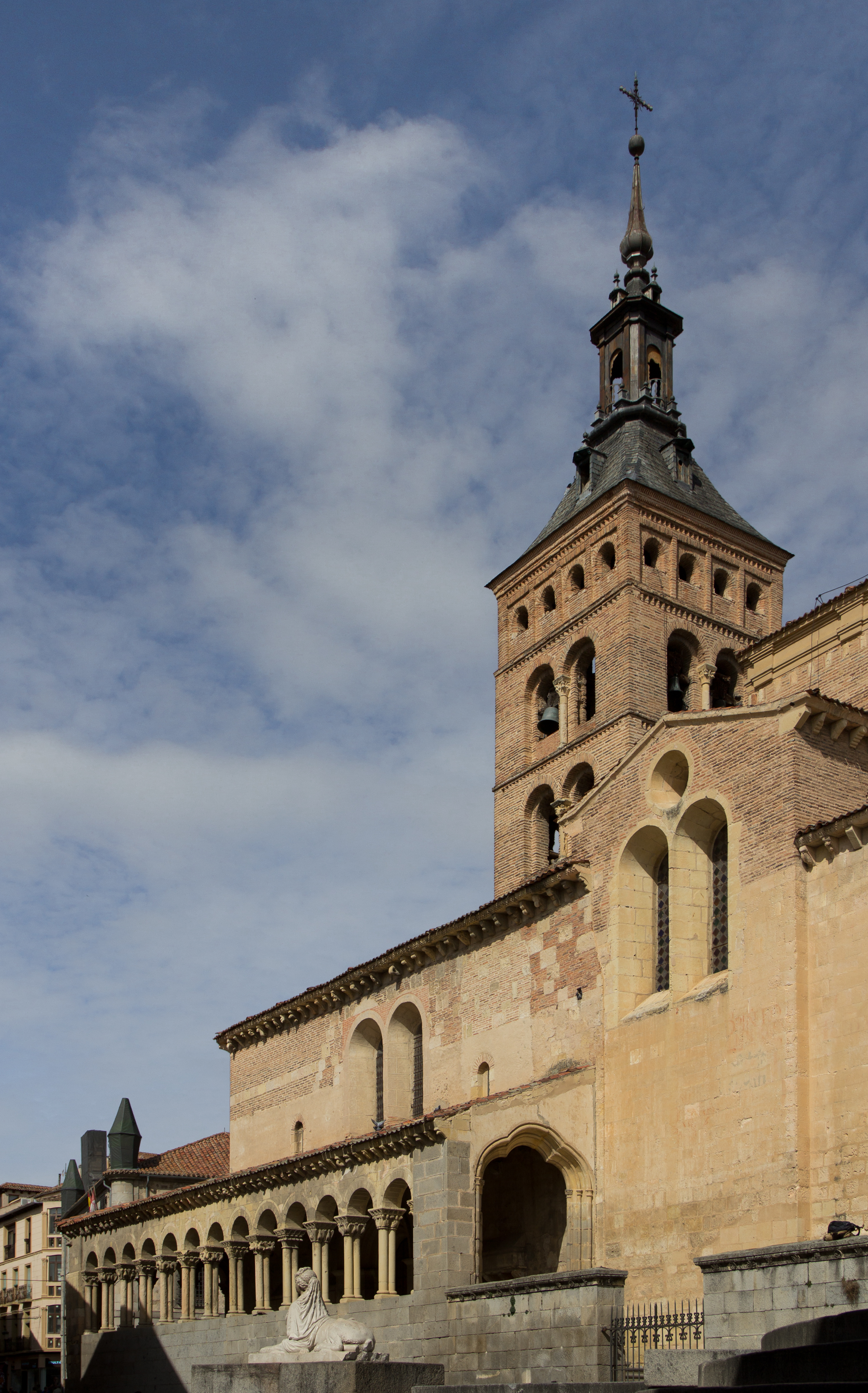
Fachada de San Martín en Segovia, que mantuvo restos de pintura hasta el.

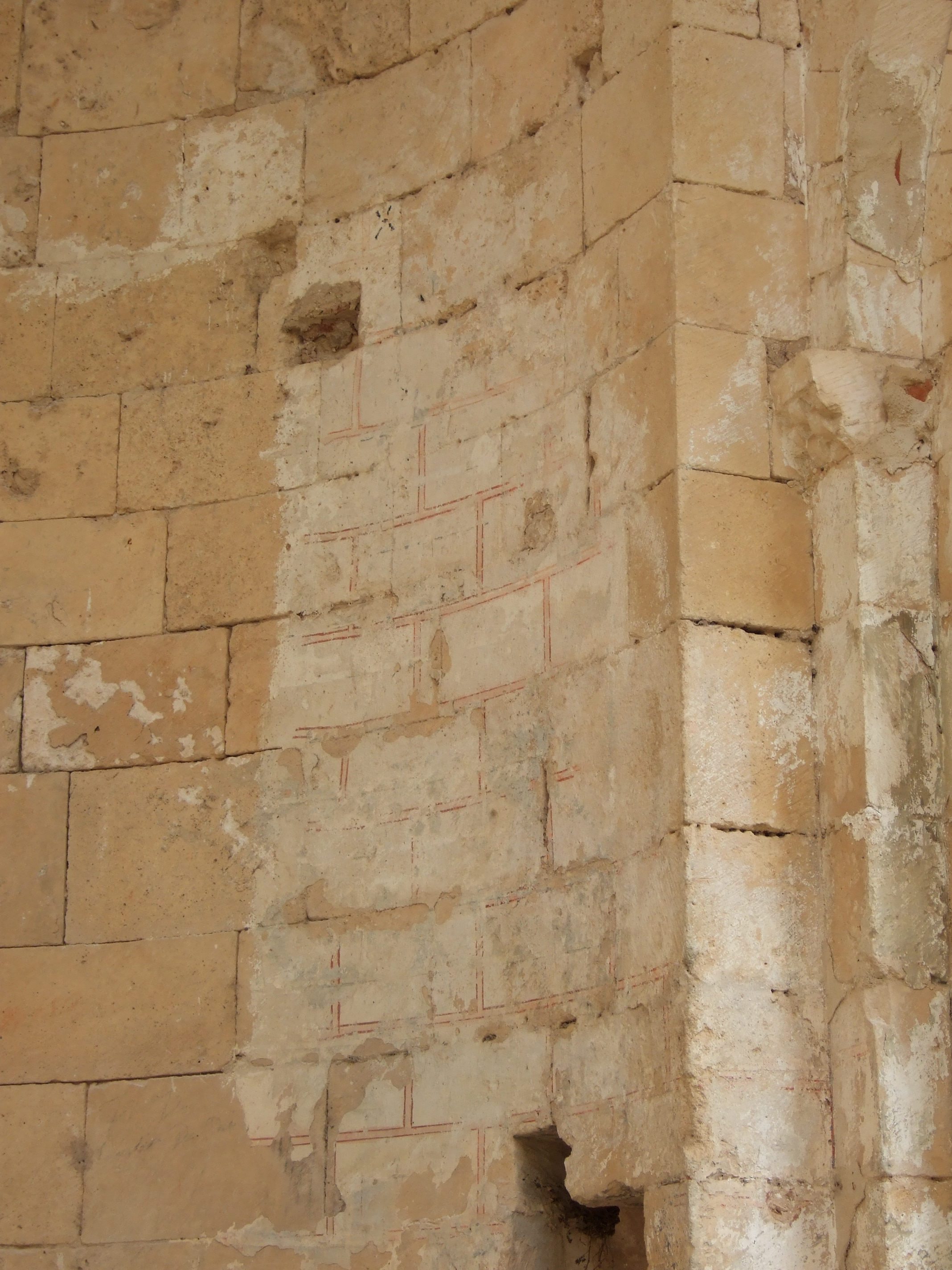
Monasterio de San Pedro de Arlanza (Burgos), s. XI-XII - Restos de pintura del ábside.

### La pintura como acabado de los edificios
En la época del románico no se consideraba que un edificio estuviera acabado hasta que sus muros recibieran la pintura apropiada. Los muros de las partes más importantes y significativas (ábsides sobre todo) se revestían al interior con pinturas iconográficas, muchas de las cuales han llegado hasta el siglo XXI, como las pertenecientes a las iglesias del valle de Tahull. Los muros, tanto por dentro como por fuera, se cubrían con una capa de pintura de un solo color y quedaban resaltadas con el material original las impostas, vanos y columnas, aunque a veces incluso se pintaban también con vivos colores: verdes, amarillos, ocres, rojos y azules. Esta costumbre de pintar o revocar los edificios no fue nueva ni exclusiva del románico de la Edad Media sino una herencia o continuidad de la manera de construir en la Antigüedad. 
Tanto si el material empleado era la piedra, el sillarejo o el mampuesto como si era el ladrillo, el acabado final era una superficie pintada. Así, en muchos casos no se diferenciaba al exterior si eran de piedra o ladrillo, hecho que sólo se ha podido constatar con el raspado de los revocos. El remate de pintura dio a los edificios una protección contra las agresiones ambientales que desapareció a partir del siglo XIX cuando se aplicaron las teorías de dejar al descubierto los materiales de construcción.
Algunas de estas pinturas han quedado en ciertos edificios, como testimonio del pasado, tanto en paredes como en esculturas o capiteles. En la fachada de San Martín de Segovia todavía en el siglo XX podía verse restos de pintura, testimoniada y descrita por el historiador español Marqués de Lozoya. A veces el esculpir las cestas de los capiteles resultaba demasiado caro y se dejaban completamente lisos para que el pintor los rematase con motivos vegetales o historiados. En la iglesia de San Payo de Abeleda (Orense) se conservan vestigios de pintura en algunos capiteles, que incluso han sido repintados a lo largo de su historia y entre las ruinas del monasterio de San Pedro de Arlanza se han encontrado fragmentos de capiteles con su pintura original que pueden dar una idea de cómo estaba decorado el resto.
Los monjes cistercienses y los premostratenses también pintaban las paredes de sus iglesias, de blanco o de un color terroso claro y a veces perfilaban las juntas de los sillares.

### Capiteles, canecillos, frisos, tímpanos y portadas
La escultura como decoración de los edificios fue a partir del románico pleno algo tan común como necesario. Arquitectura y escultura formaron un programa iconográfico inseparable. La idea de la Iglesia (idea extendida y difundida por los benedictinos de Cluny), era enseñar la doctrina cristiana a través de las esculturas y de las pinturas de los ábsides y muros del interior. Los capiteles de las columnas, los tímpanos, los frisos, los canecillos y las arquivoltas de las portadas fueron profusamente decorados con historias del Antiguo y del Nuevo Testamento. Pero estas esculturas no se limitaron a descripciones religiosas sino que además surgieron una serie de temas profanos igualmente importantes para el hombre de los siglos XI y XII, como podían ser los trabajos del campo, el calendario (tal es el caso de los capiteles del claustro de Santa María la Real de Nieva, del románico tardío), la guerra, las costumbres, etc. En otros edificios se esculpieron animales reales, mitológicos y simbólicos, incluso alegorías de vicios y virtudes (el mejor ejemplo puede darse en los canecillos eróticos de la Colegiata de San Pedro de Cervatos en el sur de Cantabria). No siempre fueron estas decoraciones de tipo historiado o de animales; la decoración geométrica tuvo mucha importancia al principio del románico y la decoración floral y vegetal también. A menudo el tímpano esculpido o el friso siguen un programa iconográfico junto con los capiteles de las columnas de las arquivoltas.

## La iglesia

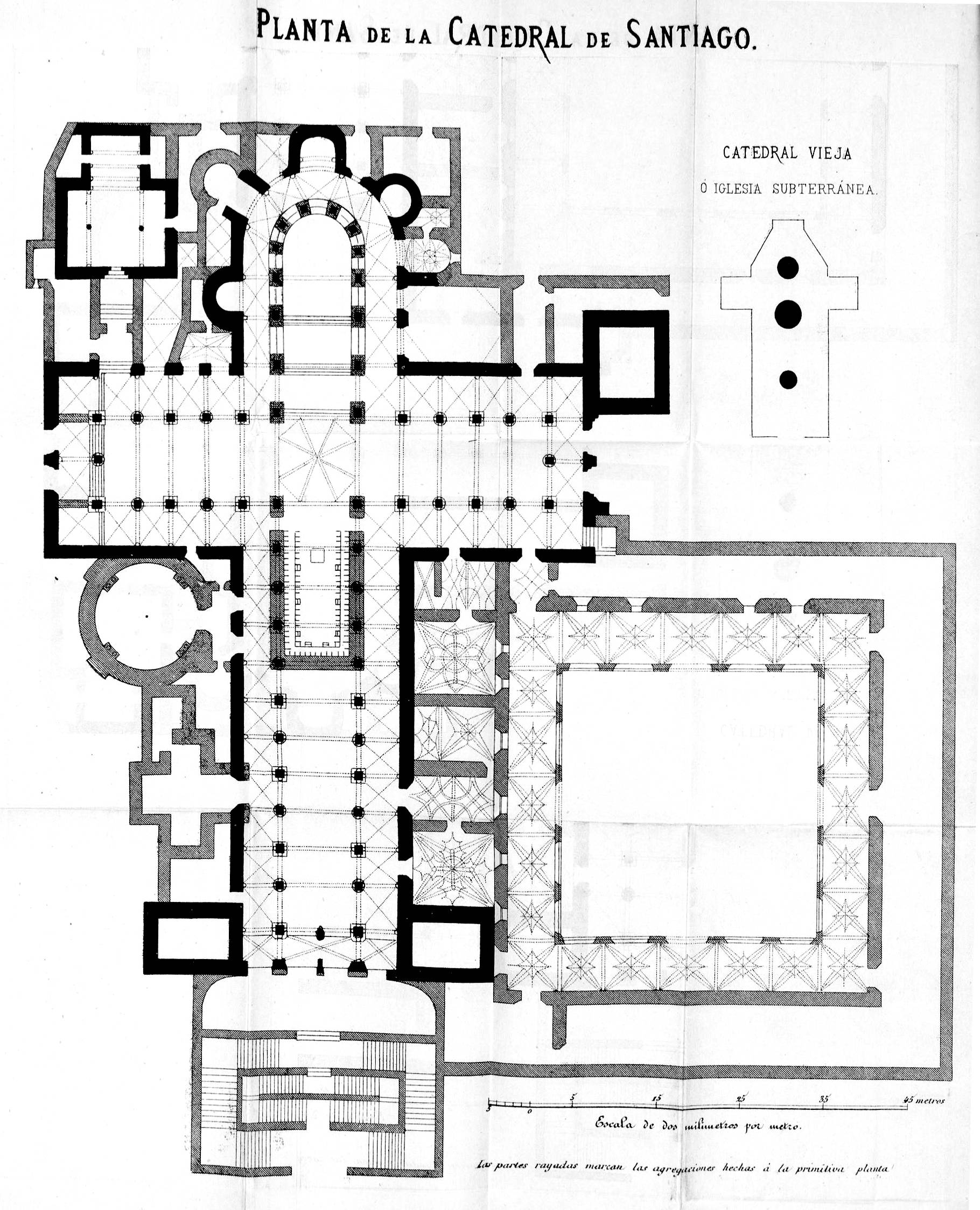
Planta de la catedral de Santiago de Compostela.

Al coincidir la difusión del románico con la adopción universal de la liturgia del rito romano, la construcción de las iglesias cambió también su planteamiento. El espacio eclesial necesitó de zonas diáfanas, de naves abiertas desde las cuales los creyentes pudieran seguir y ver al sacerdote que en la cabecera del ábside desarrollaba el rito de la misa o de otros oficios y rezos cristianos.
Los templos de la primera etapa del románico español son sencillos, con una única nave rematada por un ábside semicircular (sin transepto), el usado siempre en las pequeñas iglesias rurales. Pero pronto, al necesitarse mayores iglesias, se adoptó la planta basílical de tres naves, con sus tres ábsides semicirculares y un transepto delante del presbiterio cortando las naves. Éste fue el proyecto seguido por los primeros templos castellanos del románico pleno: San Martín de Frómista y San Isidro de Dueñas en Palencia, San Pedro de Arlanza en Burgos y San Benito en Sahagún. Estas plantas de tres naves se emplearon con generalidad en catedrales y colegiatas y en las iglesias de los monasterios más importantes. Aun así, durante todo el siglo XII se siguió realizando en algunas zonas (como en la ciudad de Zamora) el tipo de templo de tradición hispana de tres ábsides rectos y escalonados.
Las plantas de las iglesias se iban adaptando a las necesidades litúrgicas según iba aumentando el número de canónigos o de frailes que requerían más altares para sus funciones religiosas; así fueron edificándose iglesias con absidiolos añadidos, al estilo benedictino de Cluny. La fórmula de los largos transeptos donde podían disponerse más ábsides fue adoptada en tiempos de la arquitectura cisterciense que es donde más ejemplos pueden darse de este tipo de construcción. Este recurso fue adoptado también en las grandes catedrales (Tarragona, Lérida, Orense y Sigüenza), incluso con girolas a donde se abrian una serie de absidiolos-capilla.
Las plantas cruciformes fueron más raras, de cruz latina, aunque se pueden citar los ejemplos de la iglesia de Santa María en Santa Marta de Tera (provincia de Zamora), del siglo XI, y San Lorenzo de Zorita del Páramo (provincia de Palencia), cuya cabecera en este caso no es cuadrada sino semicircular. Como ejemplo de planta central, que se suelen asociar a modelos de Tierra Santa traídos por las órdenes militares, sobre todo por los caballeros templarios, están las iglesias de la Veracruz en Segovia y de Santa María de Eunate en Navarra y la iglesia de San Marcos de Salamanca.

Plantas de iglesias románicas
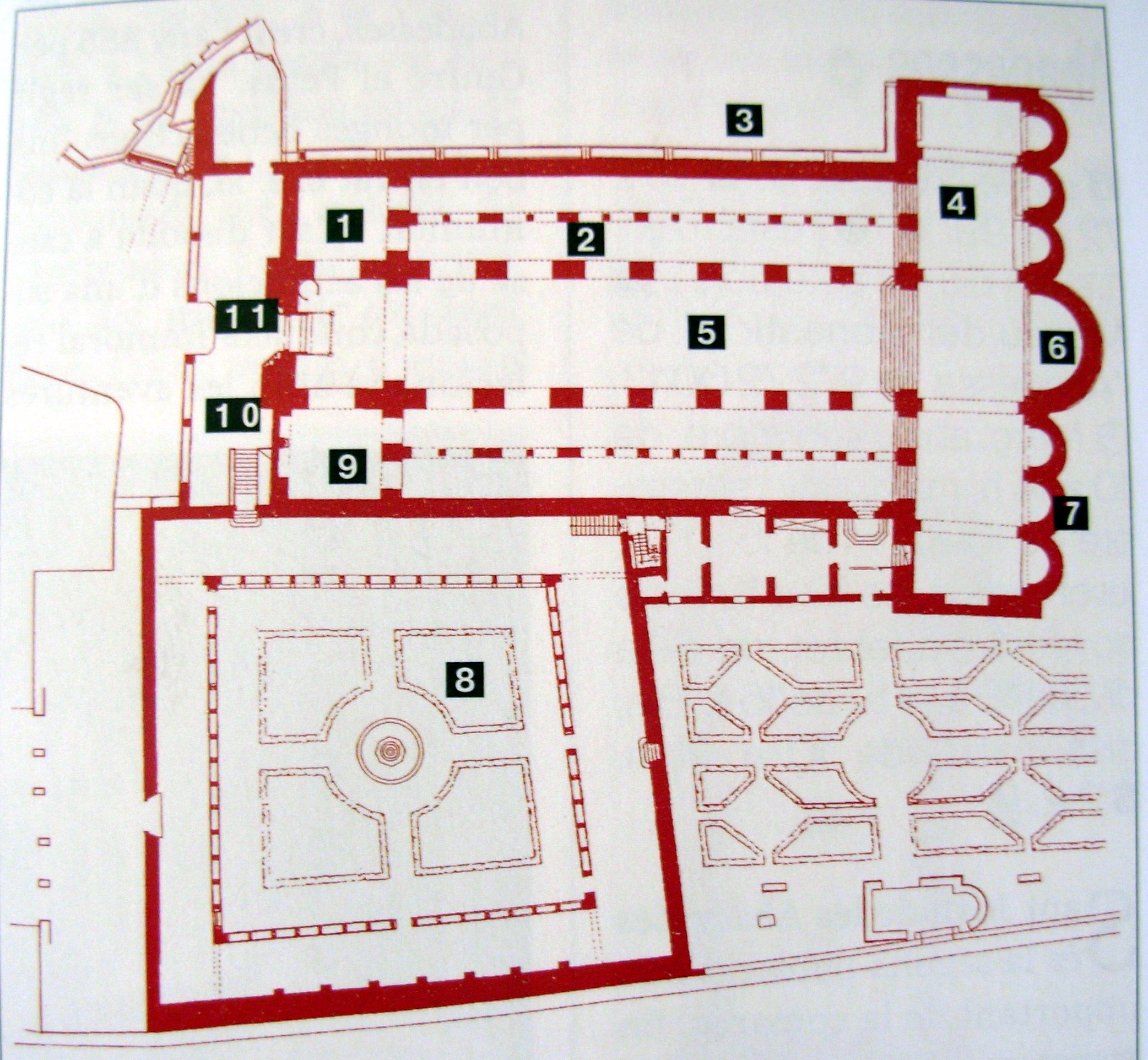
Santa María de Ripoll (880-1032)
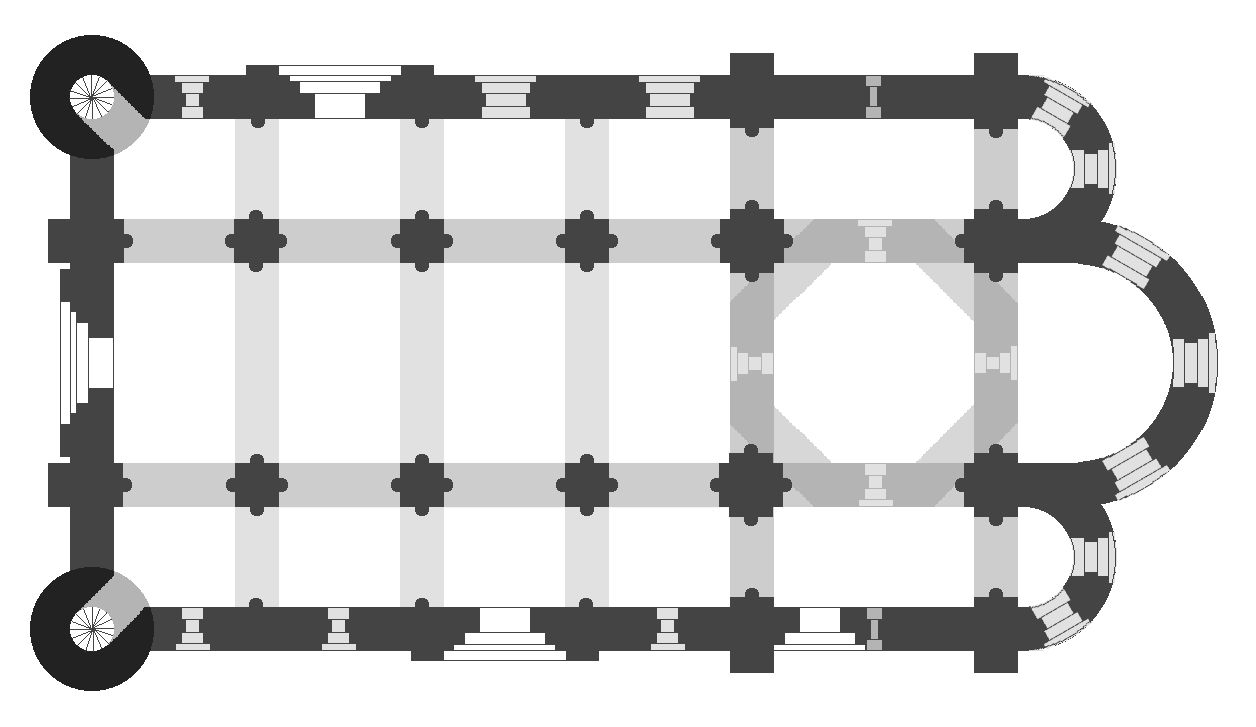
San Martín de Frómista (1066-c.1100)
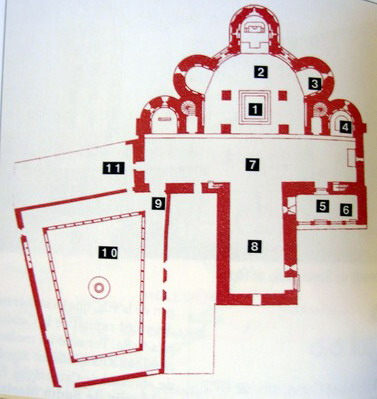
Monasterio de San Juan de las Abadesas (s. XII)
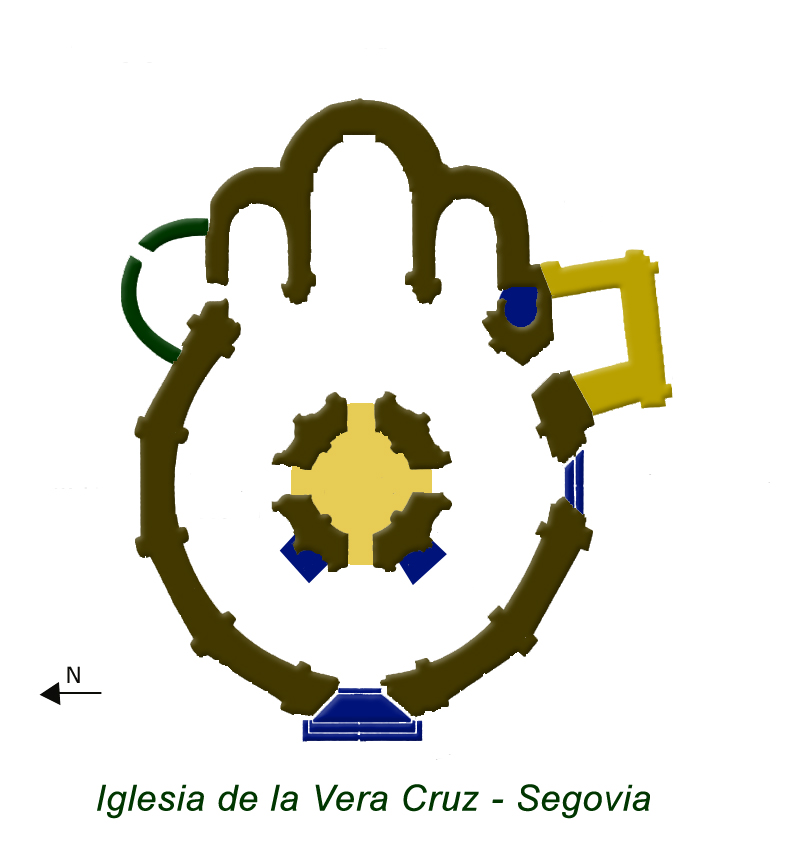
Vera Cruz de Segovia (?-1208)
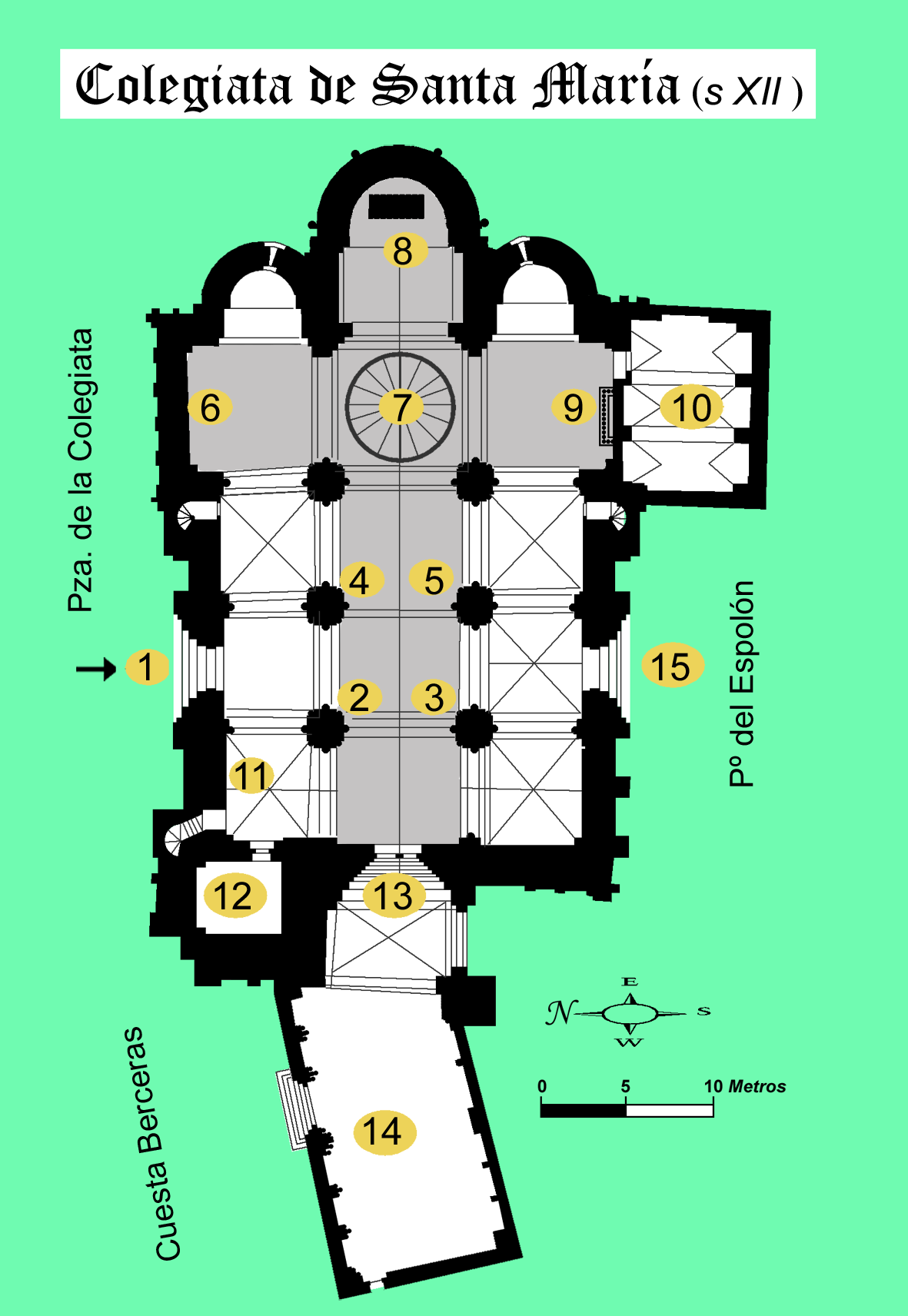
Santa María la Mayor de Toro (1170-mediados del s. XII)

### Sacristía
Las sacristías no existían en las pequeñas iglesias o en las iglesias parroquiales en la época del románico. En dichas iglesias se añadieron a partir del siglo XVI. Pero en las de los grandes monasterios o de las catedrales sí se adaptaba un espacio en el claustro, en la panda este, con una puerta de acceso a la cabecera.

### Criptas

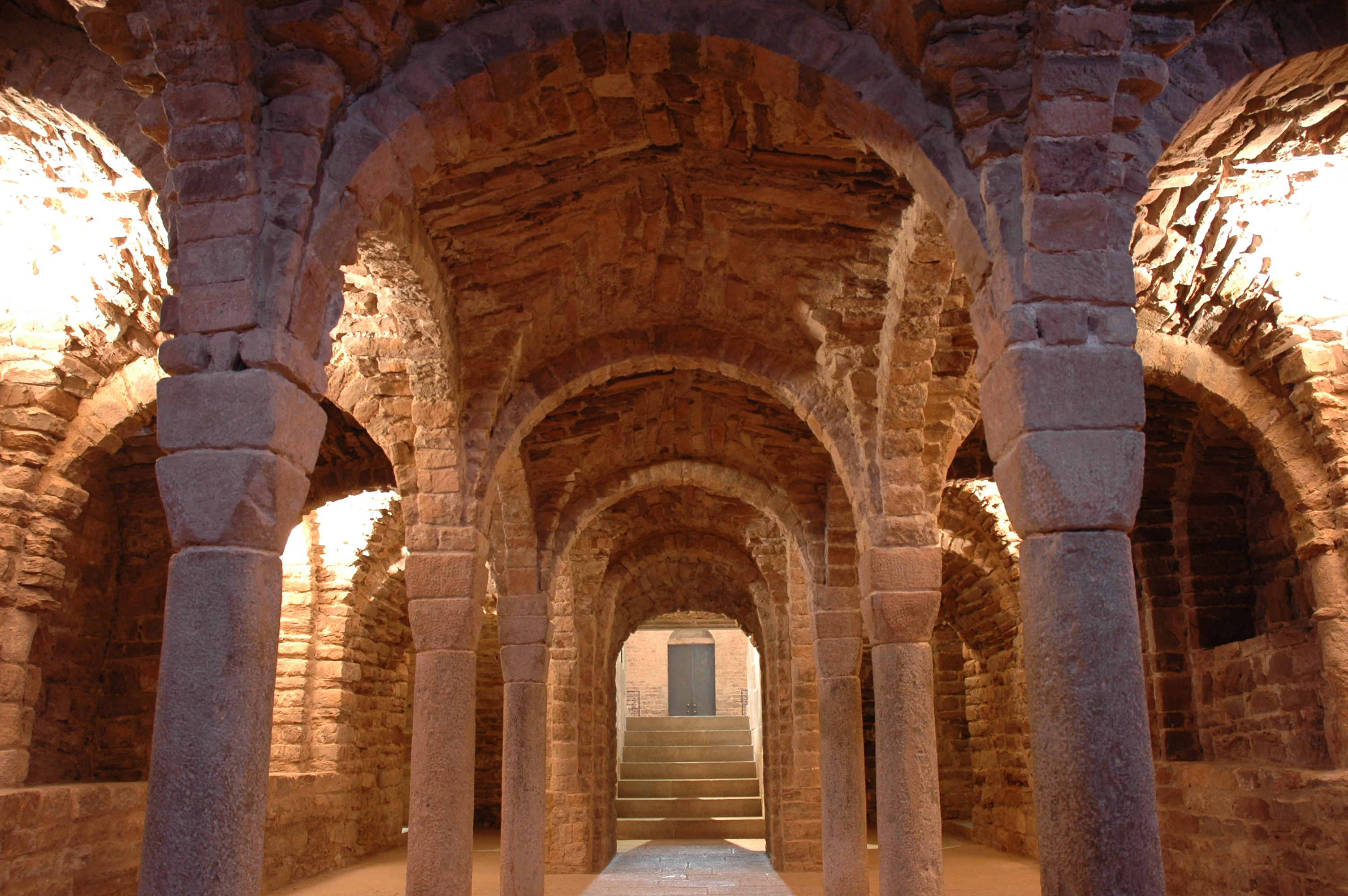
Cripta de la iglesia románica de San Vicente de Cardona.

Las criptas son uno de los elementos característicos del románico. En el primer románico su uso se extendió por influjo de los francos. Fueron unos espacios construidos bajo la cabecera de la iglesia y destinados a guardar las reliquias de los mártires cuyo culto vino por influencia carolingia. Suelen tener tres naves con cubierta de bóveda de arista, aunque hay ejemplares más especiales, como la cripta circular con un pilar en el centro (Cuixá y San Pedro de Roda). A lo largo del siglo XI fueron perdiendo importancia como receptoras de reliquias y se empezaron a construir como algo práctico y necesario desde el punto de vista de la arquitectura, adecuando así el terreno sobre el que se construiría la iglesia (tal es la función de la cripta del monasterio de Leyre). A lo largo del siglo XII se construyeron pocas criptas y las que se construyeron fueron siempre por razones de desnivel del suelo. Más tarde se dio a algunas de ellas una finalidad funeraria.

Criptas románicas
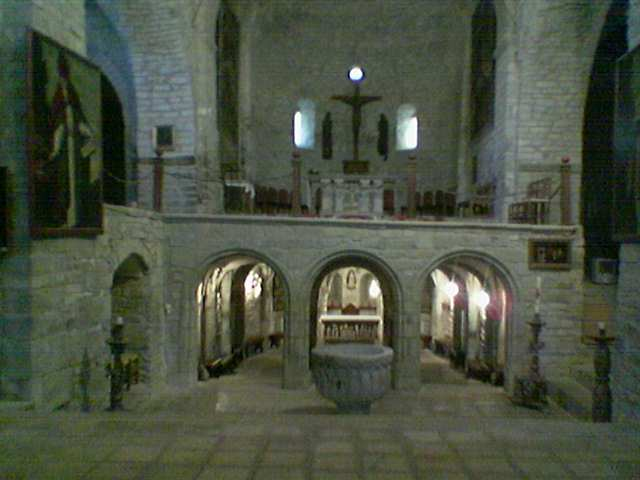
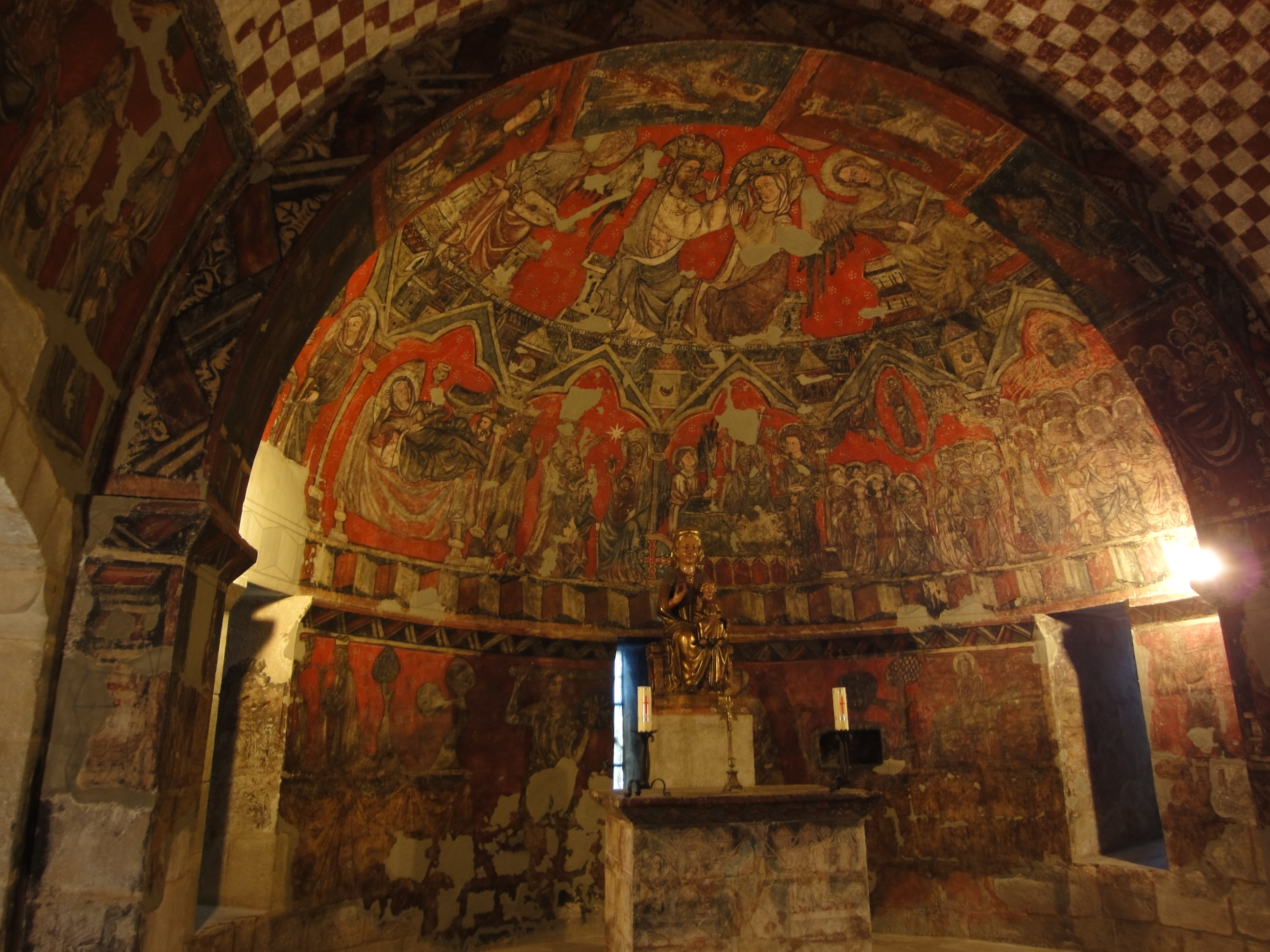
Pinturas románicas de la capilla Mayor de la cripta de Santa Maria del Perdón
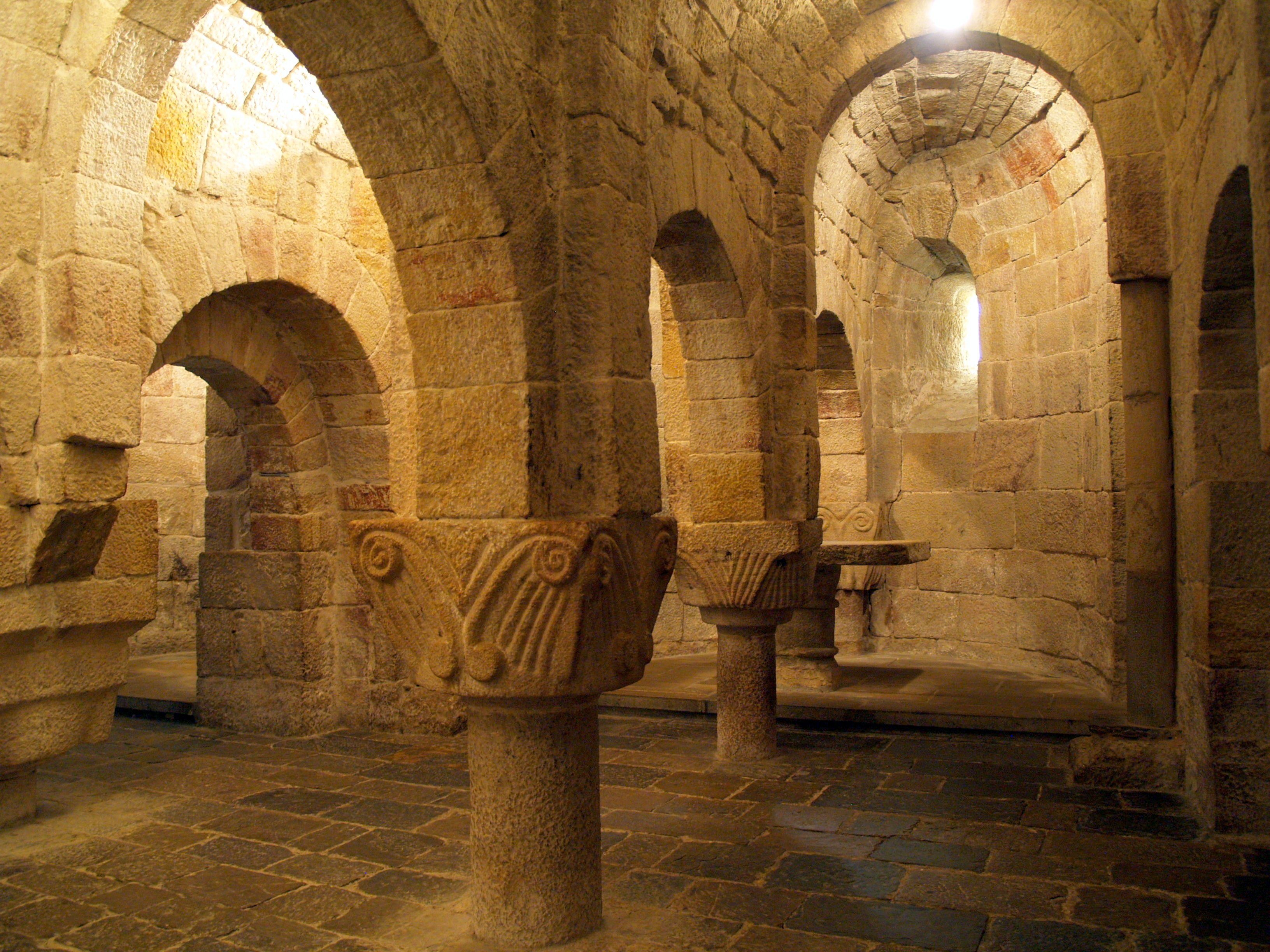
Cripta de la iglesia del monasterio de Leyre

### Tribunas
Las tribunas eran galerías sobre las naves laterales que servían para el seguimiento de la liturgia por parte de personas importantes. No tuvieron apenas importancia en el románico de España, siendo muy escasa su construcción. Se conocen dos ejemplos: San Vicente de Ávila y San Isidoro de León. La historiografía tradicional ha supuesto que en esta última iglesia se trataba de un espacio especial para la reina Sancha, esposa de Fernando I, pero estudios más recientes demuestran que las fechas no concuerdan. Se tiene pocas noticias sobre este añadido arquitectónico.

### Triforios

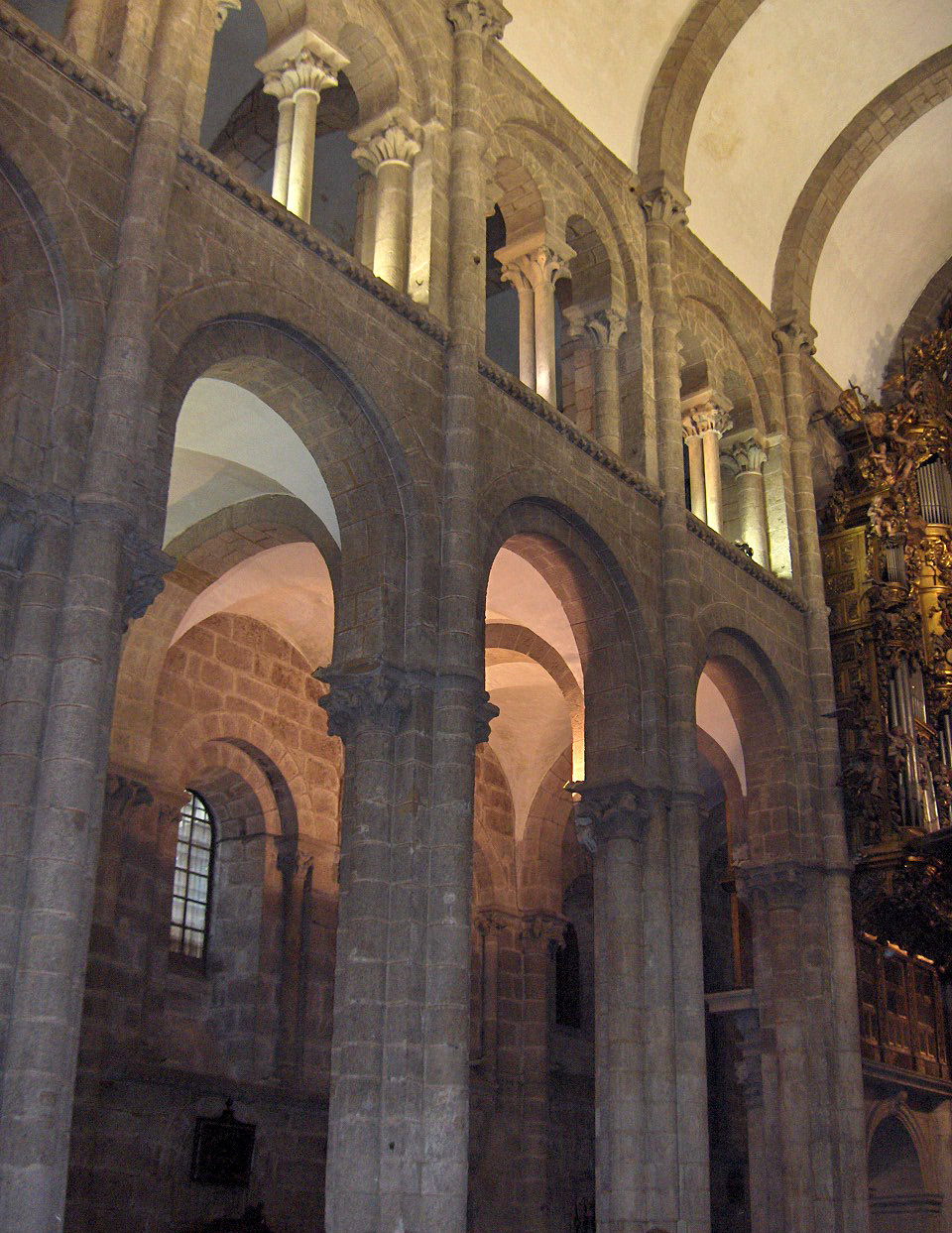
Catedral de Santiago de Compostela, triforio sobre la nave lateral.

Un triforio es una galería con arquería que recorre la parte alta de las naves menores de una iglesia, por debajo de los grandes ventanales de la nave mayor. A veces rodea también el ábside a la misma altura. Su origen fue por pura estética, ya que si la nave mayor era demasiado alta quedaba un espacio pesado entre los ventanales y los arcos de sustentación de las naves laterales más bajas.
Al principio la arquería del triforio no se hizo calada, pero después se pensó que podría servir para proporcionar luz y ventilación, dejando al mismo tiempo un paso para servicios y vigilancia del edificio. Esta construcción se pudo hacer porque las naves laterales se adentran siempre en la central, quedando así un hueco aprovechable de la misma profundidad que la anchura de dicha nave lateral. Este elemento tuvo su verdadero desarrollo en la época del gótico. En la arquitectura románica española los triforios son escasos pues en su lugar se suele dejar el muro desnudo o bien se construye una arquería ciega.
Un buen ejemplar de triforio es el de la catedral de Santiago de Compostela. Las naves laterales de este templo tienen dos pisos y el triforio ocupa todo el segundo, recorriendo el edificio entero y acusándose al exterior por una serie de ventanas que proporcionan luz y al interior por arcos de medio punto. Otro ejemplo se da en la catedral de Lugo, aunque en este caso no recorre todas las paredes. En San Vicente de Ávila el triforio es una galería oscura que no cumple la misión de proporcionar la luz del exterior.
En algunas iglesias de peregrinaje, en ocasiones se utilizaba el triforio como zona de hospedaje nocturno para peregrinos.

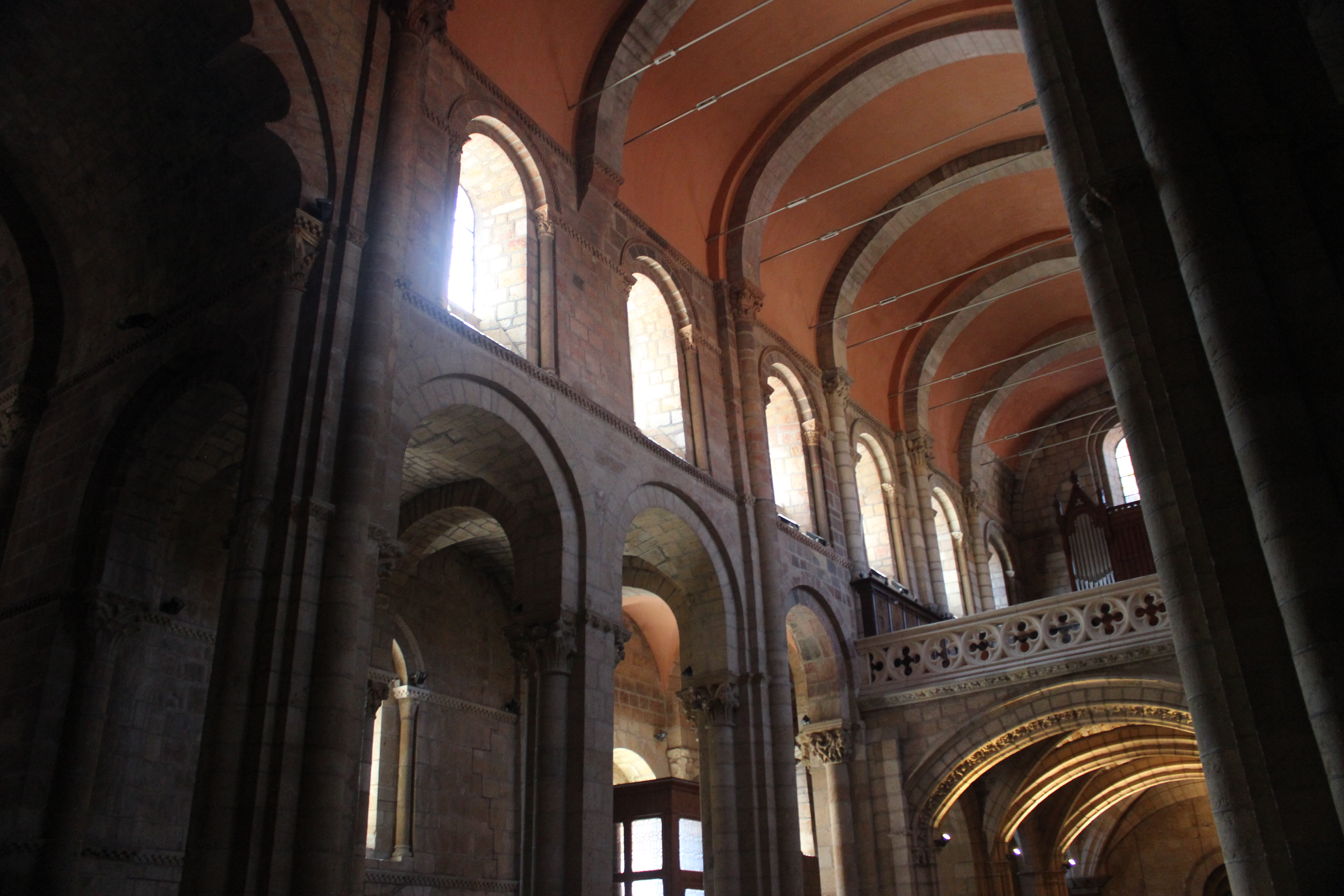
Alzado lateral de la nave central de San Isidoro de León, con una solución previa al triforio: arcos fajones y bóveda de cañón.
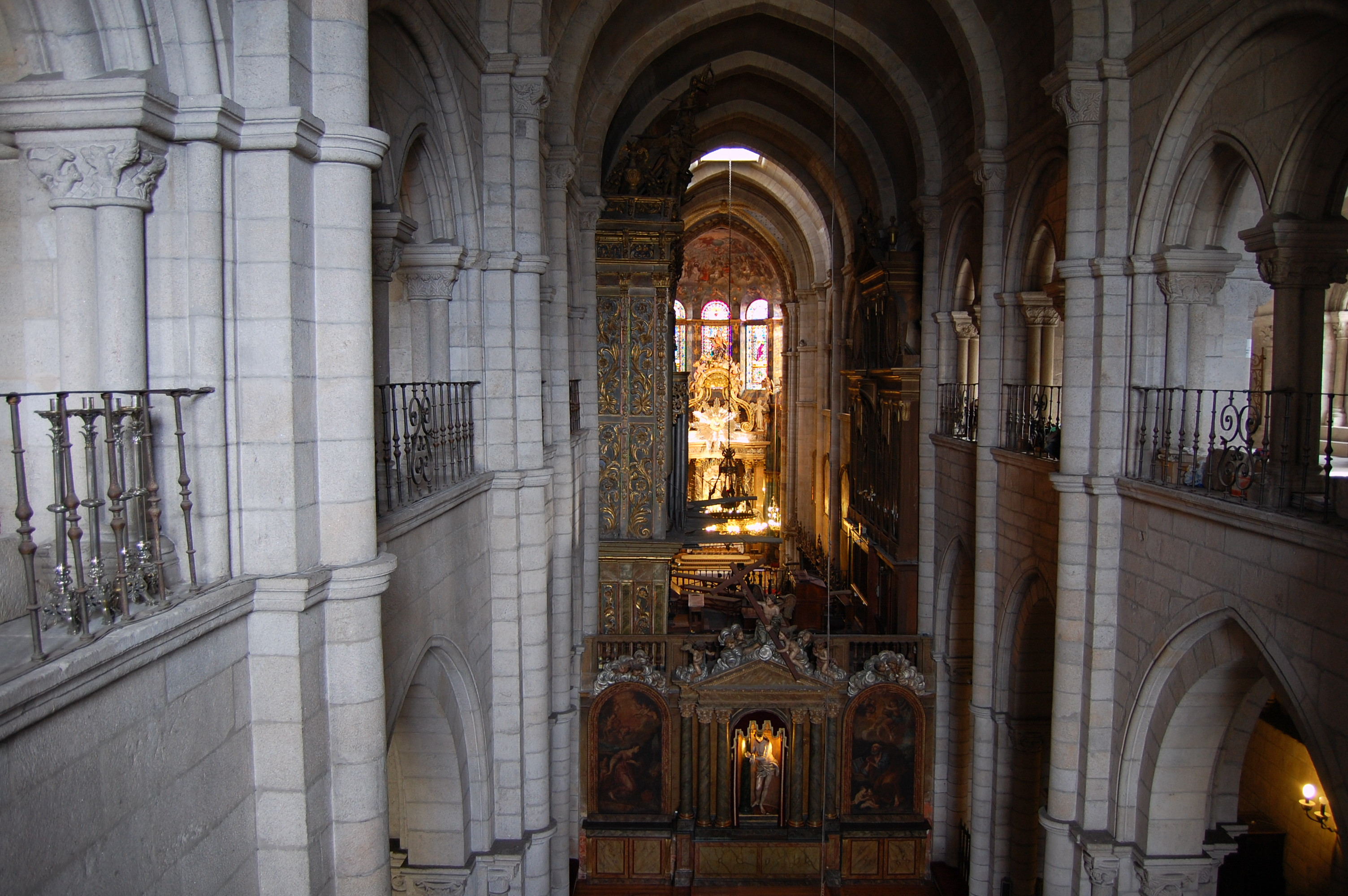
Triforio de la catedral de Lugo

### Pórticos y galerías porticadas

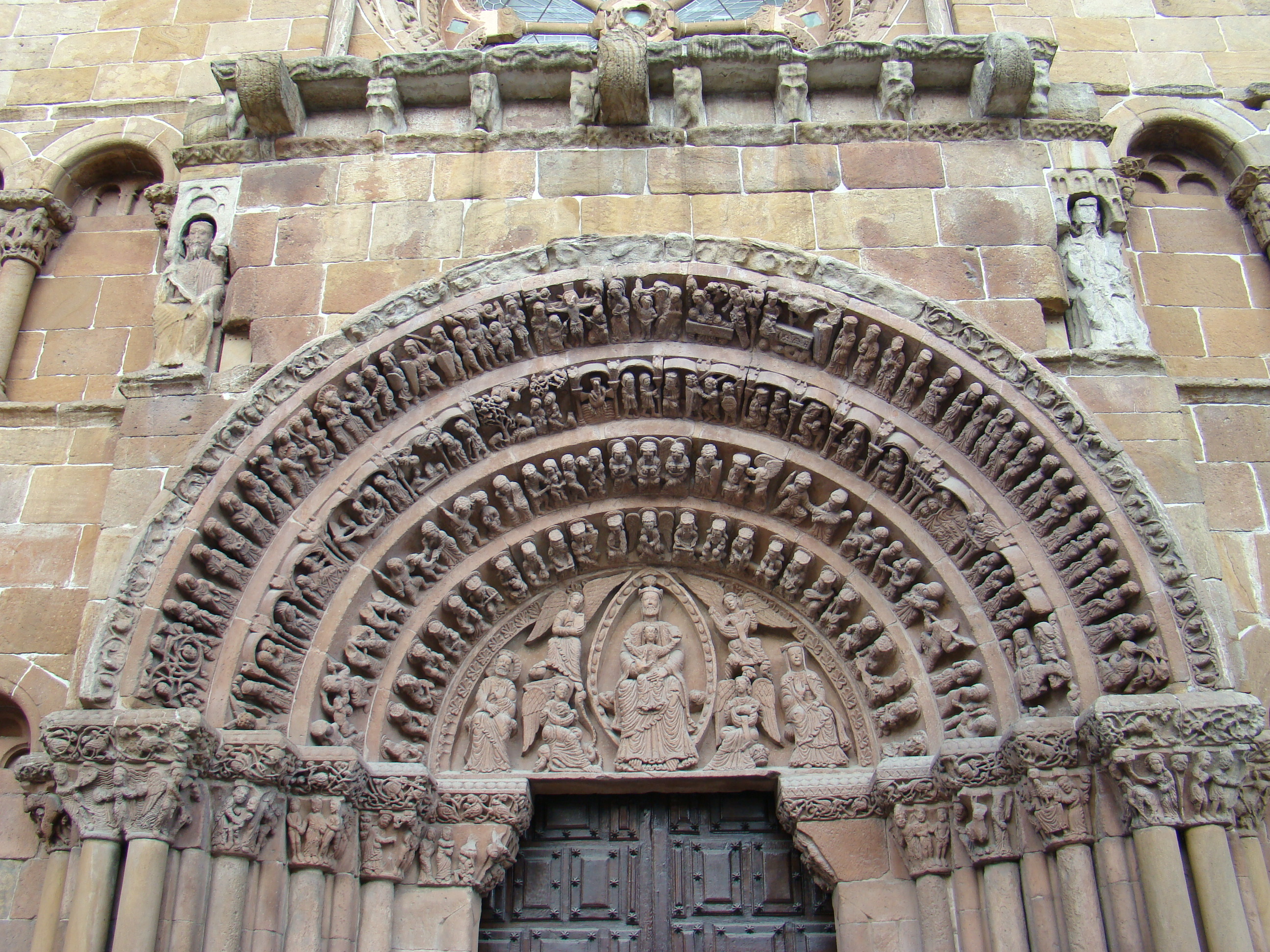
Fachada de la iglesia románica de Santo Domingo en Soria. Pueden verse las ménsulas de piedra (junto a los modillones) que sirvieron en su día para sujetar un pórtico de madera

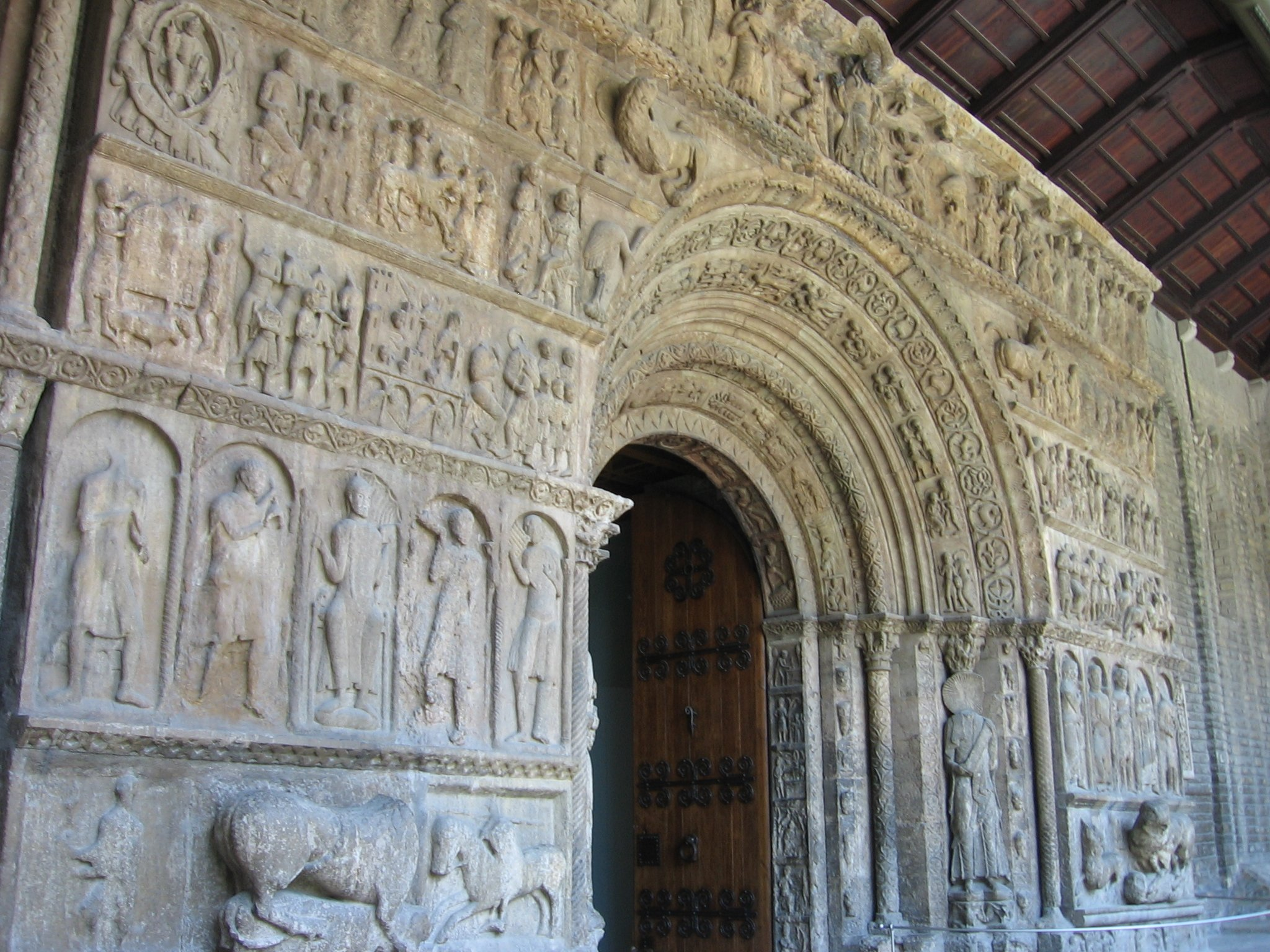
Pórtico de Santa María de Ripoll

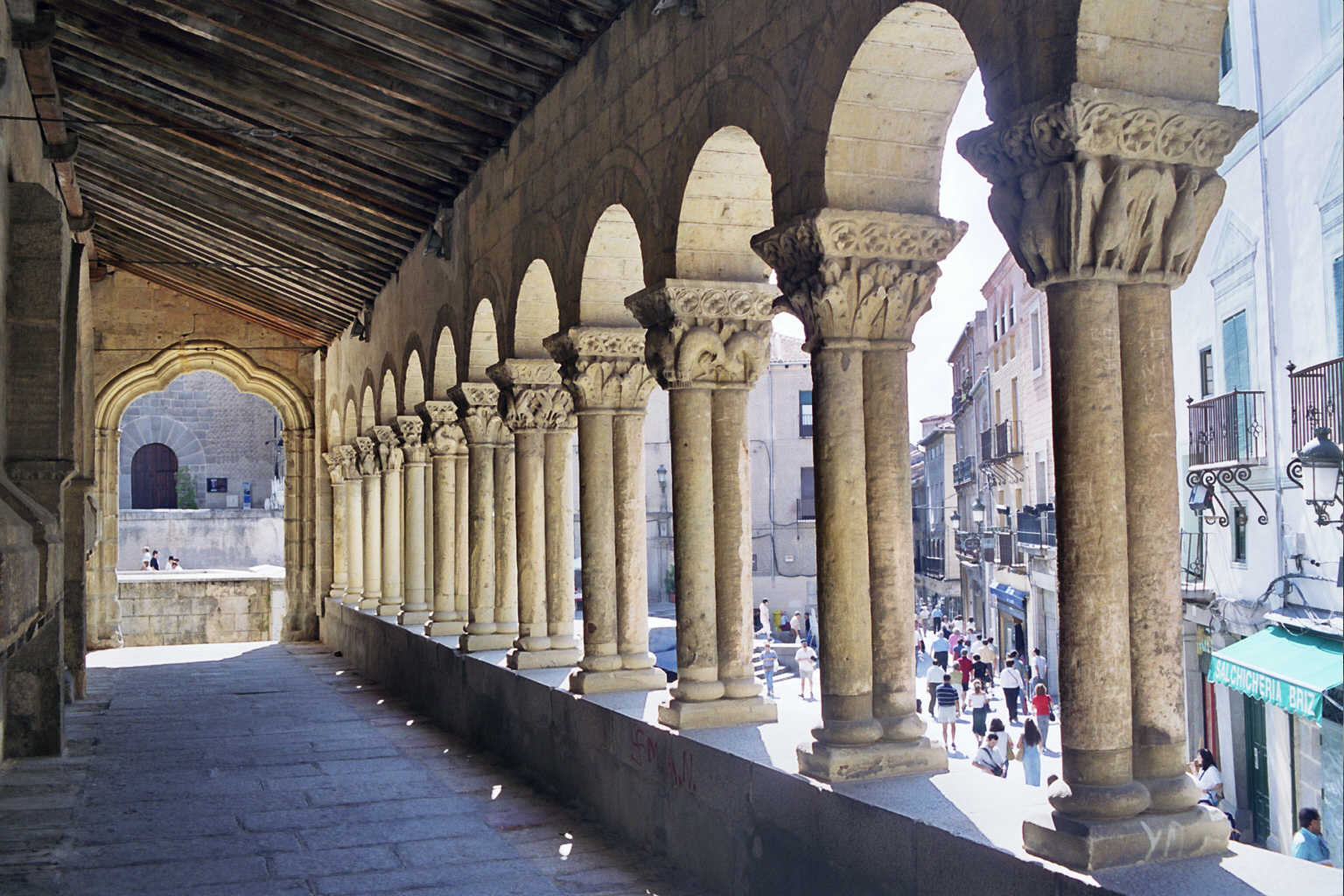
Iglesia de San Martín (Segovia)

El pórtico es un espacio diseñado en su origen para prevenir de las inclemencias del tiempo. Se construía tanto en las iglesias rurales como de ciudad, delante de la puerta principal para protegerla. En la mayoría de los casos fueron hechos con estructura de madera que no resistió el paso del tiempo, pero en muchas ocasiones la construcción fue en piedra dando lugar a galerías de gran desarrollo que en algunos casos fueron verdaderas obras de arte.
Los pórticos fueron un recuerdo del nártex de las basílicas latinas. Formaban un cuerpo avanzado sobre la parte central de la fachada principal y si esta fachada tenía torres, entonces ocupaba el espacio comprendido entre ellas, como en el Pórtico de la Gloria en la catedral de Santiago de Compostela, joya del arte románico. Otras veces ocupaba todo lo largo de la fachada, formando un espacio cubierto al que se llamó  «galilea» cuando estaba dedicado a enterramiento «sin retablo ni altar, ni apariencia de capilla», especialmente para «próceres o reyes».  Lo que hoy se conoce como Panteón de reyes de San Isidoro de León fue inicialmente un clásico pórtico románico (no estaba cerrado como ahora) abierto y separado por columnas. Cuando se añadieron los sepulcros de los reyes fue cuando se convirtió en panteón y se cerró.
Estos pórticos fueron evolucionando en las galerías porticadas típicas del románico segoviano. Las  galerías exteriores  son construcciones típicas del románico español que no aparecen en otros países. Pueden confundirse con los pórticos y de hecho así sucede en la terminología vulgar, pero difieren bastante en cuanto a construcción, destino y localización geográfica. Se encuentran en una amplia zona de Castilla; no solo en la provincia de Segovia (las iglesias de San Martín y San Millán en la propia capital, iglesia de la Asunción en Duratón) o en zonas limítrofes (Jaramillo de la Fuente en la sierra de la Demanda), sino en toda la Extremadura castellana. En la provincia de Soria se dieron los primeros ejemplares: San Esteban de Gormaz, iglesia San Pedro Apóstol de Bocigas de Perales, San Martín en Aguilera, ermita de Santa María de Tiermes en Montejo de Tiermes, etc. Fue tradicional el hecho de construir siete vanos o arcos dando lugar a una cierta especulación sobre el sentido simbólico del número siete en las Sagradas Escrituras. 
Están dispuestas sobre un pódium bastante alto con columnas simples o pareadas; tienen un tejaroz que suele estar bastante adornado y se cubren con madera; recorren una de las fachadas laterales de la iglesia o las dos, y a veces también la principal. Se desconoce el origen y el uso primitivo que se les pudo dar, pero con el discurrir de los años se desarrollaron en ellas actos litúrgicos e incluso procesiones. Pasado algún tiempo, las gentes del lugar utilizaron el espacio de estas galerías (que estaban protegidas y resguardadas) para otros fines, como reunión y junta de vecinos y zona de enterramiento de los más poderosos o influyentes. La costumbre de enterrarse en este espacio los más privilegiados se empezó a perder a finales del siglo XII, cuando los enterramientos se empezaron a realizar dentro de las iglesias.

Galerías porticadas románicas
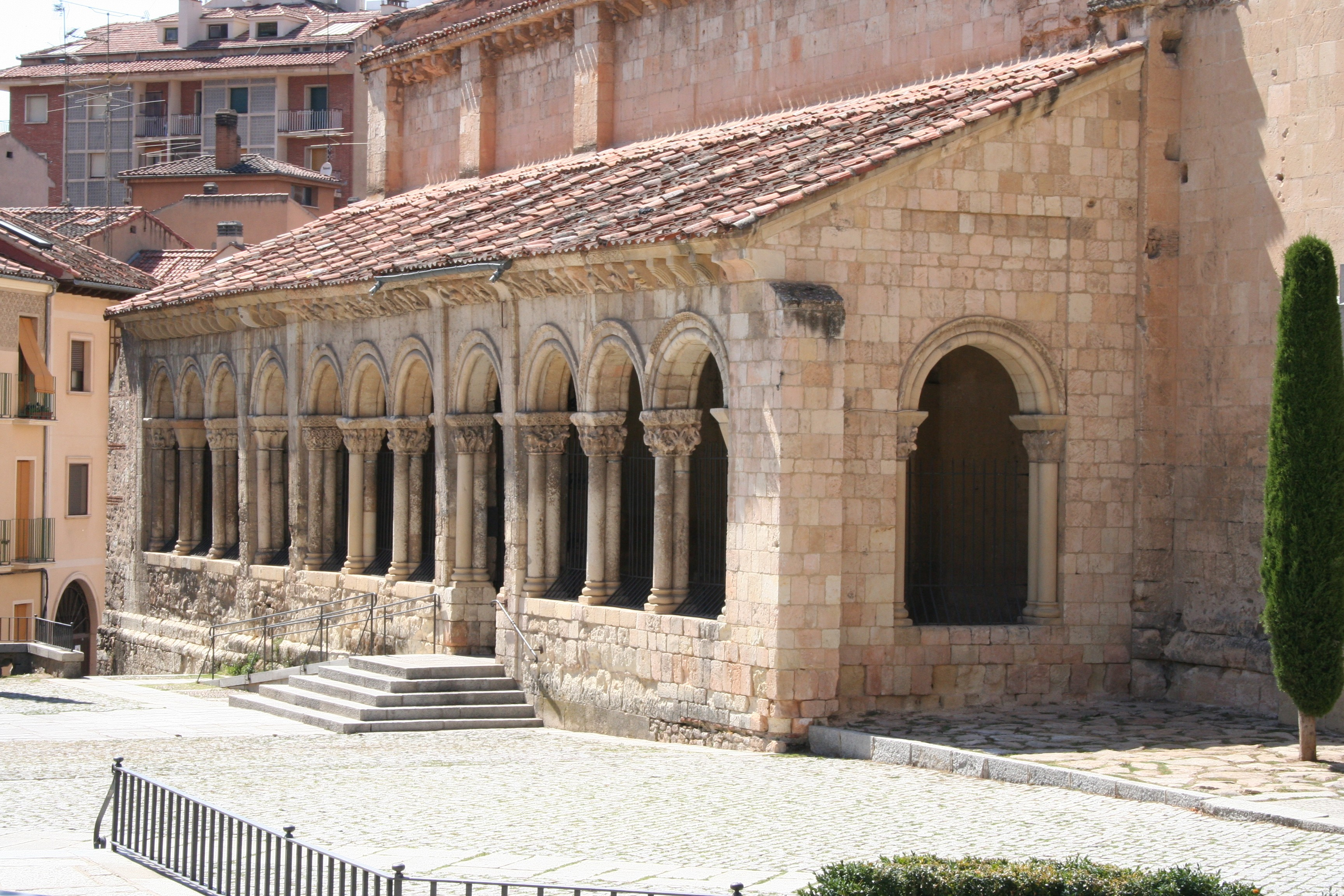
Galería románica de la iglesia de San Millán en Segovia
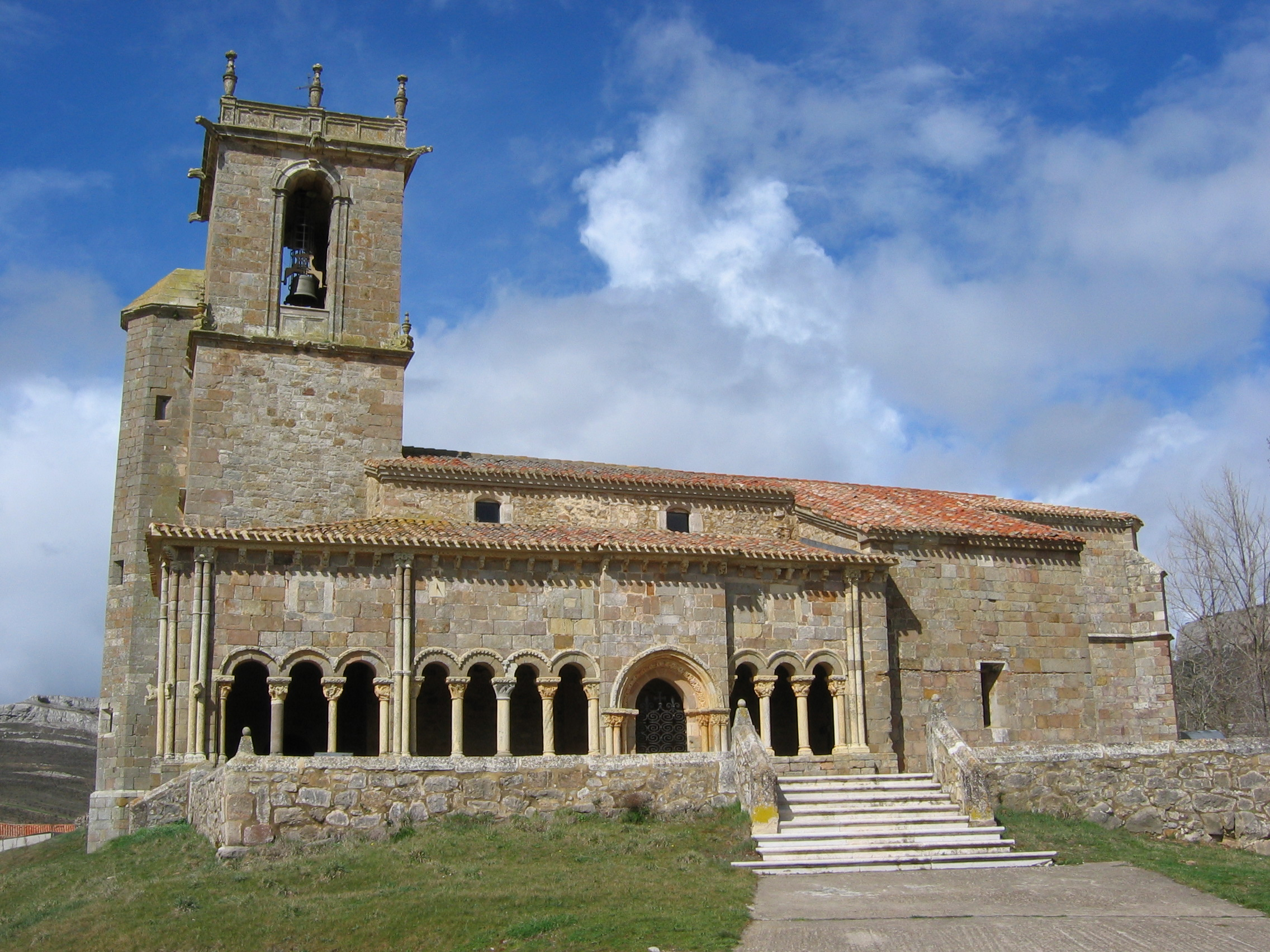
Galería de la iglesia de San Julián y Santa Basilisa, en Rebolledo de la Torre (Burgos)
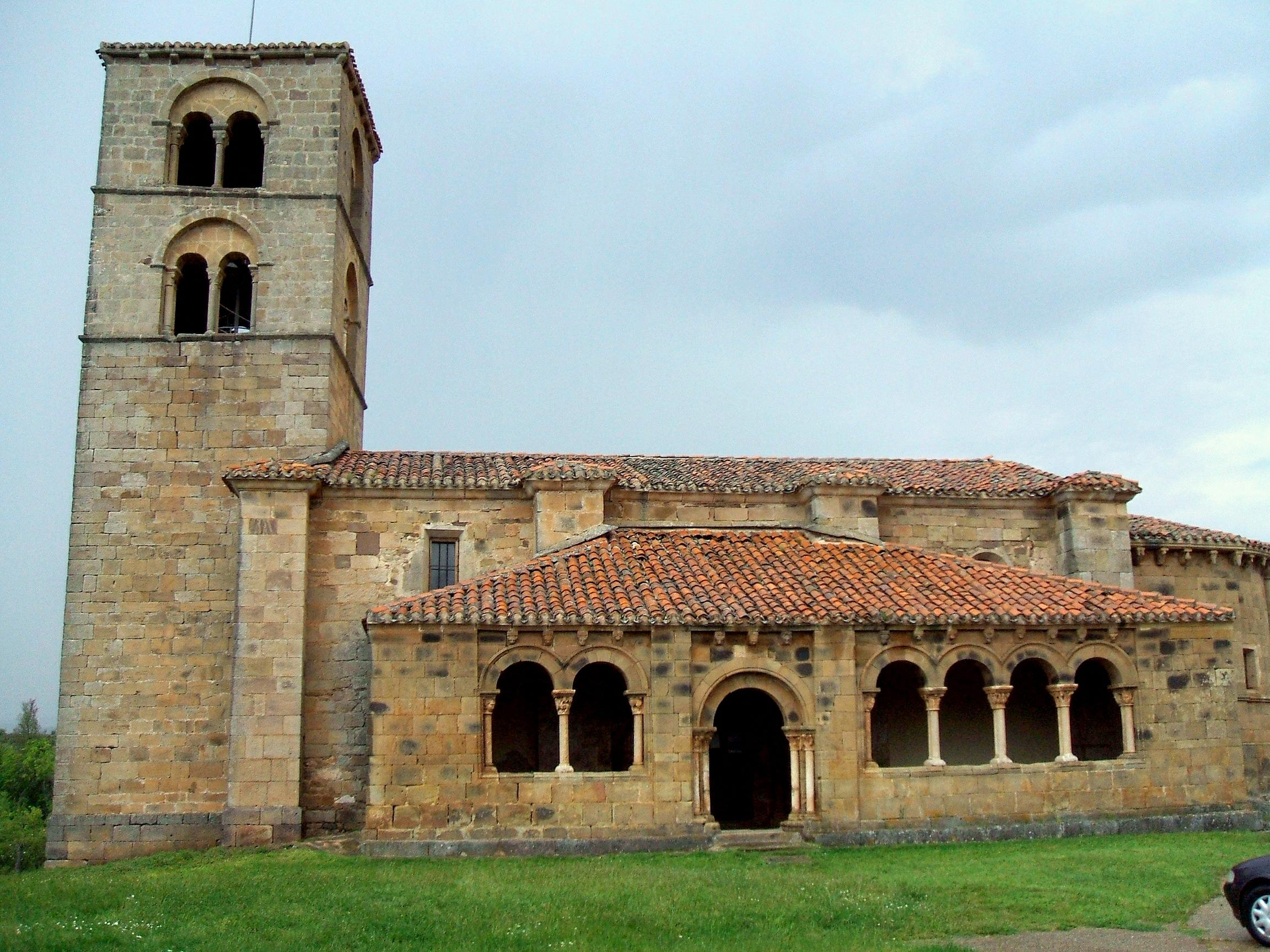
Galería de la  iglesia de la Asunción de Nuestra Señora (Jaramillo de la Fuente
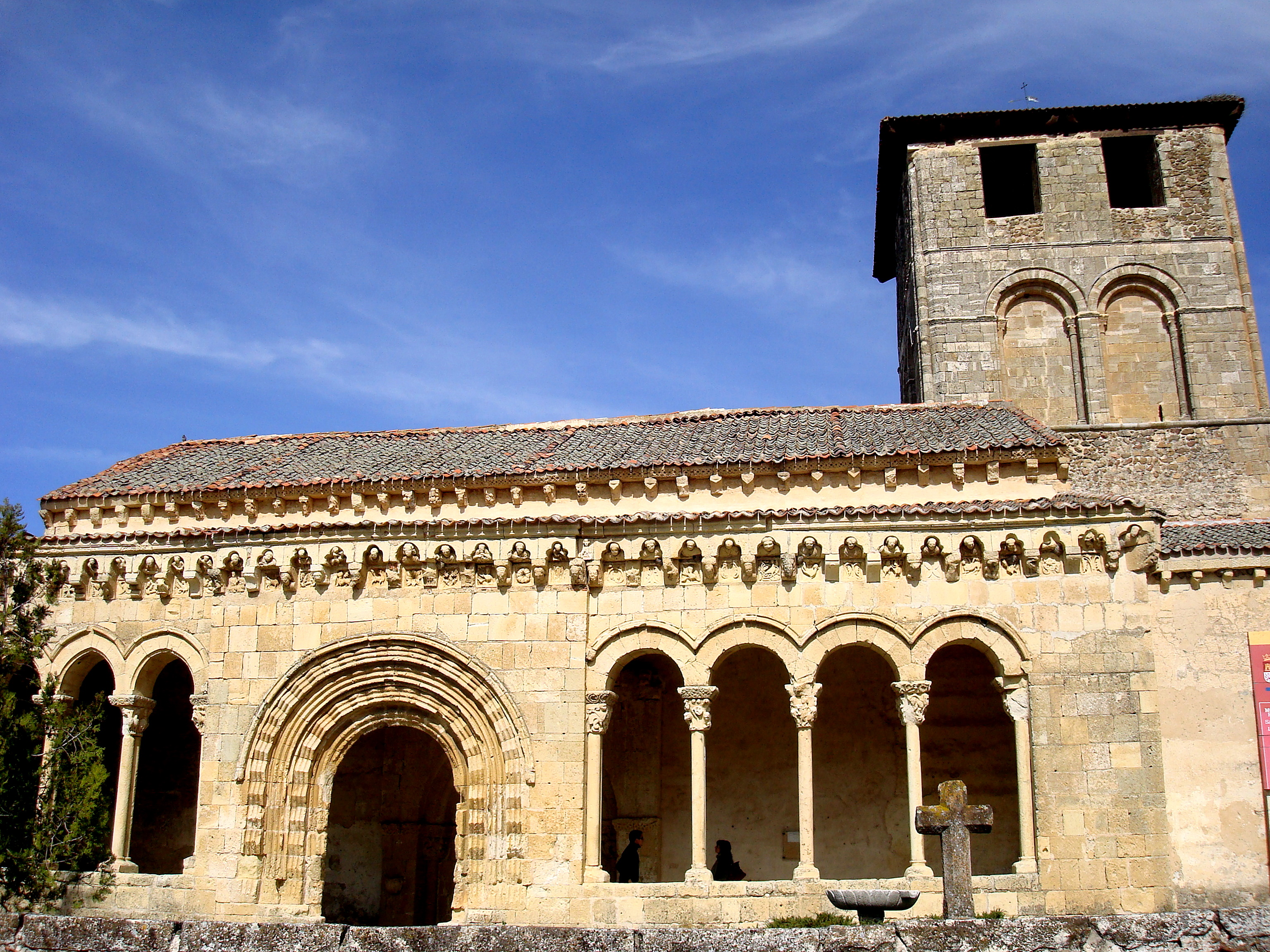
Galería de laiglesia de San Miguel de Sotosalbos  (Segovia)
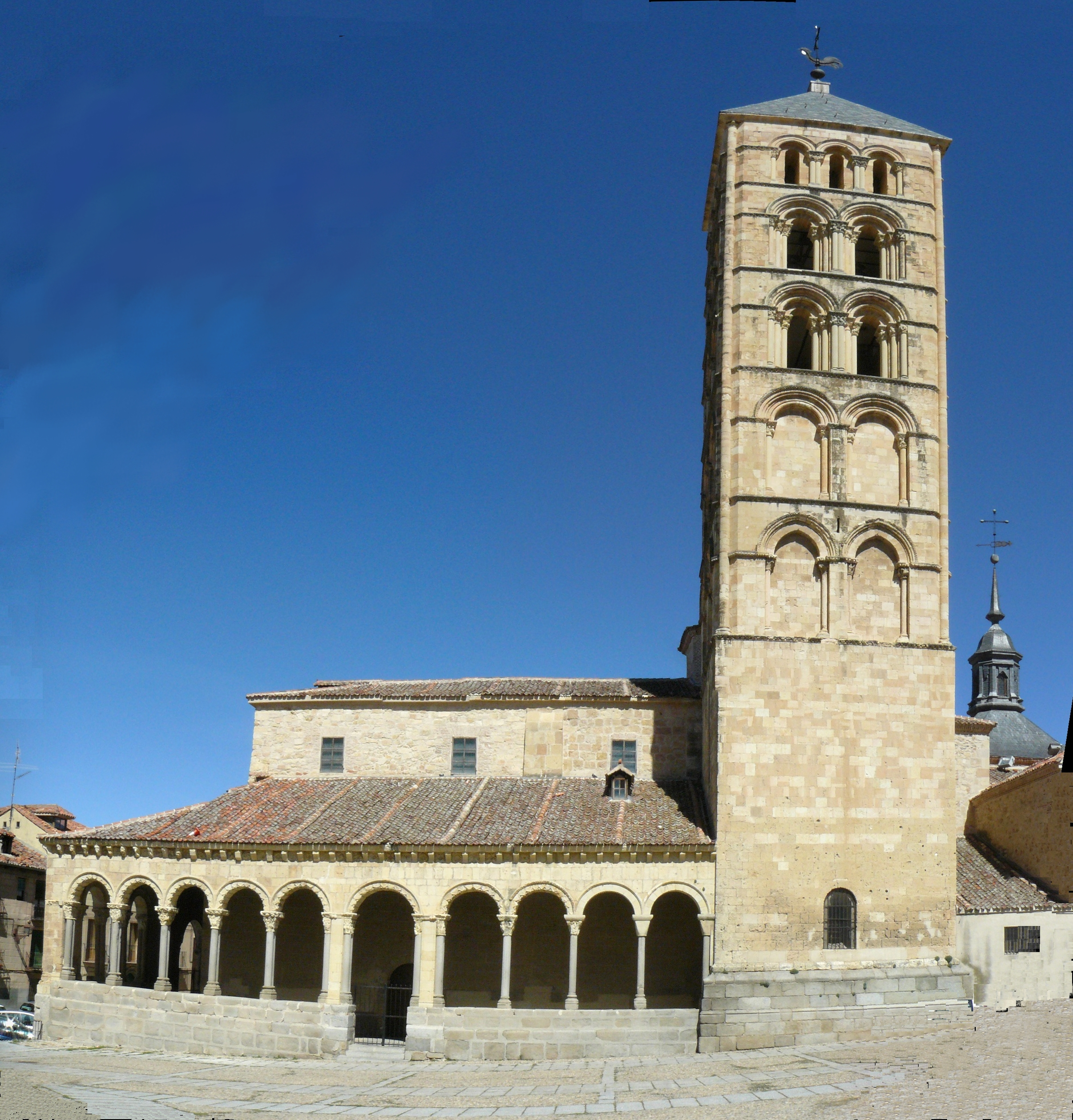
Galería y torre de la iglesia de San Esteban de Segovia

### Portadas

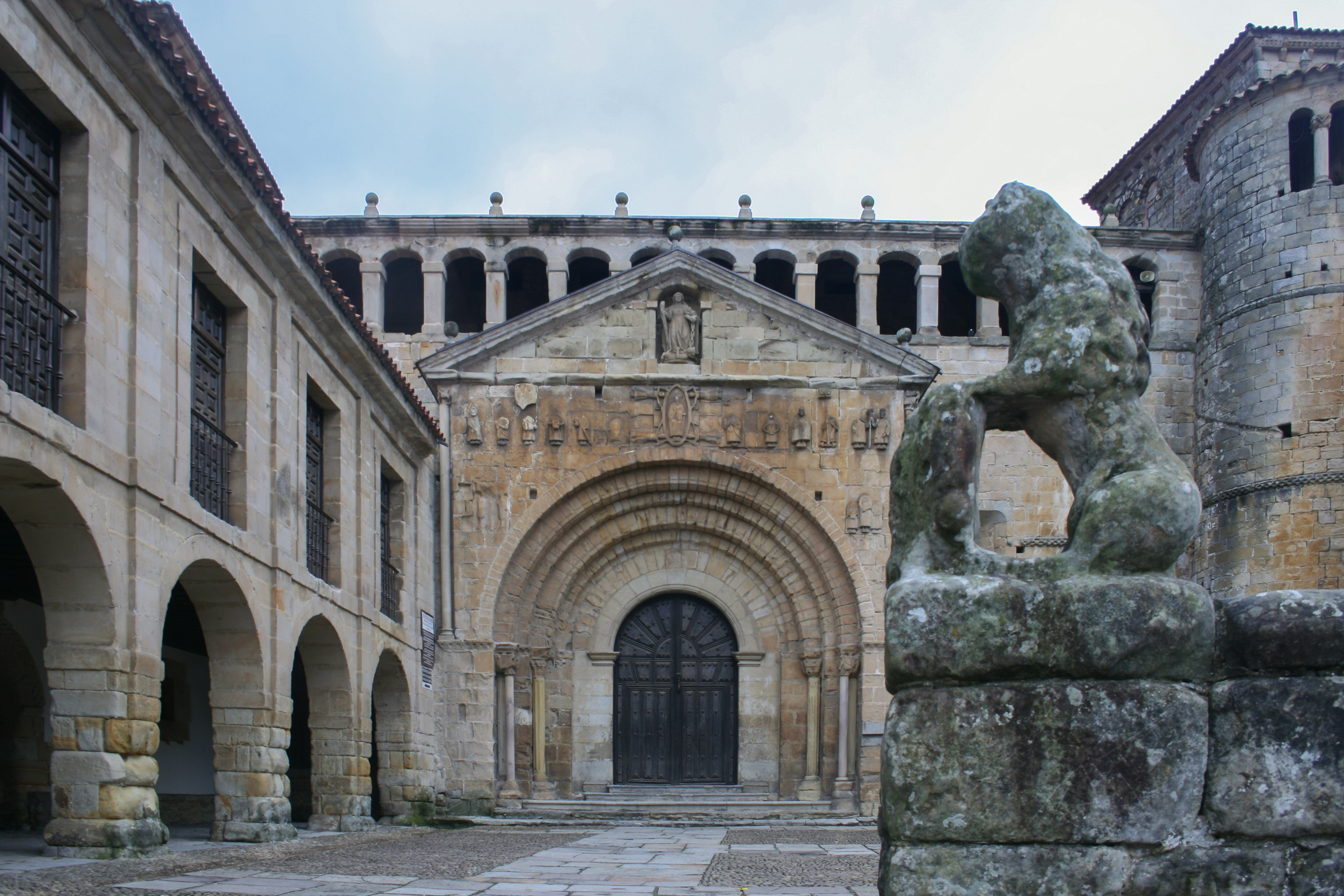
Entrada de la de la Colegiata de Santillana del Mar (Cantabria)

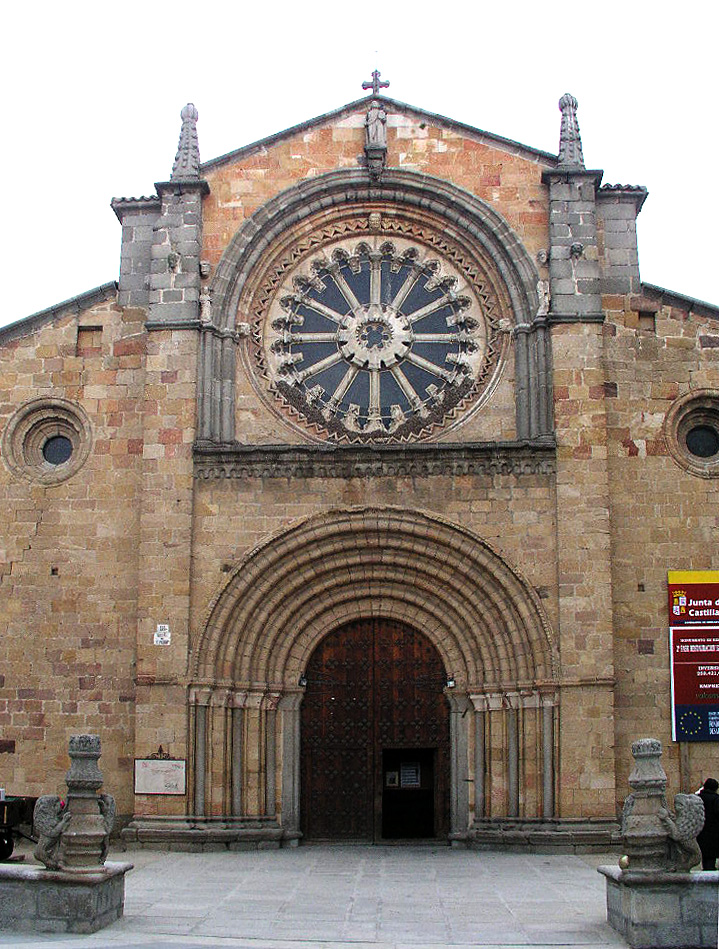
Portada románica con arquivoltas de San Pedro (Ávila).

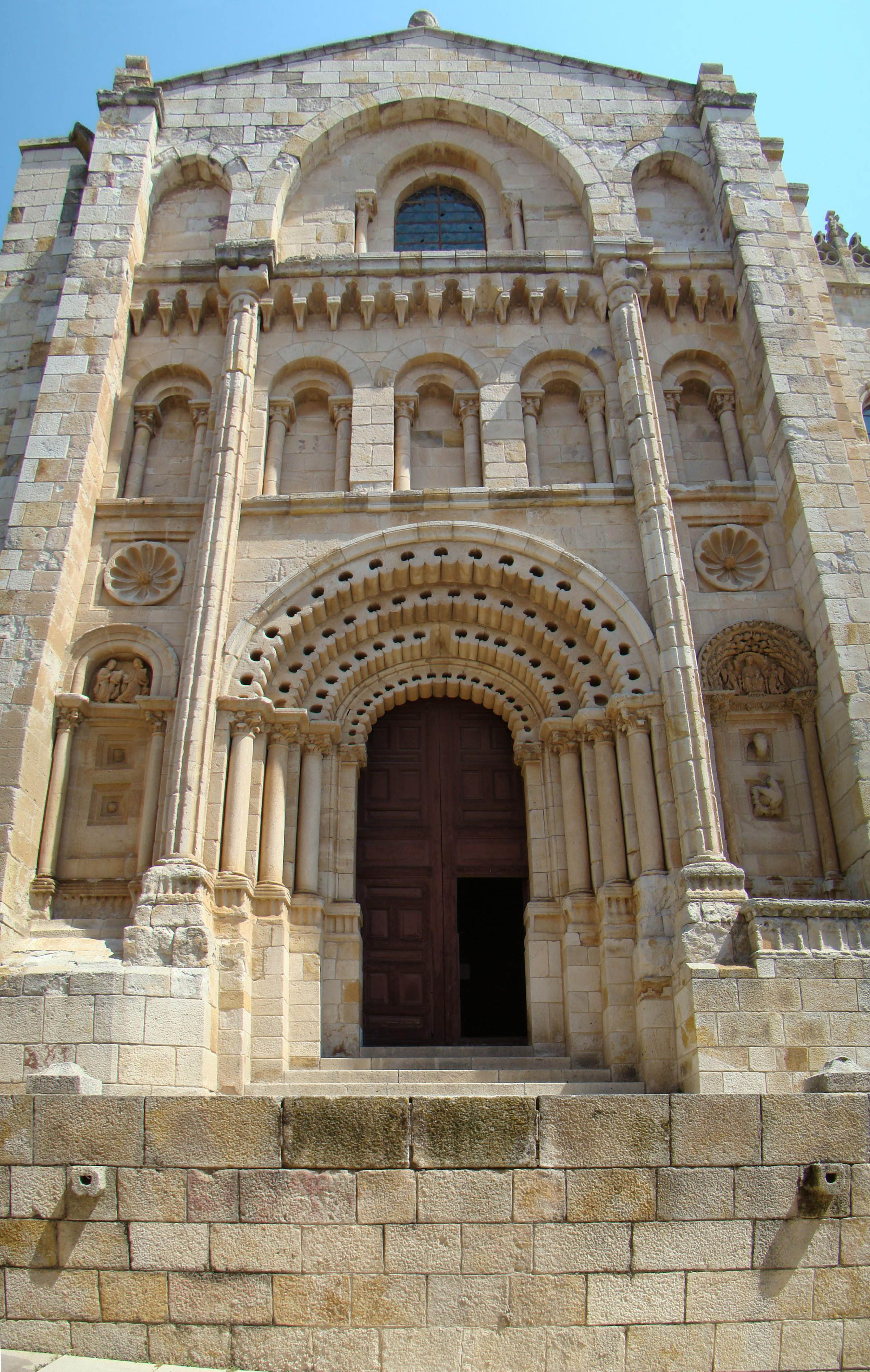
Portada románica llamada del Obispo en la catedral de Zamora (sin tímpano).

Con el románico pleno se introdujo la gran portada escultórica, rematada por un tímpano también esculpido. La portada abarca todo el grosor del muro recurriendo a las arquivoltas para que no resulte la forma de un túnel; son los llamados arcos abocinados. Los arcos de las arquivoltas van adquiriendo un tamaño mayor de dentro a fuera. Cada arquivolta se apoya directamente en los capiteles de las columnas (que también están ricamente decorados) o en una imposta que recorre la superficie de cada capitel. La decoración iconográfica es muy abundante y suele formar una unidad historiada con el tímpano. A veces no hay tímpano sino un gran friso, como el de San Juan Bautista de Moarves de Ojeda (Palencia). Una de las características (aunque con muchas excepciones) es la de estar colocada la portada en un cuerpo que sale ligeramente de la fachada, que se remata con un tejaroz sobre ménsulas o canecillos (fachada oeste de San Pedro de Tejada en la provincia de Burgos; San Martín de Artaiz en Navarra, fachada oeste).
Las portadas se construían independientemente del resto del edificio y muchas veces eran ejecutadas por equipos de profesionales canteros trashumantes, que llegaban para elaborar su obra y partían a otros lugares donde eran requeridos. Por eso muchas veces las portadas difieren en tiempo y en estilo con el grueso de la fábrica, incluso pueden ser de diferente factura las dos o tres puertas de un mismo edificio.
Emplazamiento y número de portadas: No existe una regla general para el número de puertas y su emplazamiento. En ocasiones existen hasta tres, situadas en las fachadas a los pies, norte y sur, coincidiendo con los extremos del crucero (catedral de Zamora, catedral de Ciudad Rodrigo, etc.). 
La portada principal suele estar a los pies y suele ser el acceso al templo, pero en muchos casos se encuentra en la nave sur, (San Pedro de Moarves, en Palencia). A veces las circunstancias de la construcción hacen que el edificio carezca de portada a los pies, como es el caso de la iglesia de San Miguel (Estella) que sólo tiene puertas laterales porque la fachada oeste se asoma a un terreno escarpado.
Decoración: Existe toda una escala de decoración en las portadas románicas españolas, desde las más simples, en que sólo se ven molduras sencillas en las arquivoltas y columnas lisas, o molduras con decoración geométrica y vegetal (muy abundante en el románico de Soria); hasta las más ricas con una iconografía exuberante, como la del Pórtico de la Gloria de Santiago o la del Pórtico de la Majestad en la Colegiata de Toro, en que delante de las columnas se ven grandes y policromadas estatuas.
Los tímpanos se presentan sin decoración o esculpidos. Muchos de los que no muestran decoración estuvieron en origen pintados, como en las puertas laterales de la catedral de Tarragona o el tímpano humilde de Santa María de Valdediós en Asturias. Ejemplos de tímpanos con escultura son el de San Justo de Segovia, San Miguel de Estella, San Isidoro de León, etc. Un tímpano destacado es el de la portada occidental de la basílica de San Vicente de Ávila, bajo cinco arquivoltas está dividido en dos partes, con representaciones de escenas de la vida de Lázaro. El parteluz está ocupado por la figura de Cristo, situándose a los lados diez apóstoles, dispuestos por parejas en actitud de conversar, salvo los de las jambas interiores, que miran hacia el parteluz. Esta portada es comparada con el Pórtico de la Gloria por sus muchas similitudes.
Los frisos están colocados por encima de los arcos de la portada. En Santa María de Sangüesa (Navarra) el friso tiene dos alturas. Dos frisos muy ricos son el de la iglesia de San Juan Bautista de Moarves de Ojeda y el de la iglesia de Santiago en Carrión de los Condes (Palencia).

Portadas románicas
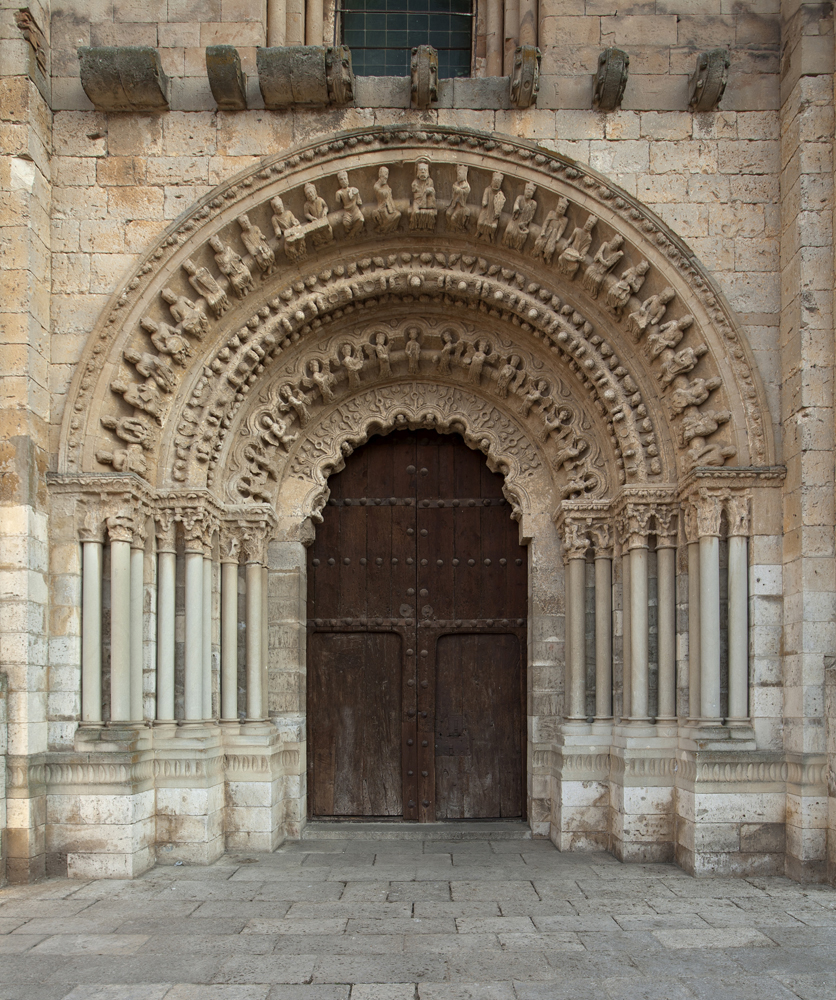
Colegiata de Santa María la Mayor (Toro,  (Zamora)
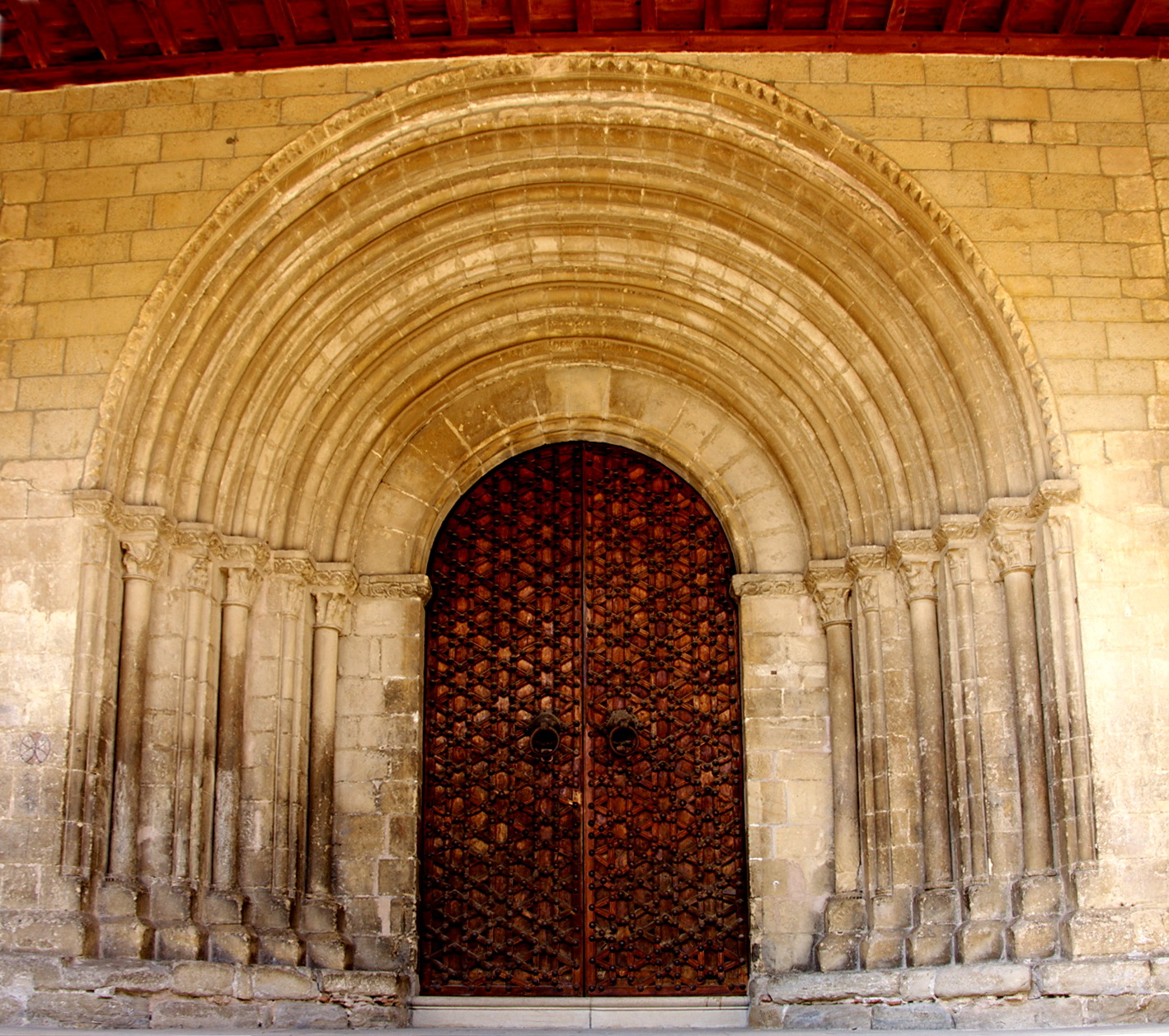
Portada de la Catedral de San Vicente, en Roda de Isábena (Huesca)
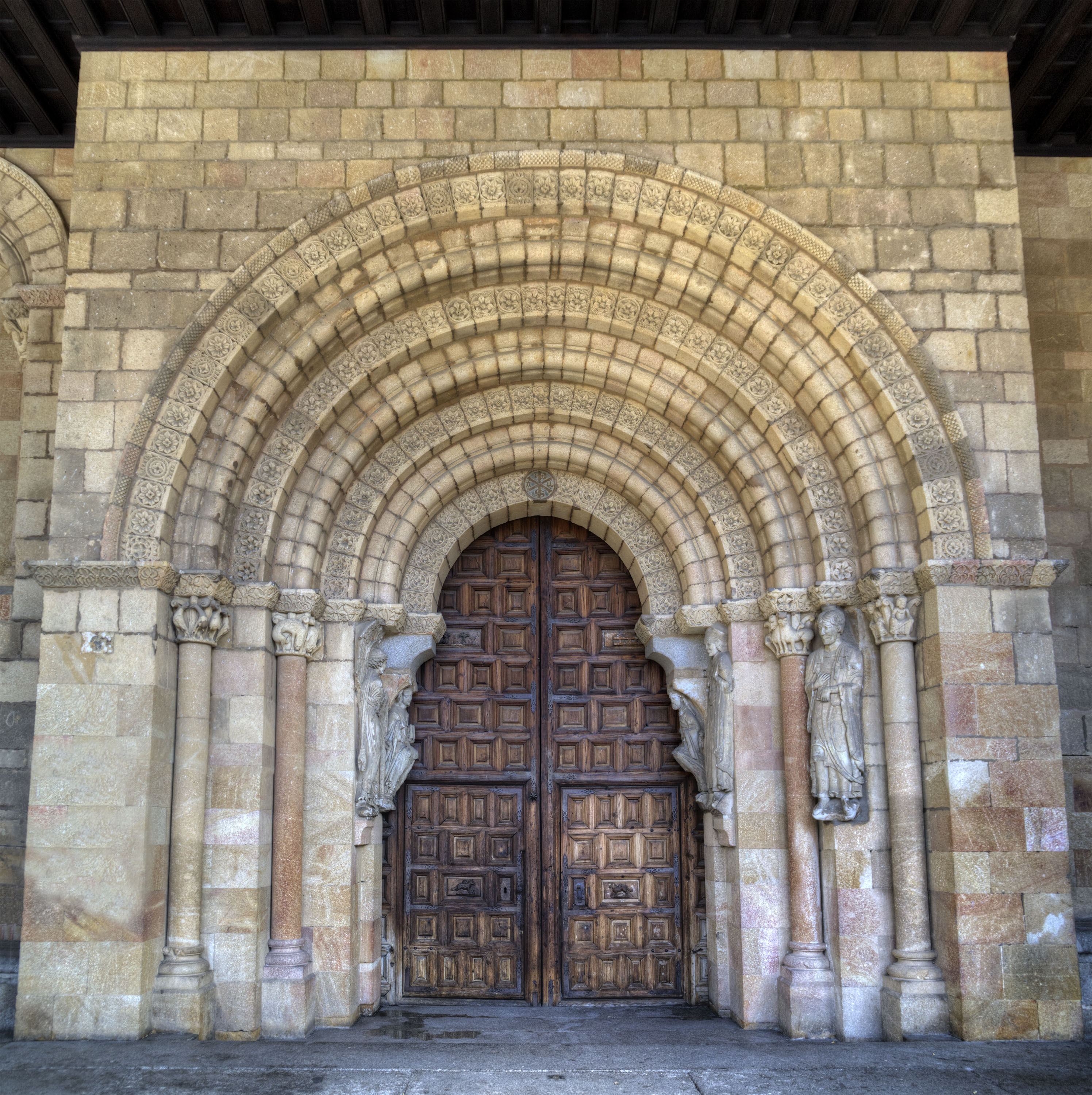
Portada sur de la basílica de San Vicente de Ávila
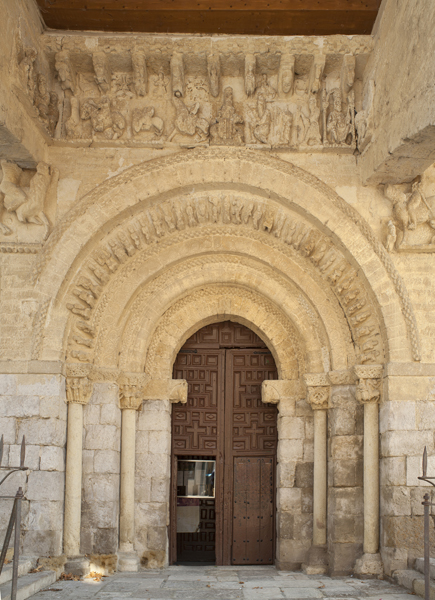
Iglesia de Santa María del Camino, Carrión de los Condes
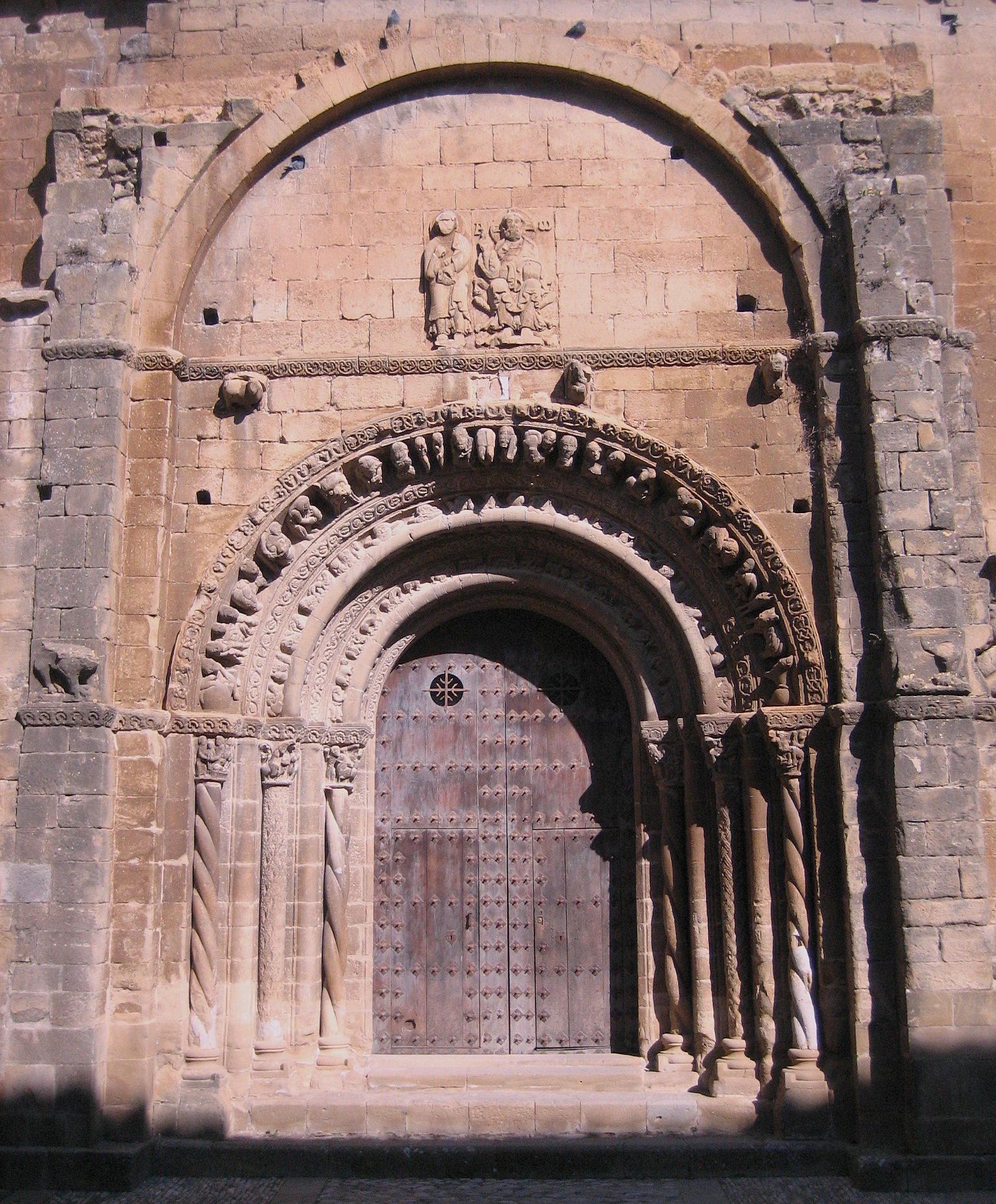
Iglesia de Santa María la Mayor de Uncastillo
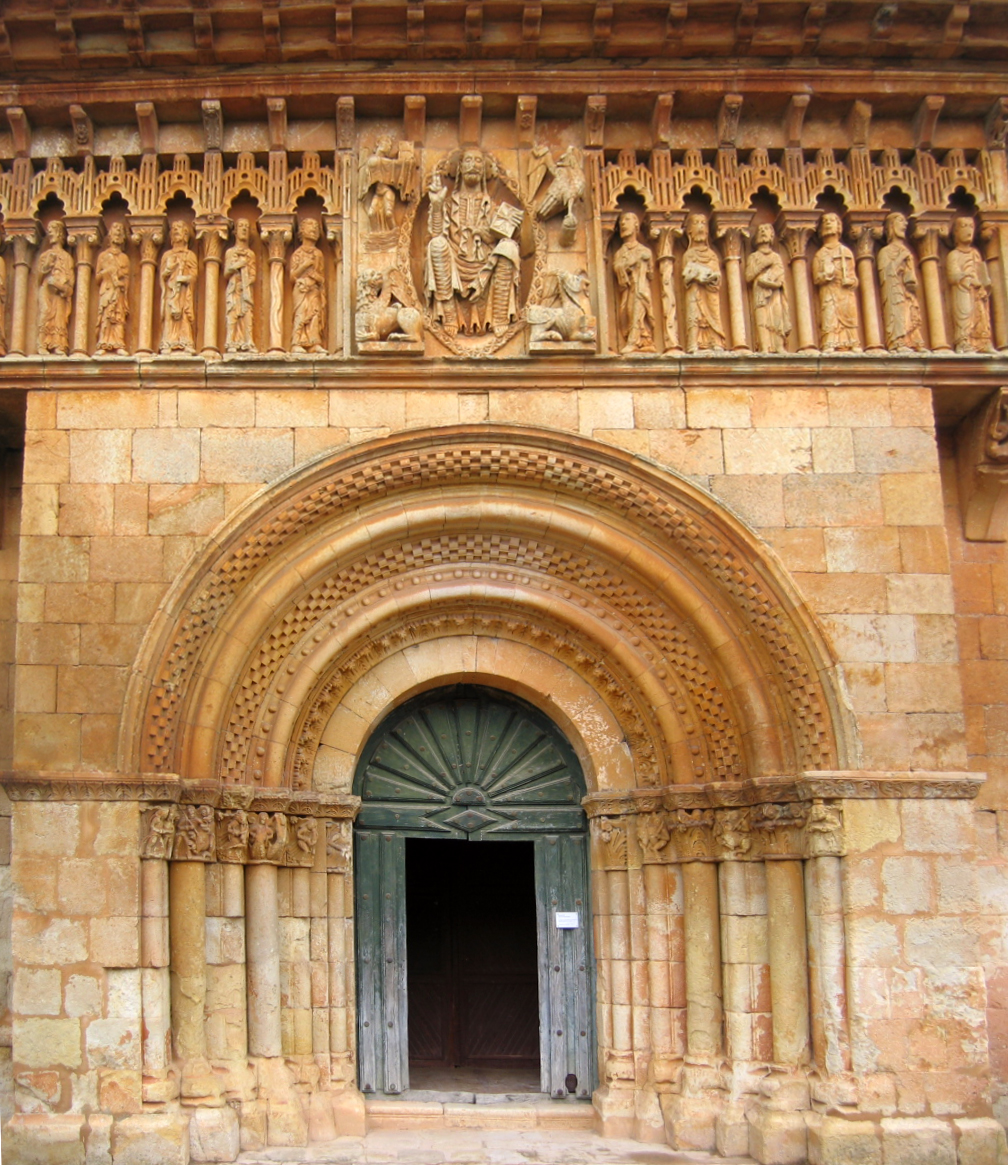
Portada con friso en la iglesia de San Juan Bautista de Moarves de Ojeda
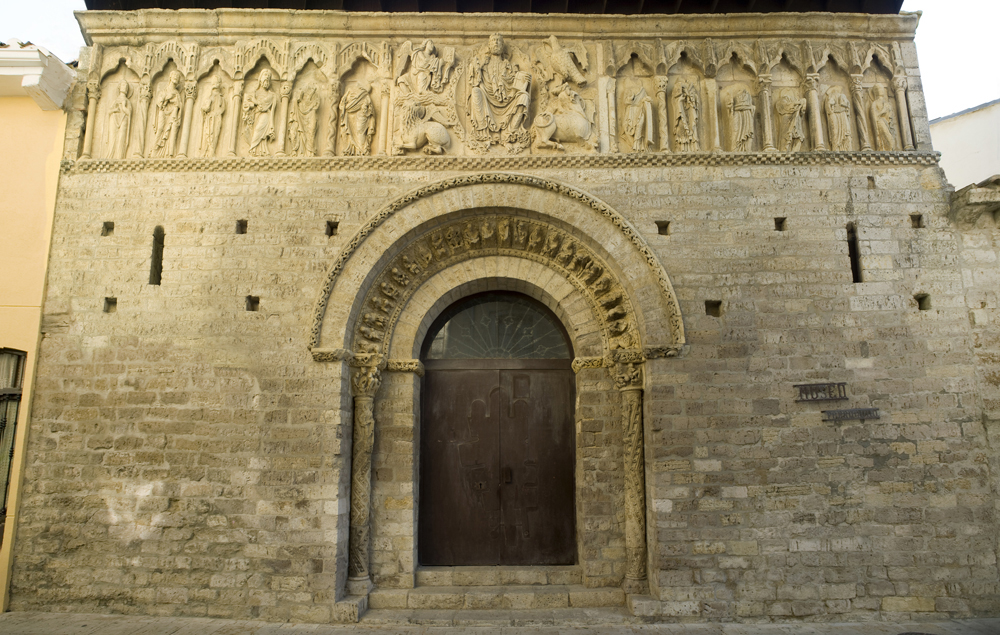
Portada con friso de la iglesia de Santiago el Mayor de Carrión de los Condes

Portadas románicas con tímpanos
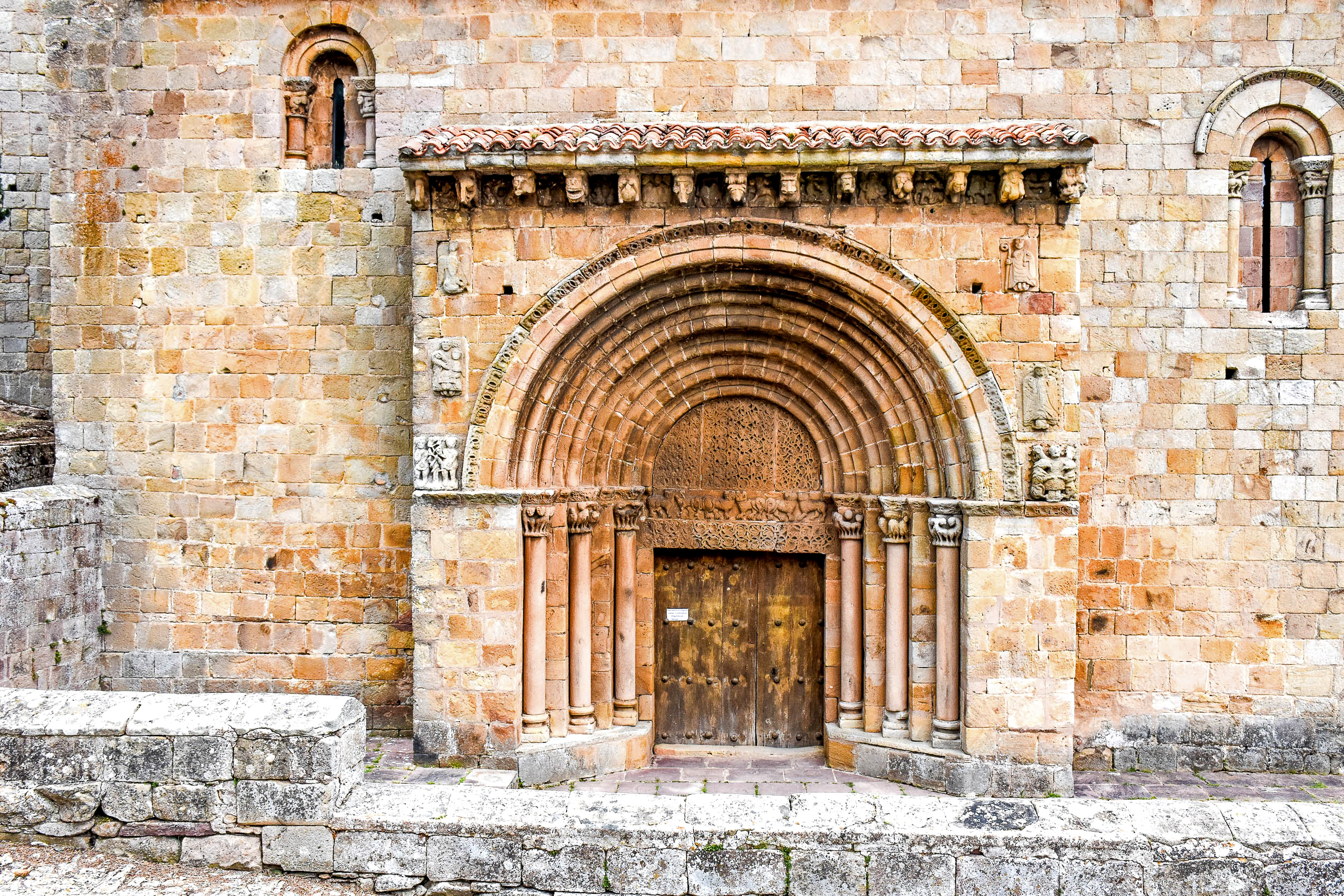
Colegiata de San Pedro de Cervatos
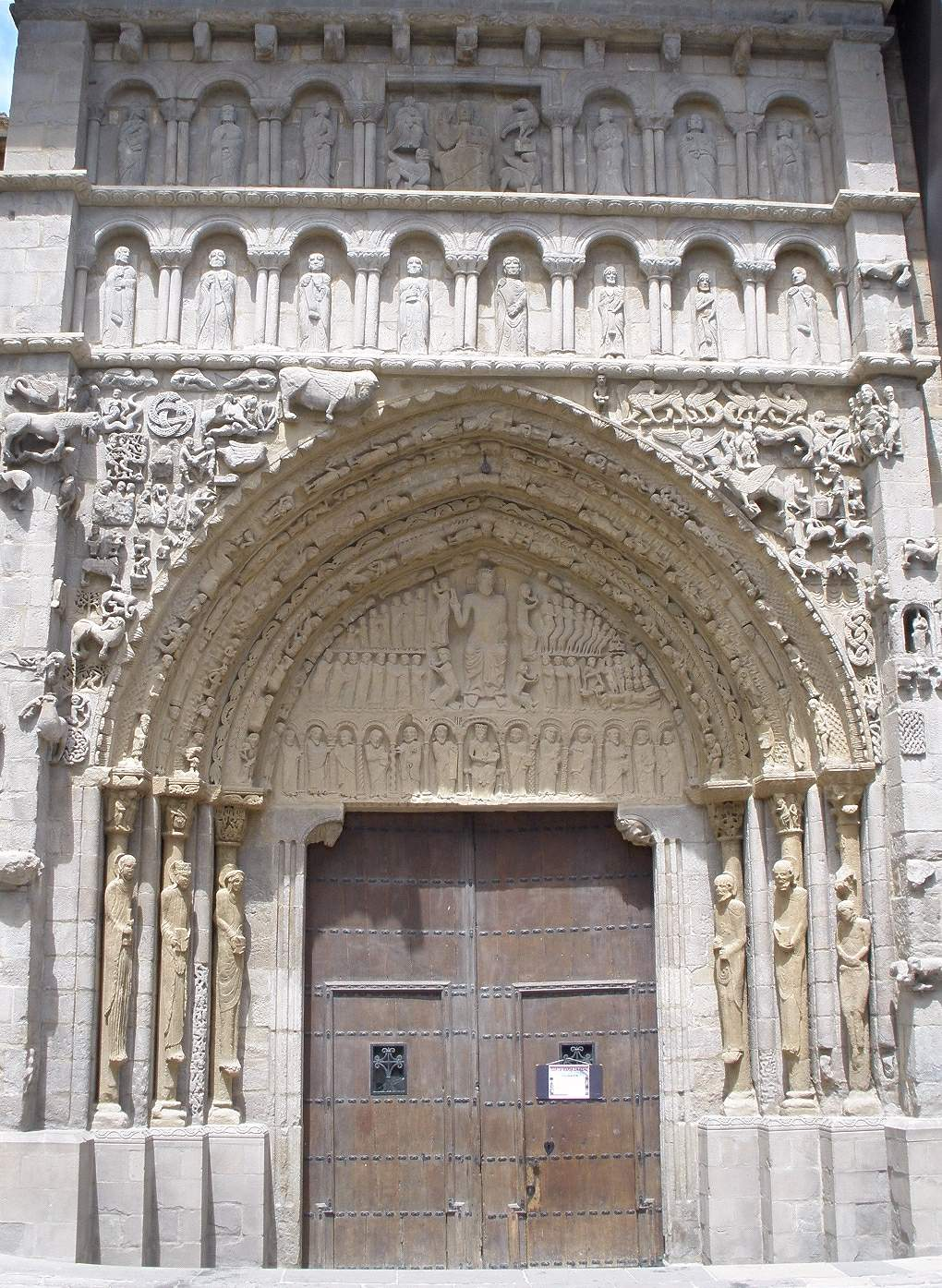
Portada de la Santa María la Real de Sangüesa
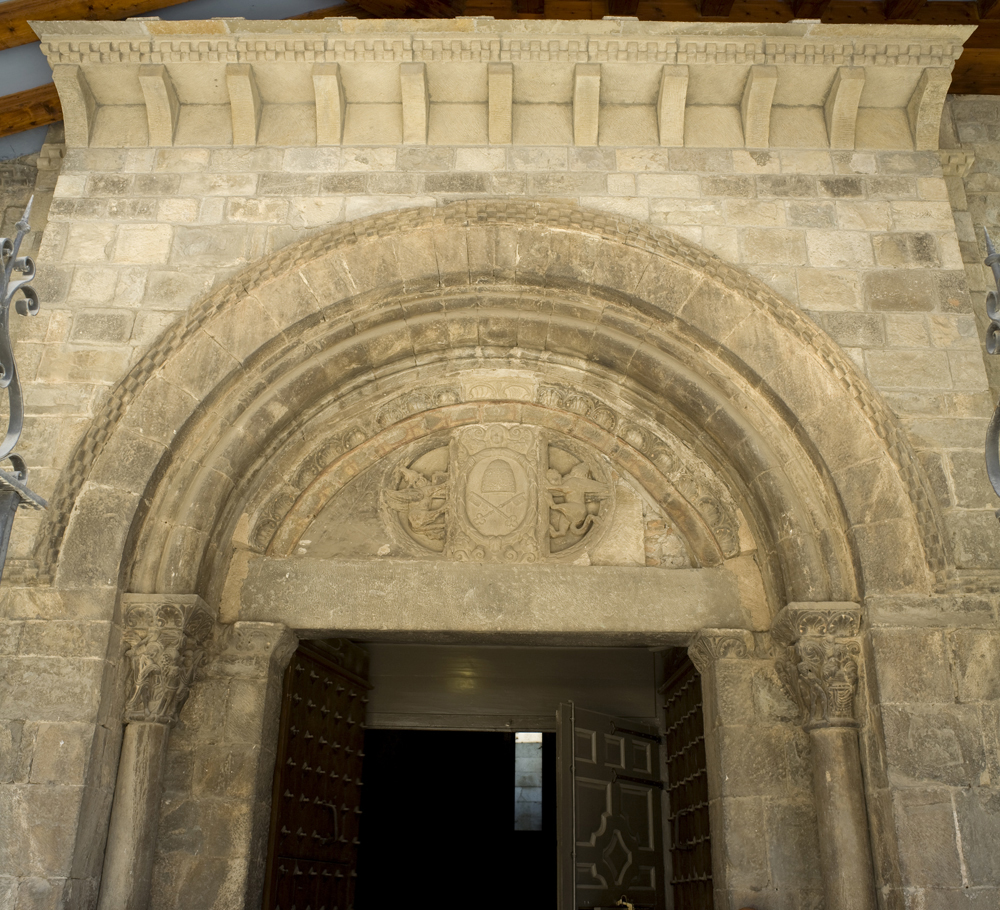
Portada sur de la catedral de San Pedro de Jaca
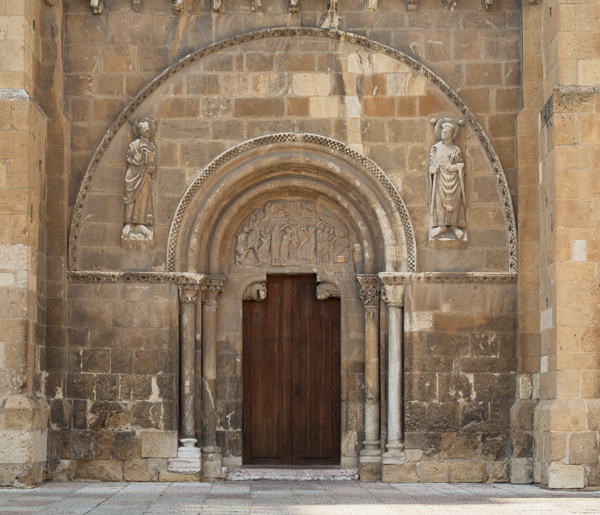
Puerta del Perdón en la fachada sur de San Isidoro de León
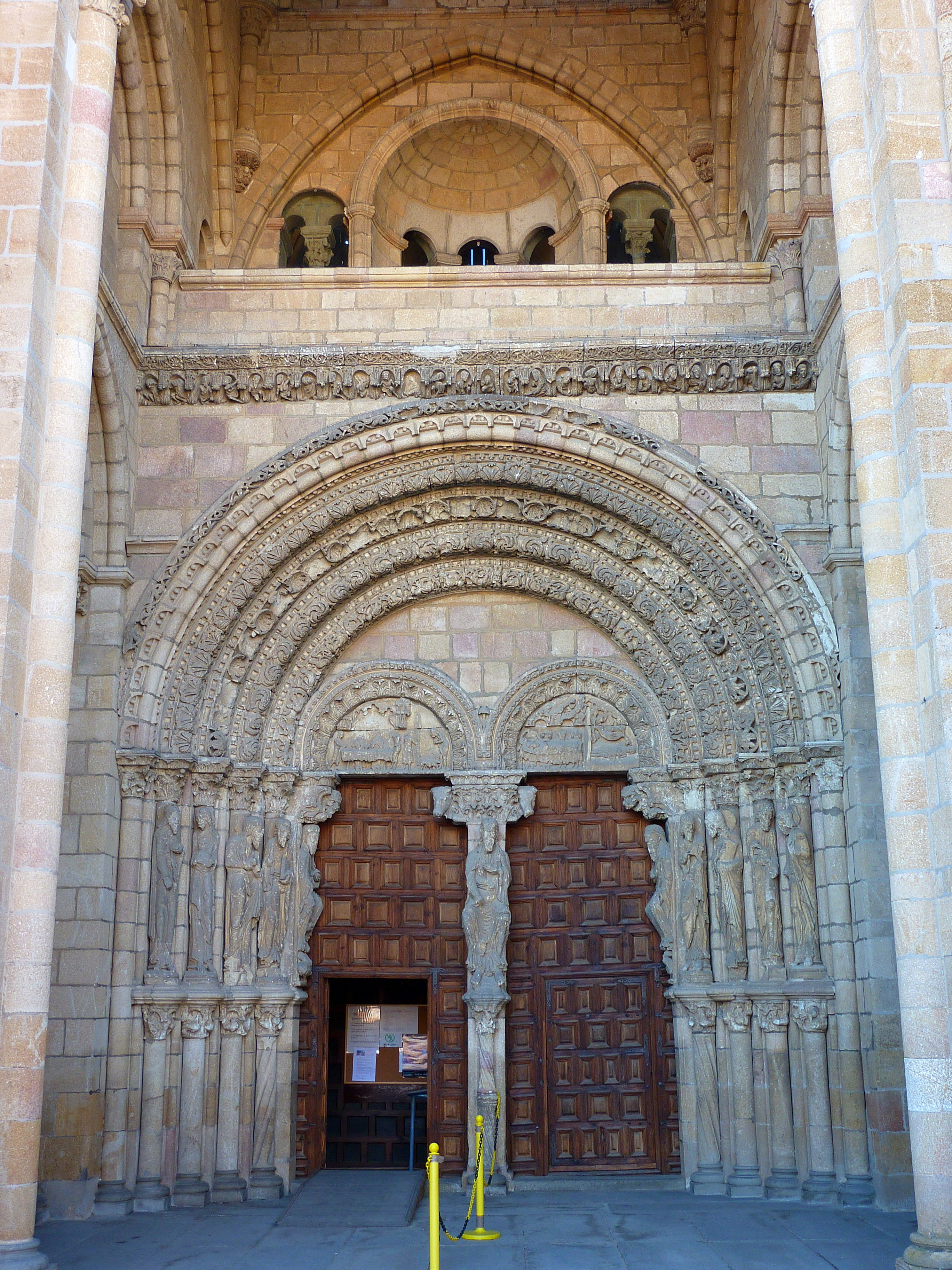
Portada occidental de la basílica de San Vicente de Ávila

### Rosetones

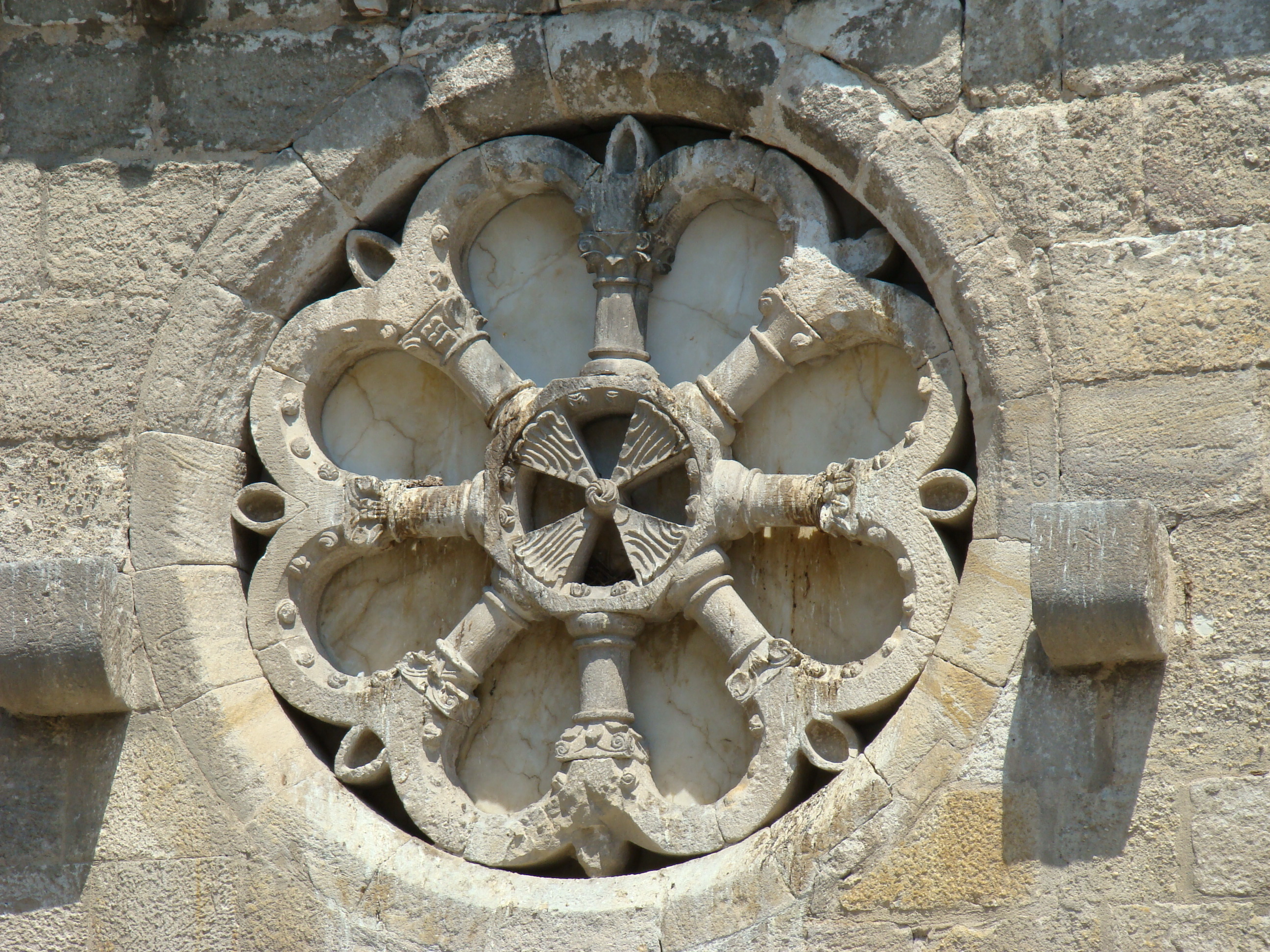
Rosetón románico en la portada de la iglesia de San Juan de Puerta Nueva en Zamora.

Los rosetones son ventanas circulares realizadas en piedra, cuyo origen está en los óculos de las basílicas latinas. En España estos rosetones fueron empleados desde el siglo XI. A lo largo del románico los rosetones adquirieron importancia y fueron aumentando de tamaño hasta culminar en el gótico, época en que se dan los ejemplares más bellos y espectaculares.

Rosetones románicas
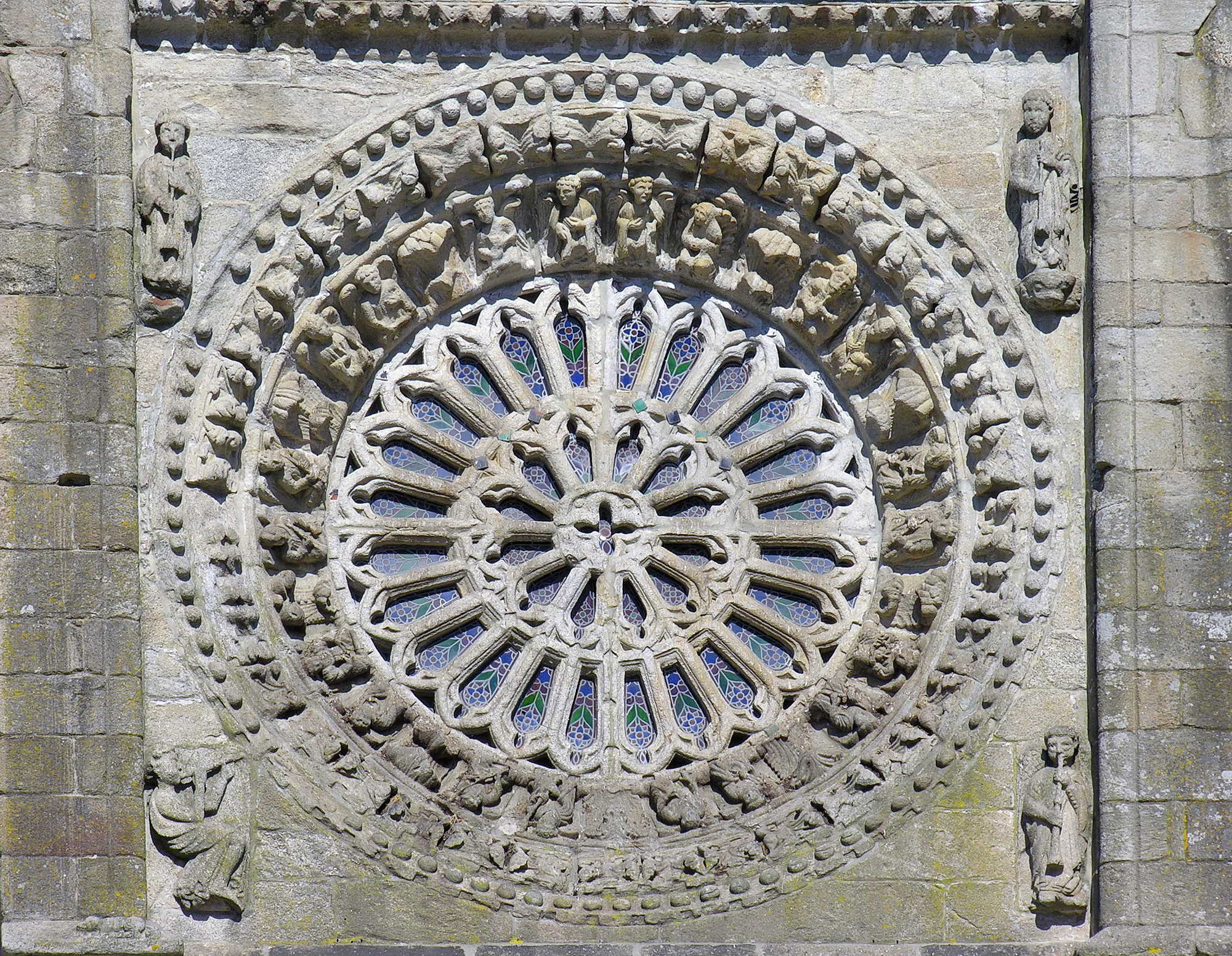
Iglesia de San Martín (Noya)
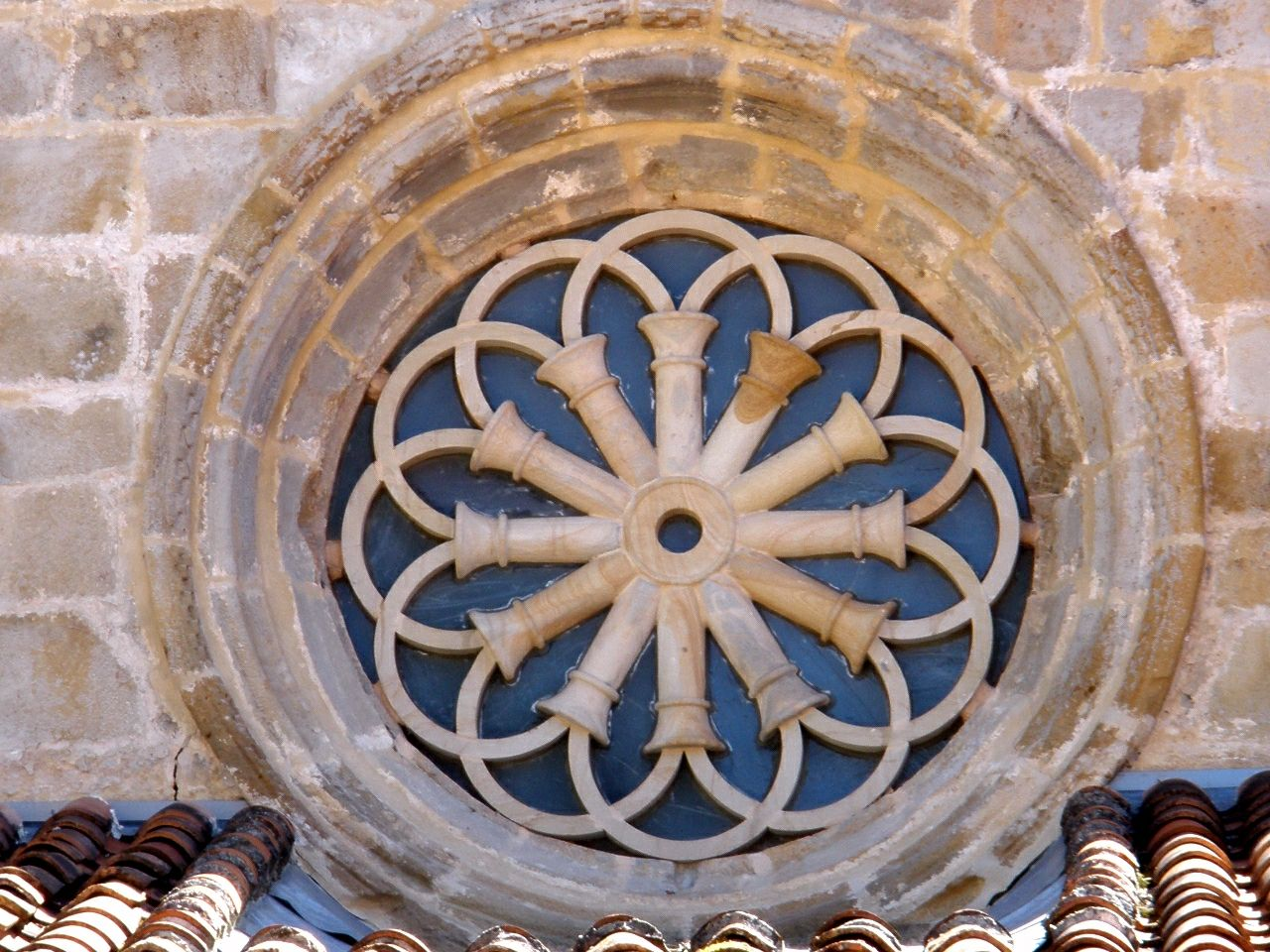
Monasterio de Valdedios
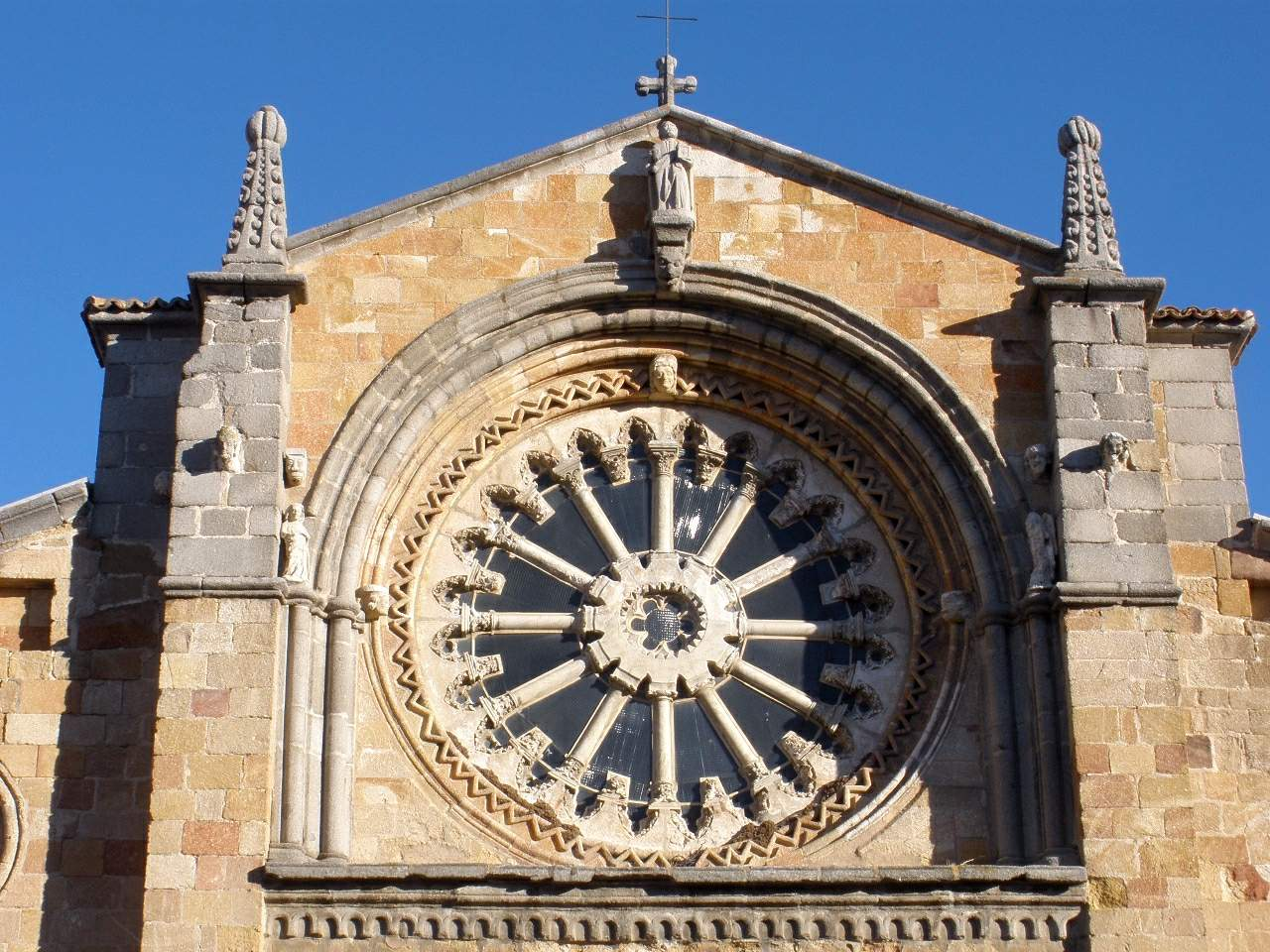
Iglesia de San Pedro (Ávila)
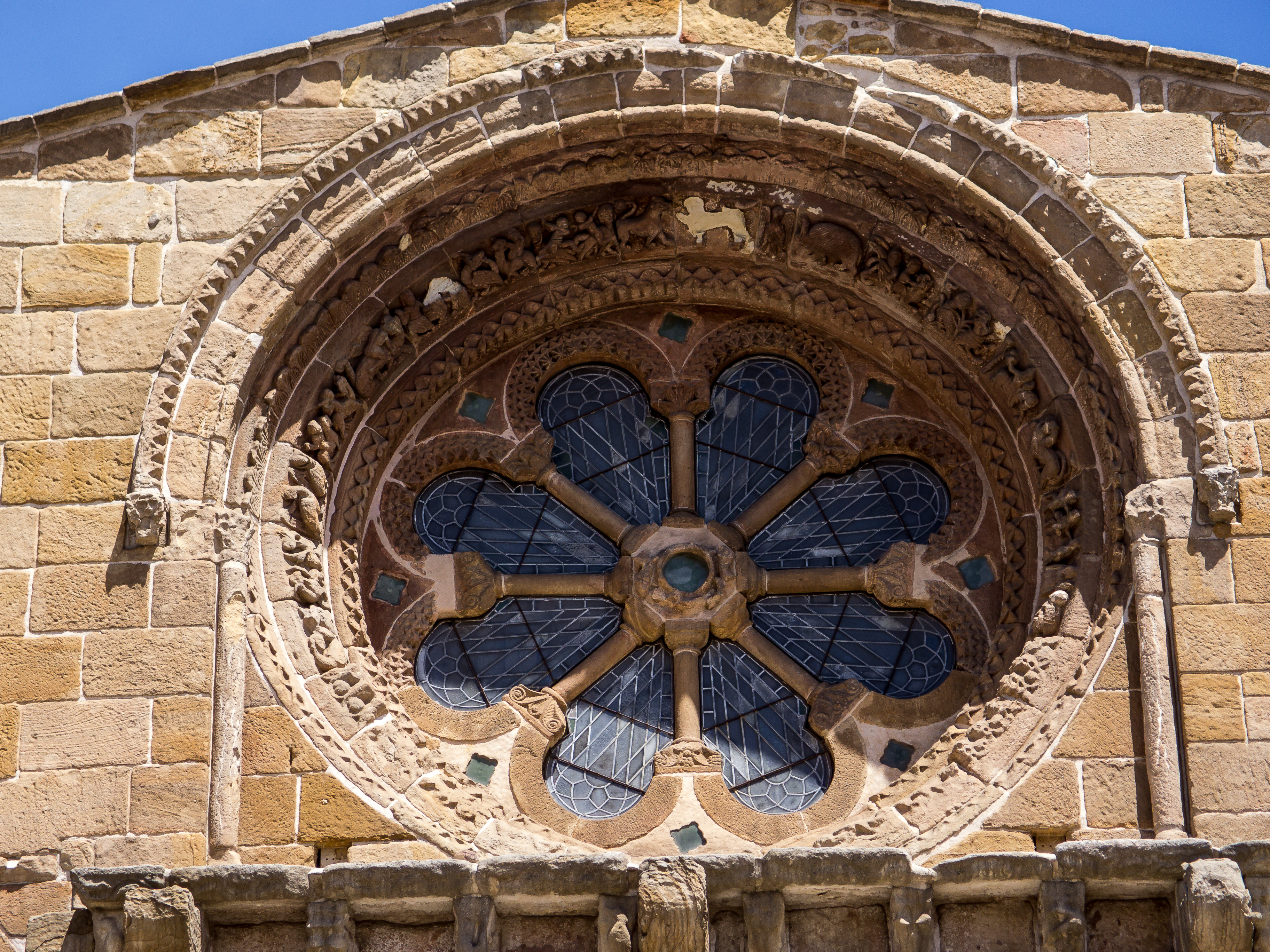
Iglesia de Santo Domingo de Soria

### Pavimento
En la mayoría de los edificios se utilizaba una especie de cemento al estilo del opus signinum, o una composición de piedra y ladrillo. Los estudios arqueológicos han encontrado pocos vestigios de pavimentos originales. Uno de los restos más interesantes es el mosaico que todavía se conserva del crucero de la iglesia del monasterio de Ripoll, firmado por el artista Arnaldvs. En muchas ocasiones los constructores siguieron la tradición romana del mosaico. Otro resto fue hallado en la iglesia de San Miguel en la Barceloneta. También fueron usadas losetas de colores como las que se encontraron en el ábside de la catedral de Tarragona, formando unos dibujos geométricos, en opus sectile en el que dominan los entrelazados, sobresaliendo los colores, naranja, amarillo, blanco y negro.
El pavimento de tradición mudéjar combinaba azulejos con ladrillos y fue muy frecuente en las pocas iglesias románicas de Andalucía.

## El claustro

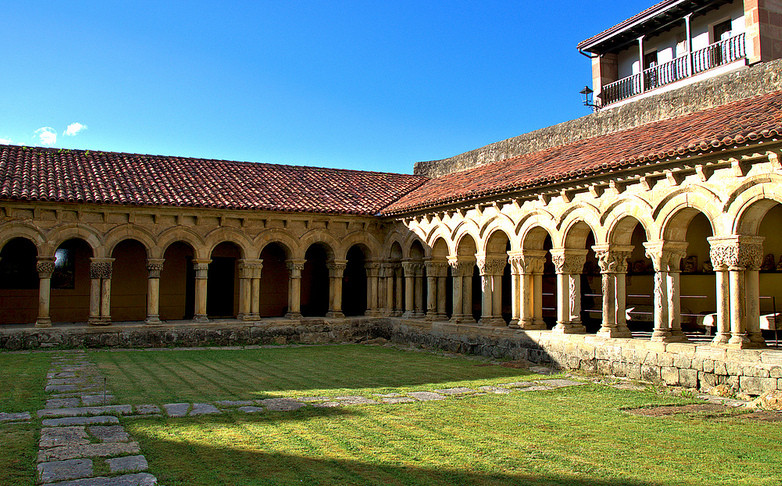
Exterior del claustro de la Colegiata de Santillana del Mar

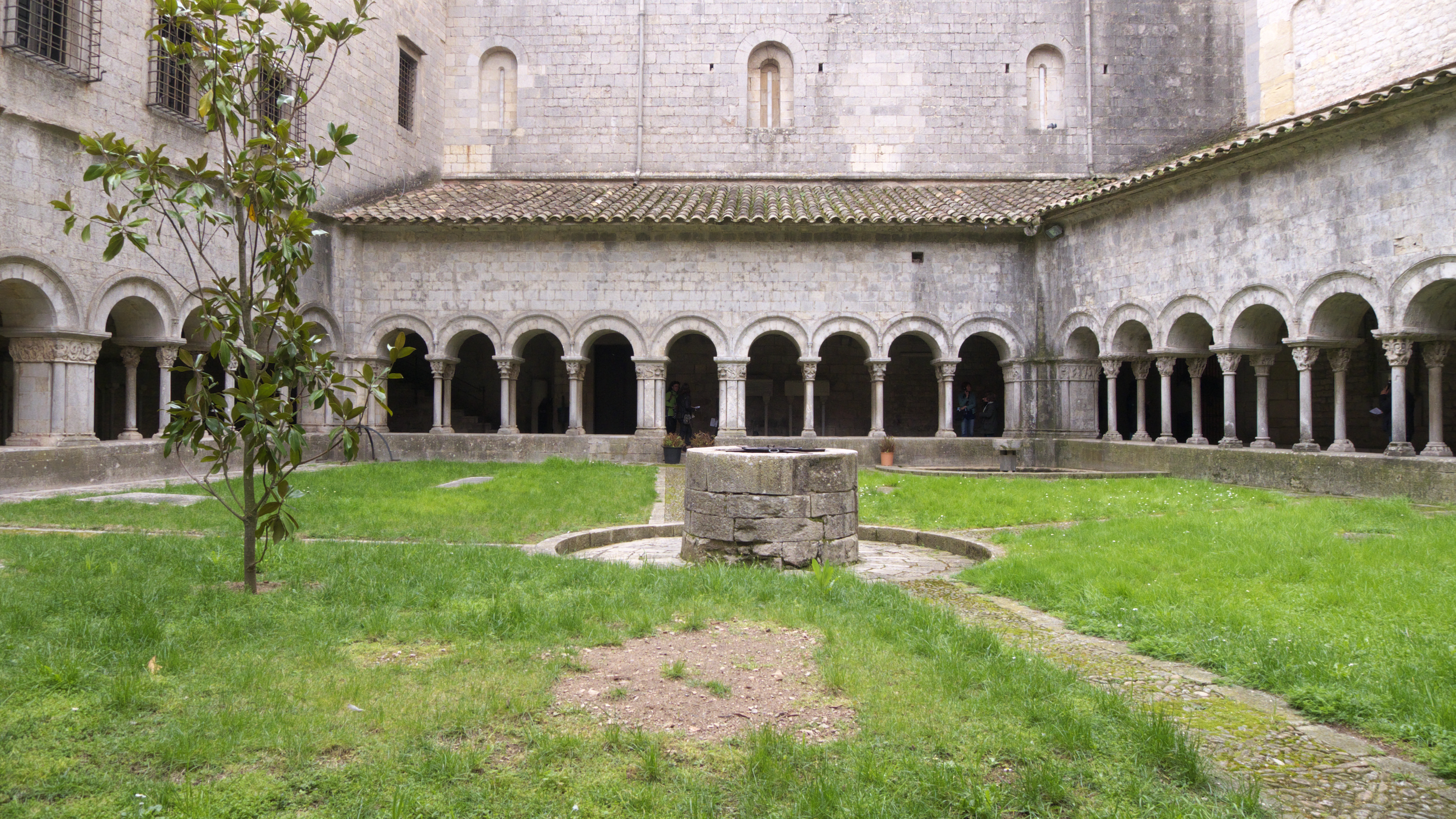
Claustro de la catedral de Gerona

El claustro es un elemento arquitectónico construido siempre junto a las iglesias catedrales y las iglesias monacales, asosado a su lado norte o sur. El claustro por excelencia es el que difundieron los monjes benedictinos. Las distintas dependencias del claustro, articuladas en los cuatro lados de un patio cuadrangular, estaban dedicadas al servicio de la vida de la comunidad. En el románico español se conserva gran número de claustros, sobre todo en la región catalana.

Claustros románicos
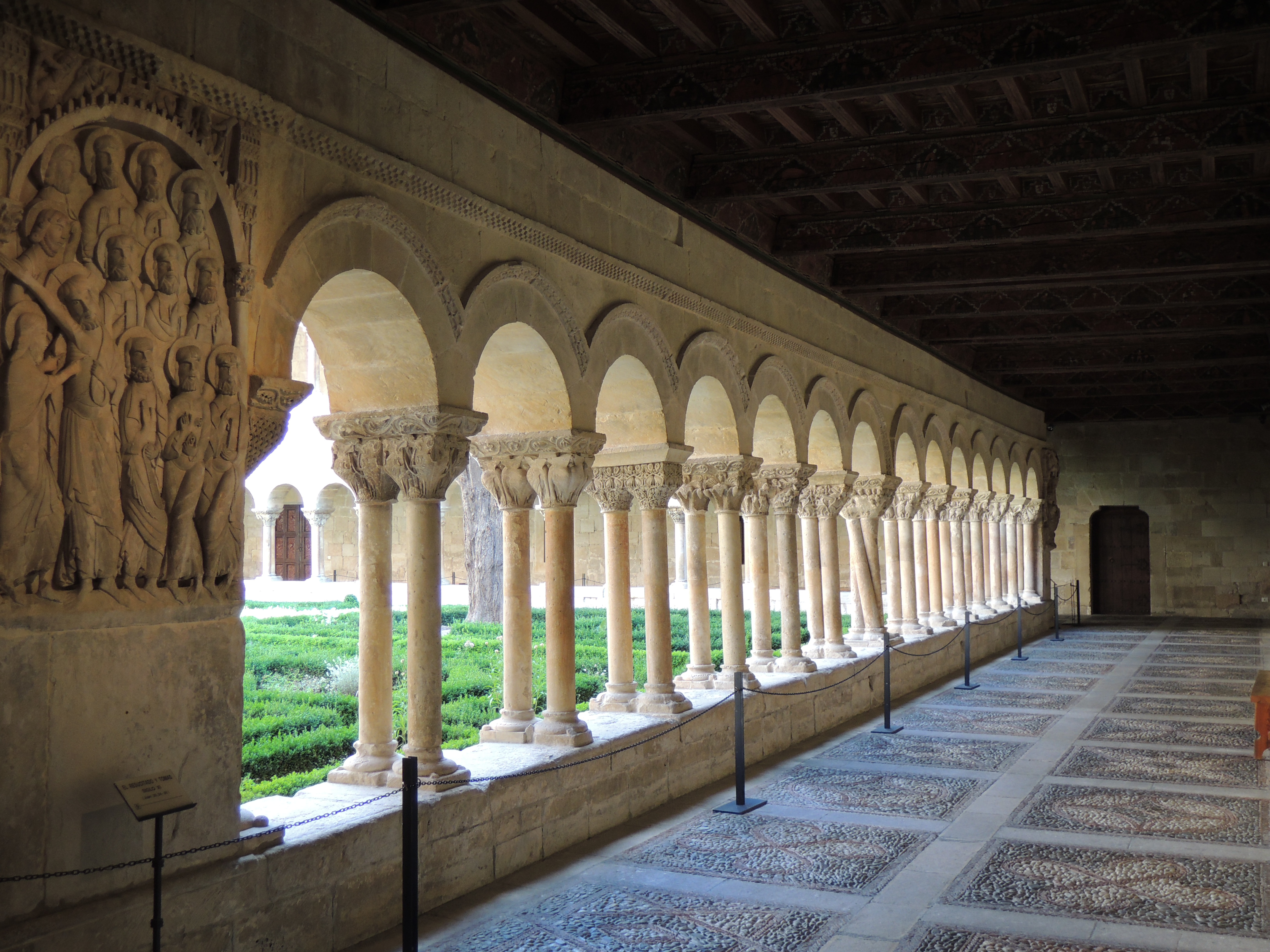
Claustro del monasterio de Santo Domingo de Silos
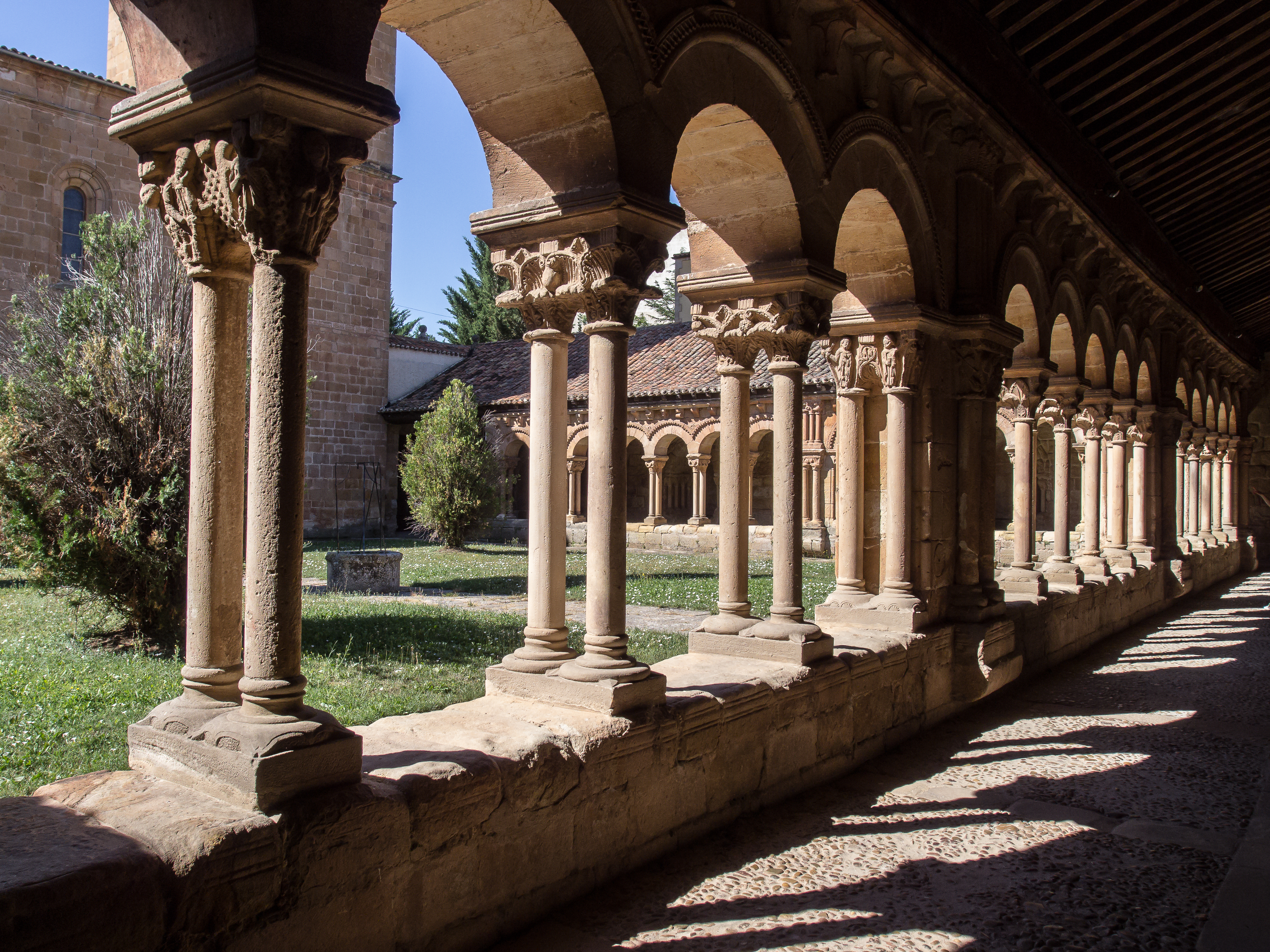
Claustro de la Concatedral de San Pedro de Soria
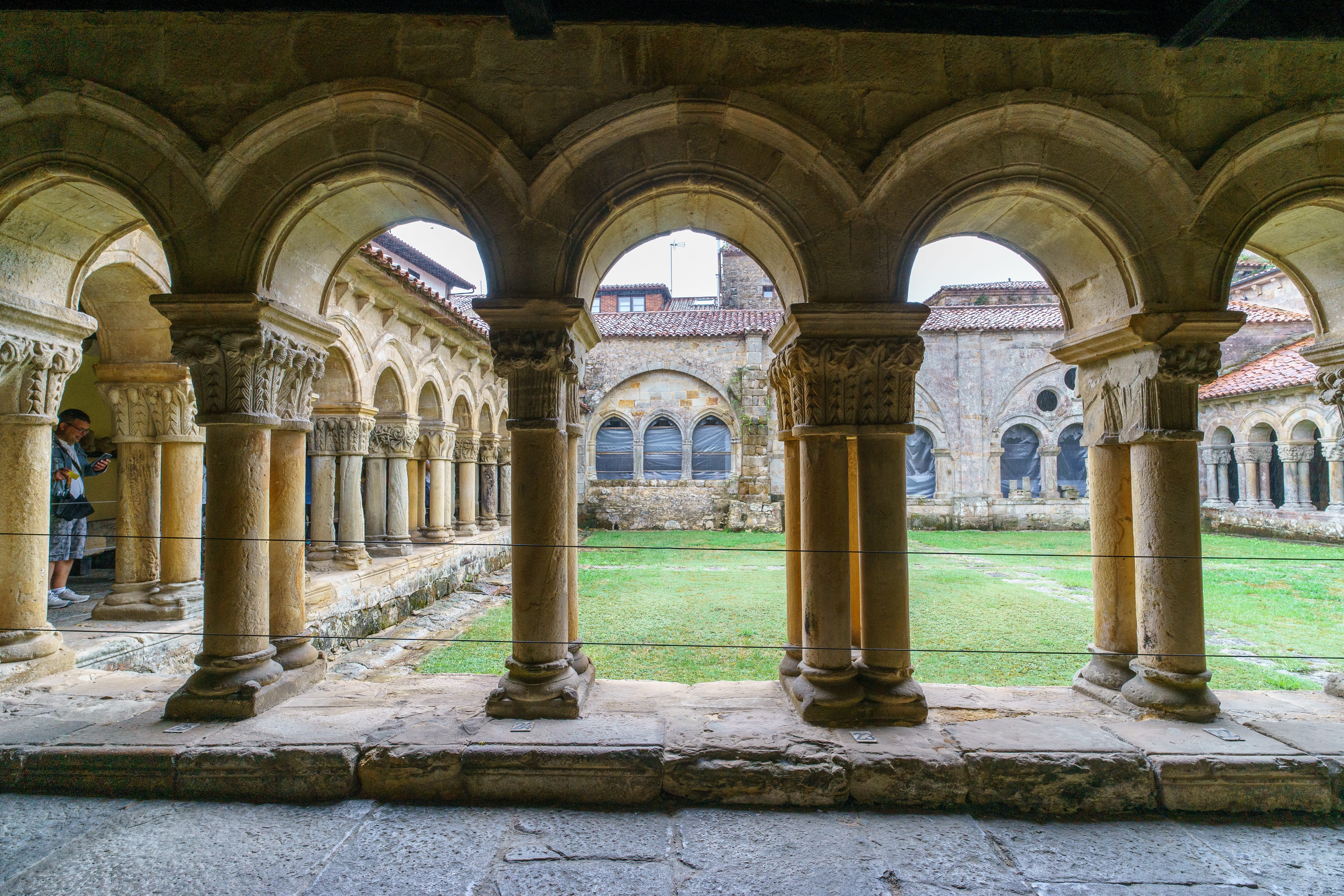
Claustro de la Colegiata de Santillana del Mar
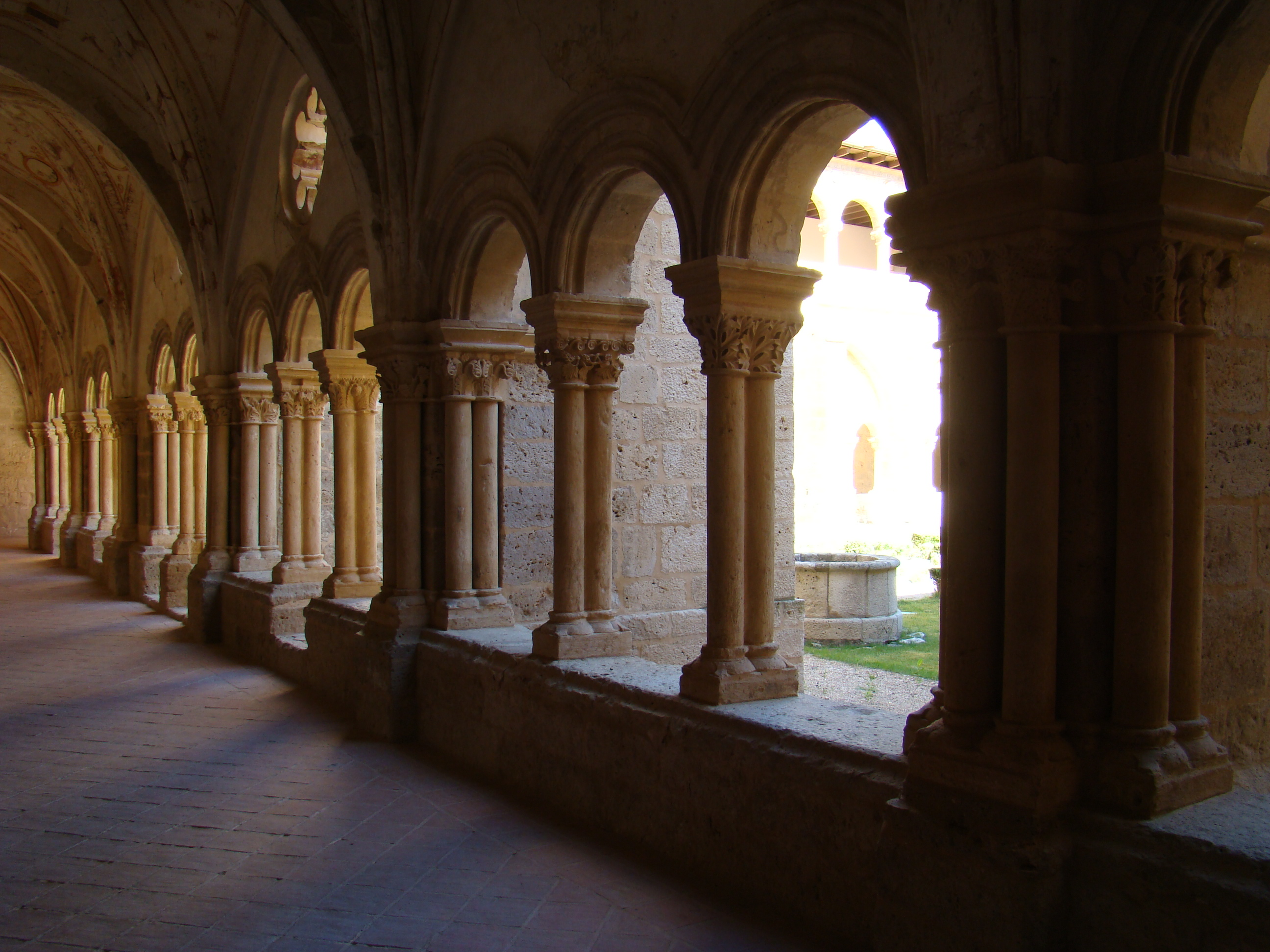
Claustro del monasterio de Santa María de Valbuena (Valladolid)
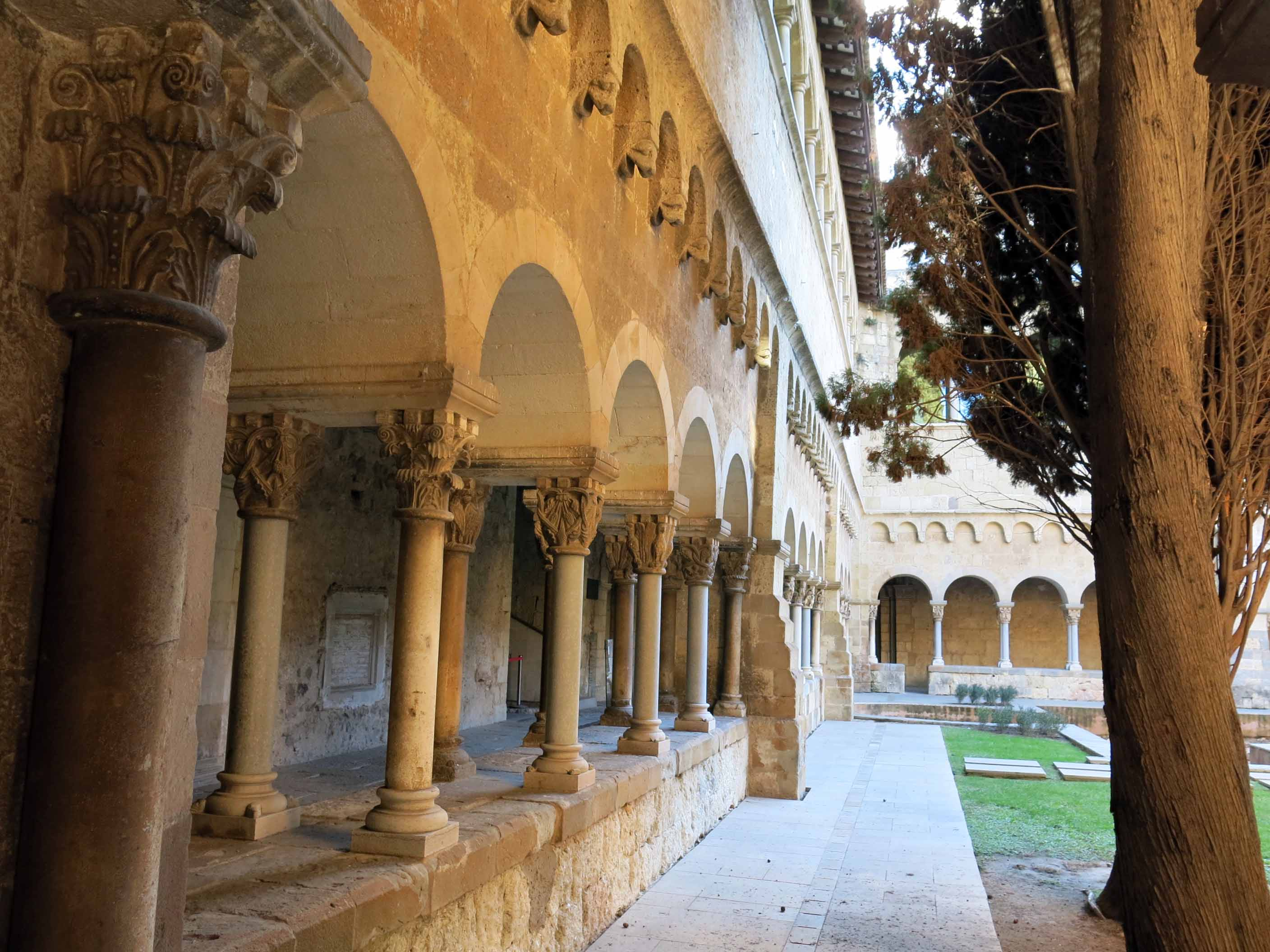
Monasterio de San Cugat del Vallés

## Arquitectura civil y militar
La arquitectura civil románica es casi desconocida y la mayoría de los edificios que se consideran de esta época, no lo son; aunque algunos conserven parte de los cimientos o alguna puerta o ventana de medio punto de época románica, su desarrollo y diseño arquitectónico pertenecen a tiempos más modernos. 

### Edificios civiles

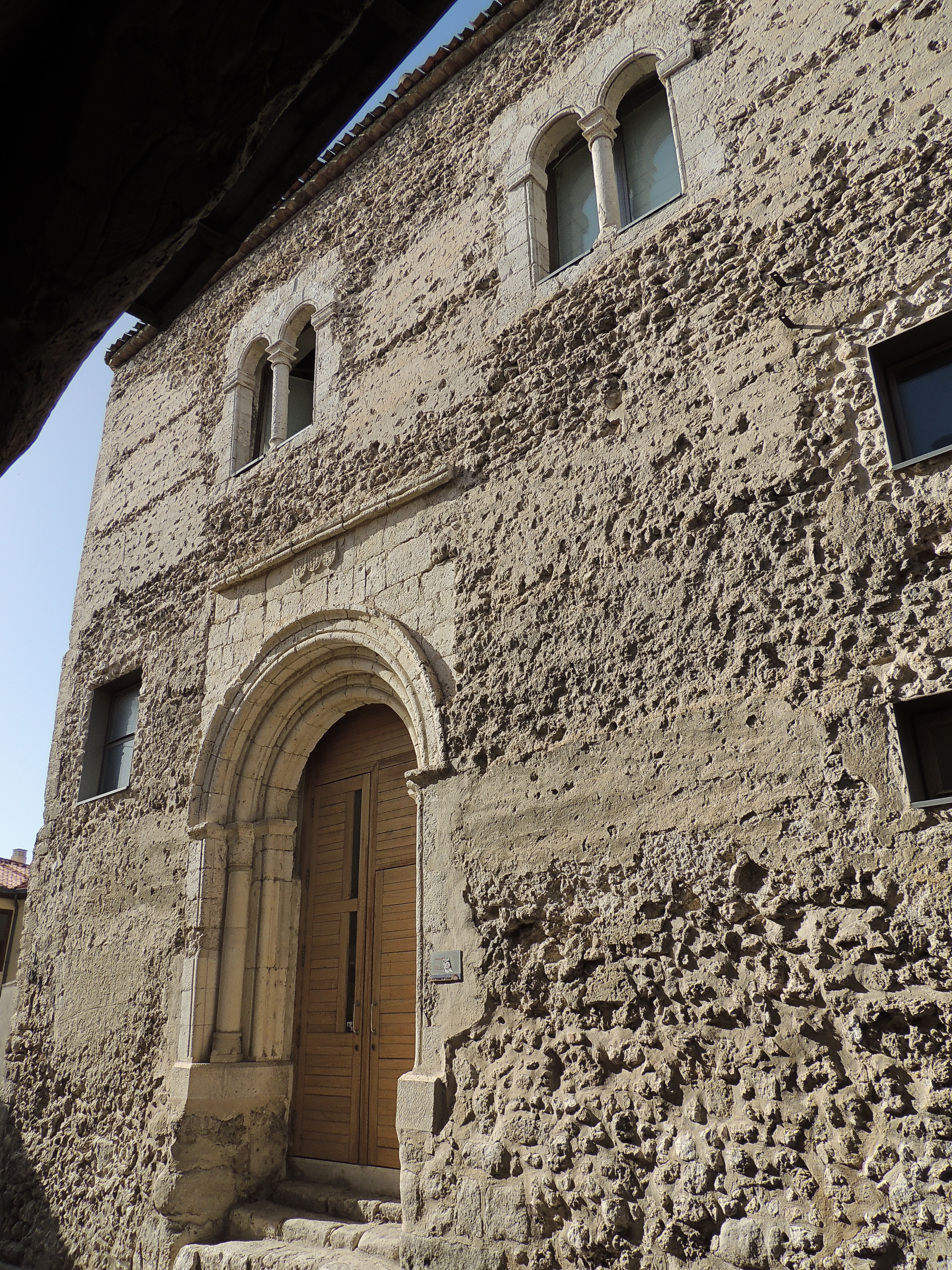
Portada románica del palacio de Pedro I en Cuéllar.

Los edificios domésticos, incluidos los palacios, no tenían grandes pretensiones; las casas se construían con materiales deleznables (en contraposición con la grandeza de las iglesias), que no fueron capaces de resistir el paso del tiempo. Cuando ya se quiso dar importancia a esta arquitectura civil, lo poco que había se transformó y lo nuevo se edificó con las tendencias del gótico. Así ocurrió con el llamado palacio románico de Diego Gelmírez, en Santiago de Compostela, que en realidad es una fábrica totalmente gótica, o con las célebres canonjías de Segovia cuya estructura pertenece ya a la Baja Edad Media. 
En la ciudad de León está el conocido palacio de doña Berenguela, llamado palacio románico, cuya estructura y planificación corresponden en realidad a los últimos años de la Baja Edad Media, lejos del románico, pero que conserva (tal vez fuera del lugar originario) unas ventanas de estilo románico. Así mismo existe en la ciudad segoviana de Cuéllar el llamado palacio de Pedro I cuyo origen se supone que date de la época de la Repoblación y hasta quizás sean románicos parte de sus cimientos, pero el edificio actual es de principios del siglo XIV, aun cuando tenga una portada románica que puede ser heredada del edificio anterior o reutilizada de otro. Este palacio está considerado sin embargo como uno de los pocos ejemplares del románico civil. Tradicionalmente se ha dado en llamar casa o palacio románico a aquellos edificios que tienen una buena portada con arco de medio punto y grandes dovelas, siendo en realidad estructuras que corresponden a época del gótico.
Como ejemplo de lo que pudo ser un palacio románico construido en piedra se conserva el testimonio de la fachada del palacio de los Reyes de Navarra en Estella (Navarra).

### Puentes

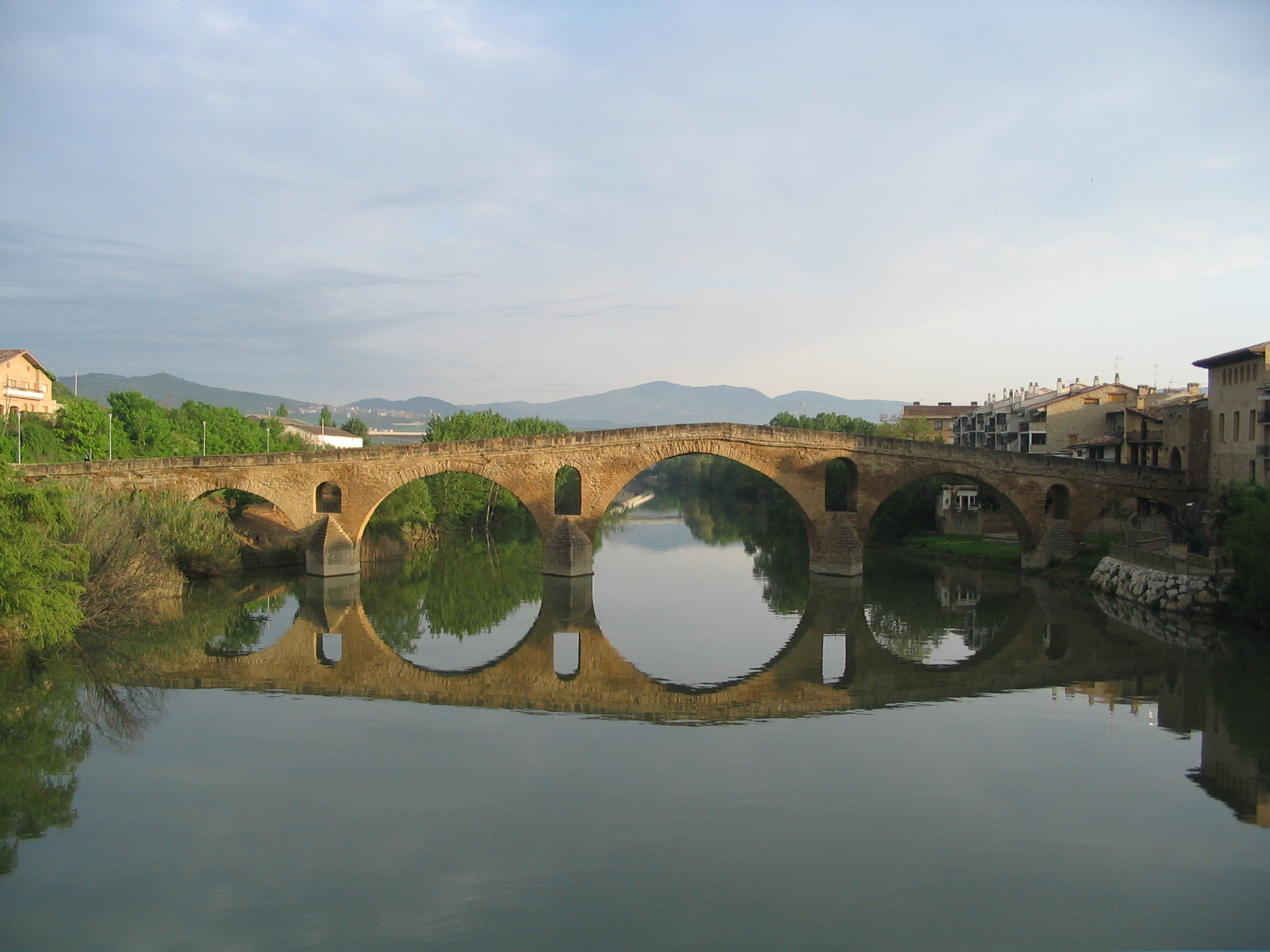
Puente románico de Puente la Reina (Navarra)

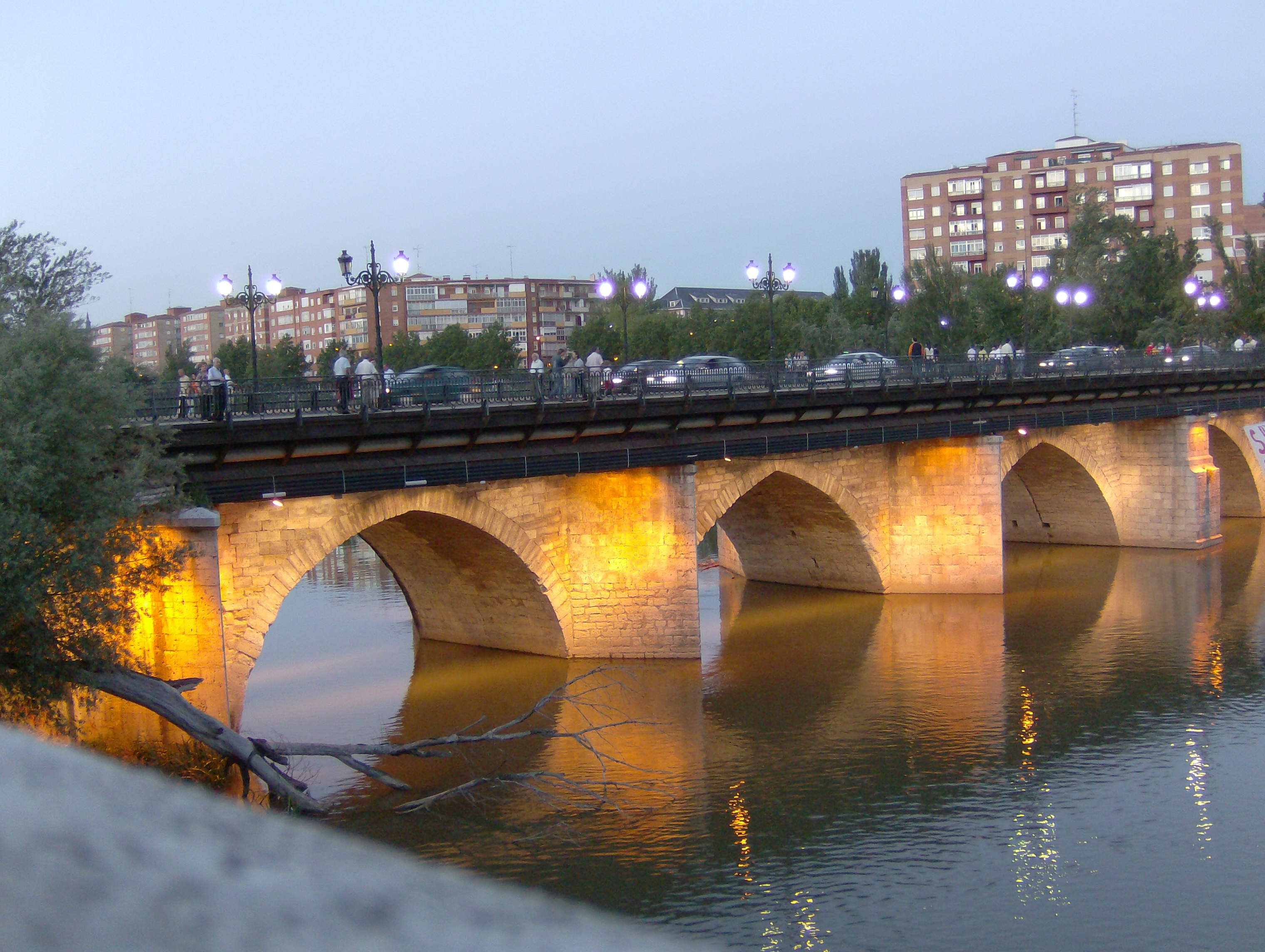
Puente Mayor de Valladolid

También se construyeron puentes en esta época. Igual que sucedió con los castillos, los puentes sufrieron cambios y restauraciones posteriores por lo que su aspecto actual no corresponde en la mayoría de los casos a aquella época. A lo largo de todo el Camino de Santiago hubo necesidad de reparar puentes antiguos o construirlos nuevos para facilitar el paso de los peregrinos. El mejor ejemplo de puente románico que ha llegado casi intacto al siglo XXI está precisamente en ese camino: es el de Puente la Reina en Navarra, tendido sobre el río Arga. Es obra románica del siglo XI. También en el Camino de Santiago hay otros dos puentes románicos sin cambios, uno en la localidad Navarra de Trinidad de Arre sobre el río Ulzama y otro, el puente Arrobi en Iroz, sobre el río Urrobi también en Navarra. En Sangüesa, los ojos y apoyos extremos del puente son de factura románica.
Otro puente románico y peregrino fue el construido en Ponferrada (León), llamado el Puente de Hierro por la barandilla que se puso de este material. Fue pensado y edificado en función de las necesidades de los viajeros a Santiago de Compostela que en este lugar tenían dificultades para atravesar el río Sil.
En Toledo existen dos puentes sobre el río Tajo, el de San Martín es de 1203, remodelado a finales del siglo XIV, y el de Alcántara fue un puente musulmán, reconstruido en el siglo XIII. Valladolid tuvo su primer puente sobre el río Pisuerga en tiempos del señor de la villa, conde Ansúrez, hacia el año 1080, el llamado Puente Mayor. En origen tenía arcos de medio punto que después fueron sustituidos por los arcos apuntados. Lo que se contempla en el siglo XXI de este puente dista mucho de la primitiva obra románica.

Puentes románicos
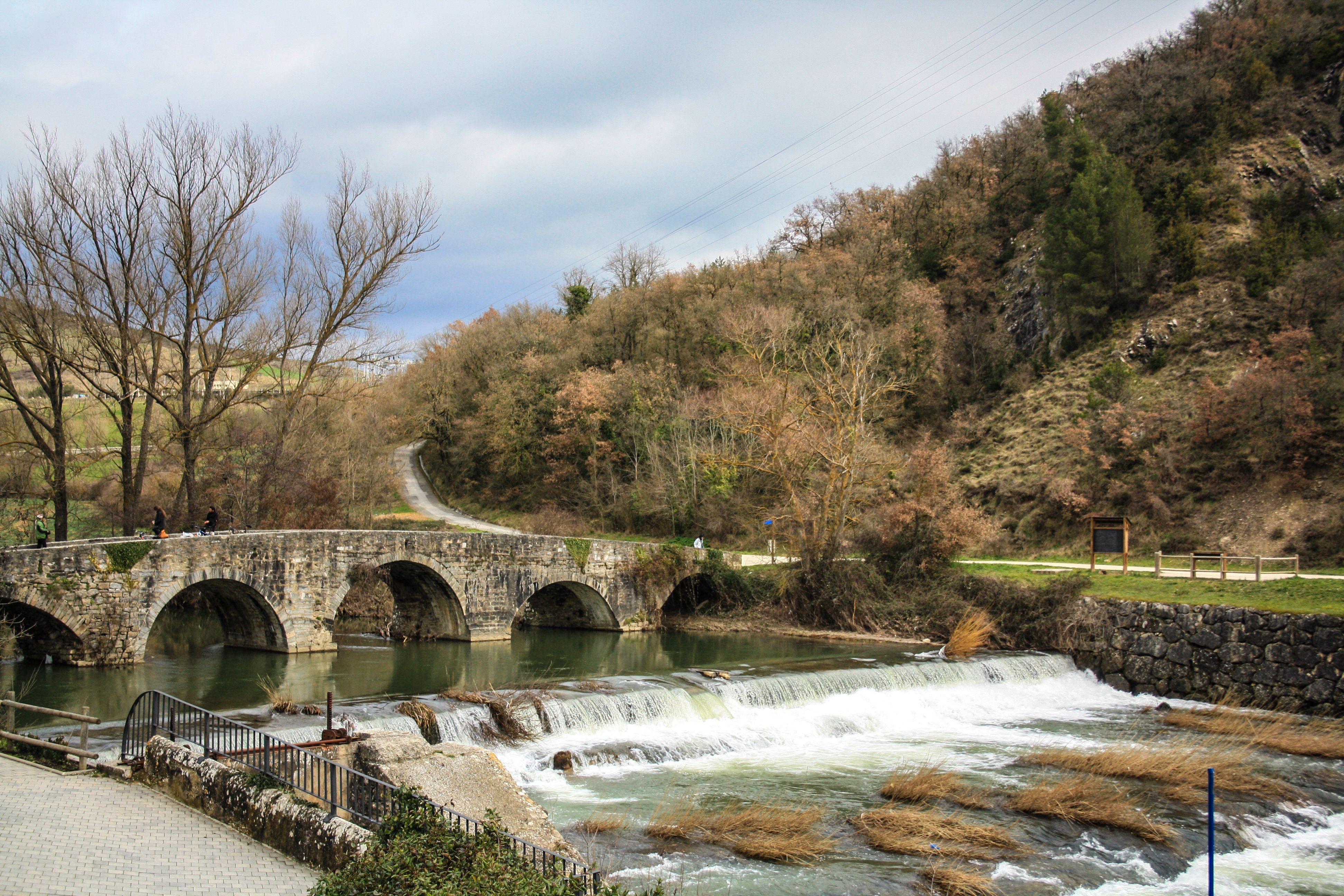
Puente en Trinidad de Arre sobre el río Ulzama
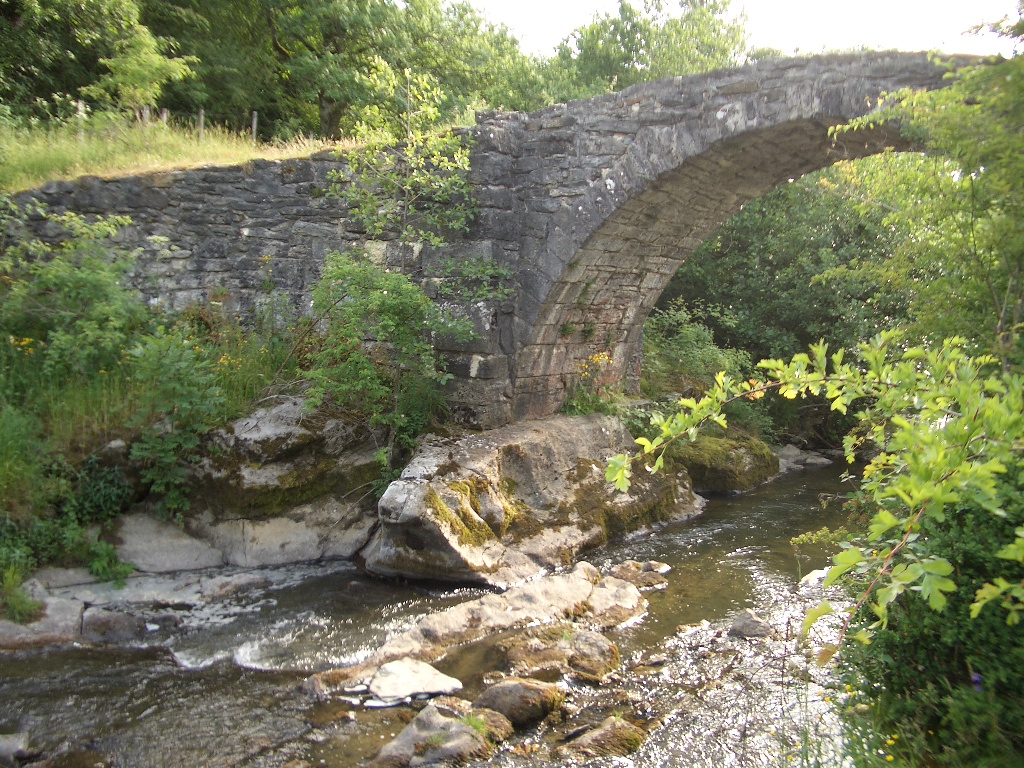
Puente Arrobi
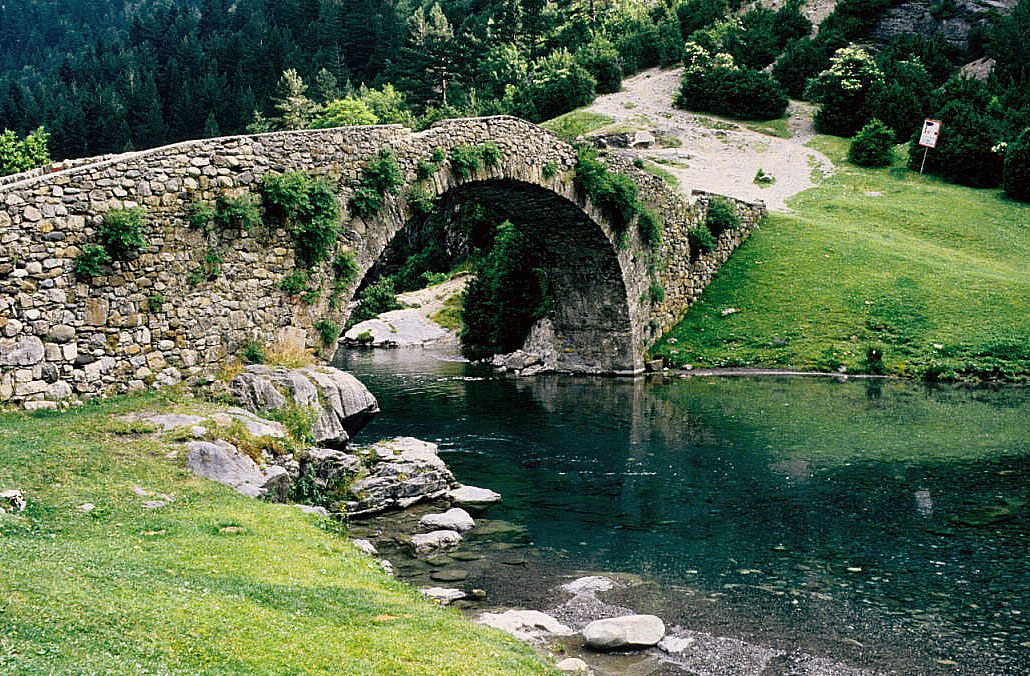
Puente de Bujaruelo sobre el río Ara, en la provincia de Huesca
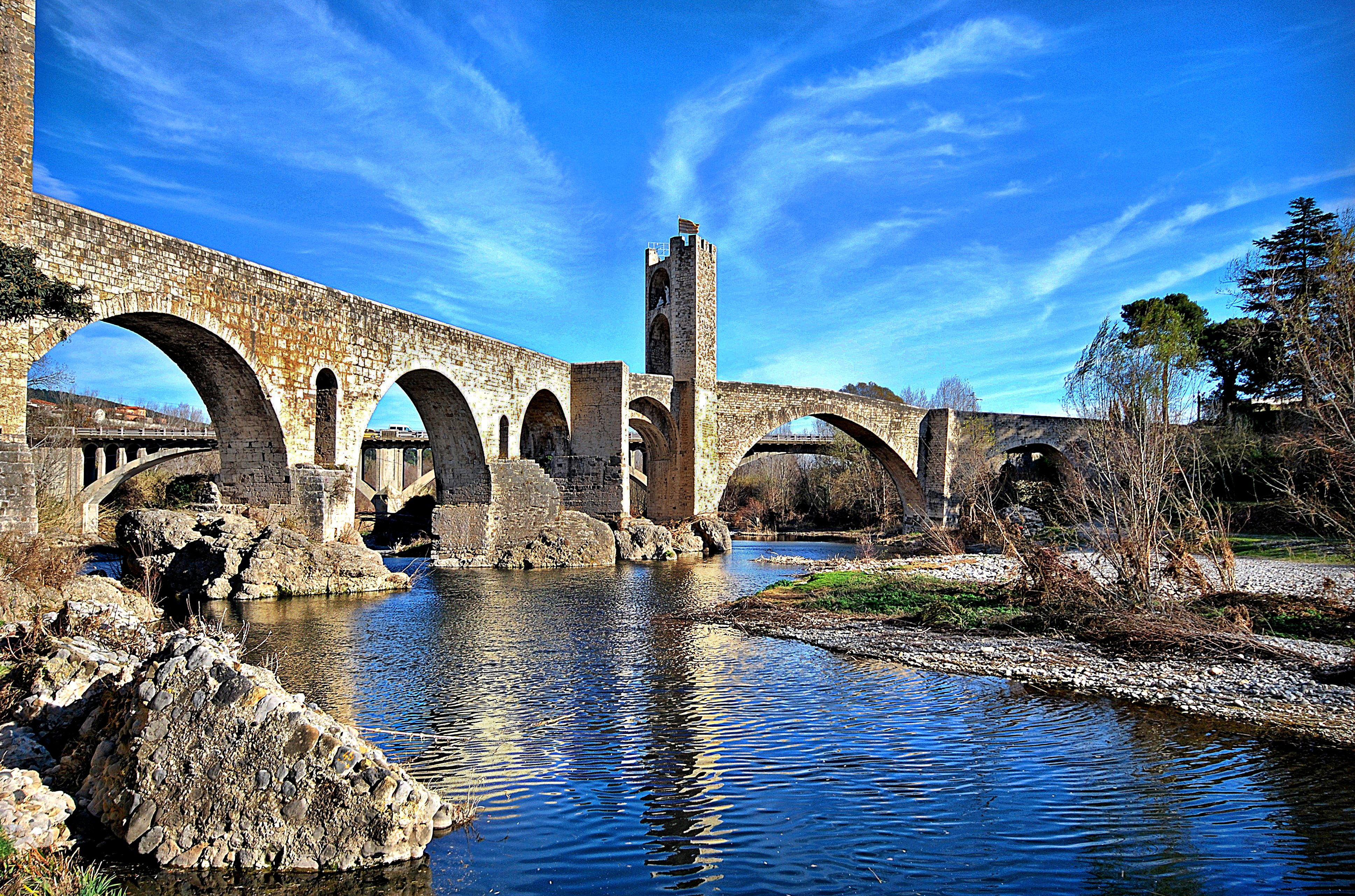
Puente de Besalú, de forma angular con siete arcos desiguales soportados por pilastras sobre la roca viva, con tajamares. Original románico anterior a 1071, ha sido reconstruido muchas veces.

### Edificios militares

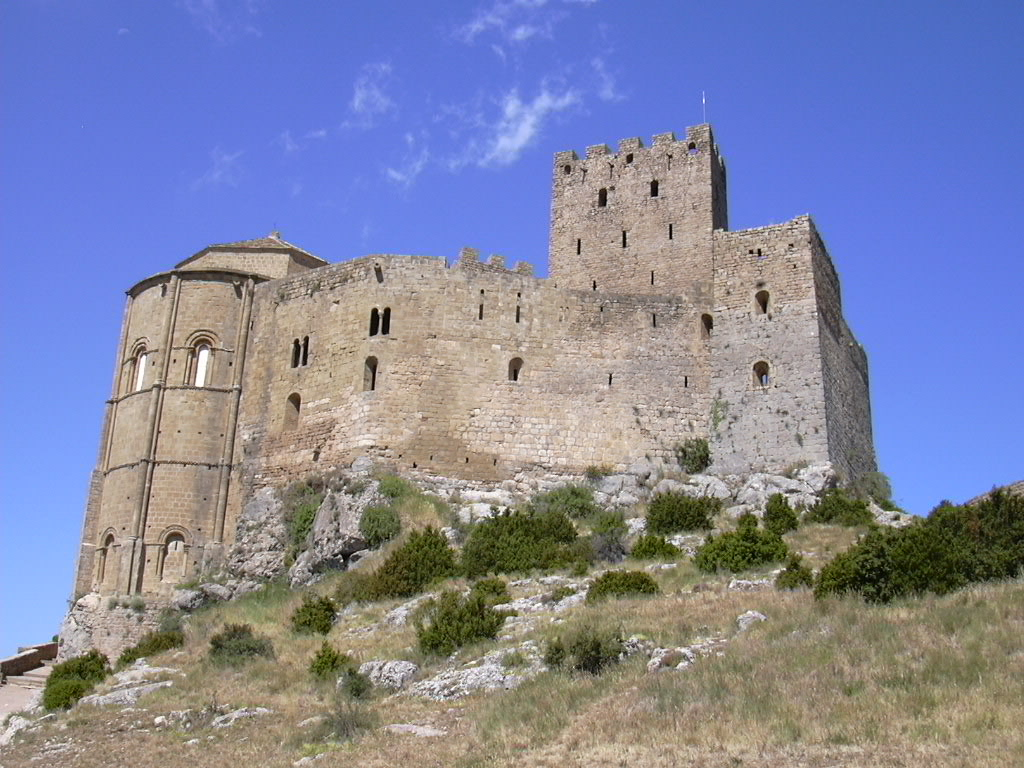
Castillo de Loarre (Huesca).

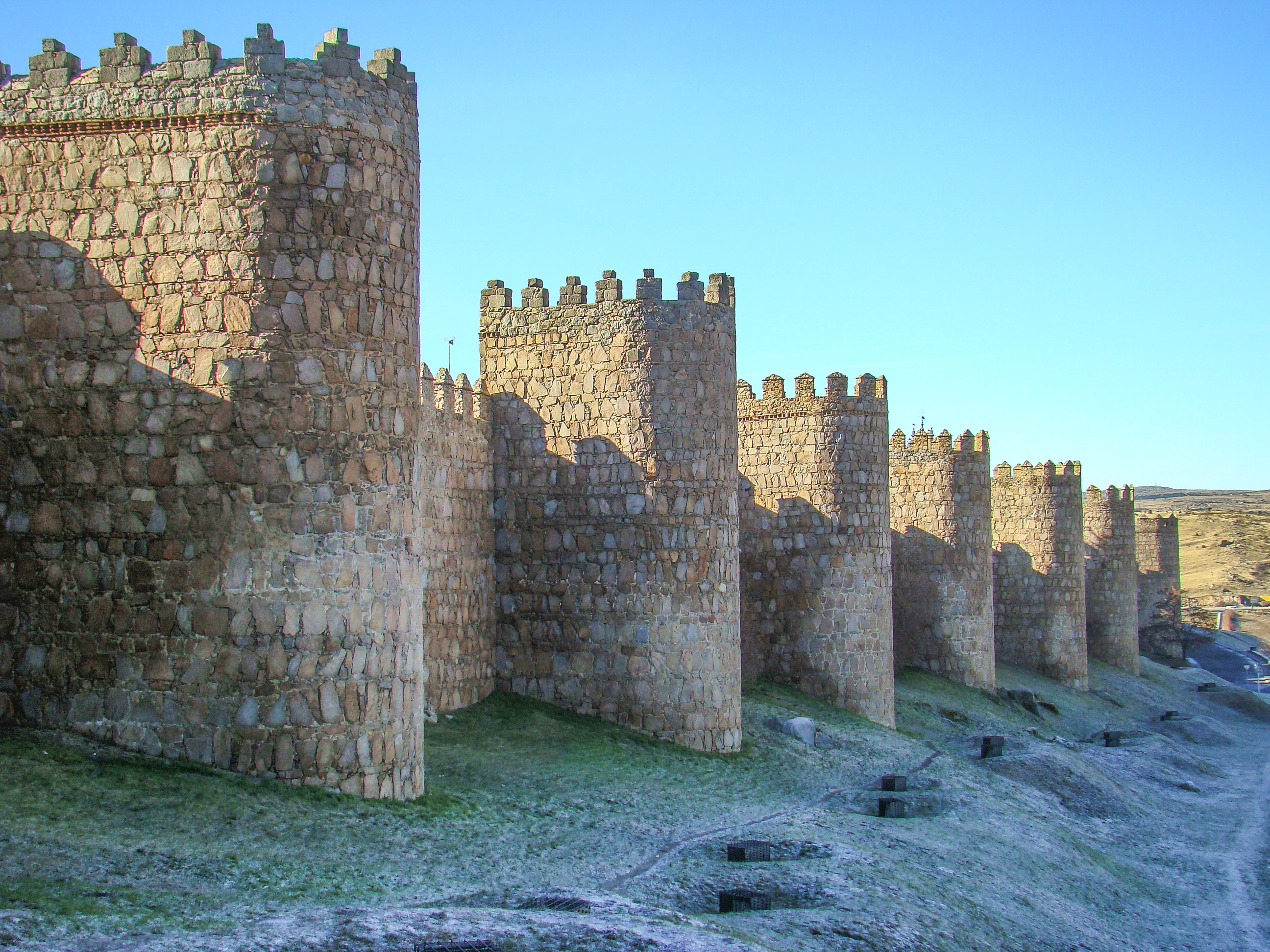
Murallas románicas de Ávila.

En la arquitectura militar ocurrió casi lo mismo: castillos, fuertes, torres y murallas fueron reestructurados totalmente, adaptándose a las nuevas armas y a las distintas formas de luchar. Los castillos medievales de época románica se fueron construyendo unos sobre edificaciones anteriores y otros de nueva planta, pero todos fueron cambiando en época del gótico y siguientes. Sin embargo en España queda un ejemplo íntegro de castillo románico: el castillo de Loarre en Huesca, edificado en el siglo XI, una auténtica representación de lo que fueron los castillos de época románica.
Se conservan vestigios románicos del castillo de Calatrava la Nueva, una fortaleza de grandes dimensiones (46 000 metros cuadrados), construida por los caballeros calatravos entre los años 1213 y 1217, después de la batalla de las Navas de Tolosa. Los documentos que se guardan en los archivos detallan todo el edificio y la distribución de las habitaciones. En realidad se trata de un complejo recinto compuesto por iglesia, convento, hospedería, puebla y perímetro externo, todo fuertemente fortificado. Fue modificado a través de los años, aunque todavía se puede ver la puerta cisterciense de la iglesia, tres amplias naves cubiertas con bóvedas de ladrillo y tres ábsides con arcos apuntados, y algunas bóvedas románicas en otras zonas. Están destruidas todas las dependencias y sólo quedan los cimientos románicos de la construcción, algunas piezas subterráneas y los espacios donde estuvo la fortificación descrita en los documentos anteriormente citados.
También en el alcázar de Segovia hay restos de construcción románica, en la sala rectangular de los Ajimeces cuya planta es original del siglo XII y que conserva restos de la portada románica y vanos románicos con ajimez.
En cuanto a las murallas, tuvieron un importante impulso en los últimos años del siglo XII para cercar las nuevas ciudades, aun cuando murallas y cercas existían ya en otros puntos, construidas en tiempos remotos. Las nuevas murallas románicas además de defender tenían la misión de delimitar un territorio y distinguirlo del entorno, algo muy importante en la época, dado que pertenecer a una comunidad urbana traía consigo unos derechos y unas obligaciones especiales. Las murallas defensivas fueron evolucionando a murallas o cercas de carácter fiscal. La muralla románica por excelencia es la muralla de Ávila, que se conserva casi intacta y muy poco adulterada.

## Románico rupestre

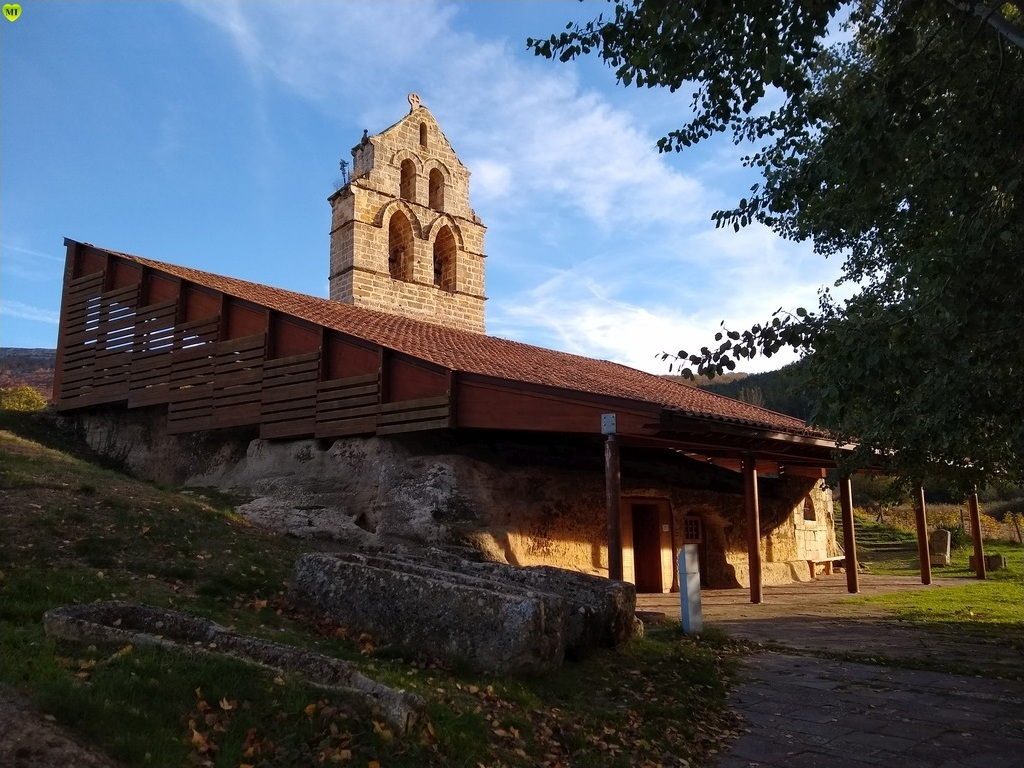
Iglesia rupestre de Santa María de Valverde de Valderredible (Cantabria)

Los eremitorios rupestres excavados en la roca datan de los comienzos de la Alta Edad Media en España; algunas de esas construcciones cristianas fueron evolucionando, ampliándose y cambiando su aspecto con aportaciones de las nuevas modas del arte. El románico se hizo sentir en construcciones que habían pasado de ser un escondido y recóndito lugar de oración a una iglesita con culto religioso y liturgia para el pueblo.
En el entorno geográfico del norte de Palencia lindando con el sur de Cantabria y el noroeste de Burgos, se localiza un conjunto excepcional de estas iglesias rupestres en las que se pueden ver elementos románicos (arcos, columnas, capiteles). Como ejemplos se pueden dar:
- Iglesia rupestre de los Santos Justo y Pastor de Olleros de Pisuerga.[40]
- Iglesia rupestre de Santa María de Valverde (su espadaña) del municipio de Valderredible (Cantabria).[41]
- Ermita de San Pelayo de Villacibio.
- Iglesia de San Miguel de Presillas (Burgos).

## El estudio arqueológico del románico
La ciencia de la arqueología ayuda a comprender la época del románico y sus grandes construcciones erigidas en un entorno particular y bajo unas circunstancias políticas, económicas e ideológicas especiales. En lo que respecta a la arquitectura, los arqueólogos pueden aportar datos no sólo a partir de las excavaciones sino también a la vista de monumentos que están en pie, gracias al estudio de lo que se llama lectura de muros. En este campo los arqueólogos distinguen entre etapa constructiva (fases de ejecución o de destrucción de la obra) y elemento constructivo, que son las piezas estudiadas individualmente y en las distintas etapas, aunque no corresponda al tiempo del resto de la obra; puede encontrarse un segmento de imposta, una inscripción en el sillar de un muro, un canecillo, todo de ejecución románica en una obra gótica.
El estudio de los muros es muy importante para la arqueología que dedica su empeño a esta época. Su observación minuciosa permite ver entre otras cosas las conocidas marcas de cantero que tantas discusiones y teorías han suscitado. Las marcas son incisiones geométricas hechas en los sillares de los muros, cuyo significado está todavía por descubrir pero que pueden aportar datos interesantes sobre geografía, momento de la ejecución, canteros, etc.

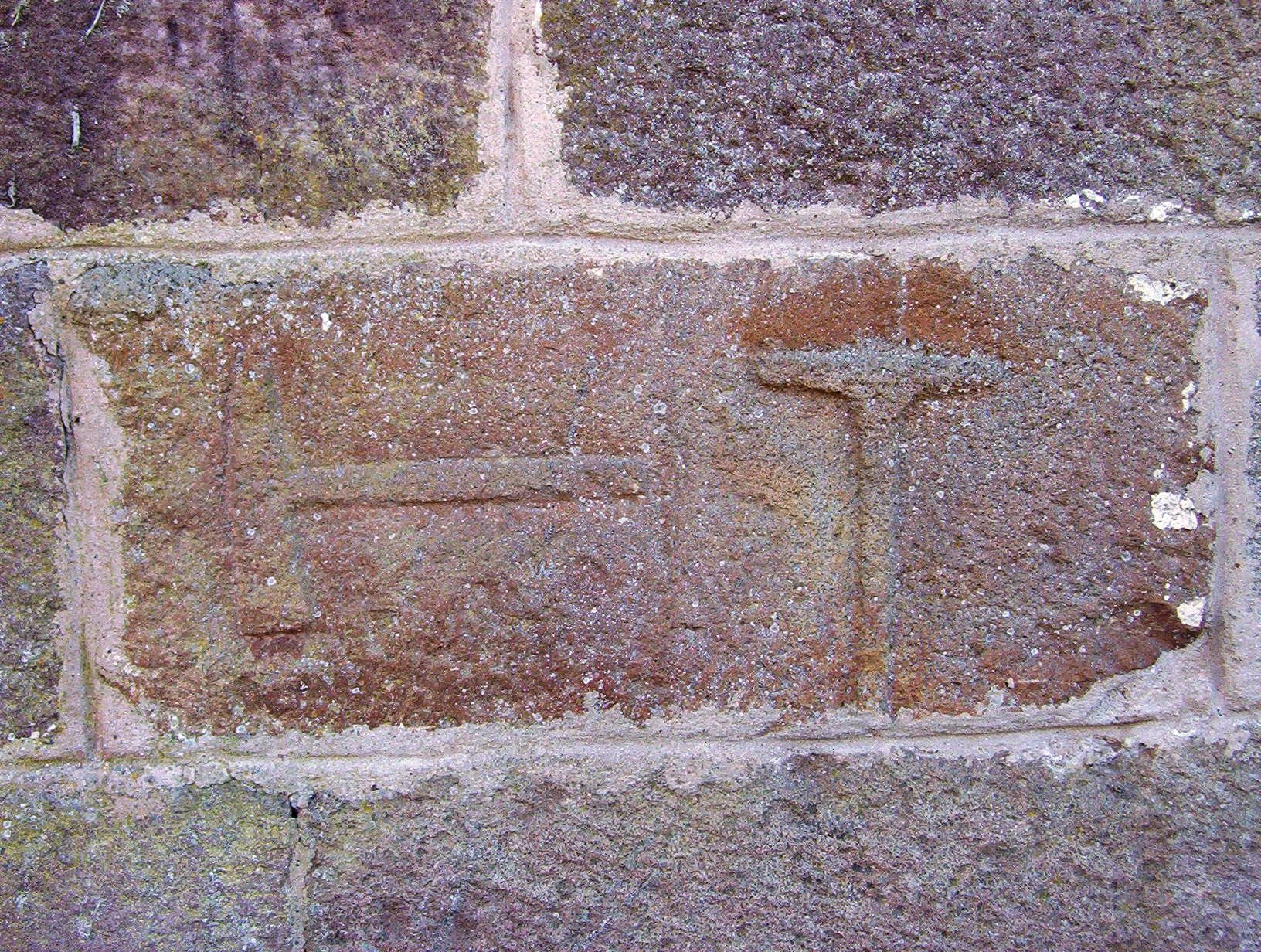
Sillar con marca de cantero en que puede apreciarse la herramienta usada para desbastar. Iglesia de Somaconcha en Cantabria.

Existen también las marcas de talla de la piedra. Su estudio ha dado a conocer los recursos técnicos usados y las herramientas concretas utilizadas en determinados bloques de piedra. En el románico utilizaban una especie de hacha para desbastar y asentar los sillares, muy típica de la época y cuyo uso llegó al mismo tiempo que este estilo. Era una herramienta doble, muy parecida a la alcotana; por un lado tenía un pico y por el otro una especie de hacha. El filo del hacha dejaba unas huellas características en la piedra que al cabo del tiempo han venido a demostrar cuál fue la herramienta empleada. Estas huellas ayudan a identificar una obra románica sobre todo si se trata de una pared carente de otros elementos identificadores. Esta herramienta puede verse representada bastante a menudo en capiteles historiados o canecillos. 
Con el gótico llegó un cambio técnico y la herramienta preferida fue el trinchante, muy parecida a la anterior pero con la parte del hacha dentada, que deja también unas huellas especiales y reconocibles.

## Transición al arte gótico
Los primeros pasos de transición se fueron dando en la arquitectura de las obras cistercienses con el empleo del arco apuntado (todavía no demasiado apuntado), que sería una de las características más evidentes del gótico. La evolución del románico dio como consecuencia el nuevo estilo, sobre todo en las estructuras arquitectónicas, ya que desde el punto de vista de la estética el gótico demostró un gusto muy diferente. Tras los ensayos, peripecias y grandes estudios de los constructores románicos, pudo triunfar el nuevo estilo cuya representación más importante son las grandes catedrales. Desde finales del XII se identifica la transición en la catedral de Tarragona y en la catedral de Lérida).